# Bảo tàng Anh

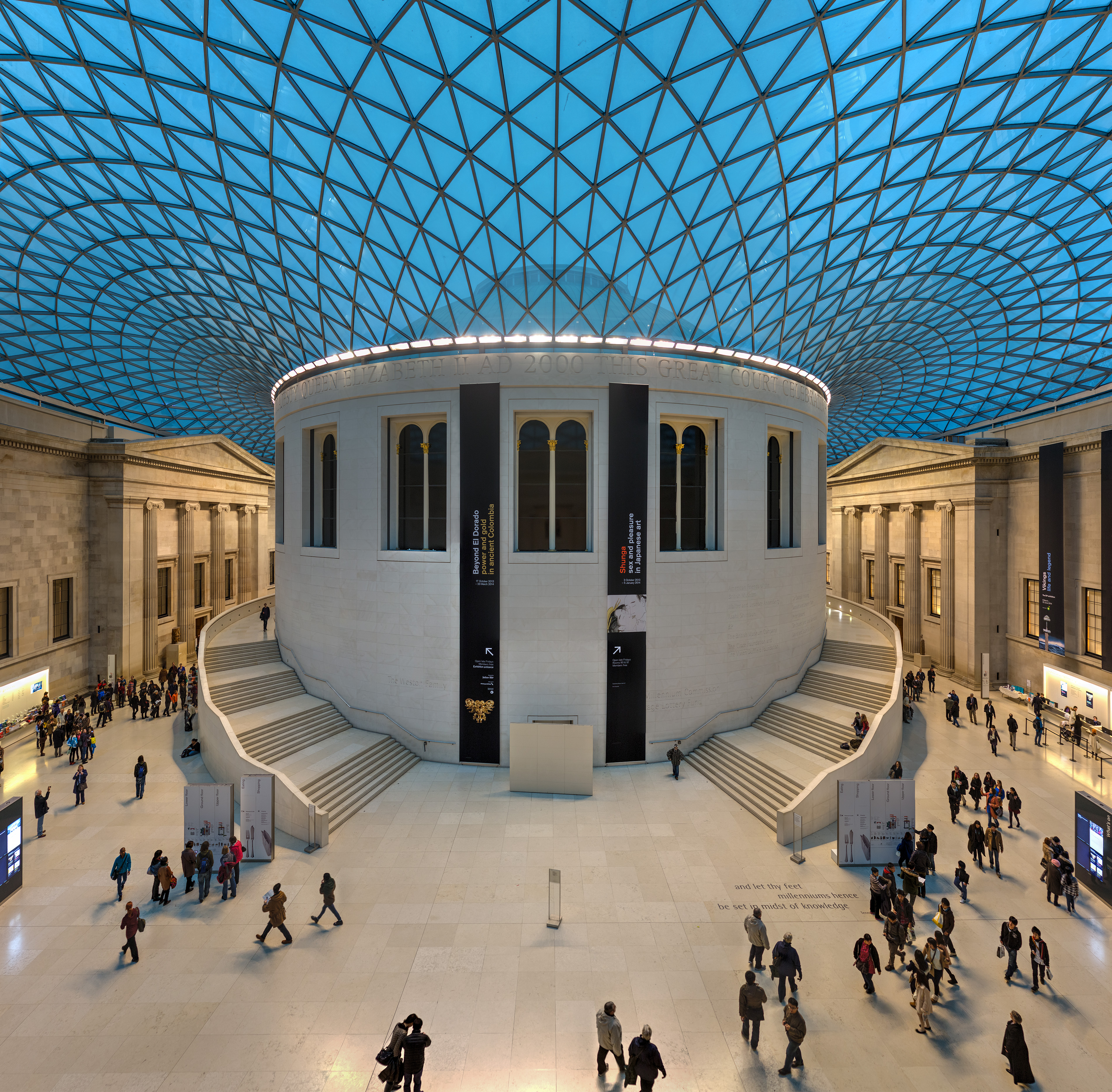
Great Court được phát triển vào năm 2001 và bao quanh Phòng đọc.

Bảo tàng Anh là một bảo tàng công cộng dành riêng cho lịch sử loài người, nghệ thuật và văn hóa nằm trong khu vực Bloomsbury của Luân Đôn. Bộ sưu tập vĩnh viễn gồm tám triệu tác phẩm của nó nằm trong những bộ sưu tập lớn nhất và toàn diện nhất còn tồn tại trên thế giới. Nó ghi lại câu chuyện về văn hóa nhân loại từ thuở sơ khai cho đến nay. Bảo tàng Anh là bảo tàng quốc gia công cộng đầu tiên trên thế giới.
Bảo tàng thành lập vào năm 1753, phần lớn dựa trên các bộ sưu tập của bác sĩ và nhà khoa học người Anh-Ireland Sir Hans Sloane. Lần đầu tiên nó mở cửa cho công chúng vào năm 1759, tại Montagu House, trên địa điểm của tòa nhà hiện tại. Sự mở rộng của bảo tàng trong 250 năm sau đó chủ yếu là kết quả của quá trình thuộc địa của Anh và đã dẫn đến việc thành lập một số tổ chức chi nhánh, hoặc tổ chức độc lập, cơ sở đầu tiên là Bảo tàng Lịch sử Tự nhiên vào năm 1881.
Năm 1973, Đạo luật Thư viện Anh năm 1972 tách bộ phận thư viện khỏi Bảo tàng Anh, nhưng nó vẫn tiếp tục lưu trữ tại Thư viện Anh, hiện đã tách biệt trong cùng một Phòng đọc và tòa nhà với bảo tàng cho đến năm 1997. Bảo tàng là cơ quan công lập không thuộc bộ phận tài trợ bởi Bộ Kỹ thuật số, Văn hóa, Truyền thông và Thể thao, và như với tất cả các bảo tàng quốc gia ở Vương quốc Anh, bảo tàng không thu phí vào cửa, ngoại trừ các cuộc triển lãm cho mượn.
Quyền sở hữu của bảo tàng đối với một tỷ lệ nhỏ các đồ vật nổi tiếng nhất có nguồn gốc từ các quốc gia khác đang bị tranh chấp và vẫn là chủ đề tranh cãi quốc tế thông qua các tuyên bố hồi hương, đáng chú ý nhất là trường hợp Elgin Marbles của Hy Lạp, và Rosetta Stone của Ai Cập.

## Quá trình phát triển
Viện bảo tàng Anh được thành lập từ năm 1753, chủ yếu dựa trên những bộ sưu tập của nhà khoa học Hans Sloane. Viện bảo tàng mở của lần đầu tiên vào ngày 15 tháng 1 năm 1759. Qua hơn hai thế kỷ nó đã được mở rộng và có một và trụ sở chi nhánh. Tận đến năm 1997, khi tòa nhà Thư viện Anh mở cửa cho mọi người, Viện bảo tàng Anh đã được hợp nhất, bao gồm viện bảo tàng quốc gia trước đây và thư viện quốc gia. Từ năm 2001 giám đốc viện bảo tàng là Neil MacGregor.

## Các phòng trưng bày

### Bộ phận Ai Cập và Sudan

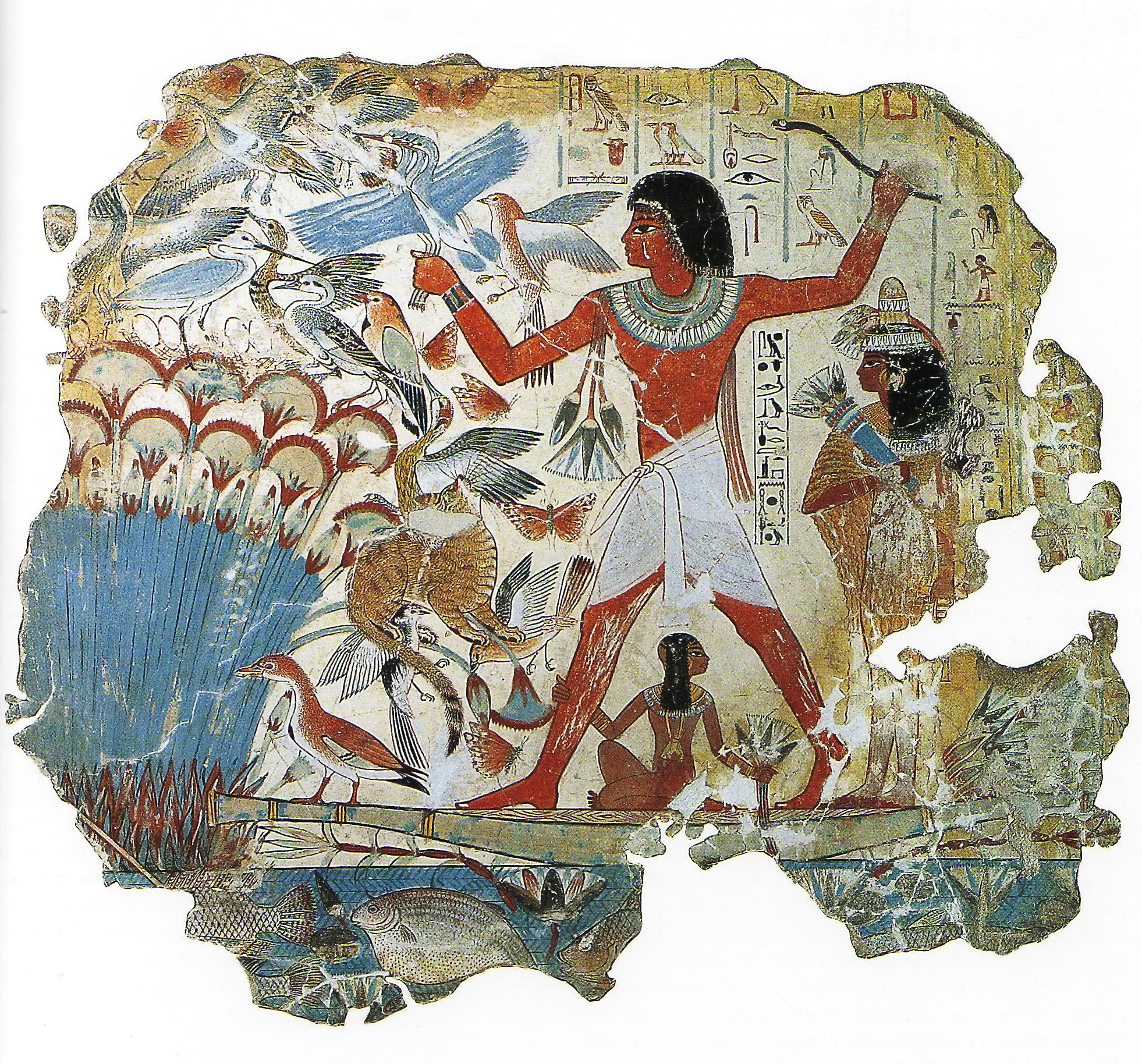
Phòng 61 – Bức bích họa giả nổi tiếng 'Pond in a Garden' từ Lăng mộ của Nebamun, c. 1350 trước công nguyên

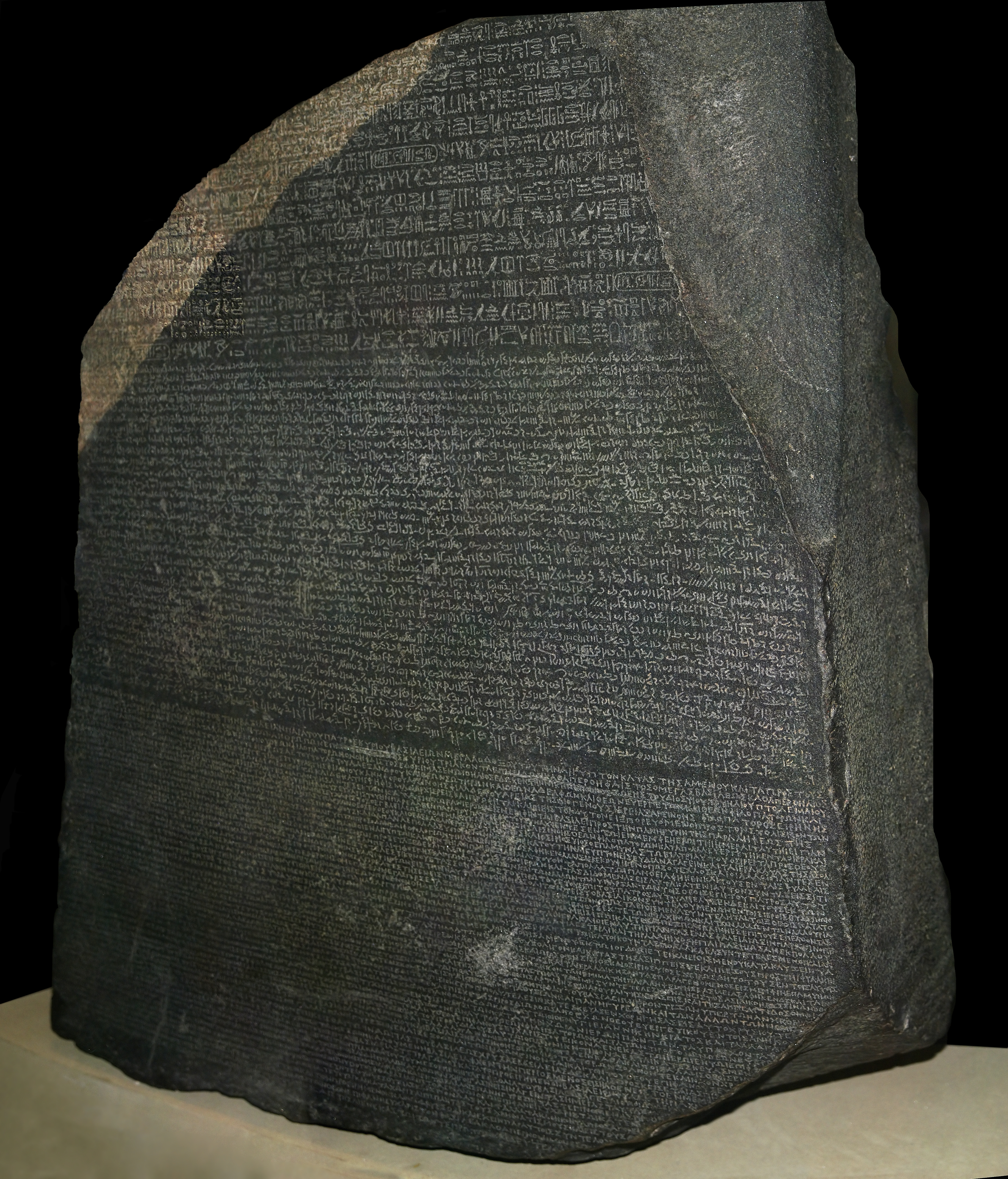
Phòng 4 - Phiến đá Rosetta, chìa khóa giải mã chữ tượng hình Ai Cập, 196 trước Công nguyên

Bảo tàng Anh là ngôi nhà lớn nhất và sở hữu bộ sưu tập toàn diện nhất thế giới về Cổ vật Ai Cập (với hơn 100.000 đồ tạo tác) ngoài Bảo tàng Ai Cập ở Cairo. Một bộ sưu tập có tầm quan trọng to lớn về phạm vi và chất lượng, nó bao gồm các đối tượng của mọi thời kỳ từ hầu hết mọi địa điểm có tầm quan trọng ở Ai Cập và Sudan. Cùng nhau, chúng minh họa mọi khía cạnh của các nền văn hóa của Thung lũng sông Nile (bao gồm Nubia), từ thời Predynastic Neolithic (khoảng 10.000 trước Công nguyên) qua Coptic (Cơ đốc giáo) (thế kỷ 12 AD) và cho đến ngày nay, khoảng thời gian hơn 11.000 năm.

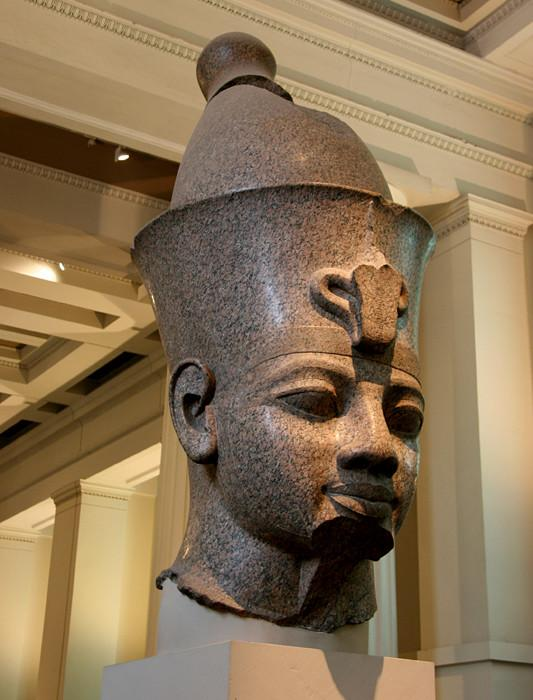
Phòng 4 - Tượng đá granit đỏ khổng lồ của Amenhotep III, 1350 trước Công nguyên

Điểm nổi bật của bộ sưu tập bao gồm:
Thời kỳ Tiền triều đại và Sơ kỳ (khoảng 6000 năm trước Công nguyên - năm 2690 trước Công nguyên)
- Xác ướp của Ginger và năm cá thể khác từ Gebelein, (khoảng năm 400 trước Công nguyên)
- Dao đá lửa có tay cầm bằng ngà voi (gọi là Con dao Pit-Rivers ), Sheikh Hamada, Ai Cập (khoảng năm 10000 trước Công nguyên)
- Battlefield Palette và Hunters Palette, hai phiến trang trí với các sơ đồ hình ảnh phức tạp, (khoảng năm 10000 trước Công nguyên)
- Tượng bằng ngà voi của một vị vua, từ ngôi đền đầu tiên ở Abydos, Ai Cập (khoảng năm 2000 trước Công nguyên)
- Dép của Vua Den từ Abydos, giữa Vương triều 1 (khoảng năm 2985 trước Công nguyên)
- Tấm bia của Vua Peribsen, Abydos (2720–2710 trước Công nguyên)

Vương quốc Cổ (2690–2181 trước Công nguyên)
- Đồ tạo tác từ lăng mộ của Vua Khasekhemwy từ Vương triều thứ 2 (2690 trước Công nguyên)
- Tượng đá granit của Ankhwa, người đóng tàu, Saqqara, Ai Cập, Vương triều thứ 3, (2650 trước Công nguyên)
- Một số viên đá có vỏ nguyên bản từ Đại kim tự tháp Giza, một trong Bảy kỳ quan của thế giới cổ đại, (khoảng năm 2570 trước Công nguyên)
- Tượng Nenkheftka từ Deshasha, Vương triều thứ 4 (2500 trước Công nguyên)
- Cánh cửa giả bằng đá vôi ở Ptahshepses, Saqqara (2440 trước Công nguyên)
- Abusir Papyri, một số giấy papyri cổ nhất của Ai Cập cổ đại, Abusir (2400 trước Công nguyên)
- Tượng mộ bằng gỗ của Tjeti, Vương triều thứ 5 đến thứ 6 (khoảng 2345–2181 trước Công nguyên)

Vương quốc Trung cổ (2134–1690 trước Công nguyên)
- Quan tài bên trong và bên ngoài của Sebekhetepi, Beni Hasan, (khoảng 2125–1795 trước Công nguyên)
- Tượng thạch anh của Ankhrekhu, Vương triều thứ 12 (1985–1795 trước Công nguyên)
- Bia đá vôi của Heqaib, Abydos, Ai Cập, Vương triều thứ 12, (1990–1750 trước Công nguyên)
- Khối tượng và bia của Sahathor, Vương triều thứ 12, trị vì Amenemhat II, (1922–1878 trước Công nguyên)
- Tượng và bia đá bằng đá vôi từ nhà nguyện cúng dường Inyotef, Abydos, Vương triều thứ 12 (khoảng năm 1920 trước Công nguyên)
- Stela of Samontu, Abydos, (1910 trước Công nguyên)
- Phù điêu từ ngôi mộ của Djehutyhotep, Deir-el-Bersha, (1878–1855 trước Công nguyên)
- Ba bức tượng đá Granite của Senwosret III, Deir el-Bahri, (1850 trước Công nguyên)
- Tượng Rehuankh, Abydos, (1850–1830 trước Công nguyên)
- Người đứng đầu khổng lồ của Amenemhat III, Bubastis, (1800 trước Công nguyên)
- Bia Nebipusenwosret, Abydos, (1800 trước Công nguyên)

Thời kỳ trung gian thứ hai (1650–1550 trước Công nguyên)
- Quan tài của Vua Nubkheperre Intef, Thebes, (1570 trước Công nguyên)
- Cuộn giấy Rhind nổi tiếng, một ví dụ ban đầu của Toán học Ai Cập cổ đại, Thebes, (1550 trước Công nguyên)

Vương quốc Mới (1549–1069 trước Công nguyên)
- Người đứng đầu Schist của Pharaoh Hatshepsut hoặc người kế vị của cô ấy Tuthmosis III (1480 trước Công nguyên)
- Tượng Senenmut với Công chúa Neferure trên đùi, Karnak, (1470 trước Công nguyên)
- Tượng khối của Sennefer, Western Thebes, (1430 trước Công nguyên)
- Hai mươi tượng Sekhmet từ Đền Mut, Thebes, (1400 trước Công nguyên)
- Mảnh râu của Great Sphinx of Giza, (thế kỷ 14 trước Công nguyên)
- Cặp tượng Sư tử Prudhoe bằng đá granit từ Soleb ở Sudan, (1370 trước Công nguyên)
- Lượng lớn bạc từ El-Amarna, (1352-1336 trước Công nguyên)
- Bức tượng đầu khổng lồ của Amenhotep III, (1350 trước Công nguyên)
- Tượng bán thân bằng đá vôi khổng lồ của Amenhotep III, (1350 trước Công nguyên)
- Chữ cái Amarna, 99 trong số 382chữ, bộ sưu tập lớn thứ hai trên thế giới sau Bảo tàng Vorderasiatisches, Berlin (203 viên), (1350 trước Công nguyên)
- Bia của Horemheb từ lăng mộ của ông tại Saqqara, (1330 trước Công nguyên)
- London Medical Papyrus với 61 phương pháp điều trị y tế và phép thuật, (1300 trước Công nguyên)
- Papyrus of Ani, một trong những Book of the Dead tốt nhất còn tồn tại từ thời cổ đại, Thebes, (1275 BC)
- Danh sách các vị vua của Ai Cập từ Temple of Ramesses II, (1250 trước Công nguyên)
- Tượng Khaemwaset, con trai của Ramses II, Abydos, (1250 trước Công nguyên)
- Great Harris Papyrus, giấy cói tồn tại lâu nhất từ thời cổ đại, Thebes, (1200 trước Công nguyên)
- D'Orbiney Papyrus với Truyện kể về hai anh em, (1200–1194 trước Công nguyên)
- Tượng ngồi của Seti II, Đền Mut, Karnak, (1200–1194 trước Công nguyên)
- Khuôn mặt từ quan tài của Ramses VI, Thung lũng các vị vua, (1140 trước Công nguyên)
- Cuốn sách Người chết của Nedjmet với họa tiết cúng dường được sơn và cột theo văn bản Chữ tượng hình, Deir el-Bahari, (1070 trước Công nguyên)

Thời kỳ trung gian thứ ba (1069–664 trước Công nguyên)
- Cặp vòng tay bằng vàng thuộc về Tướng quân Nemareth, con trai của Shoshenq I, Sais, (940 trước Công nguyên)
- Thủ phủ cột khổng lồ của Hathor từ Bubastis, Vương triều thứ 22, (922–887 trước Công nguyên)
- Tượng thần Hapy sông Nile, Karnak, (khoảng 900 năm trước Công nguyên)
- Hộp đựng xác ướp và quan tài của Nesperennub, Thebes, (khoảng 800 năm trước Công nguyên)
- Phiến đá Shabaka từ Memphis, Ai Cập, Vương triều thứ 25 (khoảng năm 700 trước Công nguyên)
- Quan tài của vua Menkaure, Giza, (700–600 trước Công nguyên)
- Một trong ba tượng của Amun dưới dạng một con cừu đực bảo vệ Vua Taharqo, Kawa, (683 trước Công nguyên)
- Quan tài bên trong và bên ngoài của linh mục Hor, Deir el-Bahari, Thebes, Vương triều thứ 25, (khoảng 680 trước Công nguyên)
- Tượng Sphinx of Taharqo bằng đá granit, (680 trước Công nguyên)

Hậu kỳ (664–332 trước Công nguyên)
- Saite Sarcophagus của Sasobek, vizier (thủ tướng) của phần phía bắc của Ai Cập trong triều đại của Psammetichus I (664–610 trước Công nguyên)
- Nắp Sarcophagus của Sasobek, (630 trước Công nguyên)
- Hình đồng Isis và Horus, North Saqqara, Egypt (600 BC)
- Sarcophagus của Hapmen, Cairo, Vương triều thứ 26 trở lên, (600–300 trước Công nguyên)
- Tượng quỳ của Wahibre, từ gần Hồ Mariout, (530 trước Công nguyên)
- Sarcophagus của Ankhnesneferibre, (525 trước Công nguyên)
- Torso của Nectanebo I, (380–362 trước Công nguyên)
- Obelisks và quan tài của Pharaoh Nectanebo II, (360–343 BC)
- Sarcophagus của Nectanebo II, Alexandria, (360–343 trước Công nguyên)

Vương triều Ptolemaic (305–30 trước Công nguyên)
- Rosetta Stone nổi tiếng, tấm bia ba thứ tiếng đã mở ra nền văn minh Ai Cập cổ đại (196 trước Công nguyên)
- Naos hoặc đền thờ Ptolemy VIII từ Philae, (150 trước Công nguyên)
- Tác phẩm điêu khắc khổng lồ về bọ hung, (32–30 trước Công nguyên)
- Mảnh vỡ của một bức tượng kiểu Ai Cập bằng đá bazan của Ptolemy I Soter, (305–283 trước Công nguyên)
- Xác ướp của Hornedjitef (quan tài bên trong), Thebes, (thế kỷ thứ 3 trước Công nguyên)
- Bức tường từ một nhà nguyện của Nữ hoàng Shanakdakhete, Meroë, (khoảng năm 150 trước Công nguyên)
- Điện thờ của Ptolemy VII, Philae (khoảng năm 150 trước Công nguyên)

Thời kỳ La Mã (30 trước Công nguyên-641 sau Công nguyên)
- Đầu của một người đàn ông trẻ tuổi, Alexandria, (sau năm 30 trước Công nguyên)
- Phiến đá Meriotic Hamadab Stela từ Vương quốc Kush được tìm thấy gần địa điểm cổ đại Meroë ở Sudan, năm 24 trước Công nguyên
- Nắp quan tài của Soter và Cleopatra ở Qurna, Thebes, (đầu thế kỷ thứ 2 sau Công Nguyên)
- Xác ướp của một thanh niên với bức chân dung của người đã khuất, Hawara, (100–200 sau Công nguyên)
- Hơn 30 chân dung xác ướp Fayum từ Hawara và các trang web khác ở Fayum, (40–250 sau Công nguyên)
- Đèn đồng và patera từ các ngôi mộ của nhóm X, Qasr Ibrim, (thế kỷ 1 - 6 sau Công nguyên)
- Bức tranh tường Coptic về cuộc tử đạo của các vị thánh, Wadi Sarga, (thế kỷ thứ 6 sau Công nguyên)

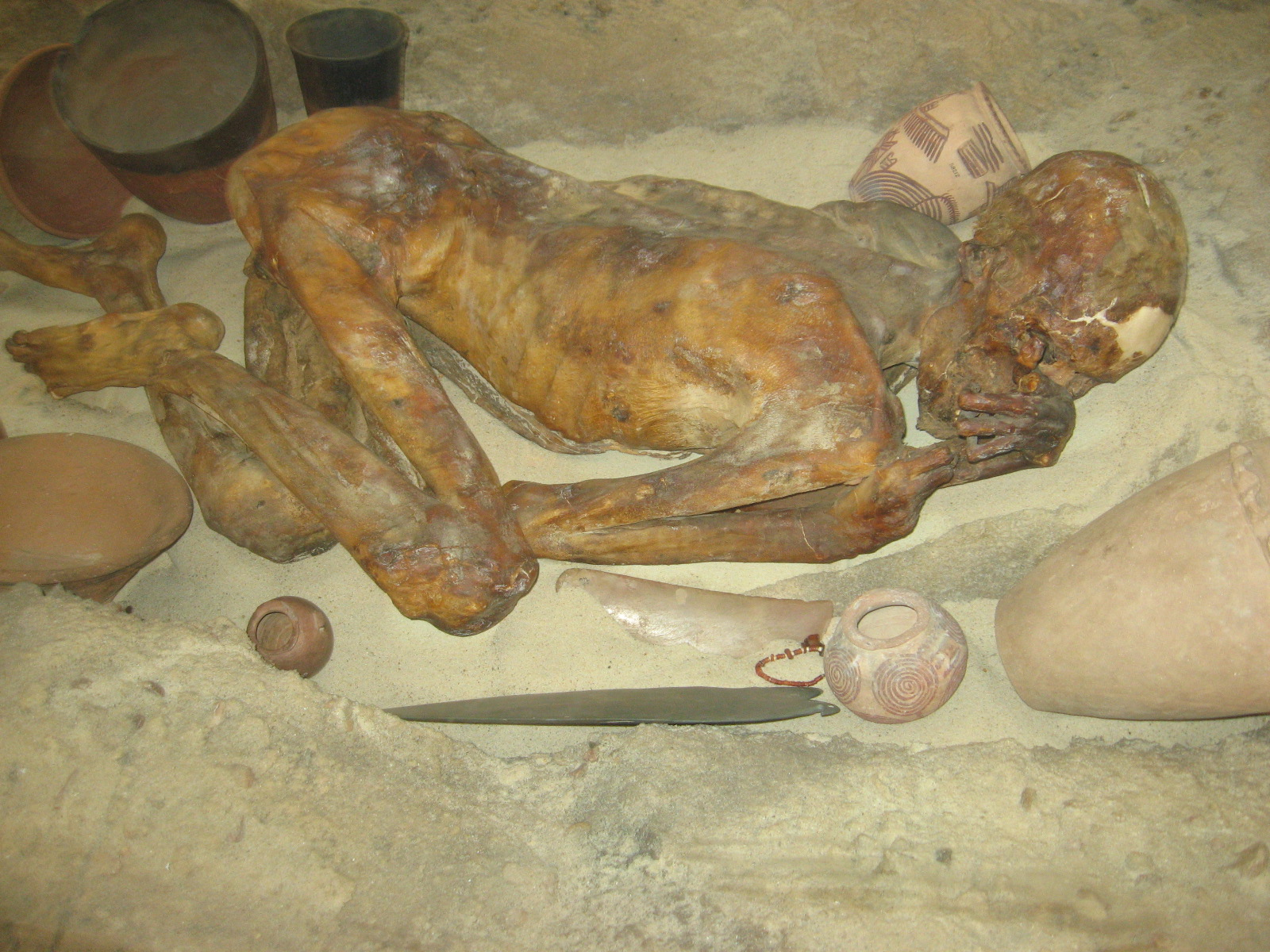
Phòng 64 - Ngôi mộ Ai Cập chứaxác ướp tiền triều đại Gebelein, cuối tiền triều đại, 3400 trước Công nguyên
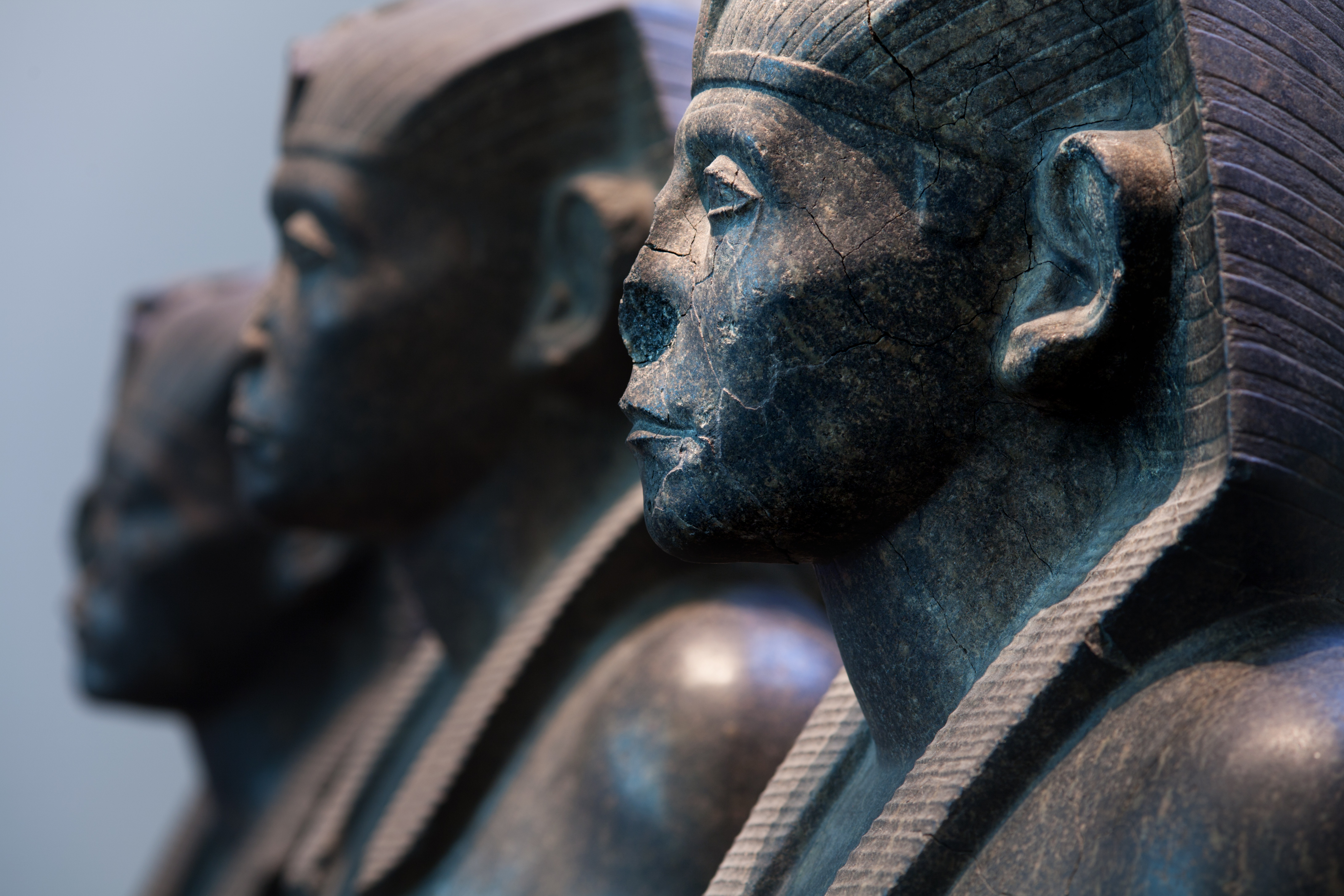
Phòng 4 - Ba bức tượng đá granit đen của pharaoh Senusret III, c. 1850 trước công nguyên
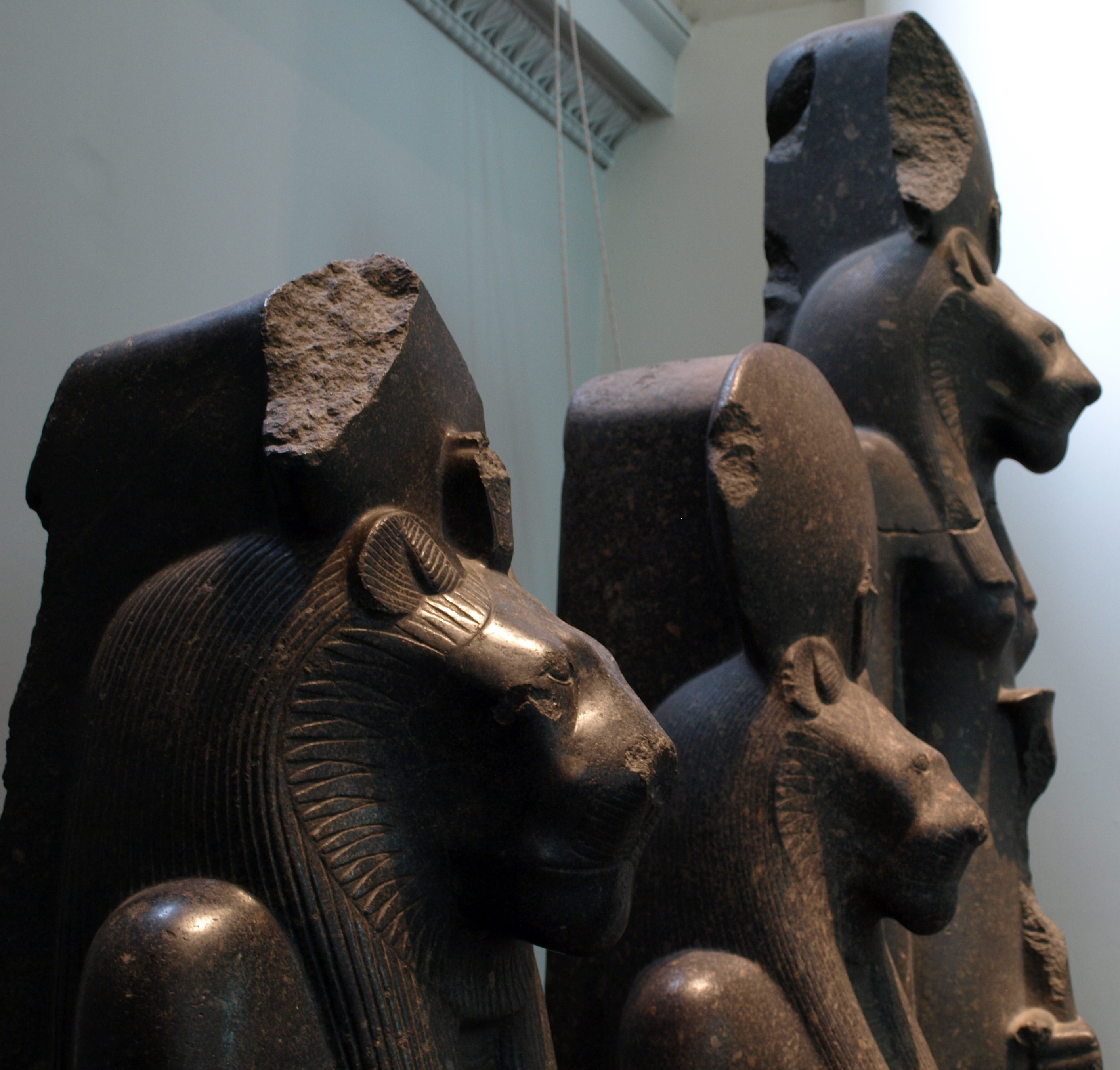
Phòng 4 - Ba bức tượng nữ thần Sakhmet bằng đá granit đen , c. 1400 trước công nguyên
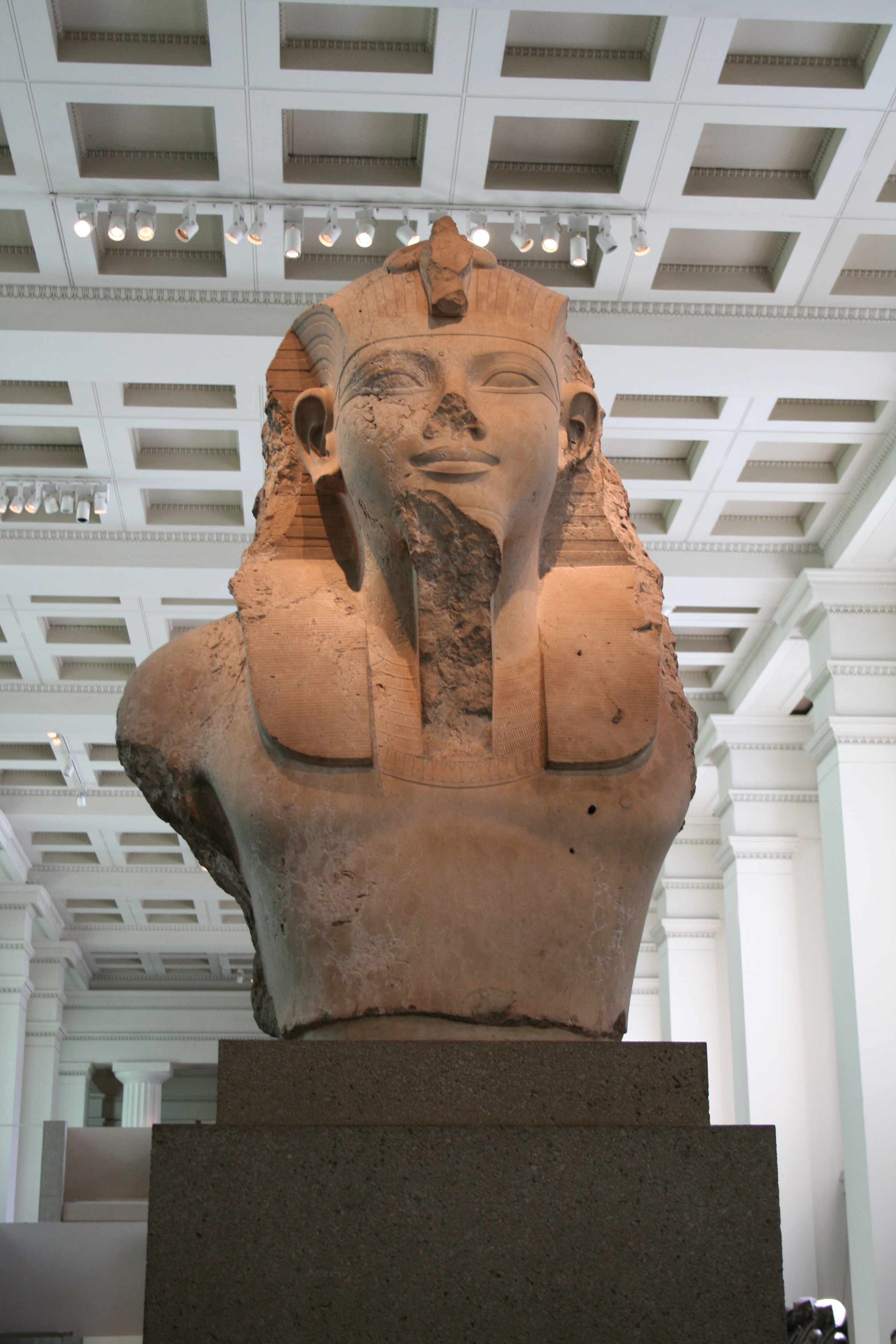
Phòng 4 - Bức tượng khổng lồ của Amenhotep III, c. 1370 trước công nguyên
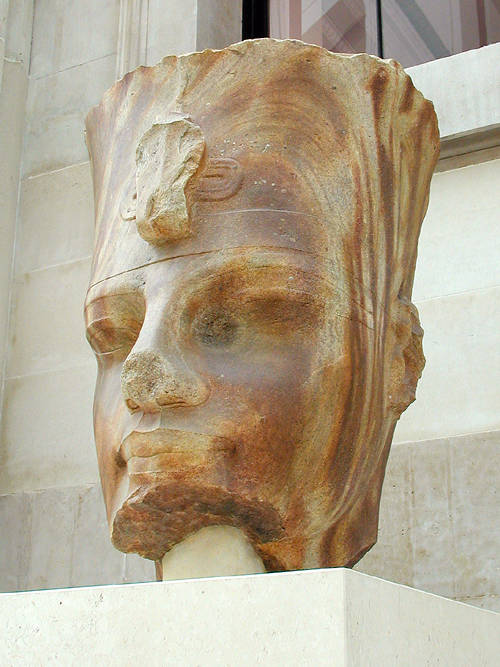
Great Court - Tượng thạch anh khổng lồ của Amenhotep III, c. 1350 trước công nguyên
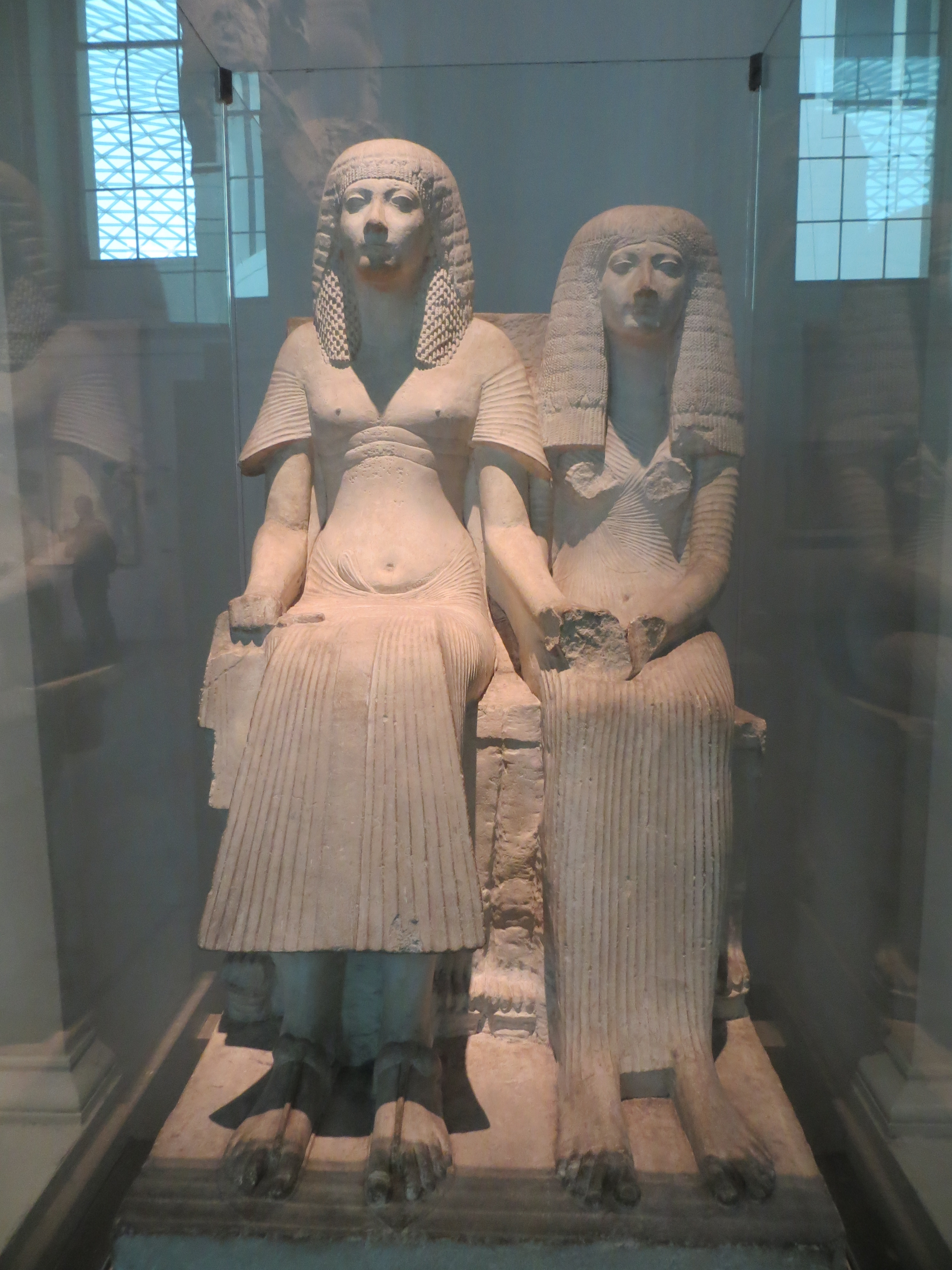
Phòng 4 - Đá vôi tượng vợ chồng, 1300-1250 TCN
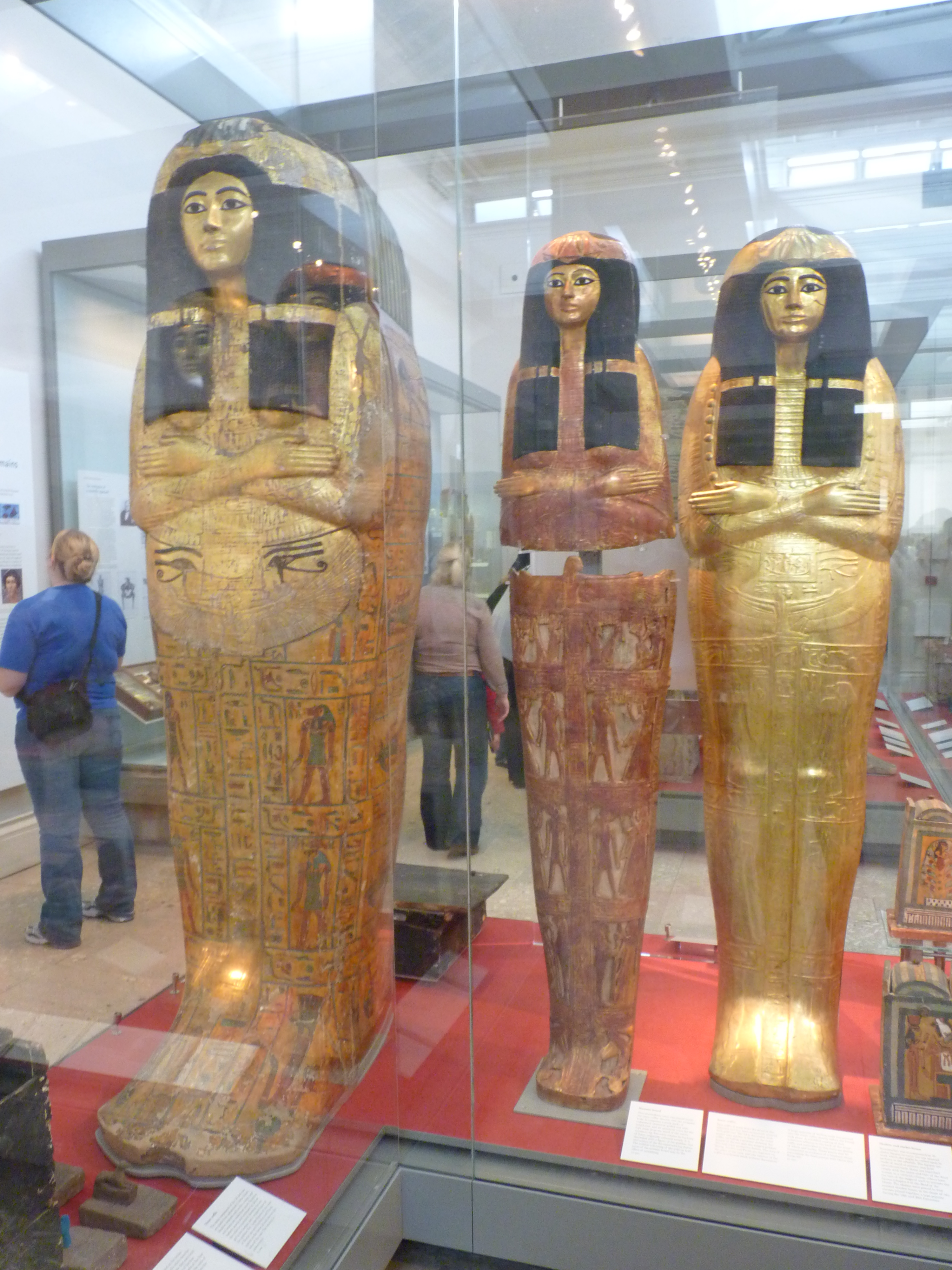
Phòng 63 - Quan tài bên ngoài mạ vàng từ lăng mộ Henutmehyt, Thebes, Ai Cập, Vương triều thứ 19, năm 1250 trước Công nguyên
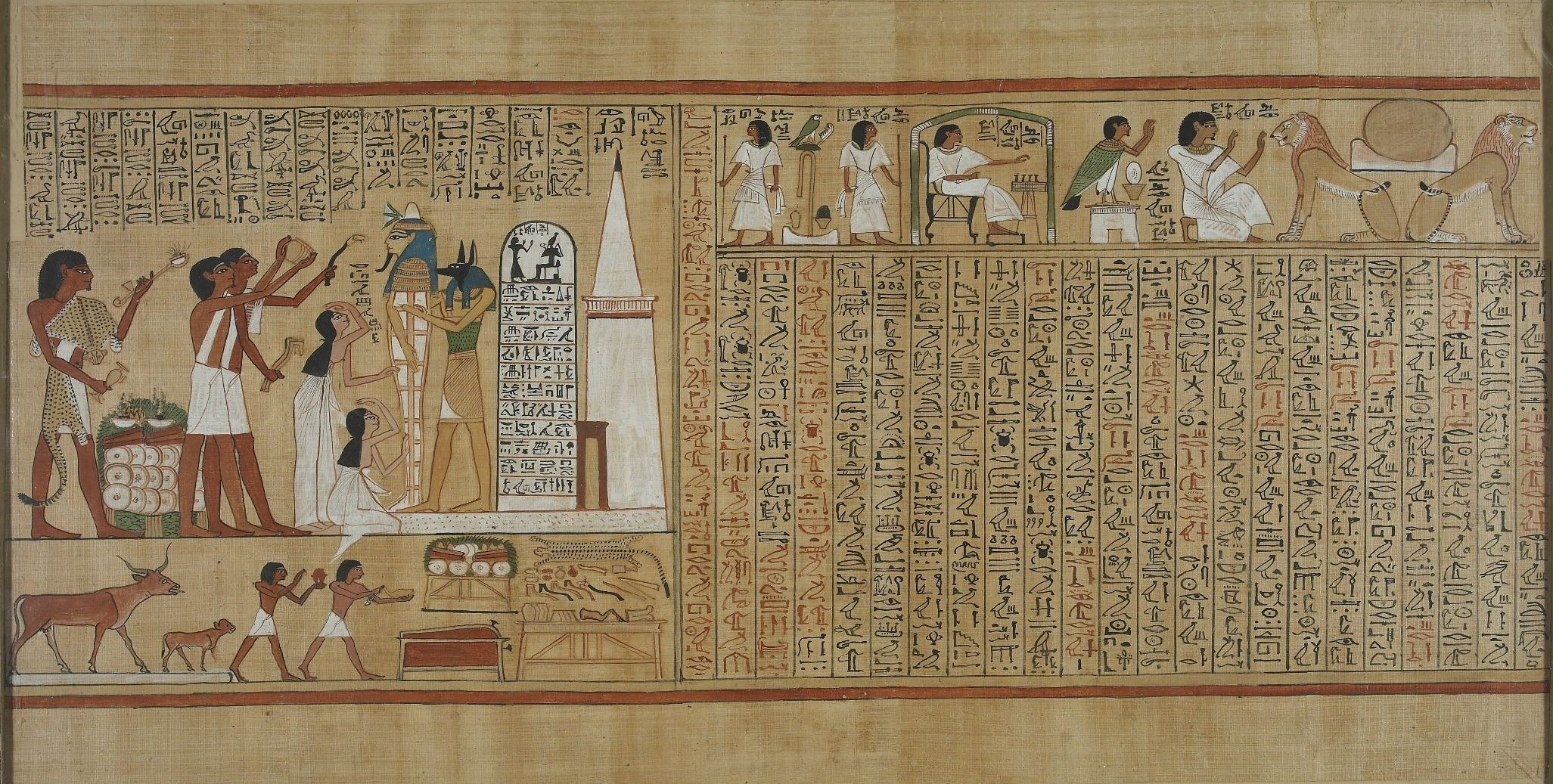
Sách của người chết Hunefer, tờ 5, Vương triều thứ 19, năm 1250 trước Công nguyên
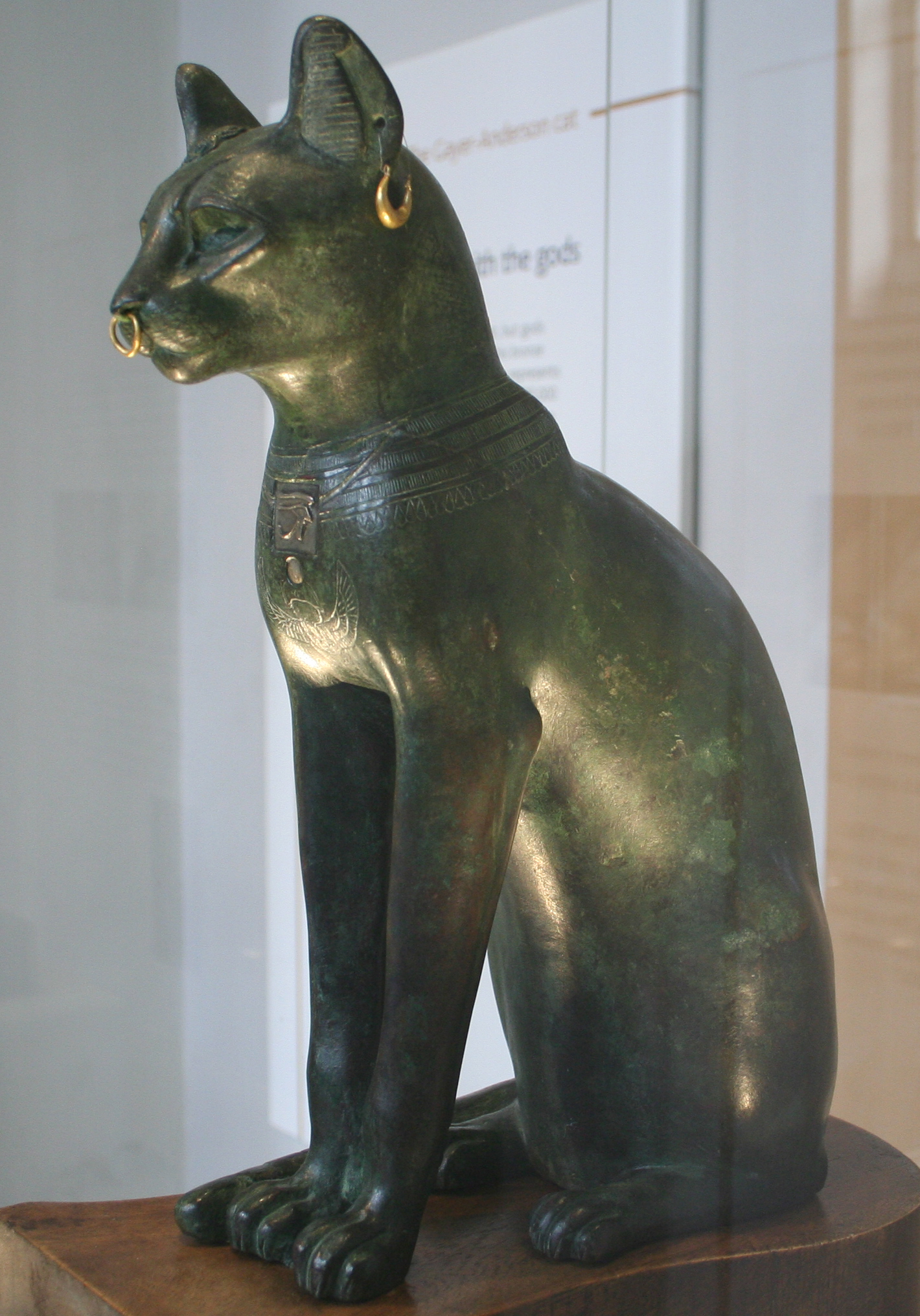
Phòng 4 - Tượng đồng Ai Cập cổ đại về mèo từ thời Hậu kỳ, khoảng 664–332 trước Công nguyên
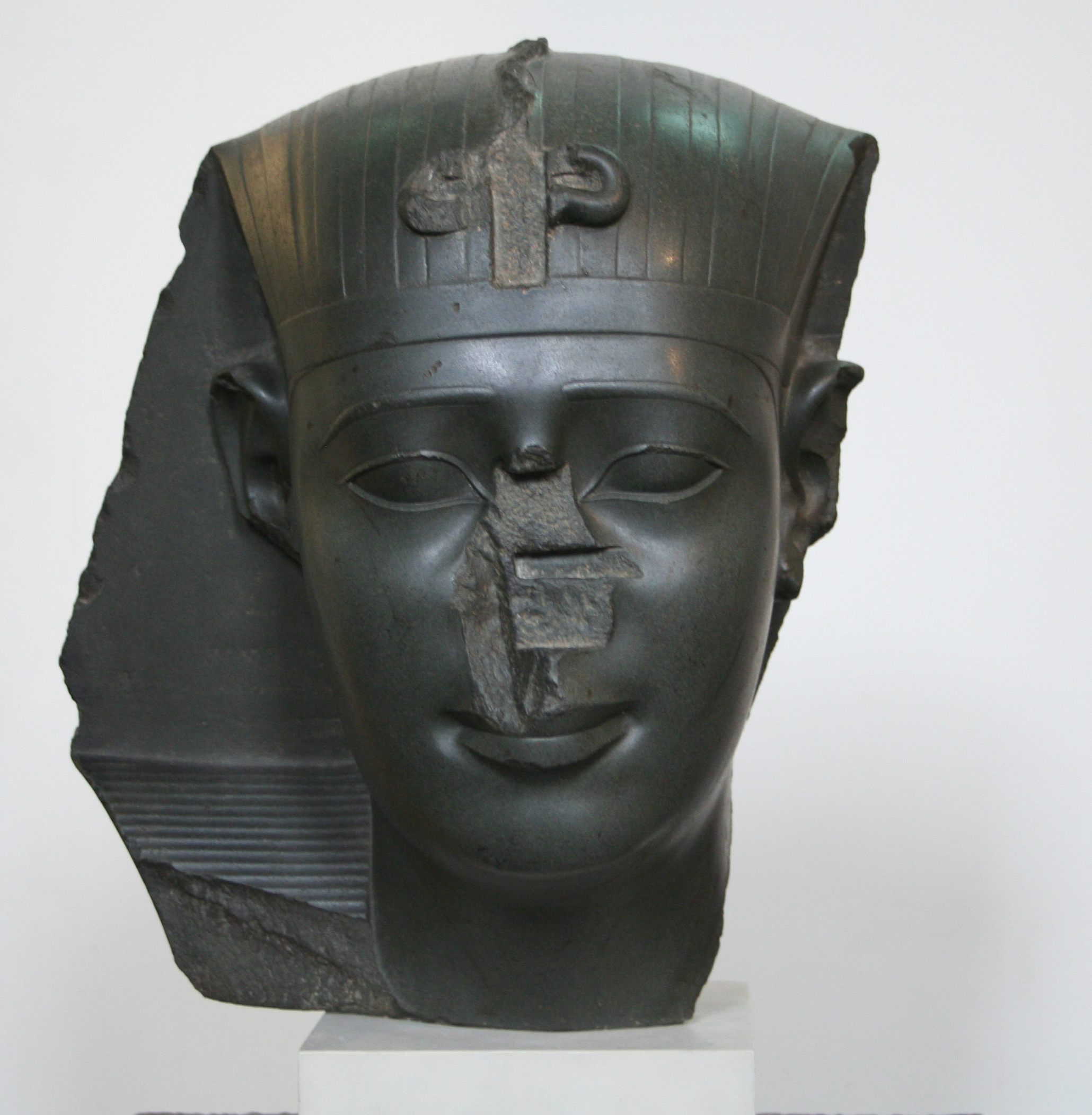
Phòng 4 - Đầu một Pharaoh bằng sa thạch xanh, Vương triều thứ 26-30, 600-340 trước Công nguyên
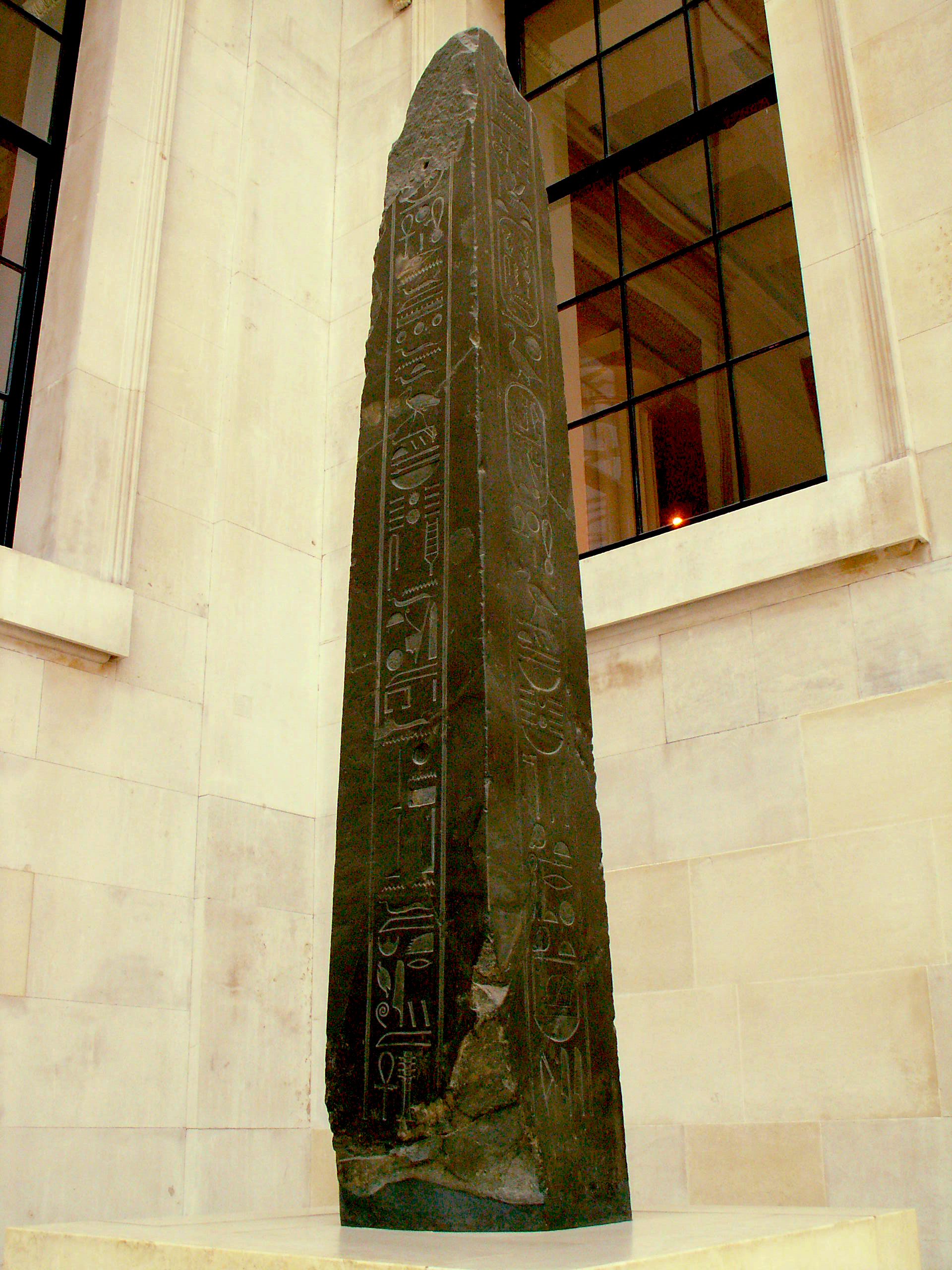
Great Court - Tháp mộ bằng đá sa thạch đen của Vua Nectanebo II Ai Cập, triều đại Ba mươi, khoảng 350 TCN
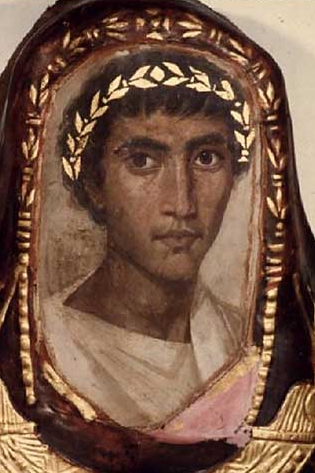
Room 62 - Chi tiết từ trường hợp xác ướp của Artemidorus the Younger, một người Hy Lạp đã định cư tại Thebes, Ai Cập, trong thời La Mã, 100-200 SCN

### Bộ phận Hy Lạp và La Mã

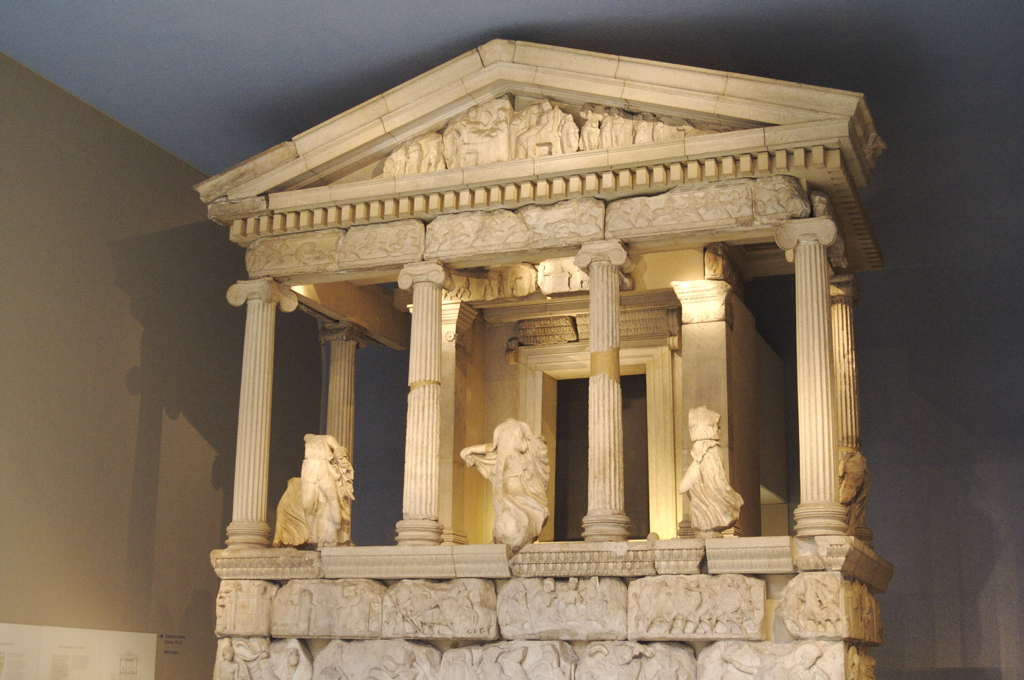
Phòng 17 - Tái thiết Nereid Monument, c. Năm 390 trước công nguyên

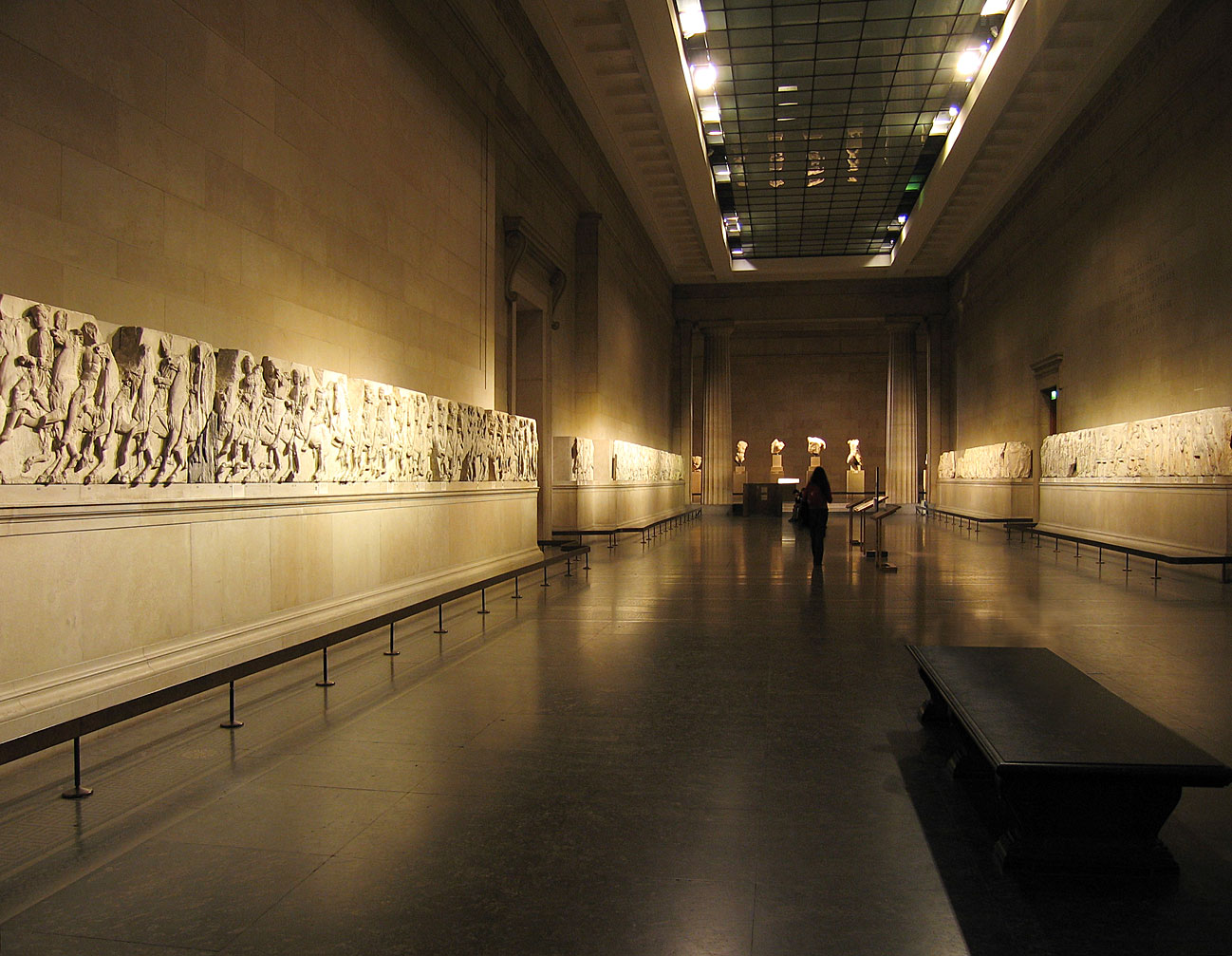
Phòng 18 - Parthenon những phiến đá cẩm thạch từ Thành cổ Athens, 447 trước Công nguyên

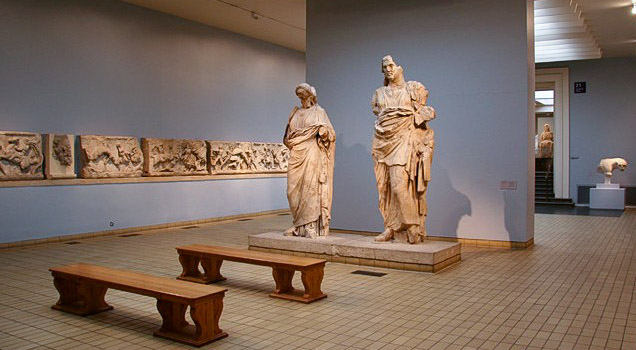
Phòng 21 - Lăng mộ ở Halicarnassus, một trong Bảy kỳ quan của thế giới cổ đại, giữa thế kỷ 4 trước Công nguyên

Bảo tàng Anh có một trong những bộ sưu tập lớn nhất và toàn diện nhất về cổ vật từ Thế giới cổ điển, với hơn 100.000 đồ vật. Những điều này chủ yếu có niên đại từ đầu Thời đại đồ đồng Hy Lạp (khoảng 3200 trước Công nguyên) cho đến khi Cơ đốc giáo được thành lập là tôn giáo chính thức của Đế chế La Mã, với Sắc lệnh của Milan dưới thời triều đại của hoàng đế La Mã Constantine I vào năm 313 sau Công Nguyên. Khảo cổ học ở giai đoạn sơ khai trong thế kỷ 19 và nhiều cá nhân tiên phong đã bắt đầu khai quật các địa điểm trên khắp thế giới Cổ điển, người đứng đầu trong số họ cho bảo tàng là Charles Newton, John Turtle Wood, Robert Murdoch Smith và Charles Fellows.
Điểm nổi bật của bộ sưu tập bao gồm:
Đền thờ thần Hephaestus
- Khung và quan tài bằng đá cẩm thạch coffer từ những trụ dọc, (449–415 trước Công nguyên)

Parthenon
- Đá cẩm thạch Parthenon (Elgin Marbles), (447–438 trước Công nguyên)

Propylaea
- Đầu và trống cột, (437–432 trước Công nguyên)

Erechtheion
- Một cột và phụ kiện kiến trúc còn sót lại, (420–415 trước Công nguyên)
- Một trong sáu Caryatid còn lại, (415 trước Công nguyên)

Đền thờ Athena Nike
- Các phiến đá và phù điêu đầu cột còn tồn tại, (427–424 trước Công nguyên)

Đài tưởng niệm Choragic của Thrasyllos
- Tượng Dionysos, (270 trước Công nguyên)

Tower of the Winds
- Đầu cột đá cẩm thạch Corinthian, (50 trước Công nguyên)

Đền Poseidon, Sounion
- Đế cột gấp mép, (444-440 trước Công nguyên)

Đền thờ Nemesis, Rhamnus
- Đầu của tượng Nemesis, (430-420 trước Công nguyên)

Đền Bassae
- 23 khối còn sót lại củafrieze bên trong ngôi đền, (420–400 trước Công nguyên)

Thánh địa Apollo tại Daphni
- Cột gấp mép, đế cột và đầu cột ionic, (399–301 trước Công nguyên)

Đền Athena Polias, Priene
- Tác phẩm điêu khắc coffer từ trần của ngôi đền, (350-325 trước Công nguyên)
- Đầu cột ionic, khuôn cửa và antae, (350-325 trước Công nguyên)
- Thân bằng đá cẩm thạch của xe ngựa chiến, (320-300 trước Công nguyên)

Lăng mộ ở Halicarnassus
- Hai nhân vật khổng lồ đứng tự do được xác định là Maussollos và vợ của ông là Artemisia, (khoảng 350 trước Công nguyên)
- Một phần của một con ngựa ấn tượng từ nhóm xe ngựa chiến trang hoàng trên đỉnh của Lăng, (khoảng năm 350 trước Công nguyên)
- Phù điêu Amazonomachy - Một đoạn dài của phù điêu thể hiện trận chiến giữa người Hy Lạp và Amazons, (khoảng năm 350 trước Công nguyên)

Đền Artemis ở Ephesus
- Một trong những đế cột điêu khắc, (340–320 trước Công nguyên)
- Một phần của phù điêu Ionic nằm phía trên hàng cột, (330–300 trước Công nguyên)

Knidos ở Tiểu Á
- Demeter của Knidos, (350 trước Công nguyên)
- Sư tử của Knidos, (350–200 trước Công nguyên)

Xanthos ở Tiểu Á
- Lăng mộ Sư tử, (550–500 trước Công nguyên)
- Lăng mộ Harpy, (480–470 trước Công nguyên)
- Nereid Monument, tái thiết một phần ngôi mộ Lykian lớn và công phu, (390–380 trước Công nguyên)
- Lăng mộ của Merehi, (390–350 trước Công nguyên)
- Lăng mộ của Payava, (375–350 trước Công nguyên)
- Nghị định song ngữ của Pixodaros, (340 trước Công nguyên)

Đền thần Zeus, Salamis ở Cyprus
- Thủ đô bằng đá cẩm thạch với các trụ hình người caryatid đứng giữa những con bò đực có cánh, (300-250 trước Công nguyên)

Bộ sưu tập mở rộng
Hy Lạp tiền sử và Ý (3300 trước Công nguyên - thế kỷ 8 trước Công nguyên)
- Hơn ba mươi hình vẽ Cycladic từ các hòn đảo ở Biển Aegean, nhiều bức được James Theodore Bentt hu thập, Hy Lạp, (3300–2000 trước Công nguyên)
- Một askos từ nền văn hóa Gaudo, Paestum, miền nam nước Ý, (2800–2400 trước Công nguyên)
- Kythnos Tích trữ các công cụ kim loại gia công bằng gỗ từ đảo Naxos, Hy Lạp, (2700–2200 trước Công nguyên)
- Hai đồ gốm kernos từ Phylakopi ở Melos, Hy Lạp (2300–2000 trước Công nguyên)
- Vật liệu từCung điện Knossos bao gồm một chiếc bình đựng đồ gốm khổng lồ, một số được Sir Arthur Evans trao tặng, Crete, Hy Lạp, (1900–1100 trước Công nguyên)
- Kho báu vàng của người Minoan từ Aegina, miền bắc Aegean, Hy Lạp, (1850–1550 trước Công nguyên)
- Các đồ tạo tác từ Hang động Psychro ở Crete, bao gồm hai bàn thạch nhân tạo, (1700–1450 trước Công nguyên)
- Đồng Minoan Bull-leaper từ Rethymnon, Crete, (1600–1450 trước Công nguyên)
- Các phân đoạn của các cột và tài liệu lưu trữ từ Kho bạc của Atreus, Peloponnese, Hy Lạp, (1350–1250 trước Công nguyên)
- Bàn chơi trò chơi bằng ngà voi được tìm thấy tại Enkomi, Cyprus, (thế kỷ 12 trước Công nguyên)
- Nuragic tích trữ các đồ tạo tác bằng đồng được tìm thấy tại Santa Maria ở Paulis, Cagliari, Sardinia, (1100–900 trước Công nguyên)
- Elgin Amphora, chiếc bình gốm được trang trí cao cấp được cho là của Dipylon Master, Athens, Hy Lạp, (thế kỷ thứ 8 trước Công nguyên)
- Lễ vật mạ vàng từ Thánh địa Artemis Orthia tại Sparta, (thế kỷ thứ 8 trước Công nguyên)

Etruscan (thế kỷ 8 trước Công nguyên - thế kỷ 1 trước Công nguyên)
- Đồ trang sức bằng vàng và các đồ tạo tác phong phú khác từ Lăng mộ Castellani và Galeassi ở Palestrina, miền trung nước Ý, (thế kỷ 8-6 trước Công nguyên)
- Fibula bằng vàng, trang trí các hạt công phu, hình cuộc diễu hành động vật từ Lăng mộ Bernardini, Cerveteri, (675–650 trước Công nguyên)
- Các đồ vật khác nhau bao gồm hai bức tượng nhỏ bằng đất nung từ "Ngôi mộ của năm chiếc ghế" ở Cerveteri (625–600 trước Công nguyên)
- Bát mạ vàng từ Sant'Angelo Muxaro, Sicily, (600 trước Công nguyên)
- Nội dung của Ngôi mộ Isis và Ngôi mộ François, Vulci, (570–560 BC)
- Các mảng đất nung được sơn (gọi là Boccanera Plaques ) từ một ngôi mộ ở Cerveteri, (560–550 trước Công nguyên)
- Các tấm bạc được trang trí từ Castel San Marino, gần Perugia (540–520 trước Công nguyên)
- Tượng đồng mạ vàng ở Pizzidimonte, gần Prato, Ý (500–480 trước Công nguyên)
- Mũ bảo hiểm bằng đồng với dòng chữ kỷ niệm Trận chiến Cumae Olympia, Hy Lạp, (480 trước Công nguyên)
- Tượng đồng mạ vàng từ Lake of the Idols, Monte Falterona, (420–400 trước Công nguyên)
- Một phần của bình đồng mô tả tiệc rượu đêm từ lăng mộ Larth Metie, Bolsena, Ý, (400-300 trước Công nguyên)
- Vòng tai bằng vàng tinh xảo với mặt dây chuyền hình đầu phụ nữ, một trong hai cái từ Perugia, (300–200 trước Công nguyên)
- Bảng Oscan, một trong những chữ khắc quan trọng nhất bằng ngôn ngữ Oscan, (300–100 trước Công nguyên)
- Nhiều đồ trang sức bằng vàng từ Sant'Eufemia Lamezia, miền nam nước Ý, (340–330 trước Công nguyên)
- Tượng đồng của người Latin từ Thánh địa Diana, Hồ Nemi, Latium, (200–100 trước Công nguyên)
- Sarcophagus của Seianti Hanunia Tlesnasa từ Chiusi, (150–140 trước Công nguyên)

Hy Lạp cổ đại (thế kỷ 8 trước Công nguyên - thế kỷ 4 sau Công nguyên)
- Đồ trang sức bằng vàng phương Đông từ nghĩa trang Camirus ở Rhodes, (700–600 trước Công nguyên)
- Chân từ tượng Kouros khổng lồ của Apollo, Delos, (600-500 trước Công nguyên)
- Nhóm tượngcổ xưa kích thước thật từ Sacred Way tại Didyma, miền tây Thổ Nhĩ Kỳ, (600–580 trước Công nguyên)
- Tượng đồng của một người cưỡi ngựa từ Armento, miền nam nước Ý (550 trước Công nguyên)
- Đầu rìu bằng đồng từ San Sosti, miền nam nước Ý, (520 trước Công nguyên)
- Tượngthanh niên khỏa thân từ Marion, Cyprus, (520–510 trước Công nguyên)
- Quan tài lớn bằng đất nung và nắp có vẽ cảnh từ Klazomenai, miền tây Thổ Nhĩ Kỳ, (510–480 trước Công nguyên)
- Hai bảng đồng bằng phương ngữ Locrian Greek từ Galaxidi, miền trung Hy Lạp, (500-475 trước Công nguyên)
- Các mảnh vỡ từ bức tượngcưỡi ngựa lớn bằng đồng của Người cưỡi ngựa Taranto, miền nam nước Ý, (480–460 trước Công nguyên)
- Đầu của Chatsworth Apollo, Tamassos, Cyprus (460 trước Công nguyên)
- Tượng con bò đực nằm nghiêng từ Nghĩa trang Dipylon, Athens (thế kỷ 4 trước Công nguyên)
- Nhiều đồ trang sức bằng vàng từ Avola, Sicily, (370–300 trước Công nguyên)
- Dòng chữ Dedicatory của Alexander Đại đế từ Priene ở Thổ Nhĩ Kỳ (năm 330 trước Công nguyên)
- Đầu bức tượng khổng lồ của Asclepius của Milos, Hy Lạp, (325–300 trước Công nguyên)
- Braganza Brooch, trâm vàng trang trí tinh xảo, phản ánh ảnh hưởng của người Celtic và Hy Lạp (thế kỷ thứ 3 trước Công nguyên)
- Nhiều patera tráng bạc từ Èze, đông nam nước Pháp, (thế kỷ thứ 3 trước Công nguyên)
- Bảng vàng từ một khu bảo tồn Orphic ở miền nam nước Ý (thế kỷ 3 - 2 trước Công nguyên)
- Phù điêu bằng đá cẩm thạch của Apotheosis của Homer từ Bovillae, miền trung nước Ý, (221–205 trước Công nguyên)
- Tác phẩm điêu khắc bằng đồng của một nhà thơ Hy Lạp được gọi là Arundel Head, miền tây Thổ Nhĩ Kỳ, (thế kỷ 2 - 1 trước Công nguyên)
- Dấu tích của tượng đài Scylla tại Bargylia, tây nam Anatolia, Thổ Nhĩ Kỳ, (200–150 trước Công nguyên)
- Đầu và tay bằng đồng của bức tượng Aphrodite của Satala (thế kỷ 1 trước Công nguyên)
- Nhiều tượng đồng từ Paramythia (thế kỷ thứ 2 sau Công nguyên)
- Bức tượng lớn của Europa ngồi trên lưng một con bò đực từ hí trường tại Gortyna, Crete, (100 trước Công nguyên)

La Mã cổ đại (thế kỷ 1 trước Công nguyên - thế kỷ 4 sau Công nguyên)
- Cặp mã não hình bầu dục khắc Livia là Diana và Octavian là Mercury, (Rome, 30 -25 trước Công nguyên)
- Guildford Puteal từ Corinth, Hy Lạp (30–10 trước Công nguyên)
- Đầu bằng đồng của Augustus từ Meroë ở Sudan (27–25 trước Công nguyên)
- Bình Portland Vase, bình thủy tinh nổi tiếng nhất từ thời La Mã cổ đại, (1–25 sau Công nguyên)
- Warren Cup bằng bạc với các cảnh đồng tính luyến ái, được tìm thấy gần Jerusalem, (5–15 sau Công nguyên)
- Gladius of Mainz (hoặc "Sword of Tiberius") và Blacas Cameo, miêu tả cảnh chiến thắng của hoàng đế La Mã (15 sau Công nguyên)
- Bẫy ngựa bằng đồng mạ bạc được trang trí từ Xanten, Đức (thế kỷ 1 sau Công nguyên)
- Cặp cốc fluorit chạm khắc được gọi là Barber Cup và Crawford Cup (100 sau Công nguyên)
- Tượng vận động viên, "Vaison Diadumenos", từ một thành phố La Mã cổ đại ở miền nam nước Pháp (118–138 sau Công nguyên)
- Một kho chứa các miếng vàng mạ dành riêng cho Thần La Mã Jupiter Dolichenus, được phát hiện ở Heddernheim, gần Frankfurt, Đức, (thế kỷ 1 - 2 sau Công Nguyên)
- Người ném đĩa (Discobolos) [12] và Đầu bằng đồng của Hypnos từ Civitella d'Arna, Ý, (thế kỷ 1 - 2 sau Công nguyên)
- Một phần của bánh xe lớn bằng gỗ để thoát nước một mỏ đồng ở Huelva, miền nam Tây Ban Nha, (thế kỷ 1 - 2 sau Công Nguyên)
- Thủ phủ của một số thợ săn của Pantheon, Rome, (126 sau Công nguyên)
- Đầu bằng đá cẩm thạch khổng lồ của Faustina the Elder, vợ của hoàng đế La Mã Antoninus Pius từ Sardis, miền tây Thổ Nhĩ Kỳ, (140 sau Công nguyên)
- Ngai vàng bằng đá cẩm thạch từ tòa tháp của Sân vận động Panathenaic, Athens, (140–143 sau Công nguyên)
- Tích trữ đồ trang sức từ một ngôi mộ ở vùng Miletopolis lân cận, Thổ Nhĩ Kỳ, (175–180 sau Công nguyên)
- Đế bằng đá cẩm thạch khắc của Lãnh sự La Mã Tiberius Claudius Candidus, được khai quật ở Tarragona, Tây Ban Nha (195–199 sau Công nguyên)
- Jennings Dog, tượng của một con chó bảo vệ Molossian, miền trung nước Ý, (thế kỷ thứ 2 sau Công Nguyên)
- Một đoạn của phiến viên đá cẩm thạch dùng để trang trí lan can từ Đấu trường La Mã, Rome, Ý, (thế kỷ thứ 2 sau Công Nguyên)
- Dòng chữ Politarch từ Cổng Vardar, Thessaloniki, Hy Lạp, (thế kỷ thứ 2 sau Công Nguyên)
- Các kho báu bạc khác nhau được tìm thấy tại Arcisate, Beaurains, Boscoreale, Bursa, Chaourse, Caubiac, Chatuzange, Conimbriga, Mâcon và Revel-Tourdan (thế kỷ 1 - 3 sau CN)
- Tượng mạ vàng u của Apollo of Cyrene, Libya (thế kỷ thứ 2 sau Công nguyên)
- Uerdingen Hoard được tìm thấy gần Düsseldorf ở Đức (thế kỷ 2 - 3 sau Công Nguyên)

Bộ sưu tập bao gồm các mặt hàng kiến trúc, điêu khắc và đồ họa từ nhiều địa điểm khác trên thế giới cổ điển bao gồm Amathus, Atripalda, Aphrodisias, Delos, Iasos, Idalion, Lindus, Kalymnos, Kerch, Rhamnous, Salamis, Sestos, Sounion, Tomis và Thessanoloki.

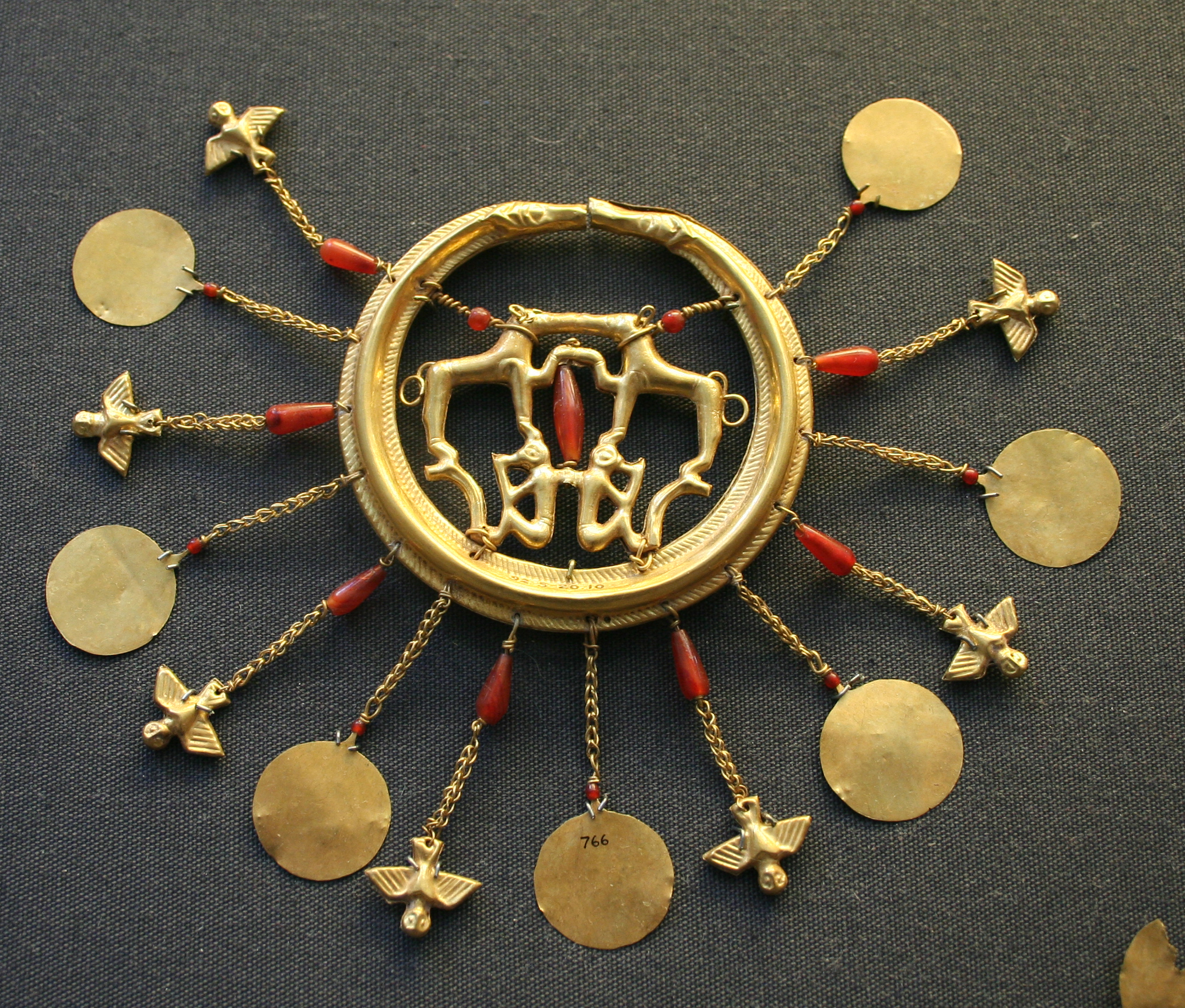
Phòng 12 - Một chiếc bông tai bằng vàng từ Kho báu Aegina, Hy Lạp, 1700-1500 trước Công nguyên
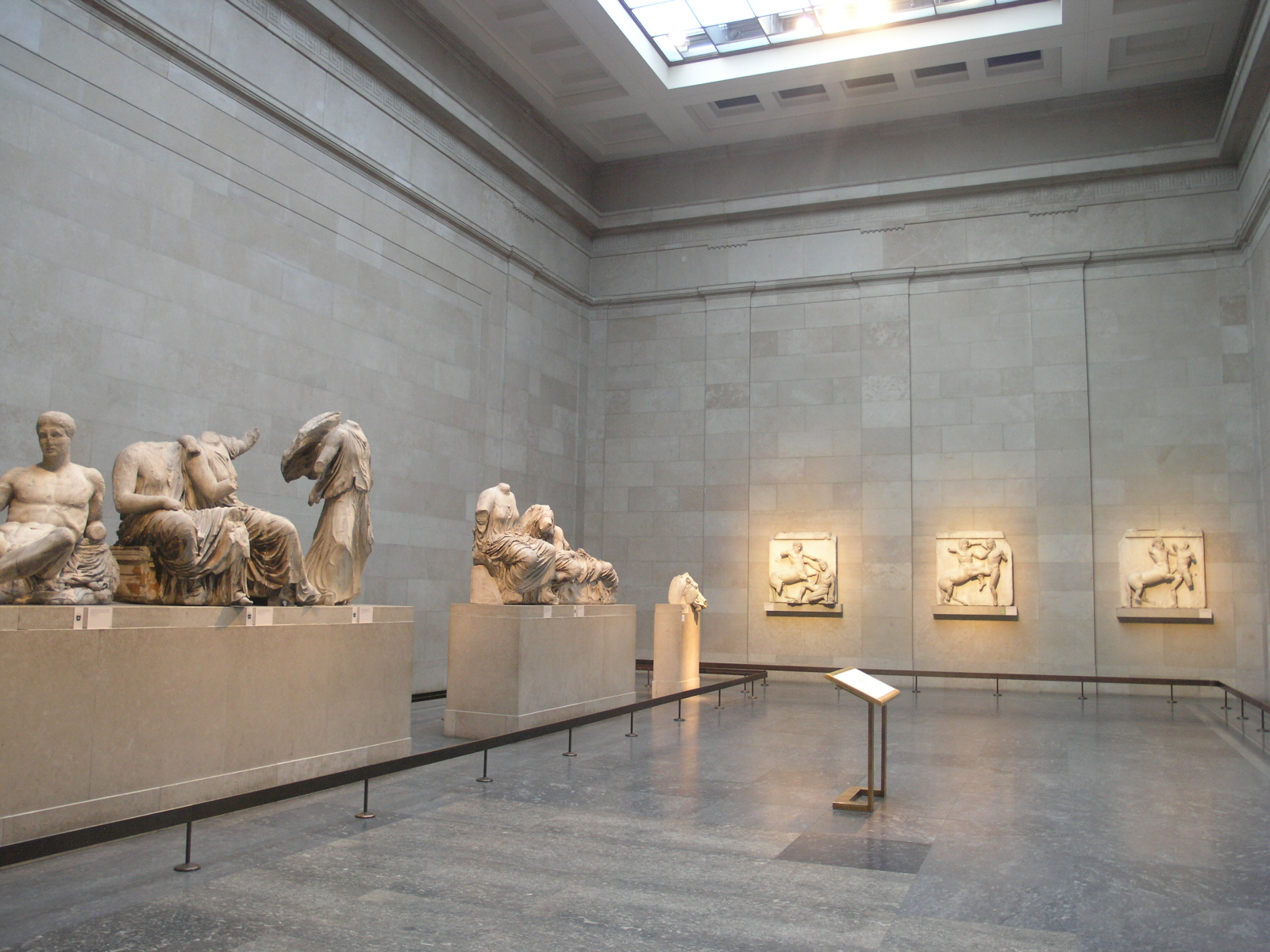
Phòng 18 - Tượng thần Parthenon từ phương đông vàMetopes từ bức tường phía nam, Athens, Hy Lạp, 447-438 TCN
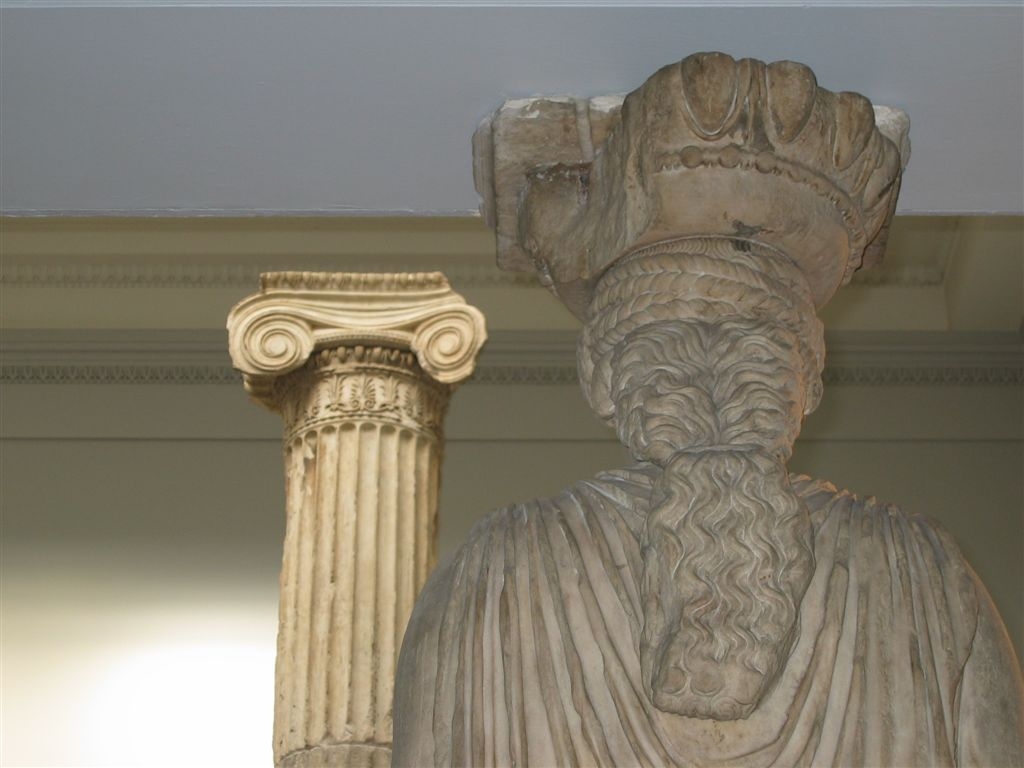
Room 19 - Caryatid vàIonian từ Erechtheion, Acropolis của Athens, Hy Lạp, 420-415 TCN
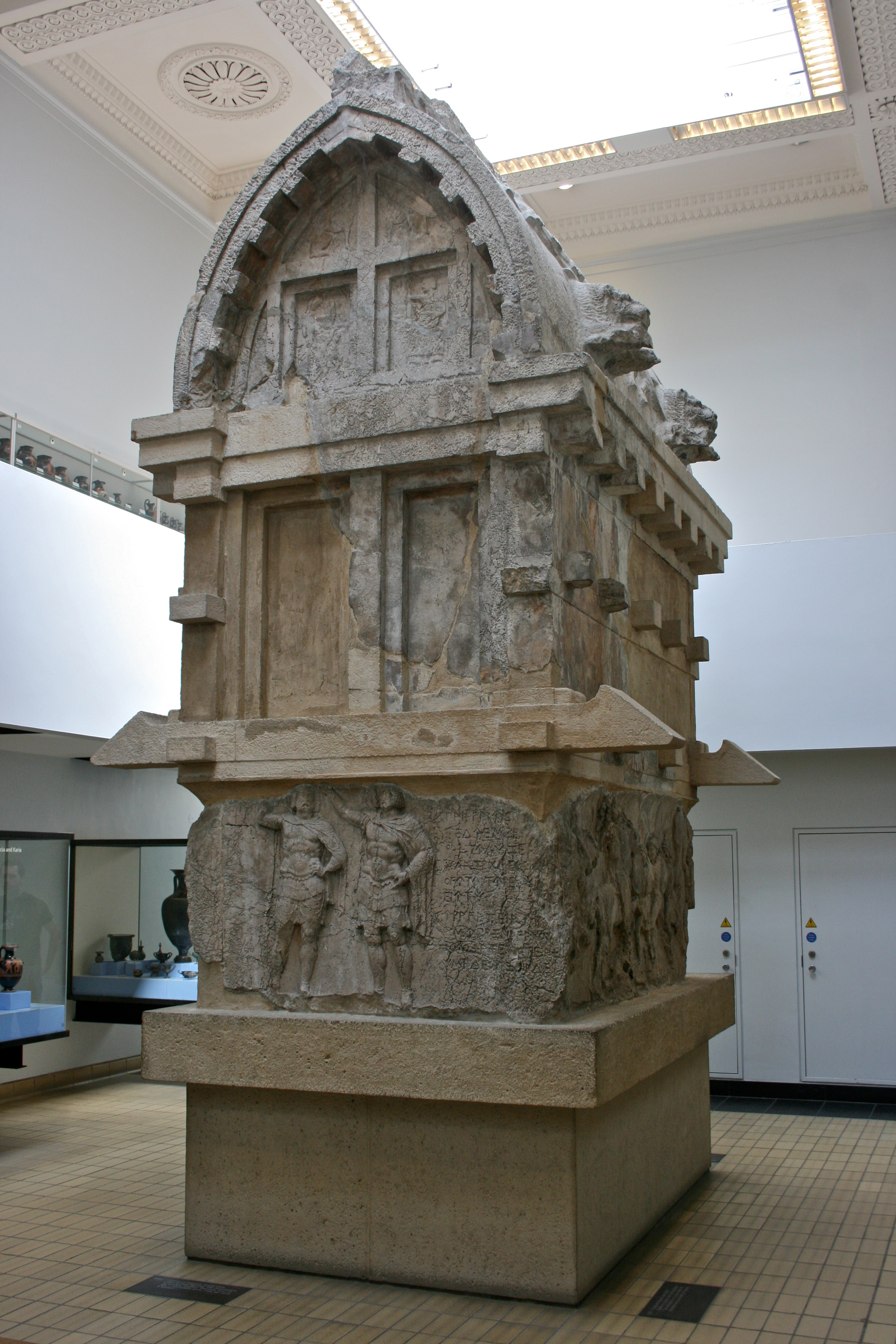
Phòng 20 - Tomb of Payava, Lycia, Thổ Nhĩ Kỳ, năm 360 trước Công nguyên
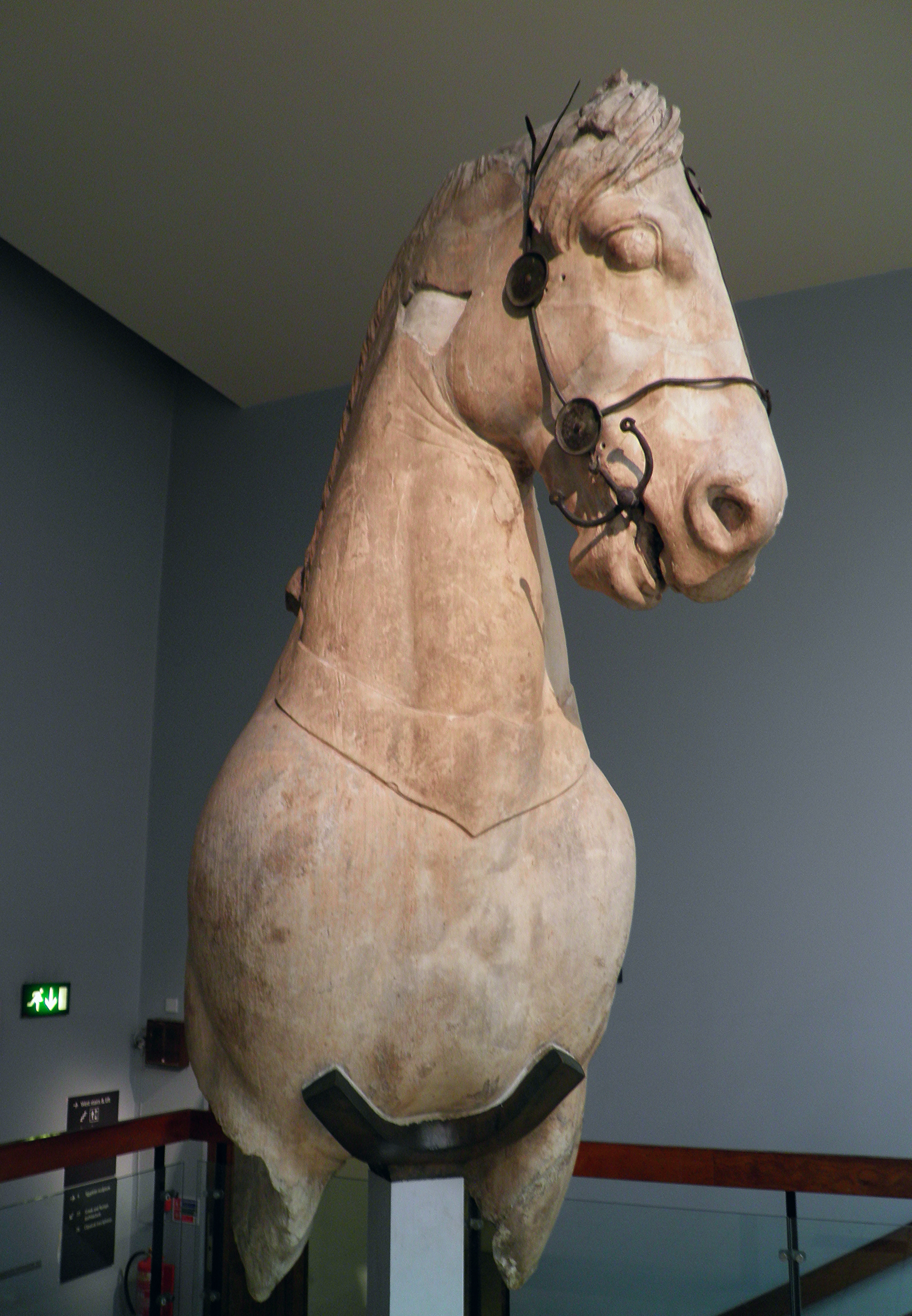
Phòng 21 - Con ngựa mảnh từ đoàn xe khổng lồ đứng đầu bục của Lăng mộ ở Halicarnassus, một trong Bảy kỳ quan của thế giới cổ đại, Thổ Nhĩ Kỳ, c. 350 trước công nguyên
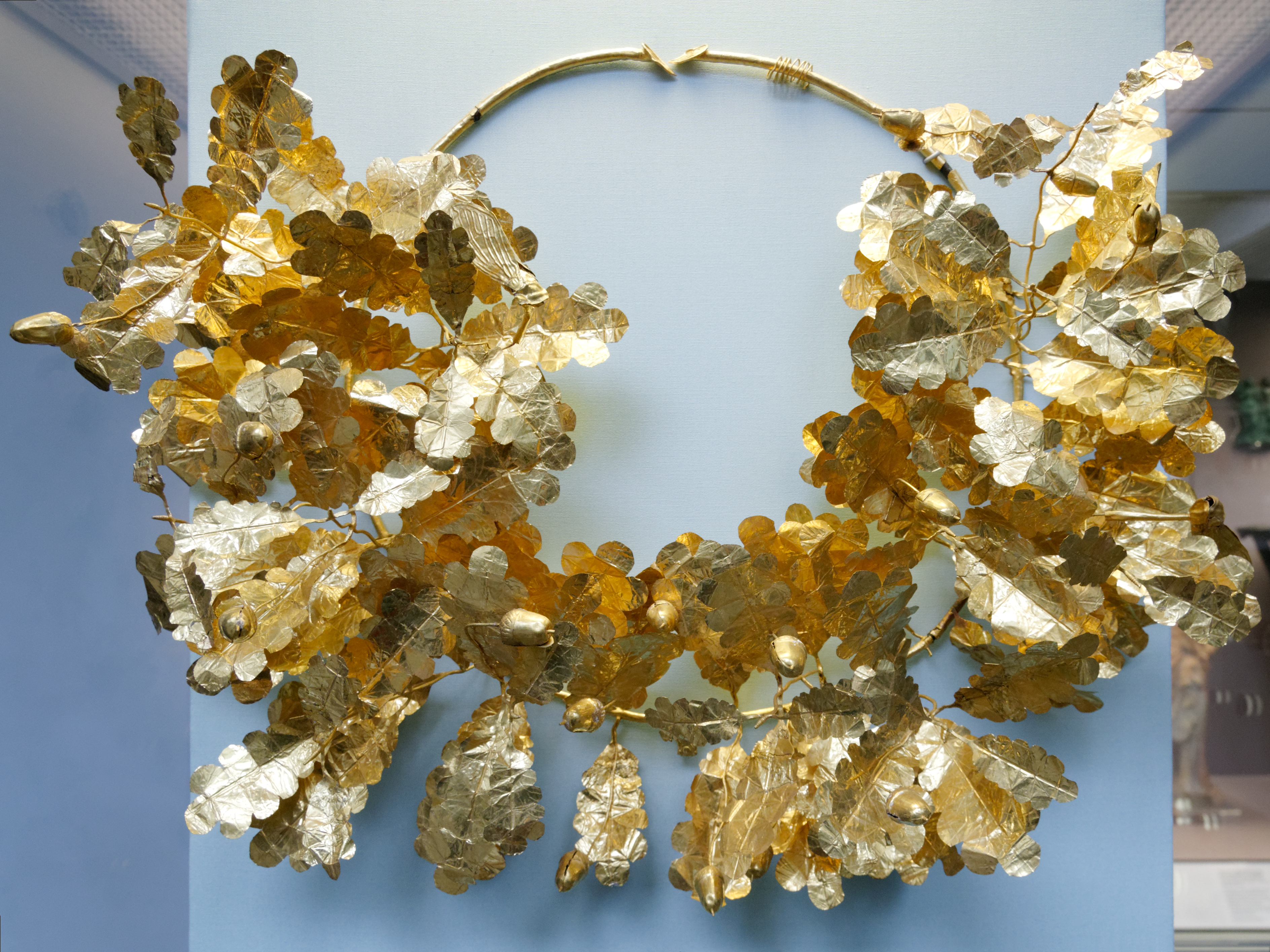
Phòng 22 - Vòng hoa gỗ sồi vàng với một con ong và hai con ve sầu, miền Tây Thổ Nhĩ Kỳ, c. 350-300 trước Công nguyên
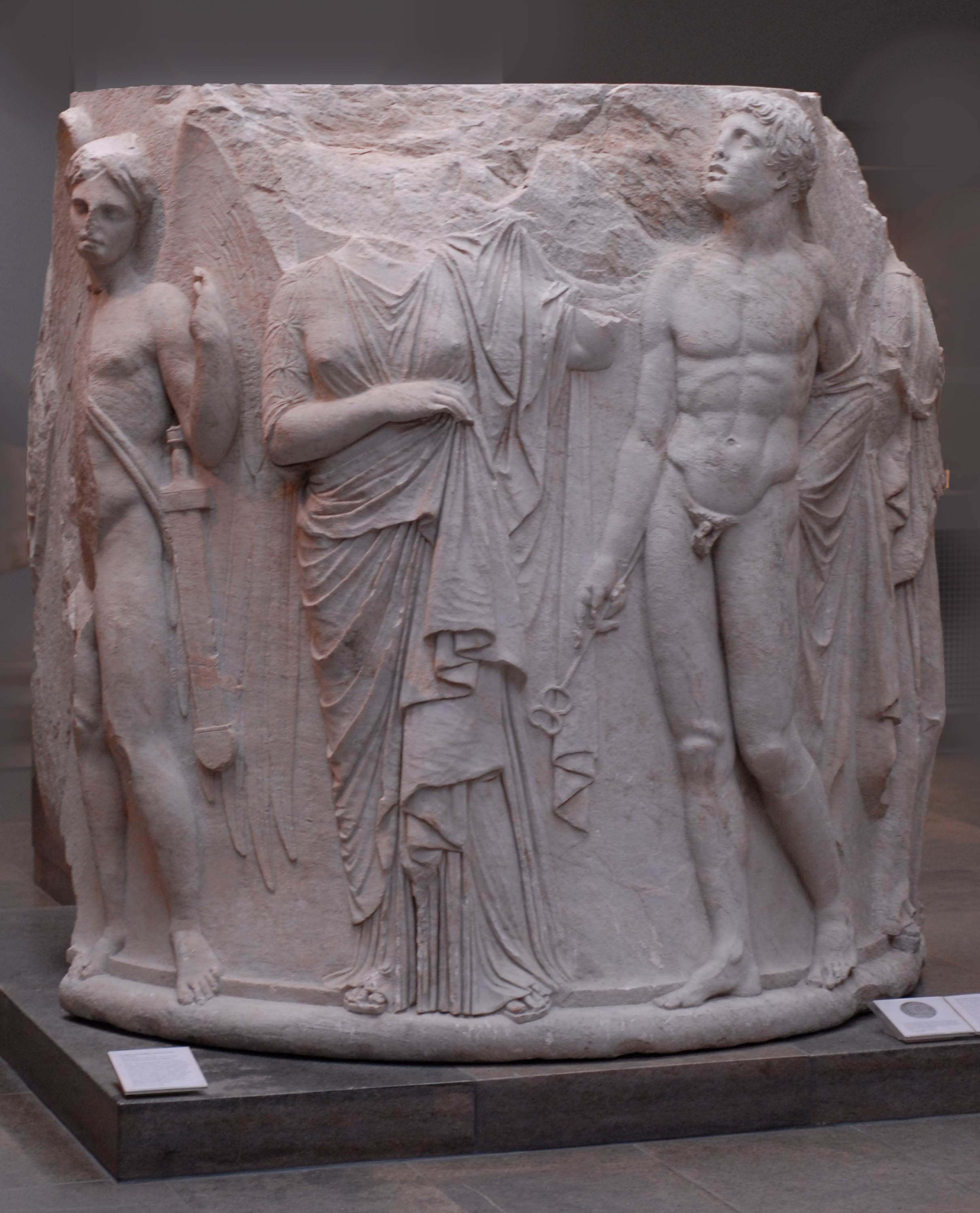
Phòng 22 - Cột từ Đền thờ Artemis ở Ephesus, một trong Bảy kỳ quan của thế giới cổ đại, Thổ Nhĩ Kỳ, đầu thế kỷ 4 trước Công nguyên
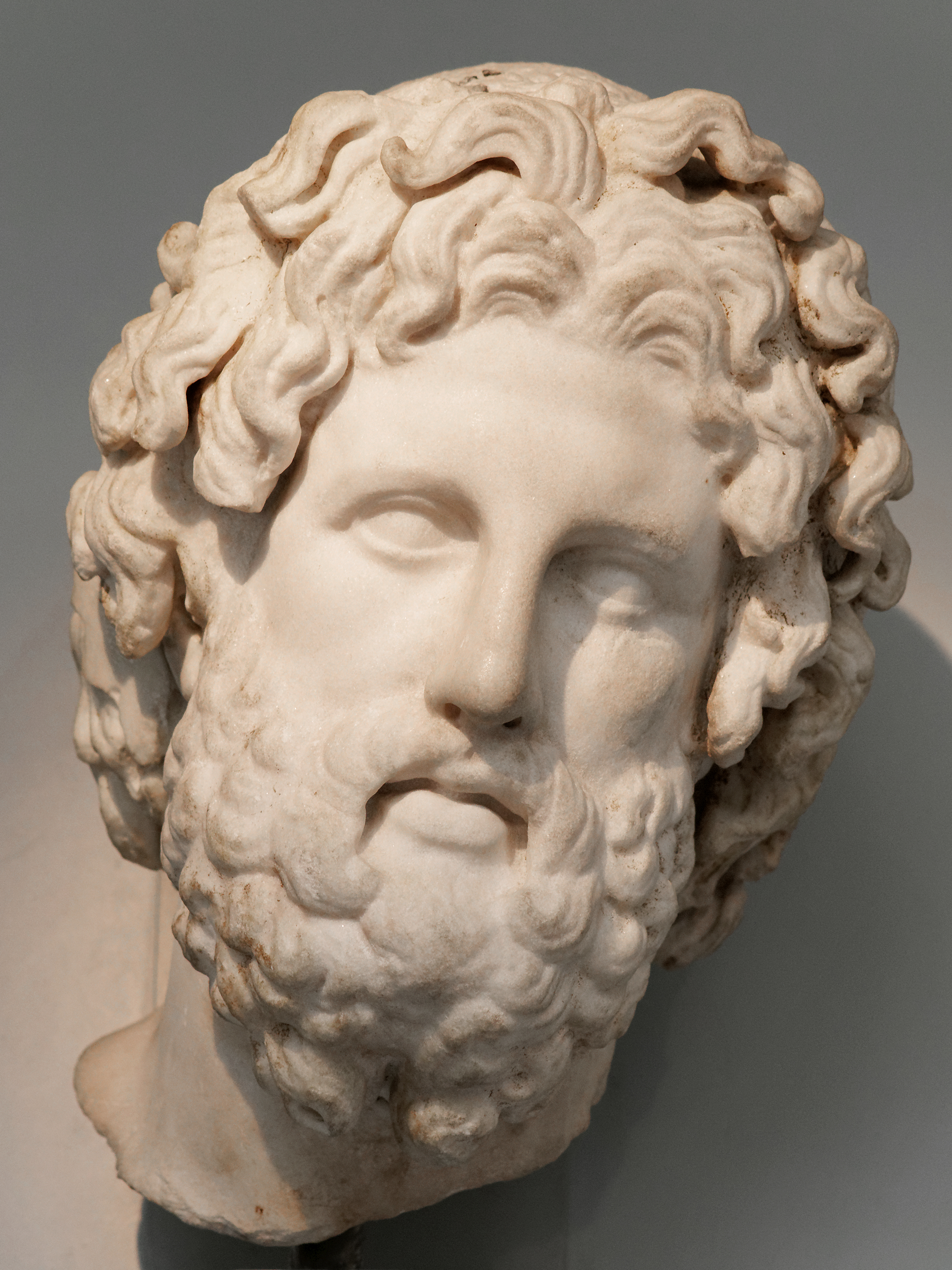
Phòng 22 - Colossal người đứng đầu Asclepius đội vương miện kim loại (hiện đã mất), từ một bức tượng thờ ở Melos, Hy Lạp, 325-300 trước Công nguyên
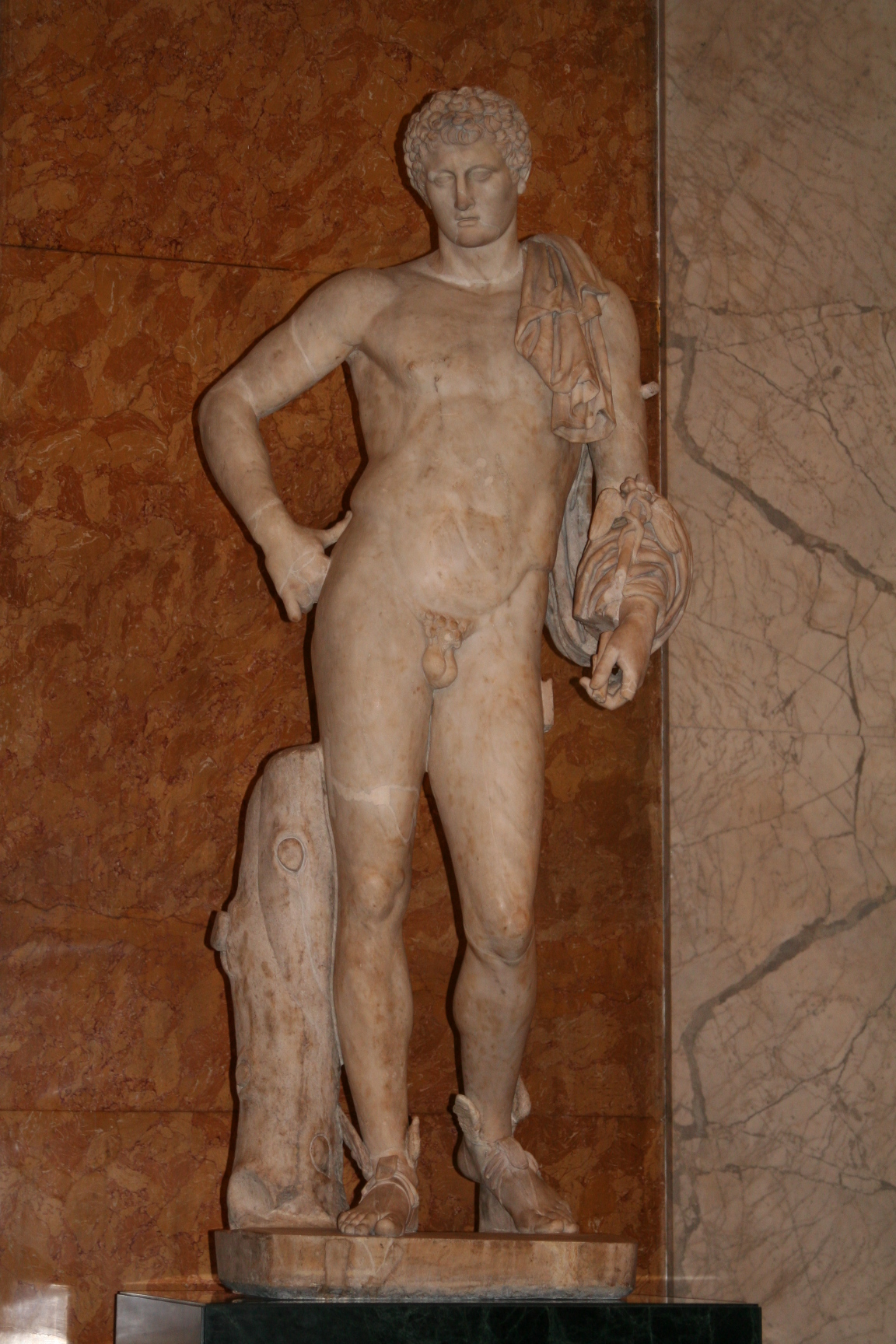
Phòng 1 - Farnese Hermes trong Phòng trưng bày Khai sáng, Ý, thế kỷ 1 sau Công nguyên
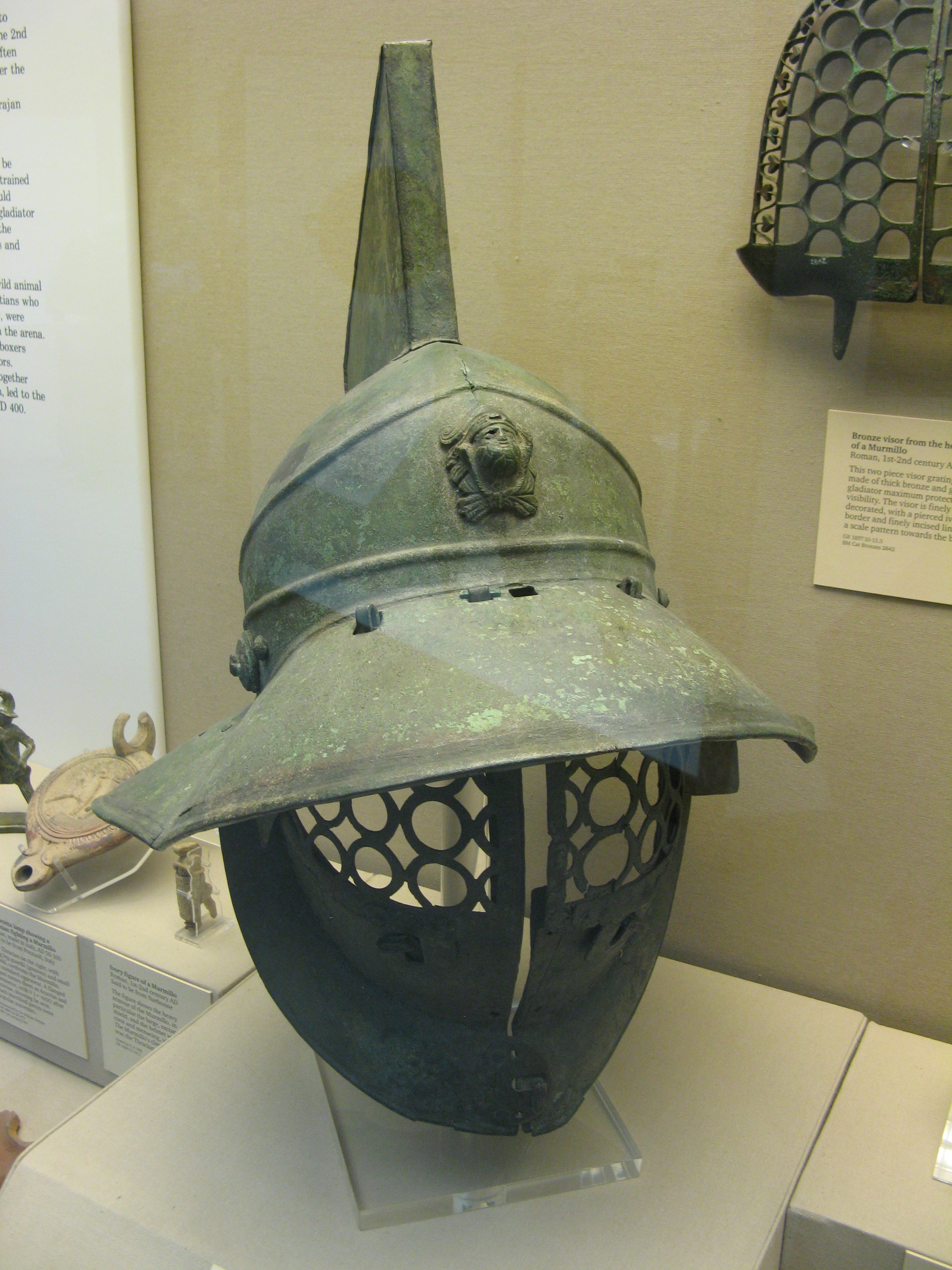
Room 69 - Mũ bảo hiểm của đấu sĩ La Mã từ Pompeii, Ý, thế kỷ 1 sau Công Nguyên
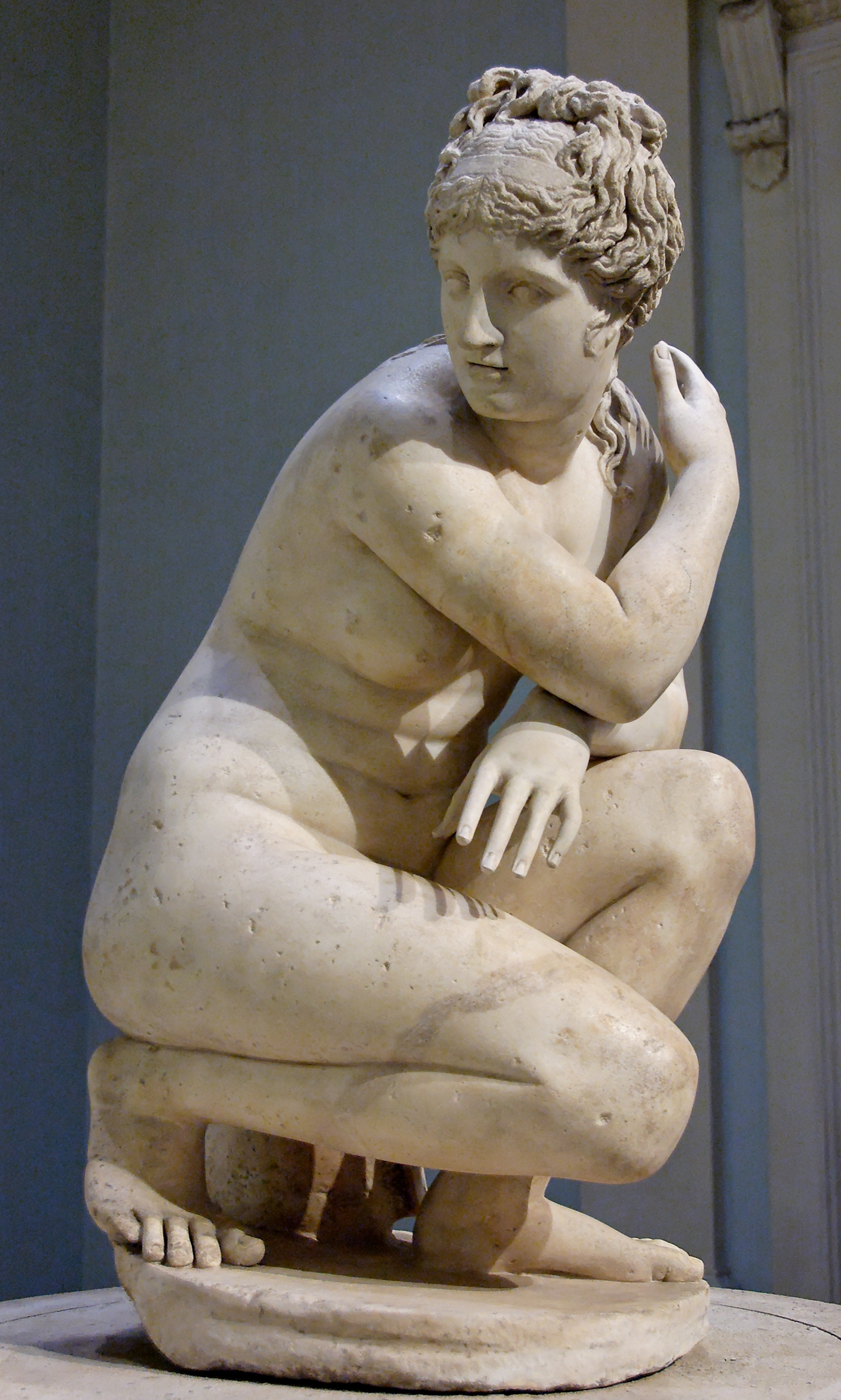
Room 23 - Phiên bản nổi tiếng của 'Crouching Venus', Roman, c. Thế kỷ thứ nhất sau công nguyên
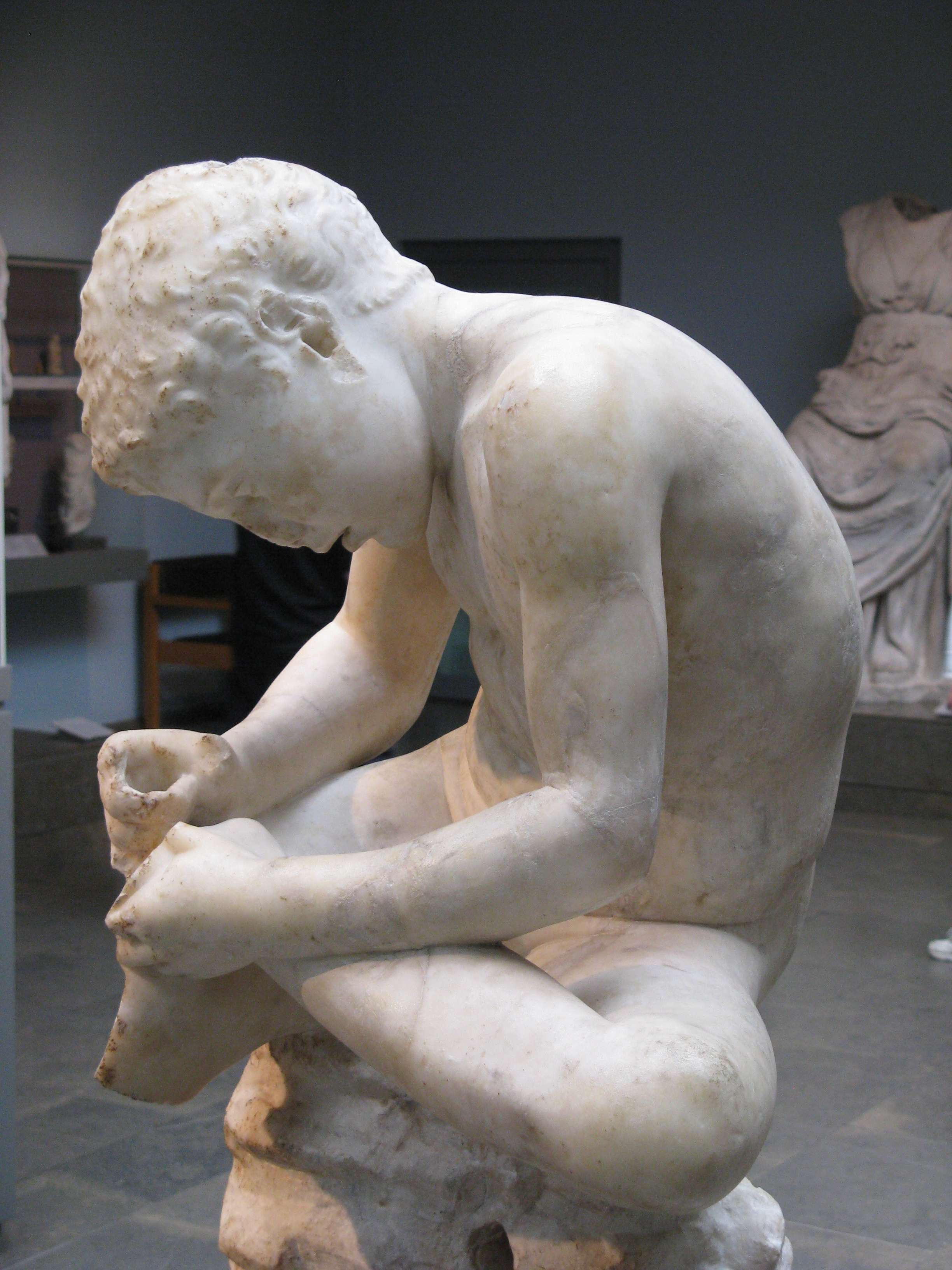
Room 22 - Bản sao bằng đá cẩm thạch La Mã của bức tượng nổi tiếng 'Spinario (Boy with Thorn)', Ý, c. Thế kỷ thứ nhất sau công nguyên
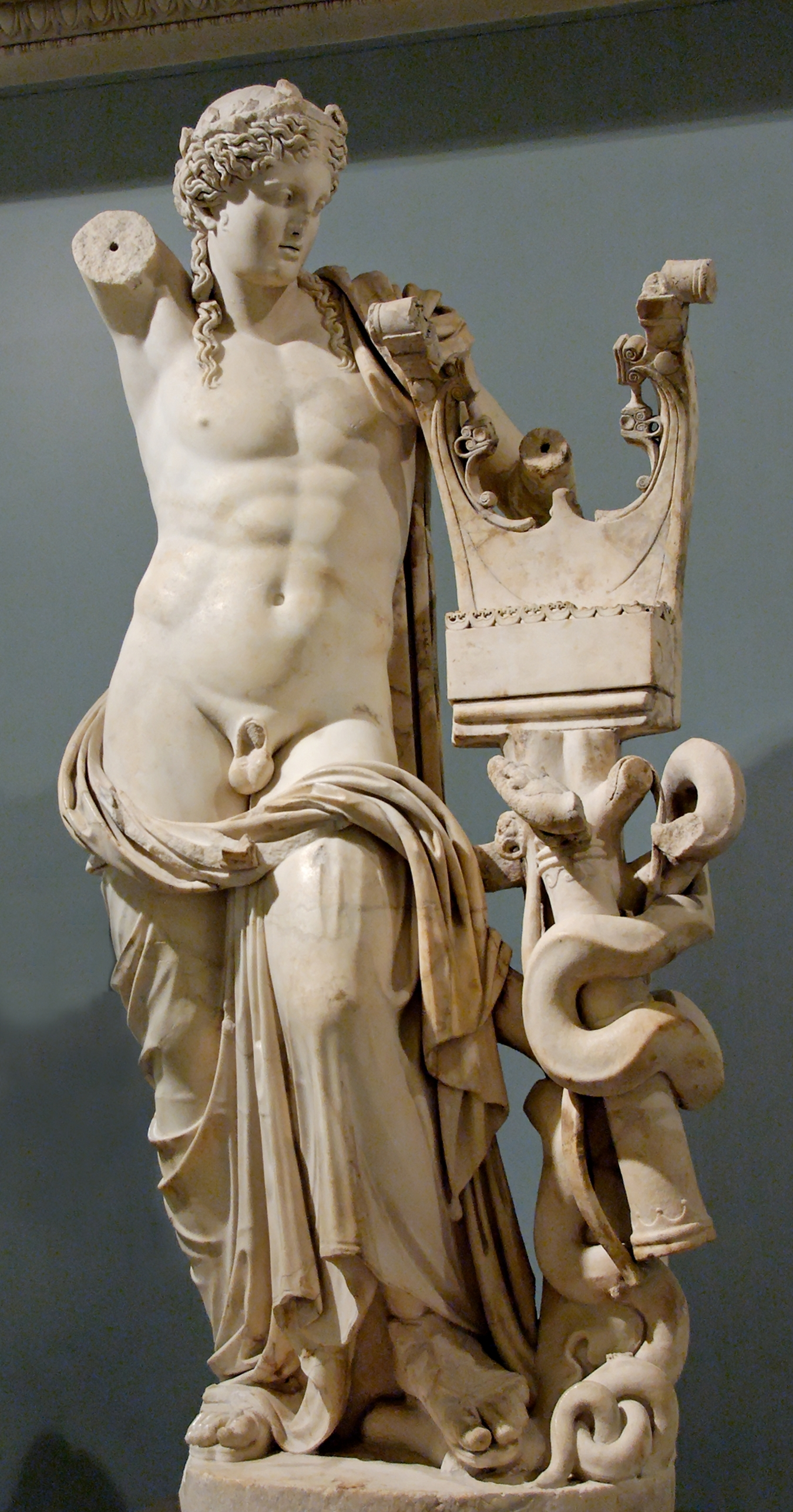
Phòng 22 - Apollo of Cyrene (cầm đàn lyre), Libya, c. Thế kỷ thứ 2 sau công nguyên

### Bộ phận Trung Đông

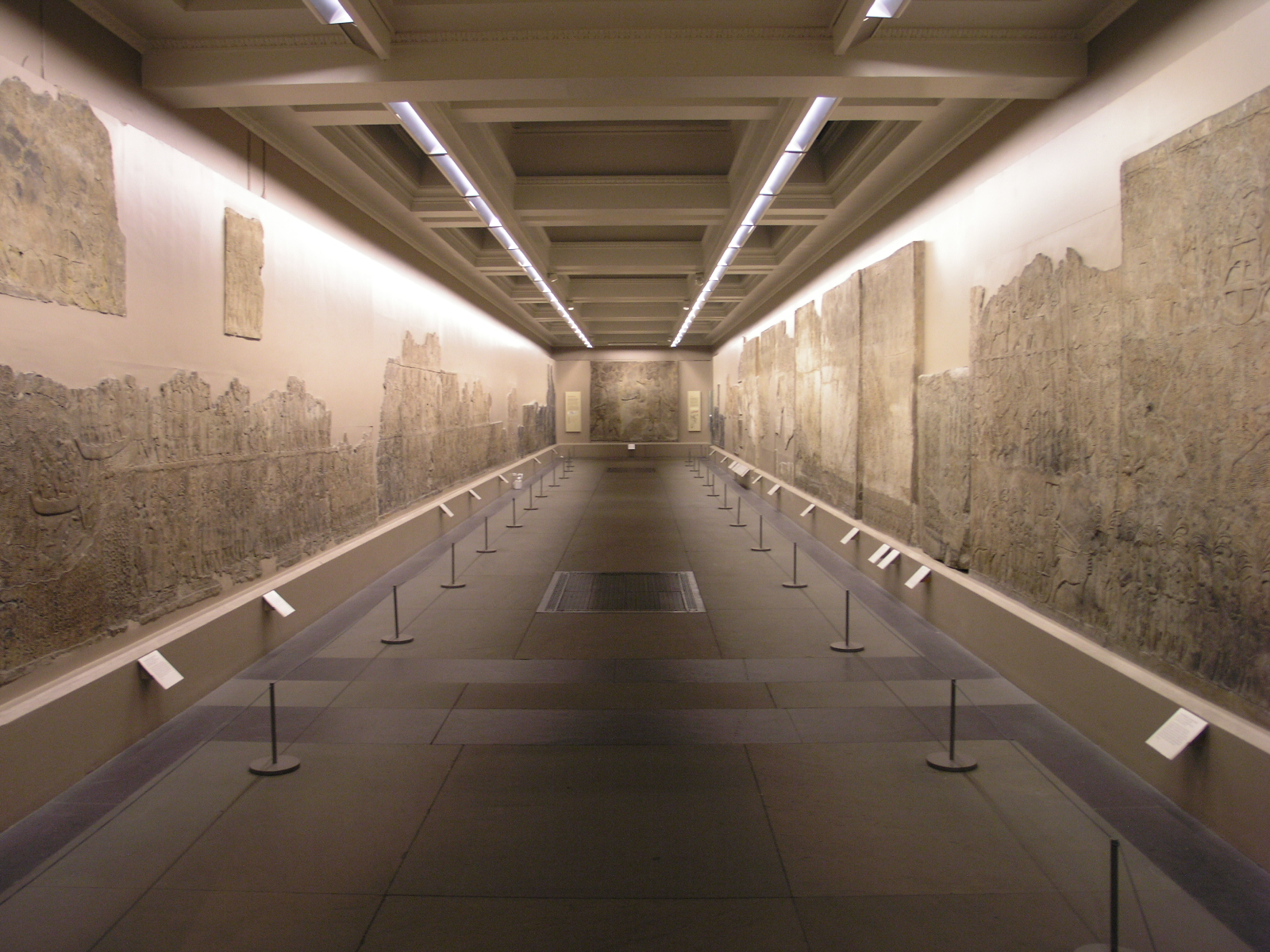
Phòng 9 - Phù điêu cung điện Assyria, Nineveh, 701–681 trước Công nguyên

Với một bộ sưu tập đánh số khoảng 330.000 tác phẩm, Bảo tàng Anh sở hữu bộ sưu tập lớn nhất và quan trọng nhất thế giới về cổ vật Mesopotamia bên ngoài Iraq. Một bộ sưu tập có tầm quan trọng to lớn, những cổ vật điêu khắc Assyria, Babylonia và Sumer là một trong những cổ vật toàn diện nhất trên thế giới với toàn bộ dãy phòng được ốp bằng thạch cao phù điêu cung điện Assyria từ Nimrud, Nineveh và Khorsabad.

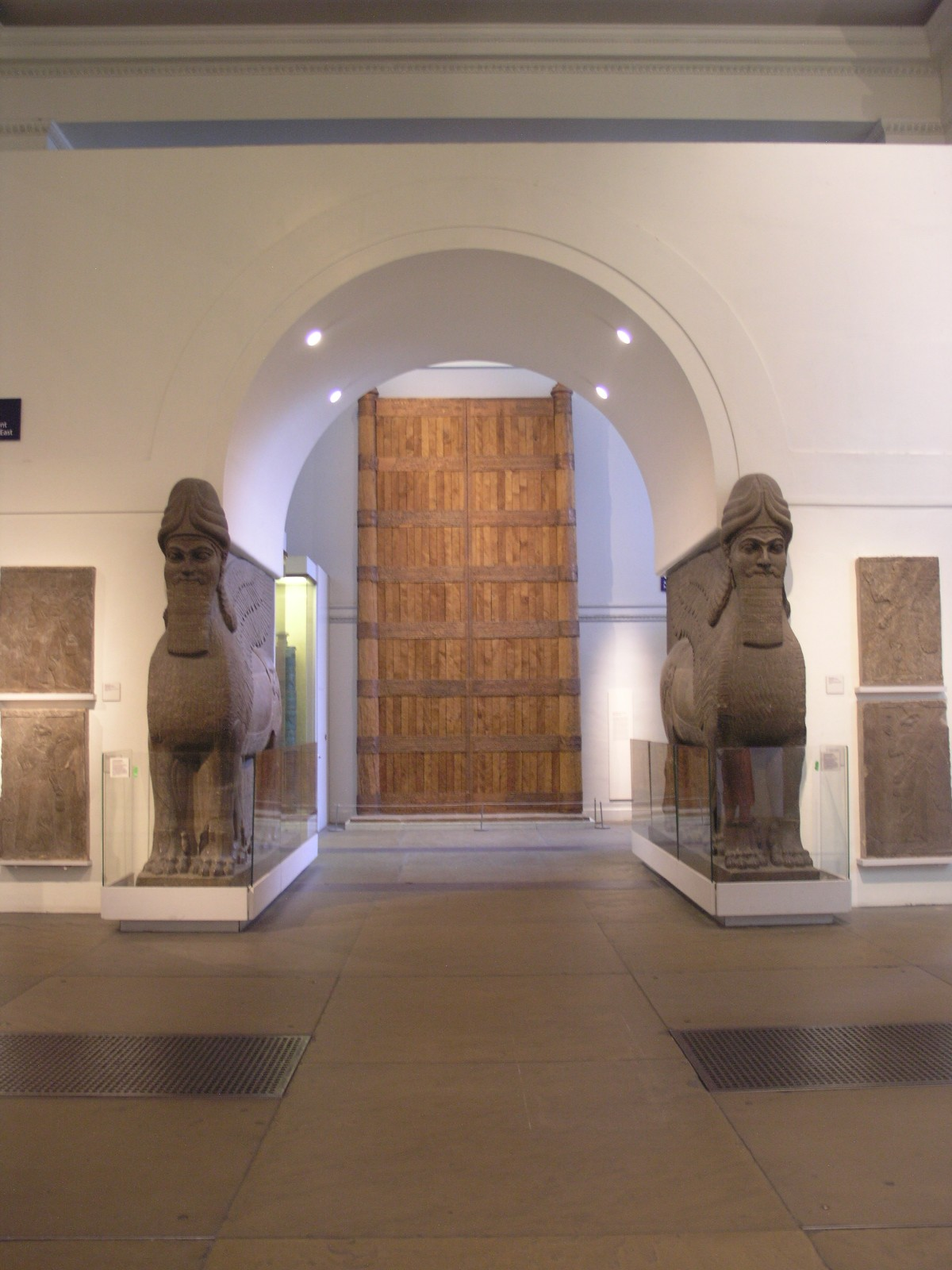
Phòng 6 - Cặp Sư tử đầu người có cánh và phù điêu từ Nimrud với Cổng Balawat, c. 860 trước Công nguyên

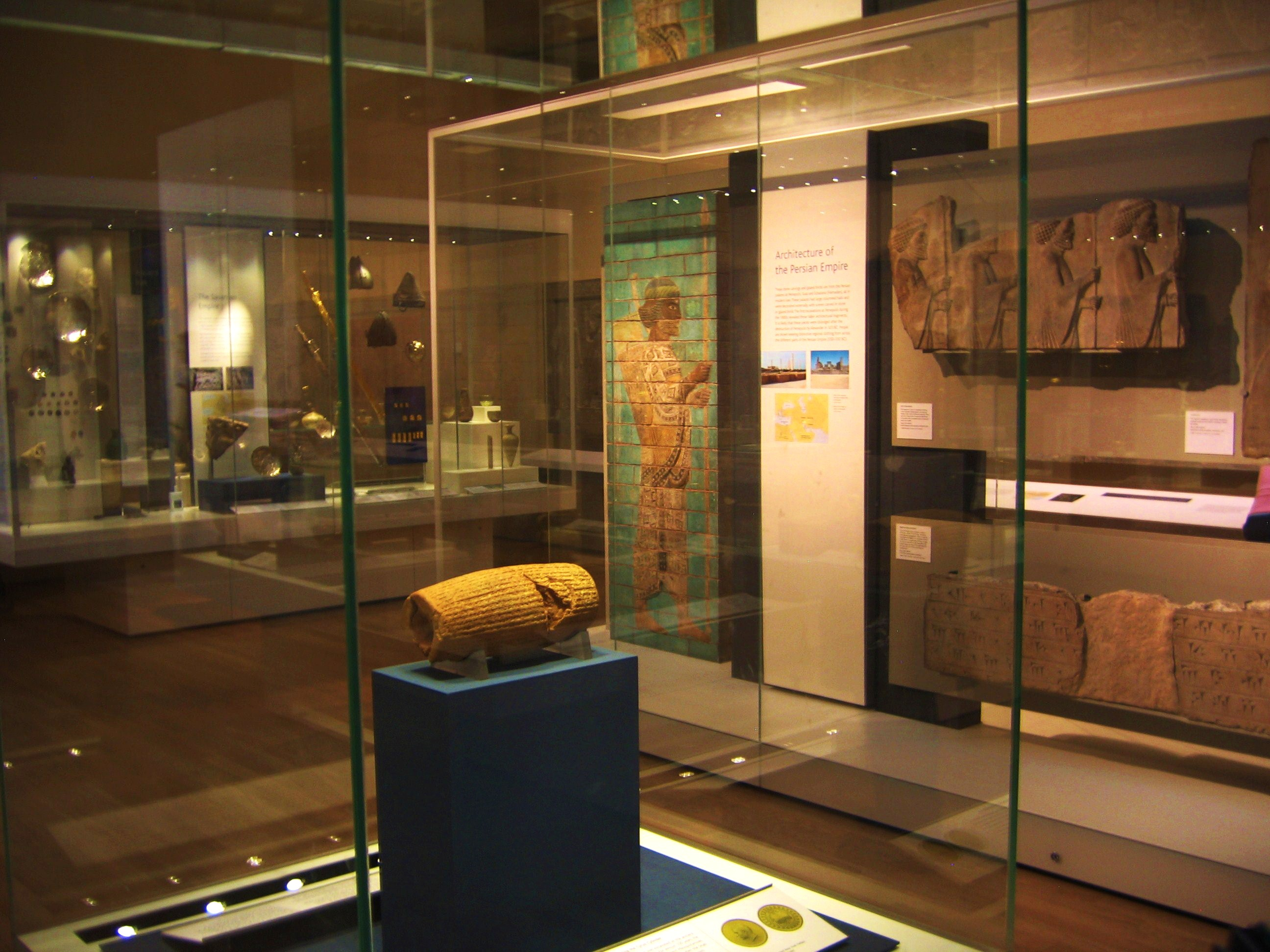
Phòng 52 - Iran cổ đại với Cyrus Cylinder, được coi là hiến chương đầu tiên trên thế giới về nhân quyền, 559–530 trước Công nguyên

Những tác phẩm nổi bật của bộ sưu tập bao gồm:
Nimrud:
| Phù điêu cung điện Assyria từ: - Cung điện Tây Bắc của Ashurnasirpal II, (883–859 TCN) - Cung điện Adad-nirari III, (811–783 TCN) - Đền Sharrat-Niphi, (khoảng thế kỷ thứ 9 trước Công nguyên) - Đền Ninurta, (khoảng thế kỷ thứ 9 trước Công nguyên) - Cung điện Đông Nam ('Burnt Palace'), (thế kỷ 8-7 trước Công nguyên) - Trung tâm- Cung điện của Tiglath-Pileser III, (745–727 TCN) - Cung điện Tây Nam của Esarhaddon, (681–669 TCN) - Đền Nabu (Ezida), (khoảng thế kỷ thứ 7 trước Công nguyên) | Tác phẩm điêu khắc và chữ khắc: - Cặp Sư tử đầu người Lamassu , (883–859 TCN) - Bò mộng Lamassu đầu người, tác phẩm chị em trong Bảo tàng Nghệ thuật Metropolitan, (883–859 TCN) - Sư tử Lamassu đầu người, tác phẩm chị em trong Bảo tàng Nghệ thuật Metropolitan, (883–859 TCN) - Tượng Sư tử khổng lồ, (883–859 TCN) - Tấm nền của Ashurnasirpal II từ Đền thờ Ishtar, (875–865 trước Công nguyên) - Rassam Obelisk của Ashurnasirpal II, (873–859 TCN) - Stela và Tượng của Vua Ashurnasirpal II, (883–859 TCN) - Black Obelisk của Shalmaneser III, (858–824 trước Công nguyên) - Stela of Shamshi-Adad V, (824–811 TCN) - 'Lamassu' đầu người, được phục hồi từ Cung điện Tây Bắc, (811–783 TCN) - Cặp tượng thần hầu cận được Adad-Nirari III và Sammuramat dành cho Nabu và Sammuramat, (810–800 TCN) - Cân sư tử Assyria song ngữ với chữ hình nêm và chữ khắc Phoenicia, (800–700 trước Công nguyên) - Tác phẩm điêu khắc lớn về đầu nam giới có râu từ Lamassu với dòng chữ dành riêng cho Esarhaddon, (670 TCN) |

Nineveh:
| Phù điêu cung điện Assyria và tác phẩm điêu khắc từ: - Cung điện Tây Nam của Sennacherib, (705–681 TCN) - Cung điện Bắc của Ashurbanipal, (khoảng năm 645 trước Công nguyên), bao gồm Cuộc săn sư tử của Ashurbanipal và cứu trợ Lachish - Bữa tiệc trong vườn nổi tiếng, (645 trước Công nguyên) - Tượng phụ nữ khỏa thân, (thế kỷ 11 trước Công nguyên) - Obelisk bị bể của Ashur-bel-kala, obelisk của người Assyria sớm nhất từng được biết đến, (thế kỷ 11 trước Công nguyên) - White Obelisk of Ashurnasirpal I, (1050–1031 TCN) | Thư viện Hoàng gia của Ashurbanipal: - Một bộ sưu tập lớn chữ hình nêm trên phiến đất sét có tầm quan trọng to lớn, khoảng 22.000 phiến đất sét có khắc chữ, (thế kỷ thứ 7 trước Công nguyên) - Phiến lũ lụt, liên quan một phần đến Sử thi Gilgamesh nổi tiếng, (thế kỷ thứ 7 trước Công nguyên) - Lăng kính Taylor, di chỉ trụ đất sét hình lục giác, (691 TCN) - Hình trụ Rassam với mười mặt, mô tả các chiến dịch quân sự của vua Ashurbanipal, (643 TCN) |

Các địa điểm Lưỡng Hà khác:
| Khorsabad và Balawat: - Các bức phù điêu Alabaster từ Cung điện Sargon II, (710–705 TCN) - Cặp bò đực đầu người Lamassu, (710–705 trước Công nguyên) - Cổng Balawat của Shalmaneser III, (860 TCN) | Ur: - Standard of Ur với các mô tả về chiến tranh và hòa bình, (2600 trước Công nguyên) - Lyres of Ur và cốc uống nước bằng vàng từ lăng mộ của Nữ hoàng Puabi, (2600 trước Công nguyên) - Ram in a Thicket, một trong hai cặp, còn lại ở Philadelphia, (2600–2400 trước Công nguyên) - Trò chơi hoàng gia của Ur, một bảng trò chơi cổ đại, (2600–2400 trước Công nguyên) |

Bộ sưu tập mở rộng:
- Trát sọ người từ Jericho, một hình thức vẽ chân dung rất sớm, Palestine, (7000–6000 trước Công nguyên)
- Tell Brak Head, một trong những bức tượng bán thân chân dung lâu đời nhất từ Trung Đông, đông bắc Syria, (3500–3300 trước Công nguyên)
- Máng Uruk, một trong những tác phẩm điêu khắc phù điêu tường thuật còn sót lại sớm nhất từ Trung Đông, miền nam Iraq, (3300–3000 trước Công nguyên)
- Cặp đồ vật bằng đá có khắc chữ được gọi là Di tích Blau từ Uruk, Iraq, (3100–2700 trước Công nguyên)
- Tell el-Ajjul gold hoards đồ trang sức bằng vàng từ Thời đại đồ đồng được tìm thấy tại địa điểm lặp Canaan củaTell el-Ajjul ở Gaza, (1750–1550 trước Công nguyên)
- Tượng thần Idrimi từ thành phố cổ Alalakh, miền nam Thổ Nhĩ Kỳ, (1600 trước Công nguyên)
- Bát đồng và hộp mỹ phẩm ngà voi hình con cá ở Tell es-Sa'idiyeh, Jordan, (1250–1150 trước Công nguyên)
- Nhóm 16 bức phù điêu bằng đá từ cung điện của Vua Kapara tại Tell Halaf, miền bắc Syria, (thế kỷ 10 trước Công nguyên)
- Tablet of Shamash, miêu tả thần mặt trời Shamash, đến từ Sippar, Iraq, (đầu thế kỷ thứ 9 trước Công nguyên)
- Đầu sư tử Hittite từ tượng đài vua Katuwa tại Carchemish, miền nam Thổ Nhĩ Kỳ, (thế kỷ thứ 9 trước Công nguyên)
- Hai Assyrian stelae lớn từ Kurkh, miền nam Thổ Nhĩ Kỳ, (850 trước Công nguyên)
- Tượng Kidudu ngồi hoặc thần hộ mệnh từ thành phố Assur của người Assyria thuộc Shalmaneser III, Iraq, (835 trước Công nguyên)
- Bát bazan có khắc chữ tượng hình Luwian được tìm thấy tại Babylon, miền nam Iraq, (thế kỷ thứ 8 trước Công nguyên)
- Dòng chữ Shebna từ Siloam gần Jerusalem, (thế kỷ thứ 7 trước Công nguyên)
- Nhóm 4 chiếc khiên bằng đồng có khắc chữ vua Rusa III từ đền thờKhaldi tại pháo đài Urartian của Toprakkale, miền đông Thổ Nhĩ Kỳ, (650 trước Công nguyên)
- Dòng chữ nhà Đông Ấn từ Babylon, Iraq, (604–562 trước Công nguyên)
- Ký tự Lachish, nhóm ostraka được viết bằng chữ cái Hebrew từ Lachish, Israel, (586 trước Công nguyên)
- Cylinder of Nabonidus, trụ khắc sự sáng lập của Vua Nabonidus, Sippar, Iraq, (555–540 trước Công nguyên)
- Kho báu Oxus nổi tiếng, kho chứa đồ tạo tác bằng vàng lớn nhất của người Ba Tư cổ đại, (550–330 trước Công nguyên)
- Jar of Xerxes I, alabastron với chữ ký tứ ngữ của Achaemenid, người cai trị Xerxes I, được tìm thấy trong tàn tích của Lăng Halicarnassus, Thổ Nhĩ Kỳ, (486–465 trước Công nguyên)
- Song ngữ Idalion, song ngữ Síp - dòng chữPhoenicia, chìa khóa giải mã giáo trình Cypriot, Idalion, Cyprus, (388 trước Công nguyên)
- Dòng chữ Punic-Libyan từ Lăng Dougga của Libyco-Punic Mausoleum of Dougga, chìa khóa giải mã của ngôn ngữ Numidian, Dougga, Tunisia, (146 trước Công nguyên)
- Phiến Amran được tìm thấy gần Sana'a, Yemen, (thế kỷ 1 trước Công nguyên)
- Một trong những lọ lưu trữ đồ gốm có chứa cuộn sách Biển Chết được tìm thấy trong một hang động gần Qumran, Jordan, (4 trước Công nguyên - 68 sau Công nguyên)
- Hai viên đá vôi ossuary từ hang động ở Jerusalem, (thế kỷ 1 sau Công Nguyên)
- Mảnh vỡ của một tấm đá bazan chạm khắc khung cửa mô tả đầu sư tử từ Đền Garni, Armenia, (thế kỷ 1 sau Công Nguyên)
- Nhóm các tảng đá có khắc chữ Safaitic từ Jordan/Syria, một trong số đó được Gertrude Bell tặng, (thế kỷ 1 - 2 sau Công nguyên)
- Thắt lưng bằng vàng của Vương triều Parthia với repoussé trung tâm là hình đại bàng với đôi cánh dang rộng từ Nihavand, Iran, (thế kỷ 1 - 3 sau Công nguyên)
- Bát bạc từ Khwarezm mô tả một nữ thần bốn tay ngồi trên một con sư tử, Kazakhstan, (658 sau Công nguyên)
- Một trong những loại thủy tinh Hedwig hiếm, có nguồn gốc từ Trung Đông hoặc Norman Sicily, (thế kỷ 10-12 sau Công nguyên)
- Nhiều đồ tạo tác của Seljuq từ Hamadan bao gồm cúp vàng, phụ kiện thắt lưng mạ vàng và phụ kiện trang phục, Iran, (thế kỷ 11-12)
- Đồ đồng thau Hồi giáo với trang trí chạm khắc và được khảm bằng bạc và đồng từ Herat, Afghanistan và Mosul, Iraq (thế kỷ 12 - 13 sau Công nguyên)

Phòng 56 - Standard of Ur nổi tiếng, một hộp gỗ rỗng với những cảnh chiến tranh và hòa bình, từ Ur, c. 2600 trước công nguyên
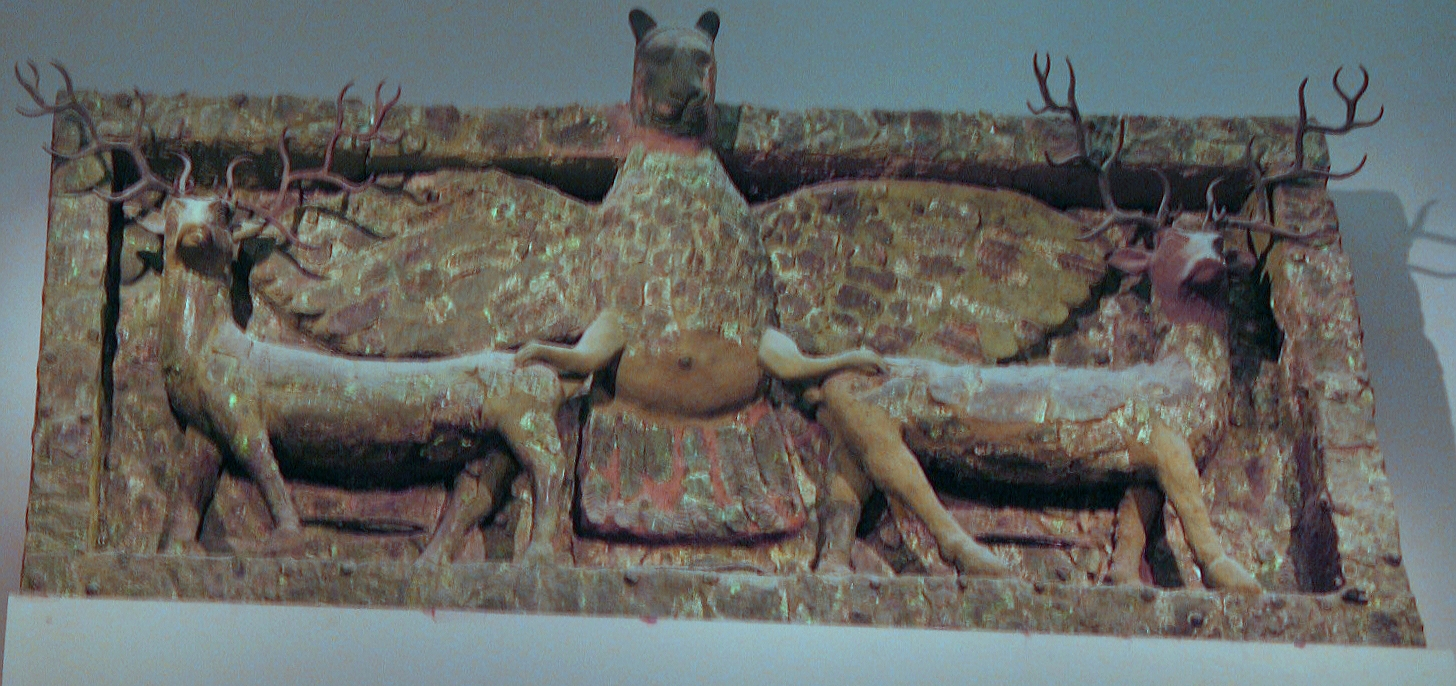
Phòng 56 - Tác phẩm điêu khắc của thần Imdugud, đại bàng đầu sư tử bằng đồng, Đền Ninhursag tại Tell al- ' Ubaid, Iraq, c. 2500 trước công nguyên
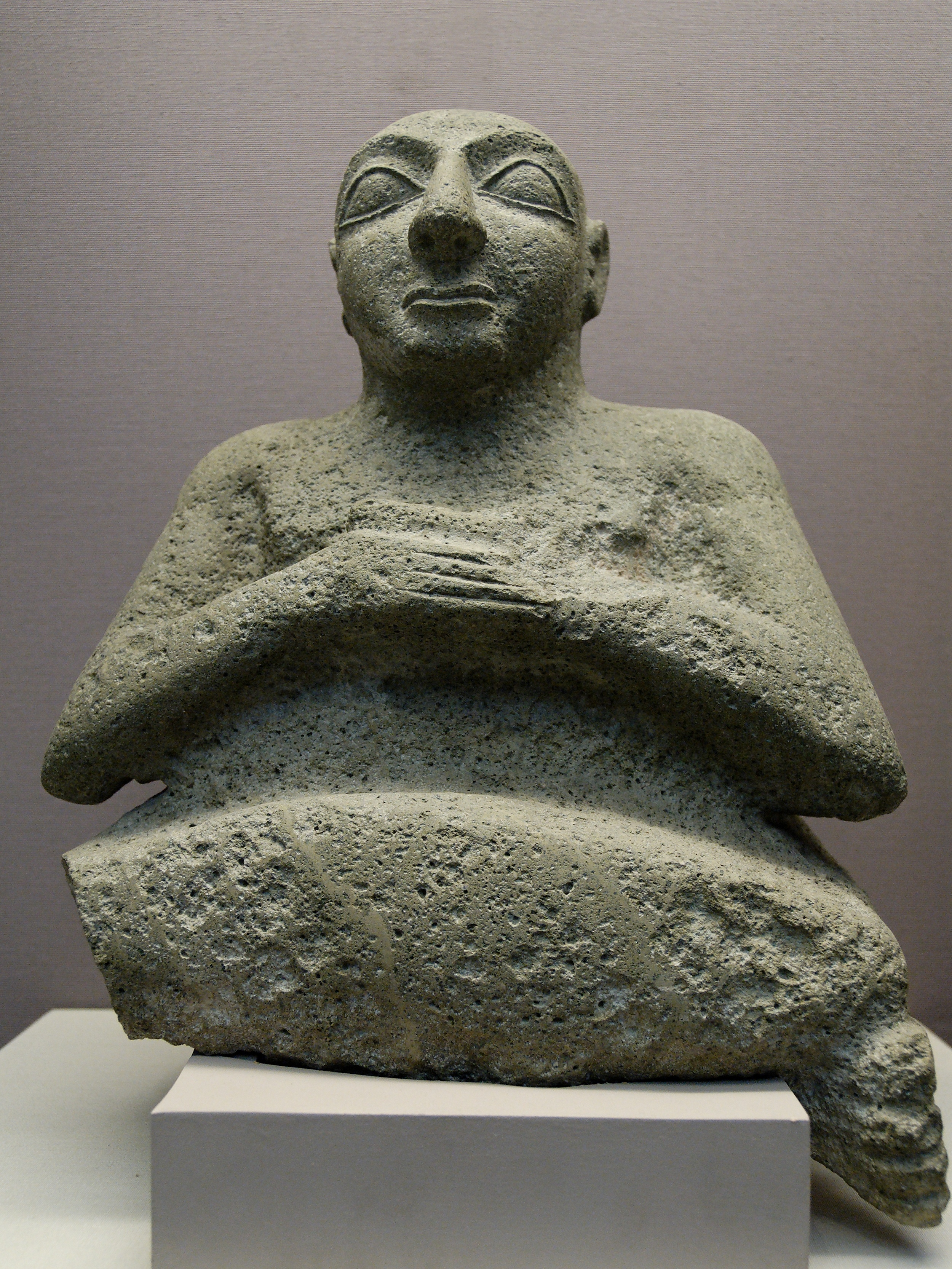
Phòng 56 - Tượng Kurlil, từ Đền Ninhursag ở Tell al-'Ubaid, miền nam Iraq, c. 2500 trước công nguyên
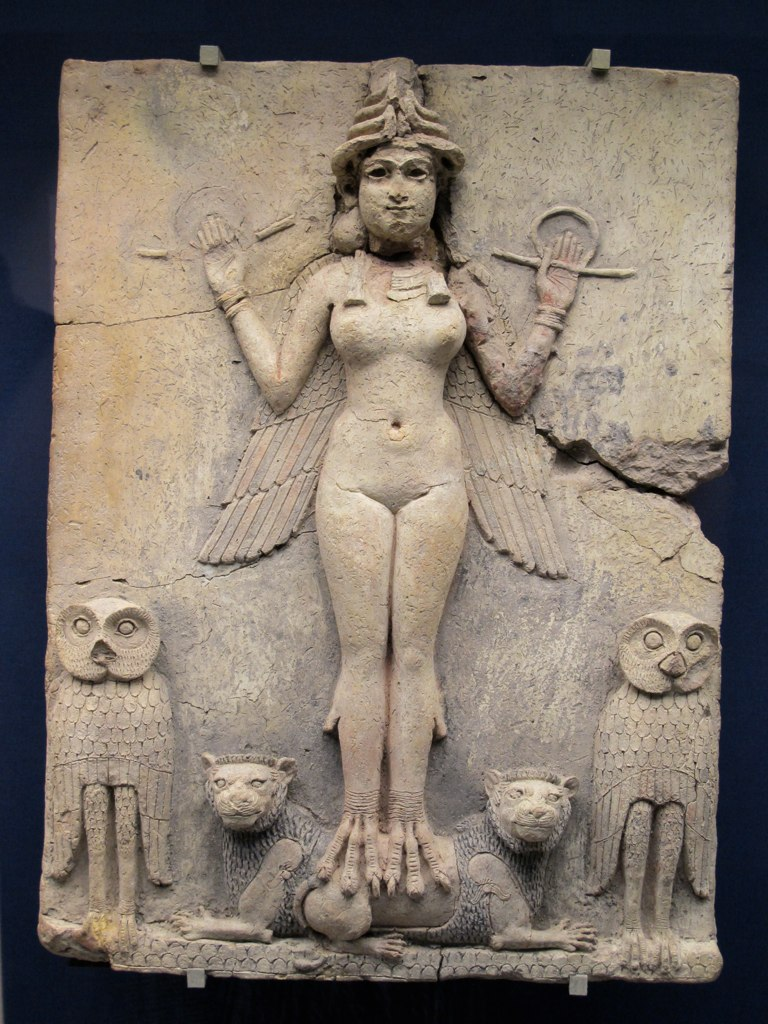
Phòng 56 - Bức tượng Queen of the Night nổi tiếng của nữ thần Ishtar, Iraq, c. 1790 trước công nguyên
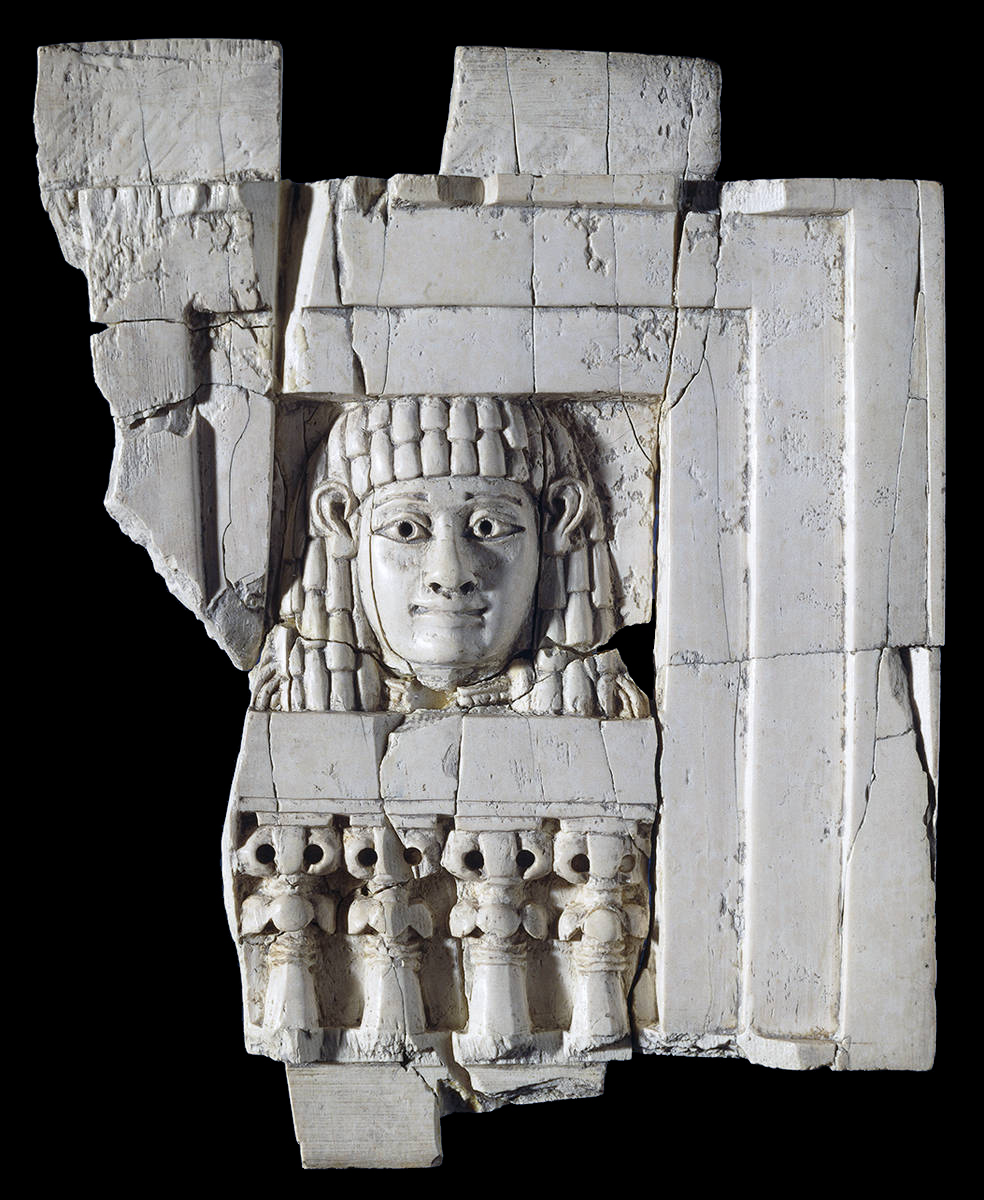
Phòng 57 - Vật thể bằng ngà được chạm khắc từ Nimrud Ivories, Phoenicia, Nimrud, Iraq, thế kỷ 9-8 trước Công nguyên
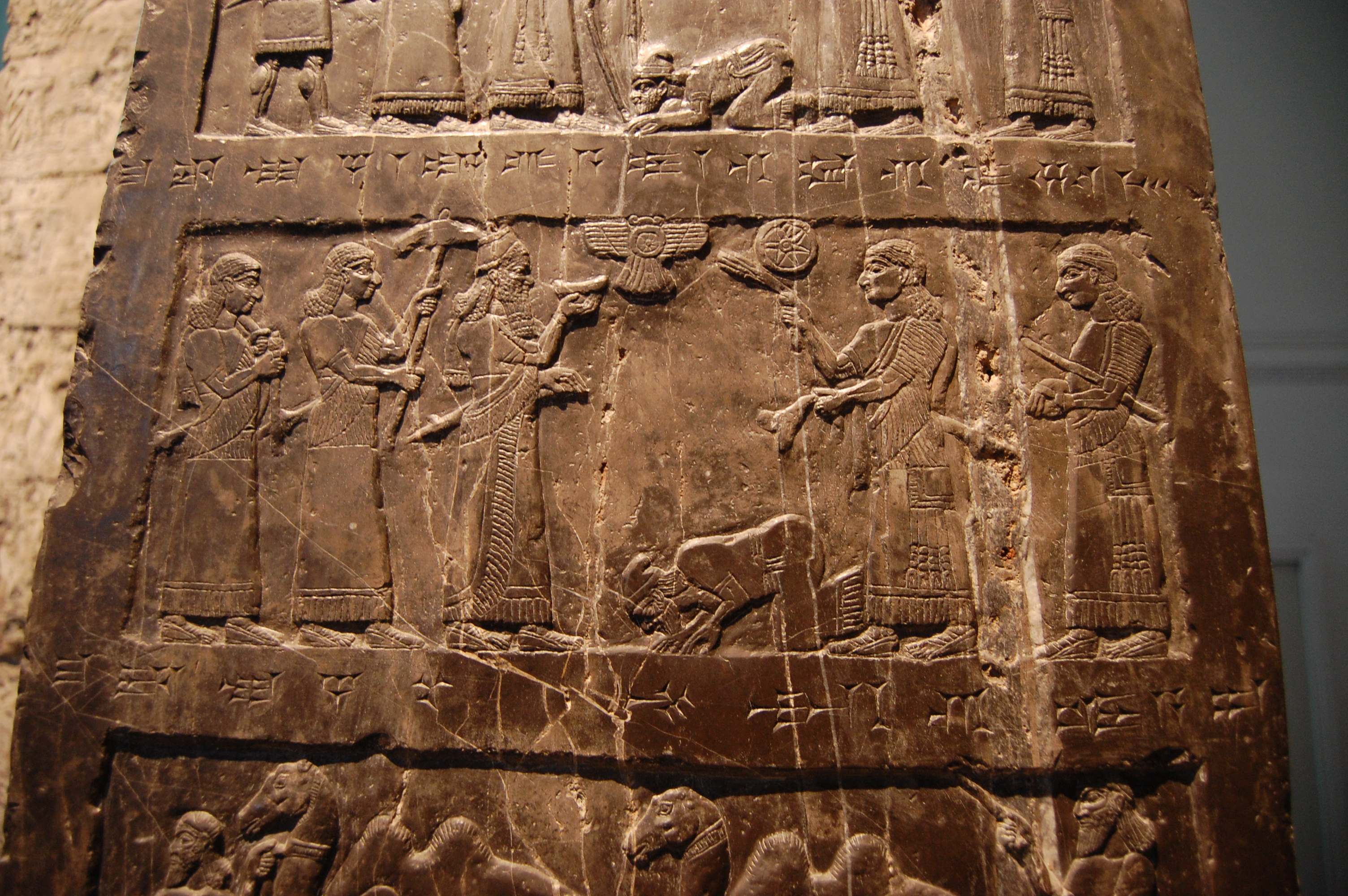
Phòng 6 - Mô tả về kẻ đạo đức giả, Jehu, Vua của Israel trên Tượng đài đen của Shalmaneser III, Nimrud, c . 827 trước công nguyên
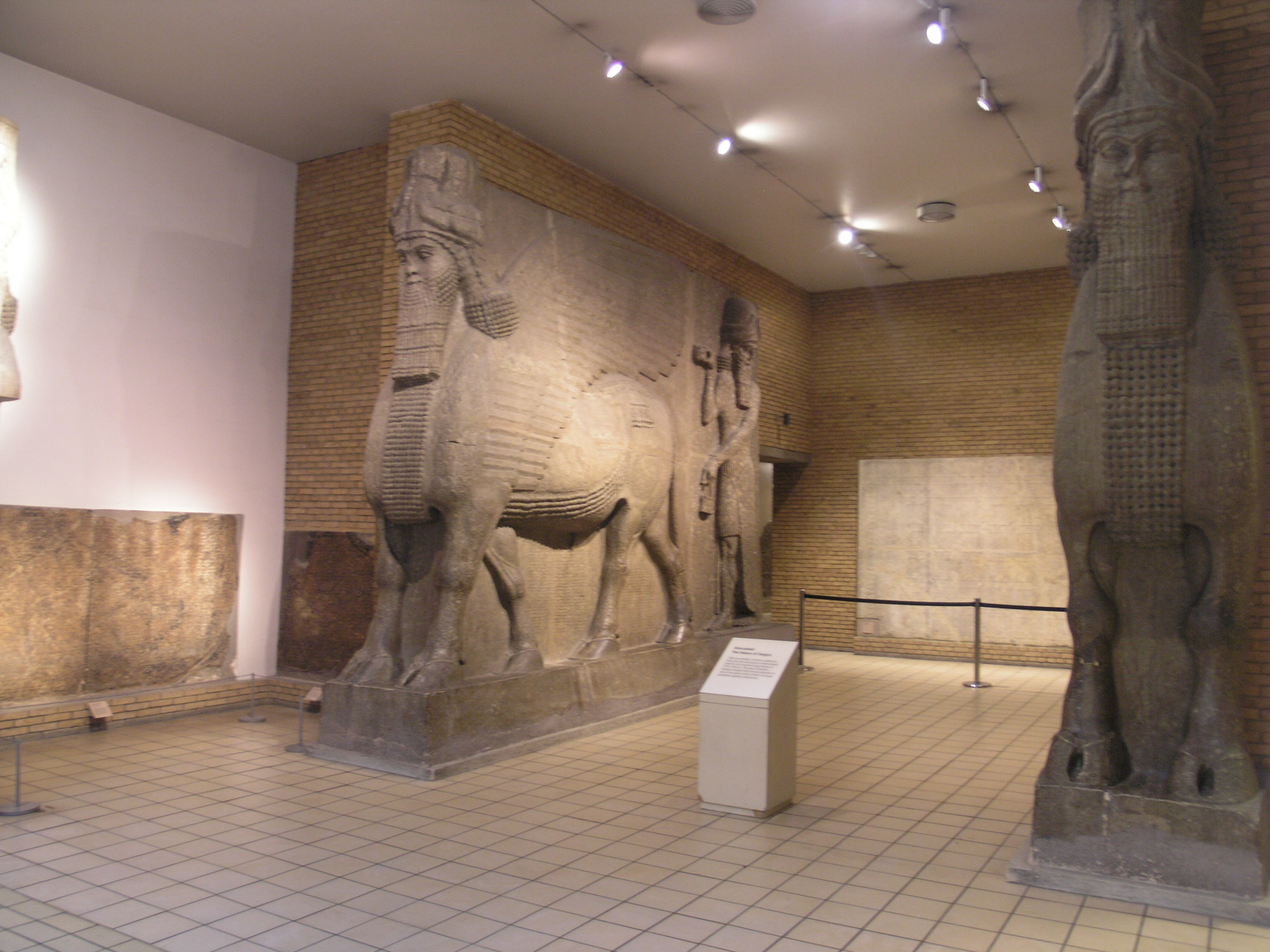
Phòng 10 - Những con bò đực đầu người có cánh từ Khorsabad, những mảnh ghép đồng hành ở Musée du Louvre, Iraq, 710–705 trước Công nguyên
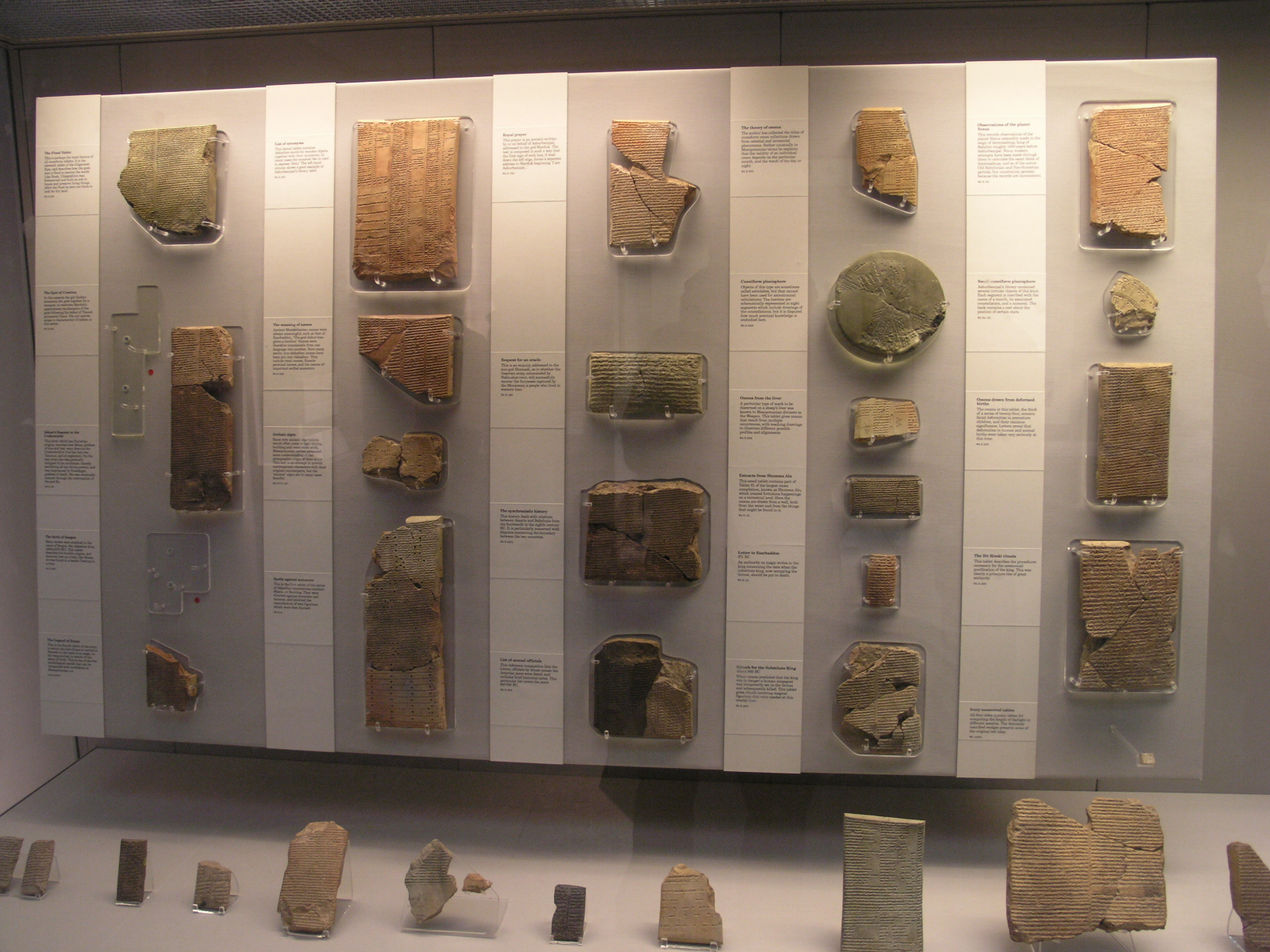
Phòng 55 - Bộ sưu tập chữ hình nêm, bao gồm Sử thi Gilgamesh, Iraq, c. 669-631 trước Công nguyên
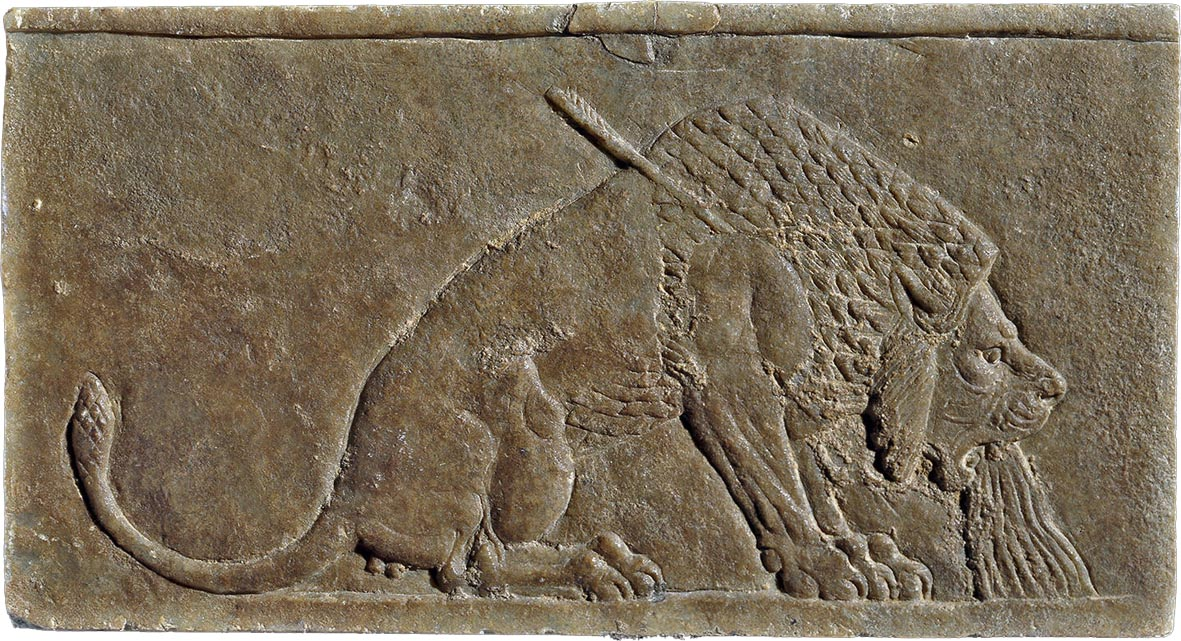
Phòng 55 - Lion Hunt of Ashurbanipal (chi tiết), Nineveh, Neo-Assyrian, Iraq, c. 645 trước công nguyên
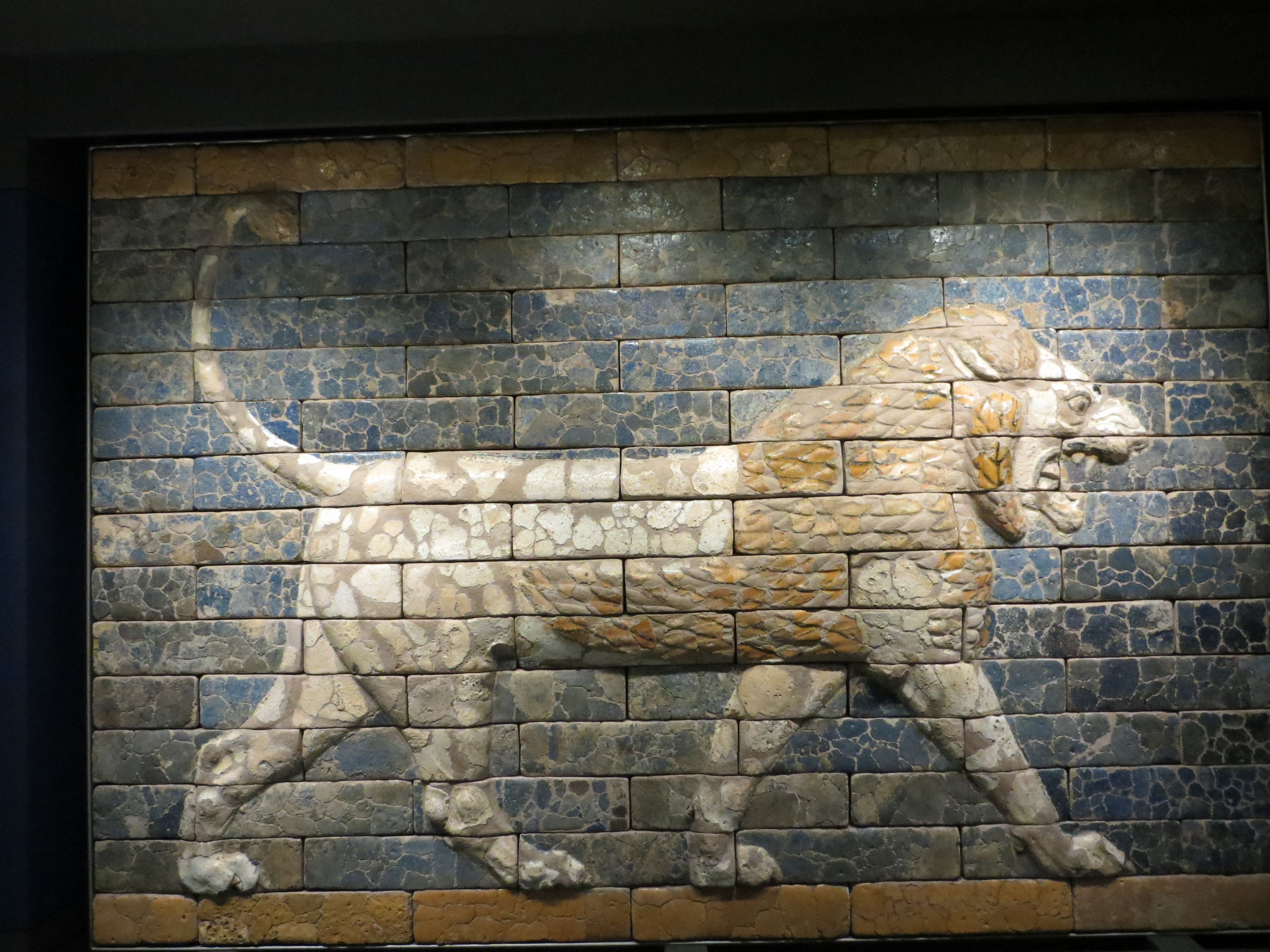
Phòng 55 - Tấm bảng với sư tử sải bước được làm từ gạch tráng men, Tân Babylon, Nebuchadnezzar II, miền Nam Iraq, 604–562 trước Công nguyên
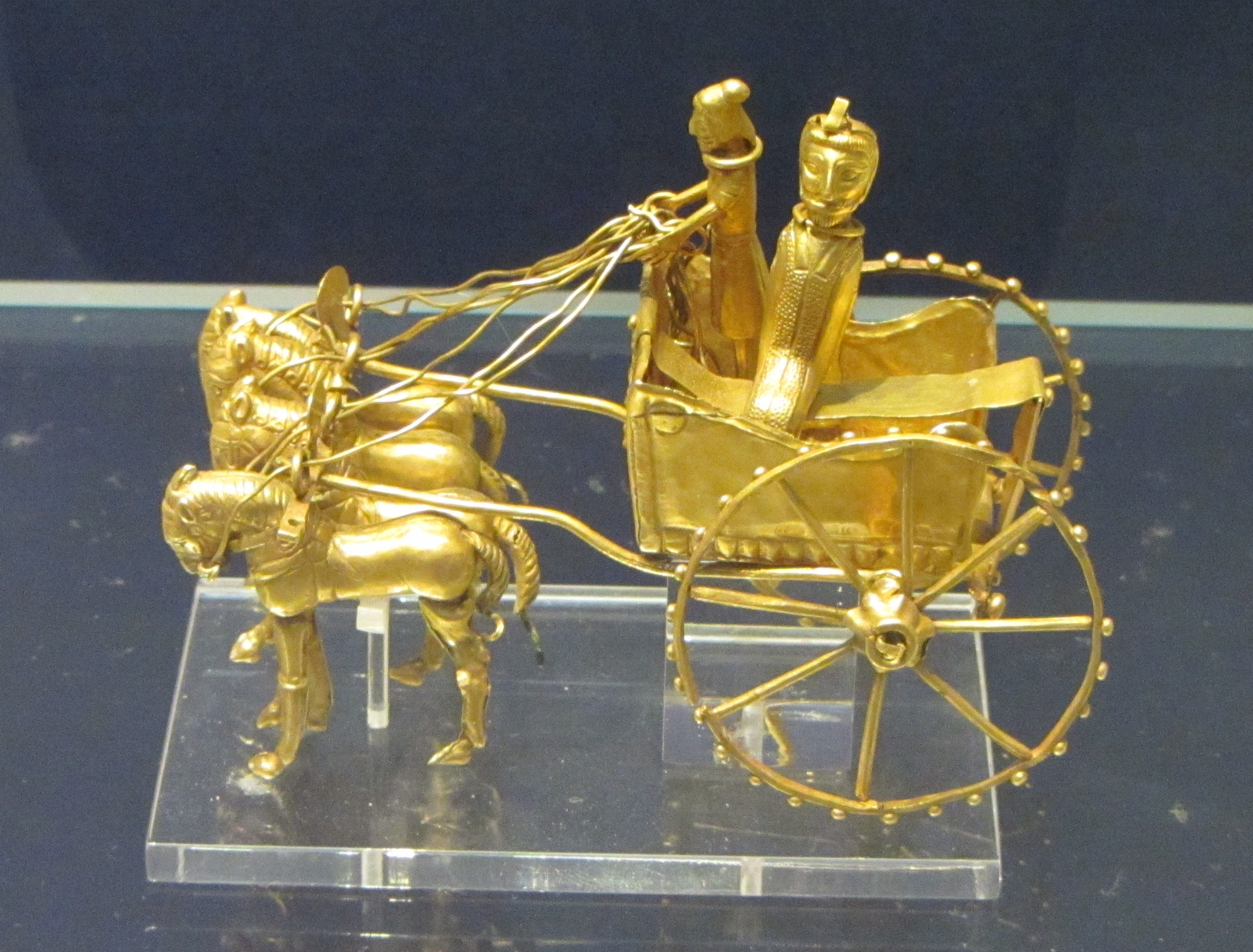
Room 52 - Một cỗ xe từ Kho báu Oxus, bộ sưu tập đồ kim loại quan trọng nhất còn sót lại của Achaemenid Persian, c. Thế kỷ thứ 5 đến thứ 4 trước Công nguyên
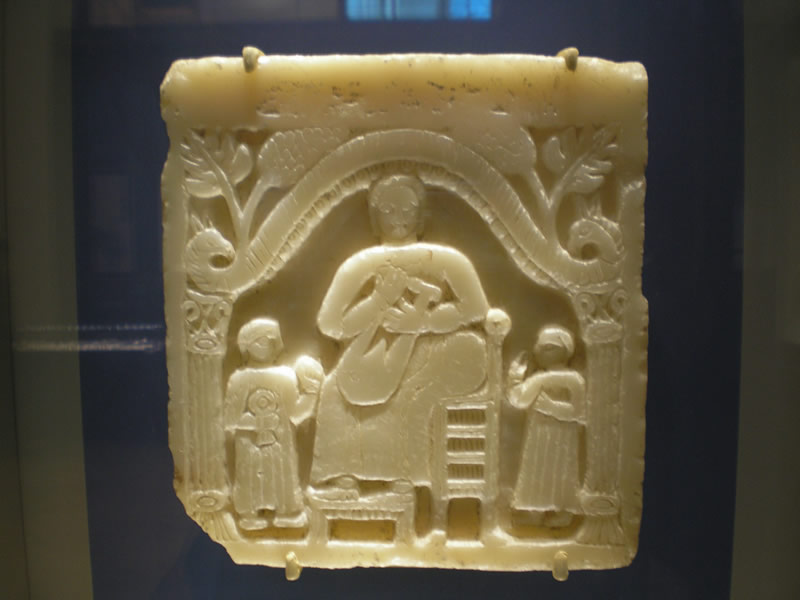
Phòng 53 - Stela được cho là đến từ nghĩa trang Tamma, Yemen, thế kỷ 1 sau Công nguyên
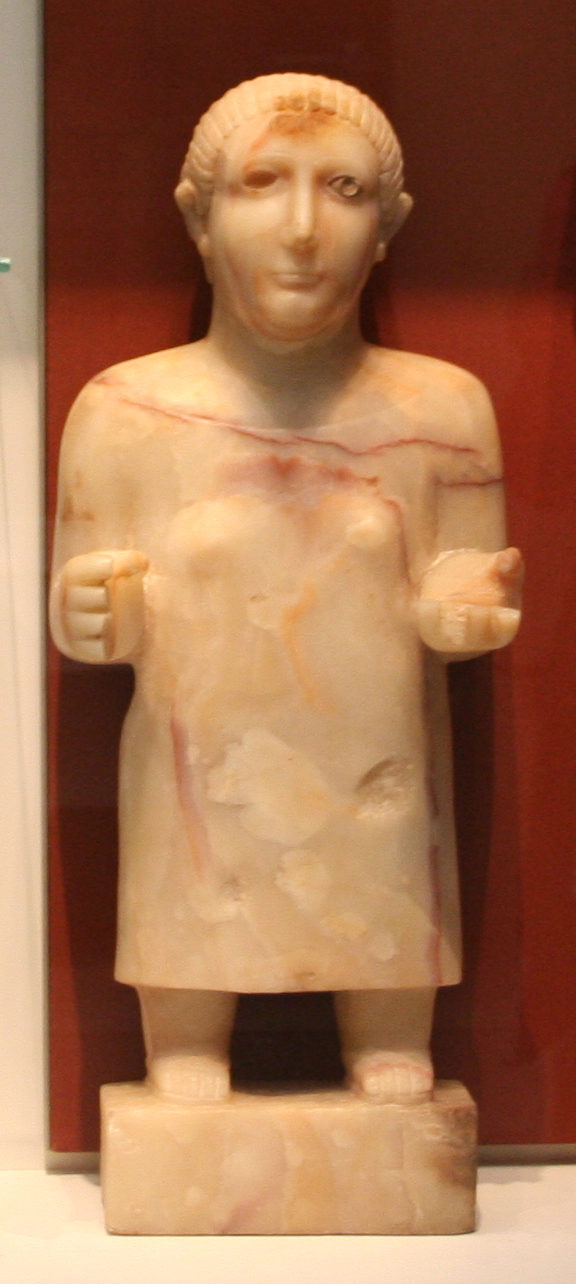
Phòng 53 - Alabaster tượng một phụ nữ đứng, Yemen, thế kỷ 1 - 2 sau Công nguyên
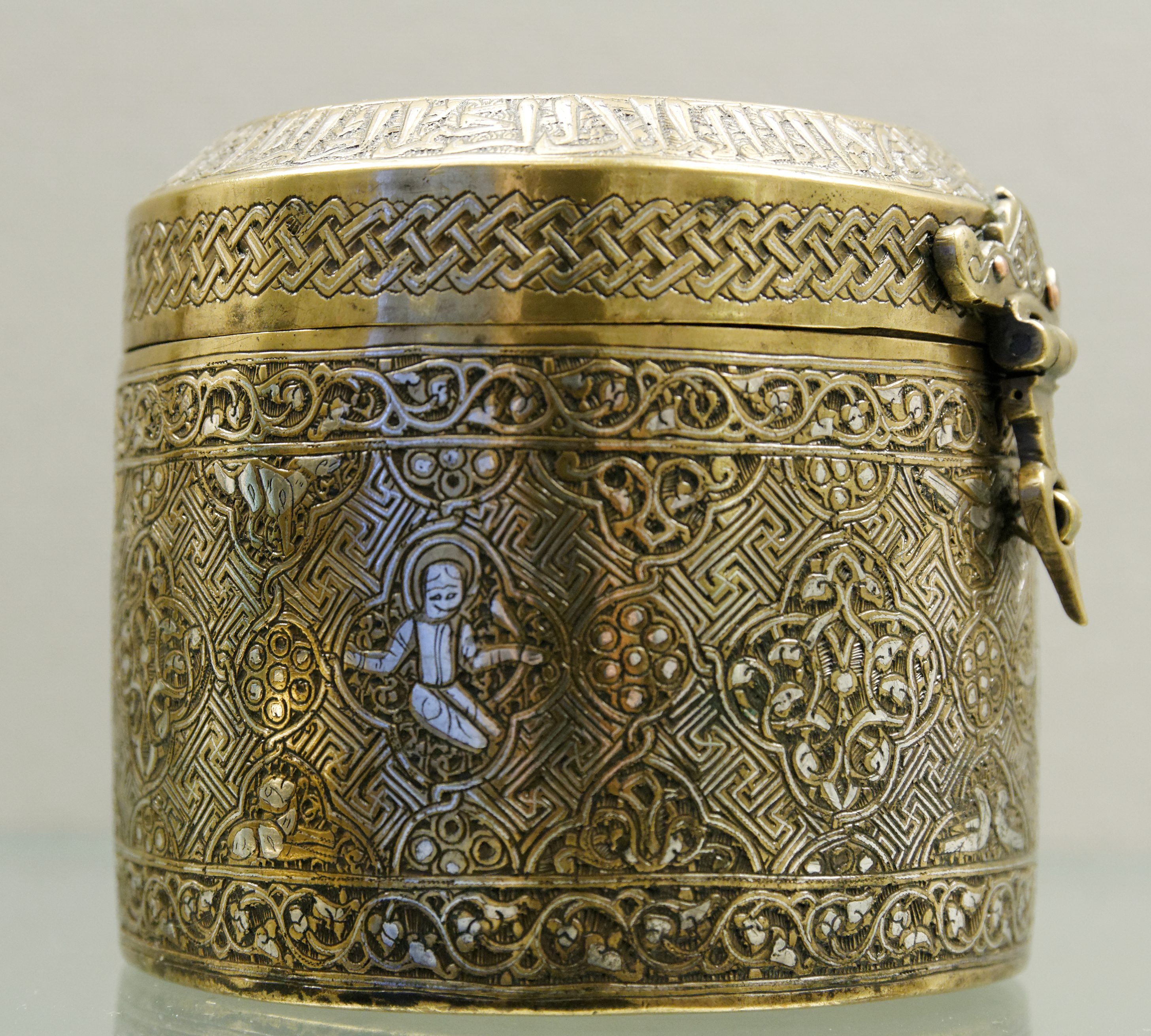
Phòng 34 - Hộp hình trụ có nắp đậy với dòng chữ Ả Rập ghi lại quá trình sản xuất chính nó cho người cai trị Mosul, Badr al-Din Lu'lu ', Iraq, c. 1233 - 1259 sau Công Nguyên

### Bộ phận in ấn và bức họa
PhòngBản in và Bản vẽ nắm giữ bộ sưu tập quốc gia về bản in và bản vẽ Lịch sử nghệ thuật phương Tây. Phòng được xếp hạng là một trong những bộ sưu tập phòng in lớn nhất và tốt nhất còn tồn tại cùng với Albertina ở Vienna, các bộ sưu tập ở Paris và Hermitage. Công chúng có thể dễ dàng tiếp cận các tài liệu này trong Phòng Nghiên cứu, không giống như nhiều bộ sưu tập tương đương. Phòng cũng có nơi trưng bày triển lãm riêng tại Phòng 90, nơi trưng bày và triển lãm thay đổi nhiều lần trong năm.

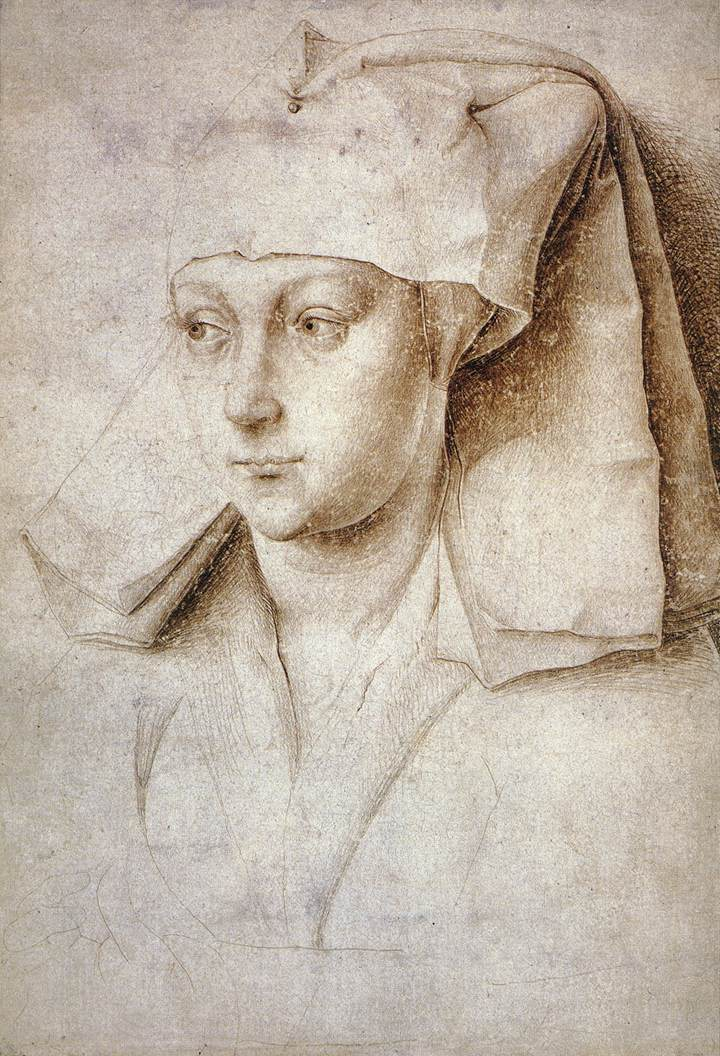
Rogier van der Weyden - Chân dung một phụ nữ trẻ, c. 1440
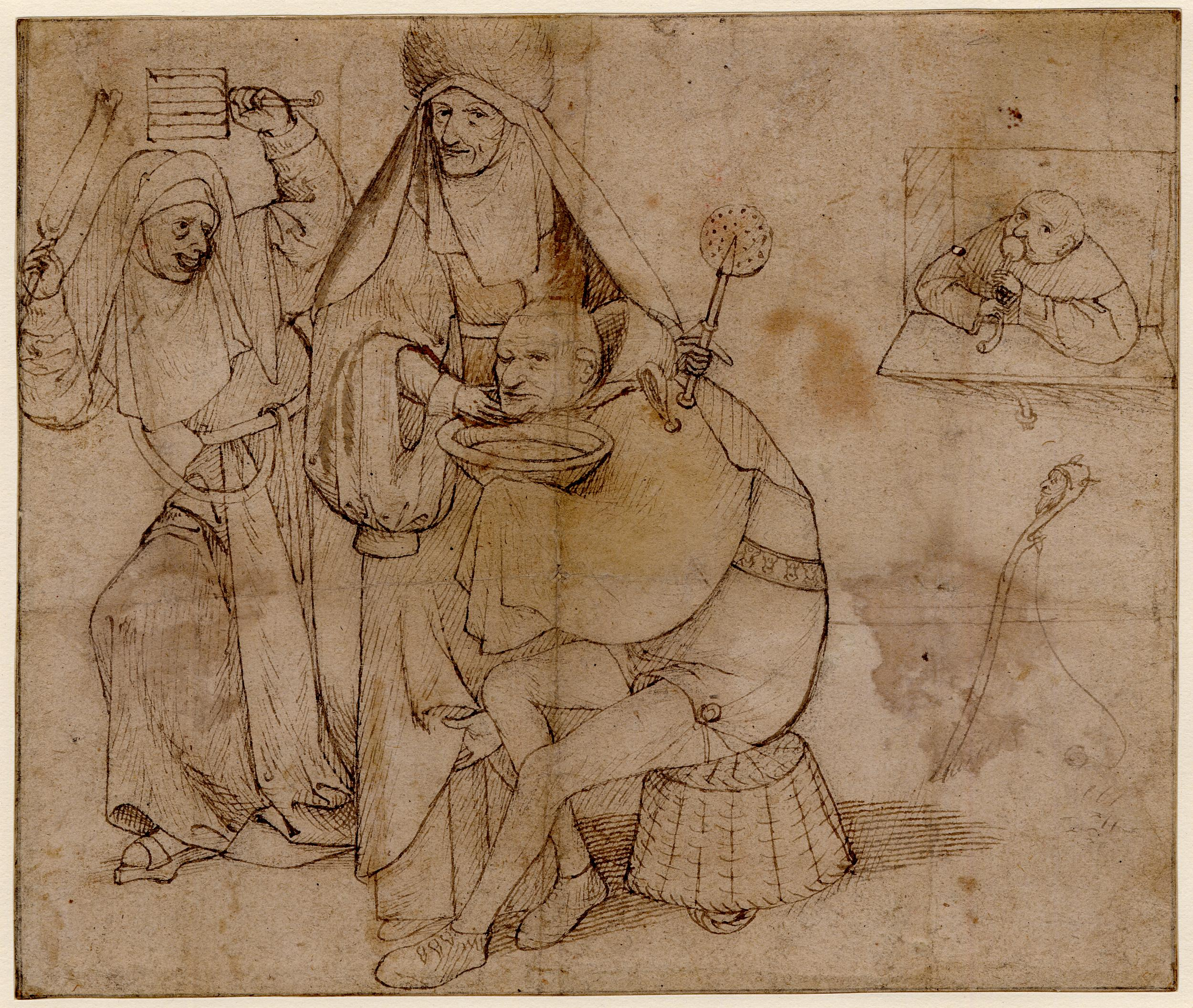
Hieronymus Bosch - Một cảnh cắt tóc hài hước, c. 1477-1516
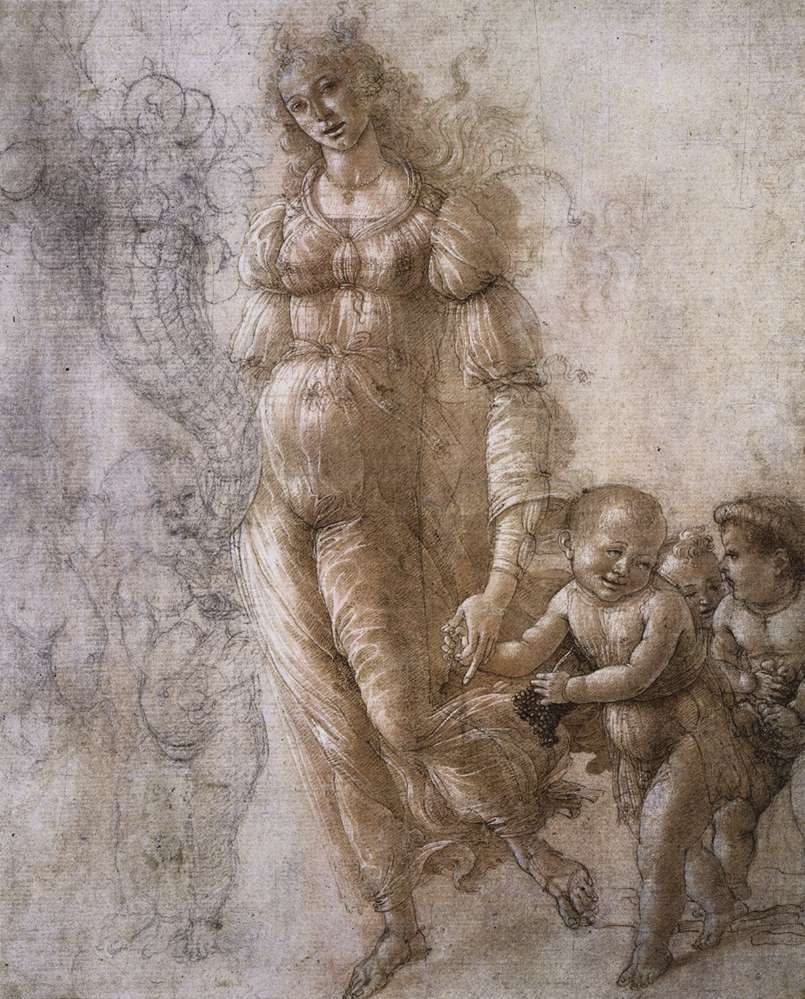
Sandro Botticelli - Câu chuyện ngụ ngôn về sự phong phú, 1480-1485
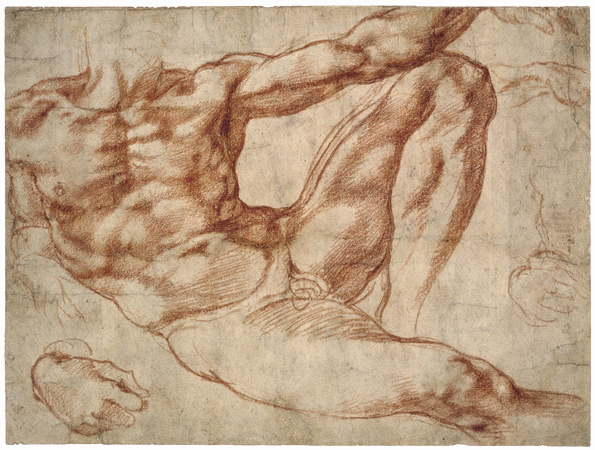
Michelangelo - Nghiên cứu về một nam giới khỏa thân nằm nghiêng: Adam trong bức bích họa The Creation of Adam trên trần Nhà nguyện Sistine, c. 1511
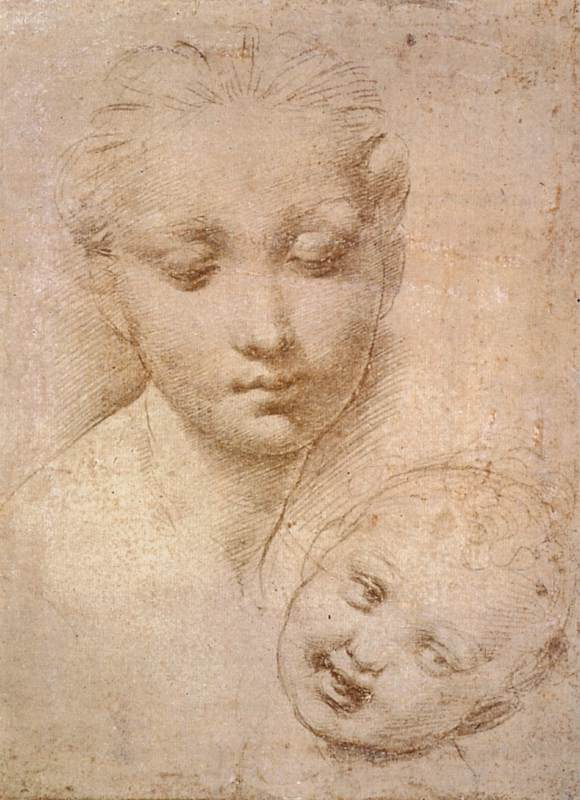
Raphael - Nghiên cứu về những người đứng đầu, mẹ và con, c. 1509-11
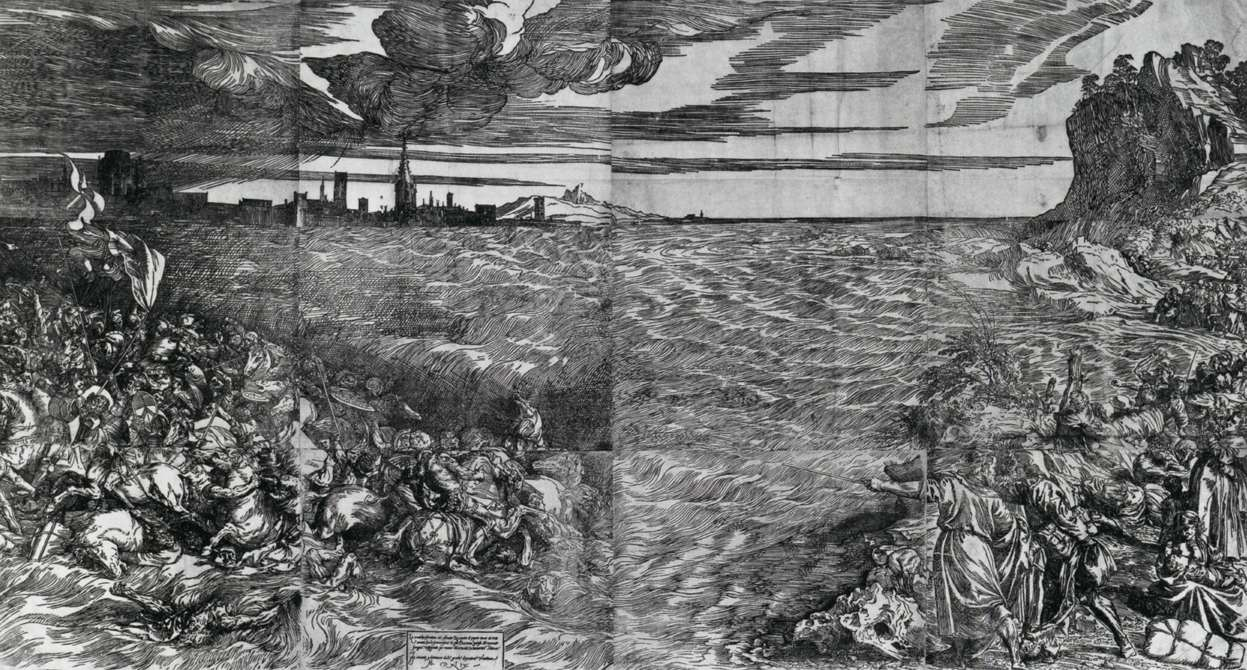
Titian - Con tin của Pharaon chết đuối ở Biển Đỏ, 1515–17
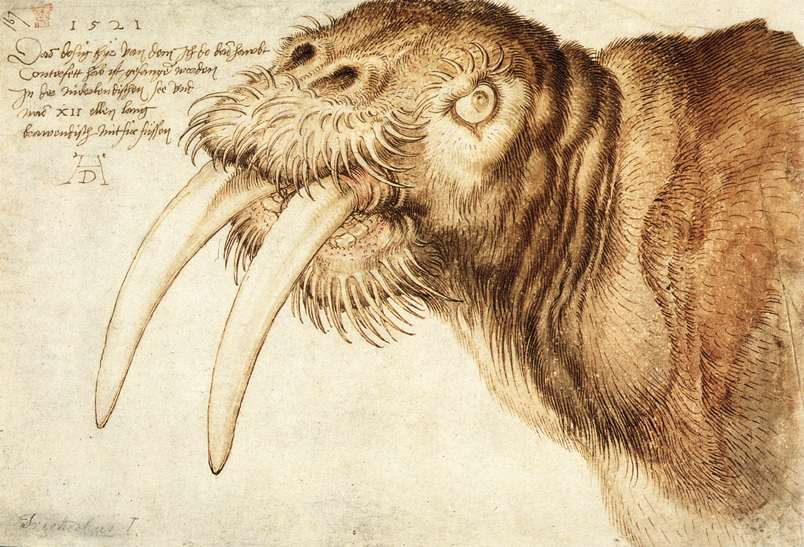
Albrecht Dürer - Vẽ hải mã, 1521
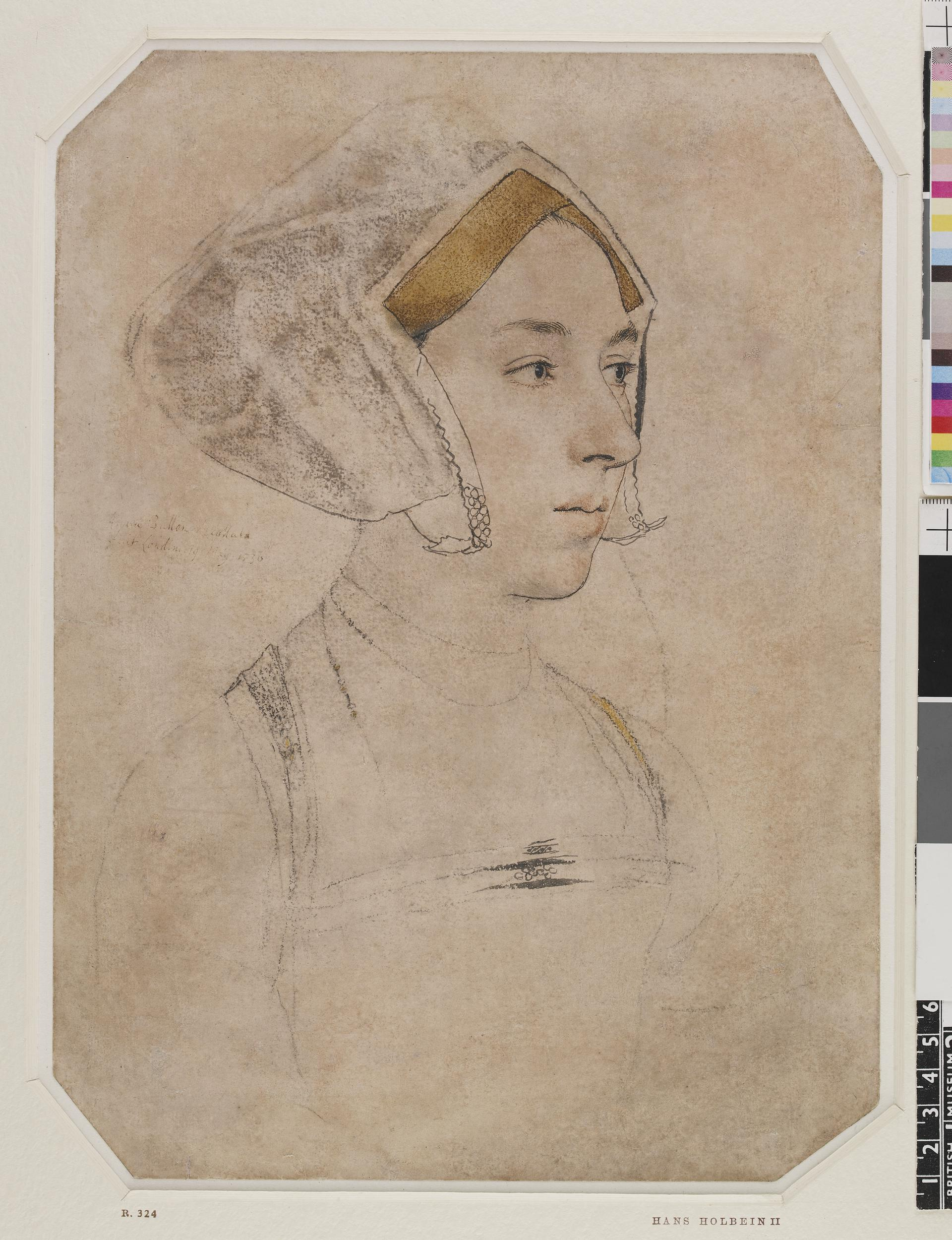
Hans Holbein the Younger - Chân dung của Anne Boleyn, 1536
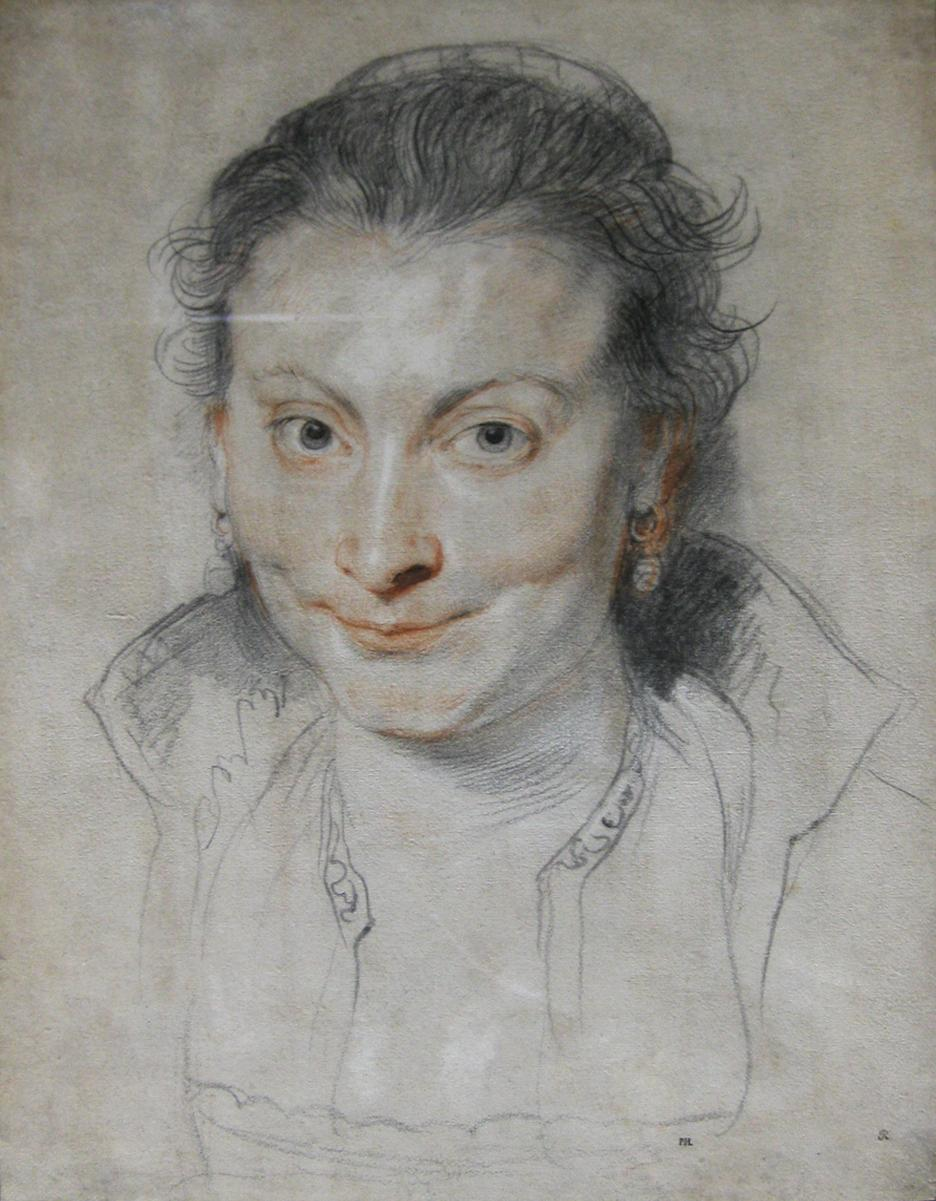
Peter Paul Rubens - Bức vẽ Isabella Brant, người vợ đầu tiên của ông, năm 1621
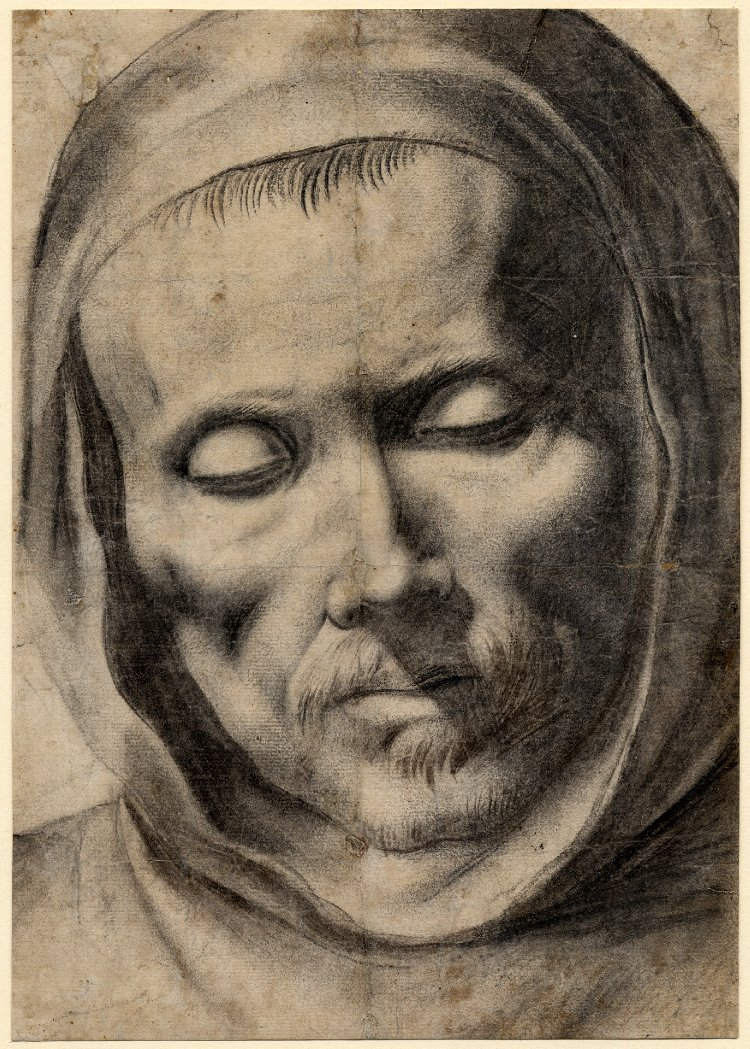
Francisco de Zurbarán - Nhà sư đứng đầu, 1625–64
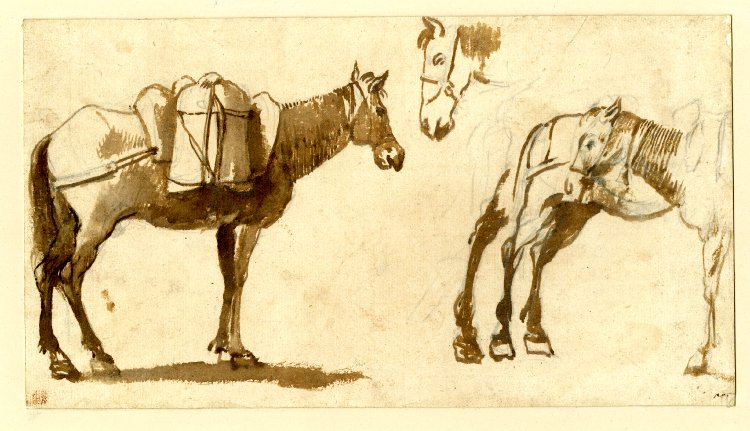
Claude Lorrain - Bản vẽ con la, bao gồm một phiên bản đầy đủ, 1630-1640
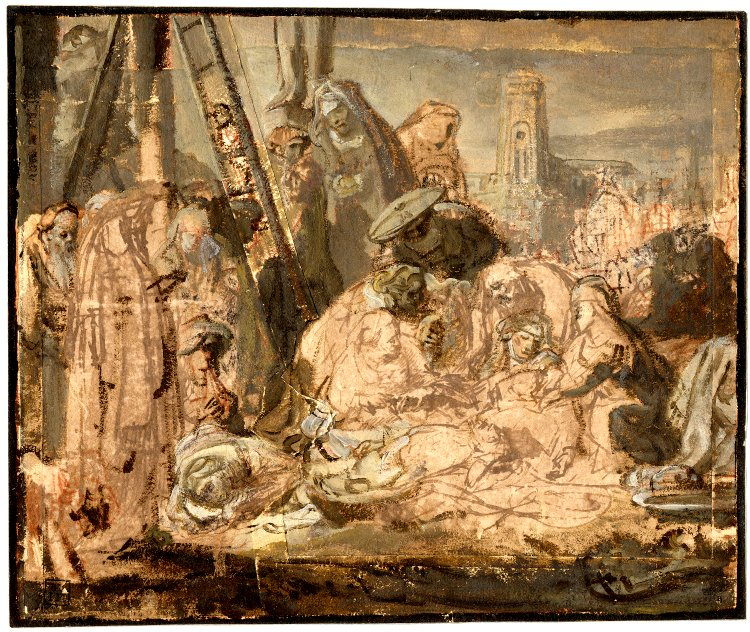
Rembrandt - Lời than thở dưới chân Thập tự giá, 1634–35
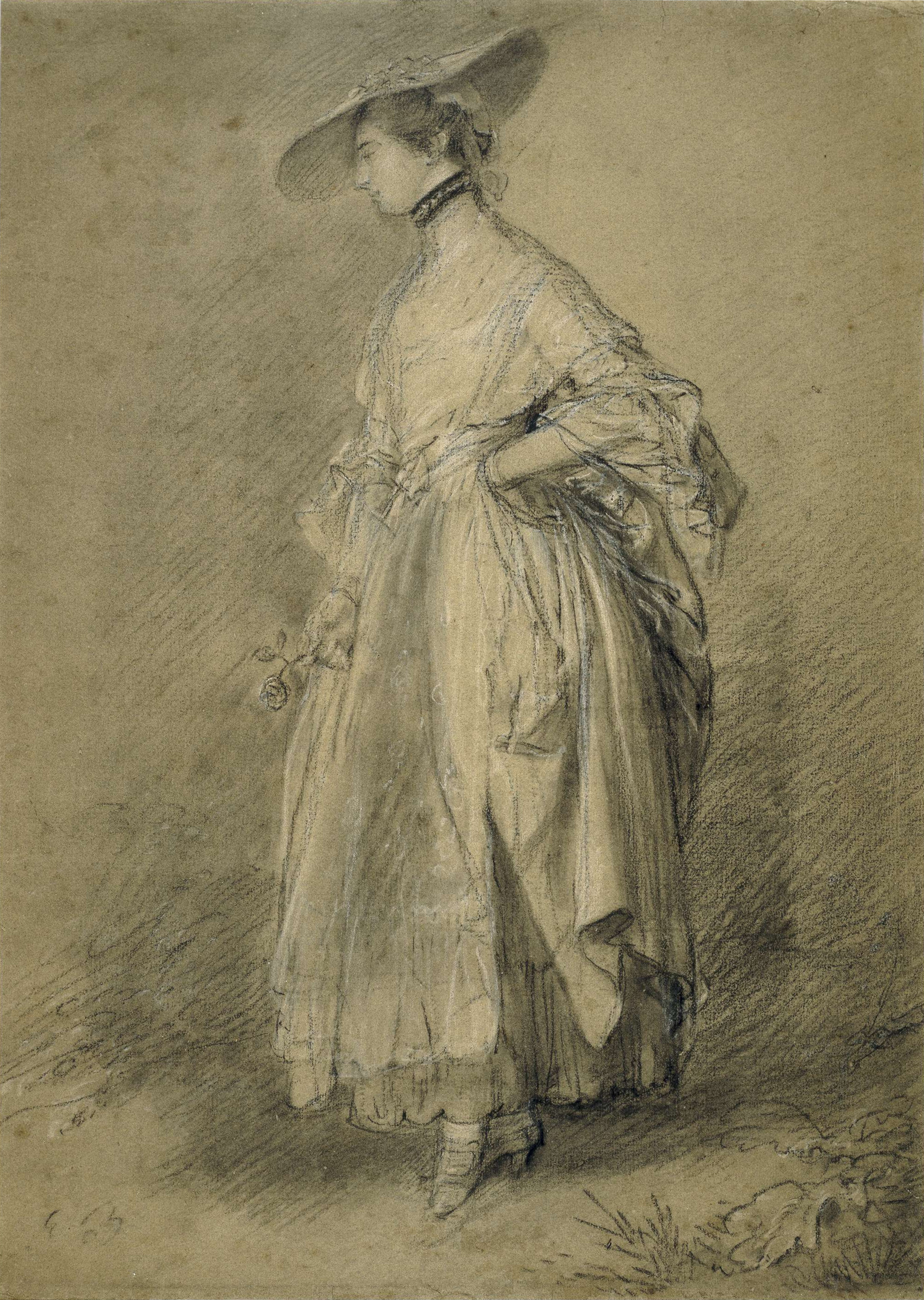
Thomas Gainsborough - Bức vẽ người phụ nữ với bông hồng, 1763-1765
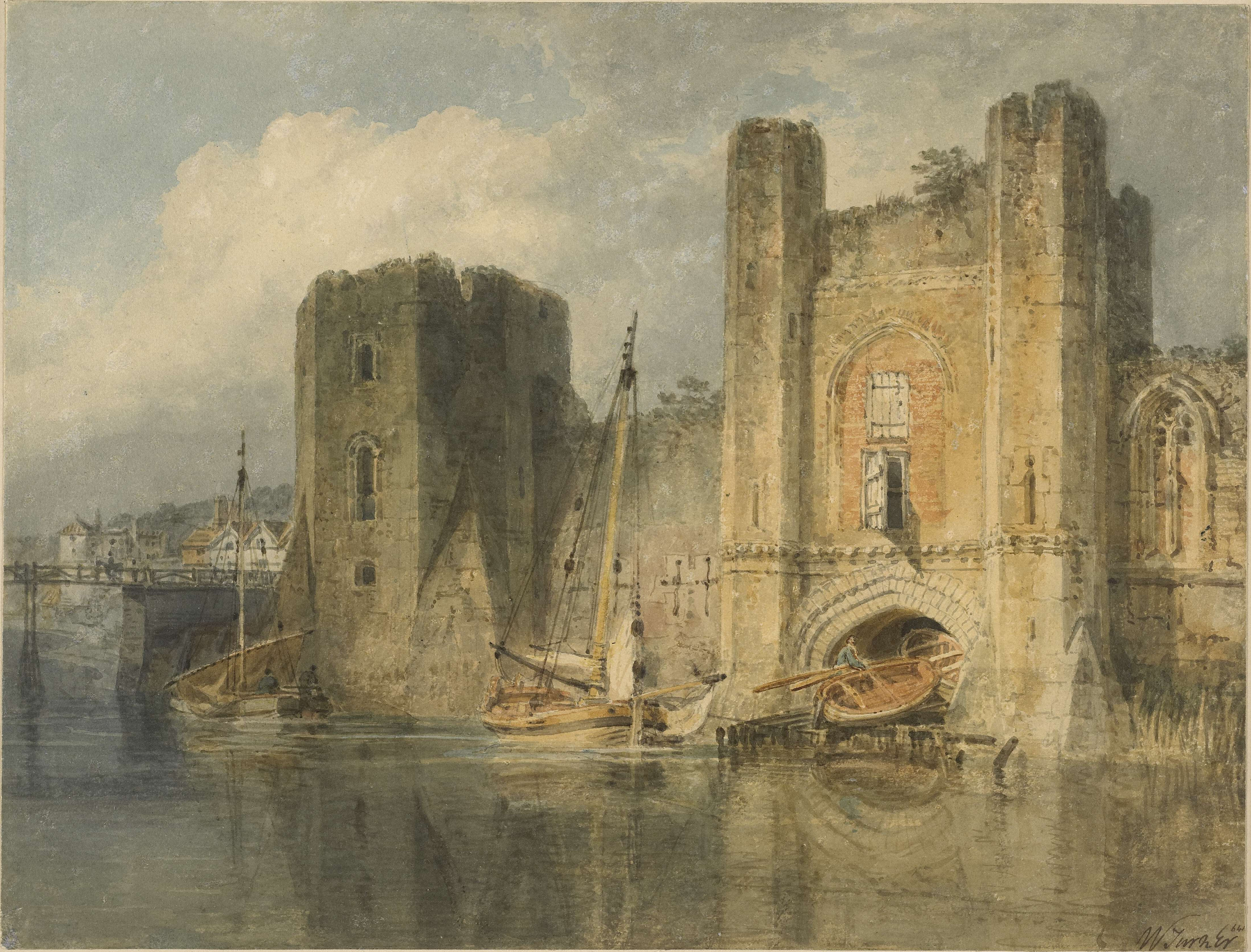
JMW Turner - Tranh màu nước vẽ Lâu đài Newport, 1796
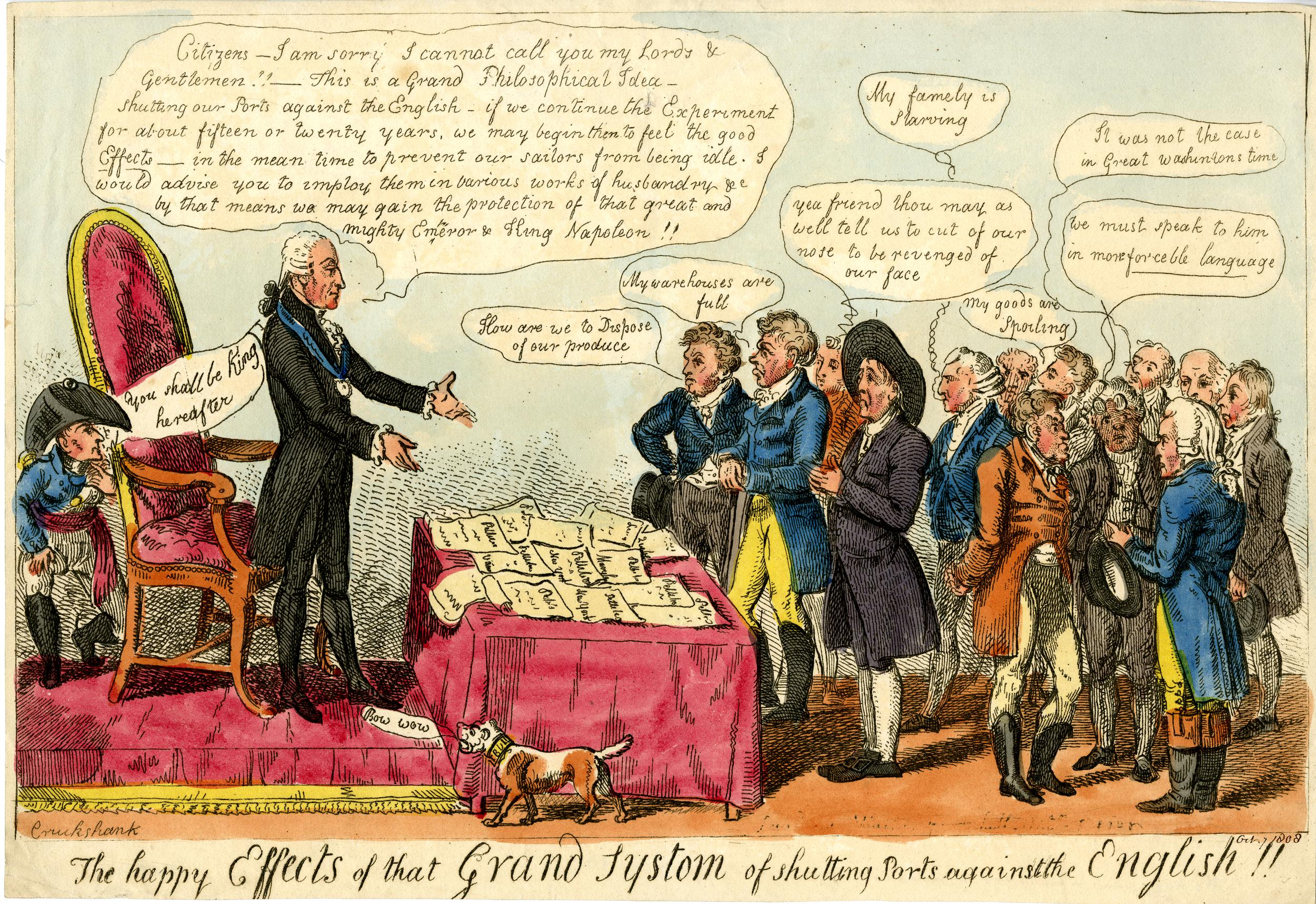
Isaac Cruikshank - 'Những tác động đáng mừng của hệ thống lớn đóng cổng chống lại người Anh !!', 1808
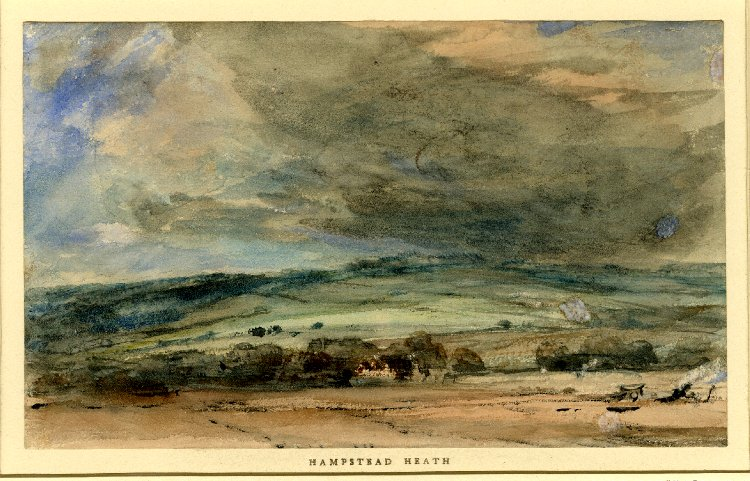
John Constable - London từ Hampstead Heath trong cơn bão, (màu nước), 1831
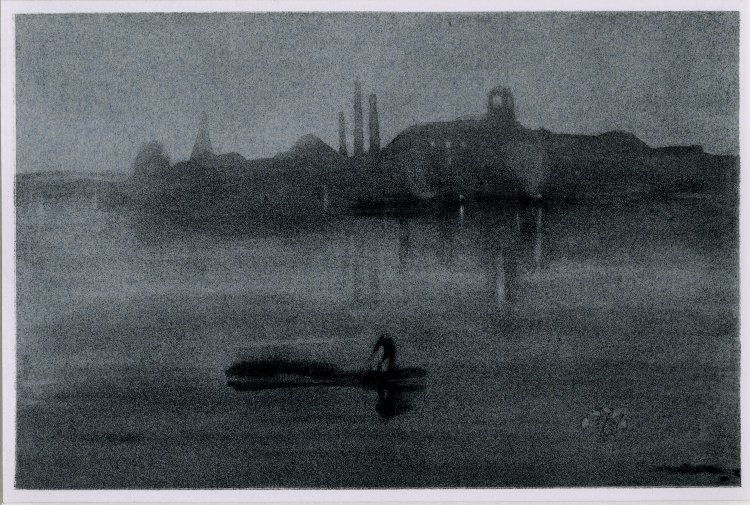
James McNeill Whistler - Quang cảnh phía Battersea của Chelsea Reach, London, (lithograph), 1878
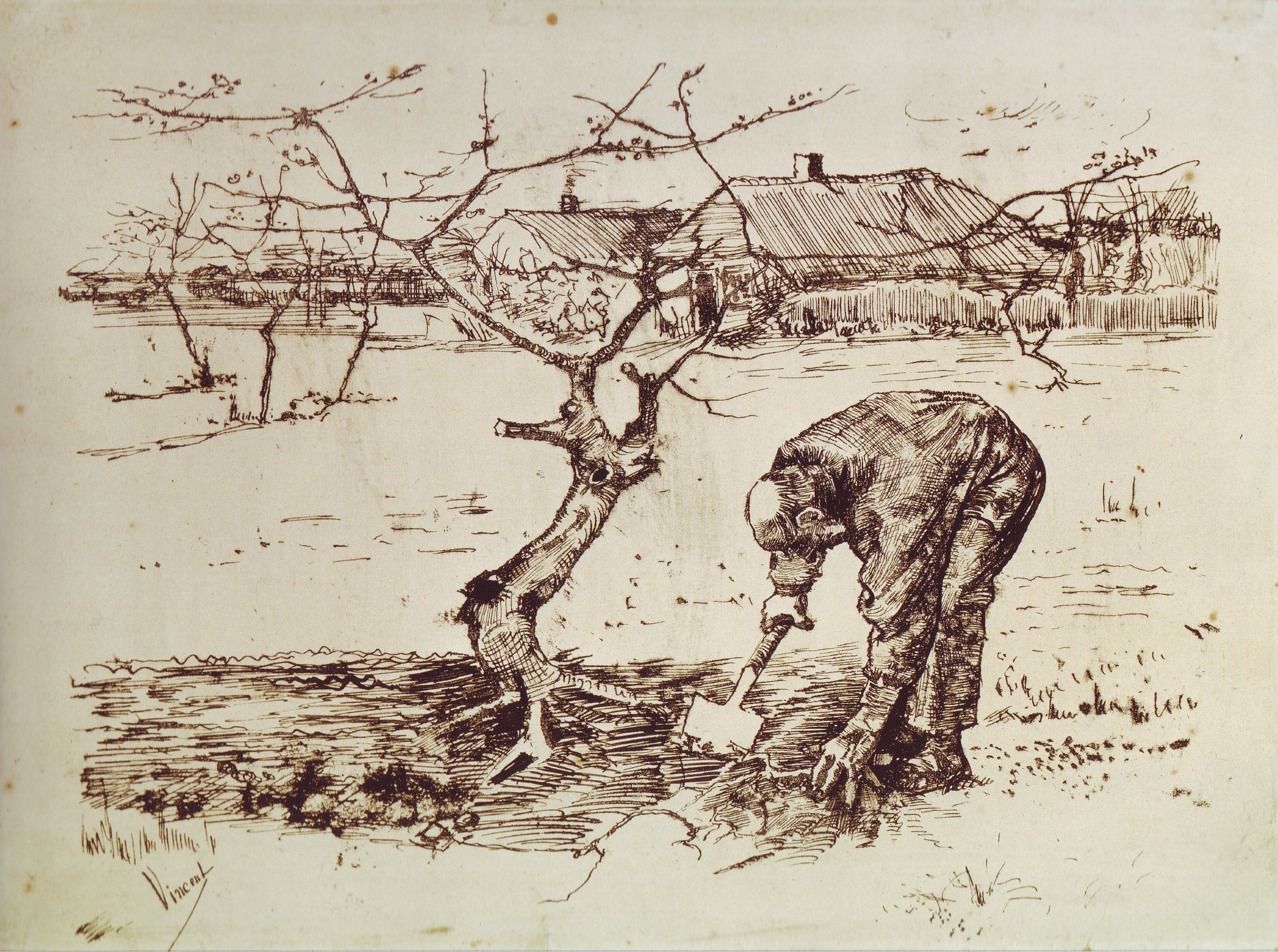
Vincent van Gogh - Người đàn ông đào trong vườn cây ăn quả (bản in), 1883
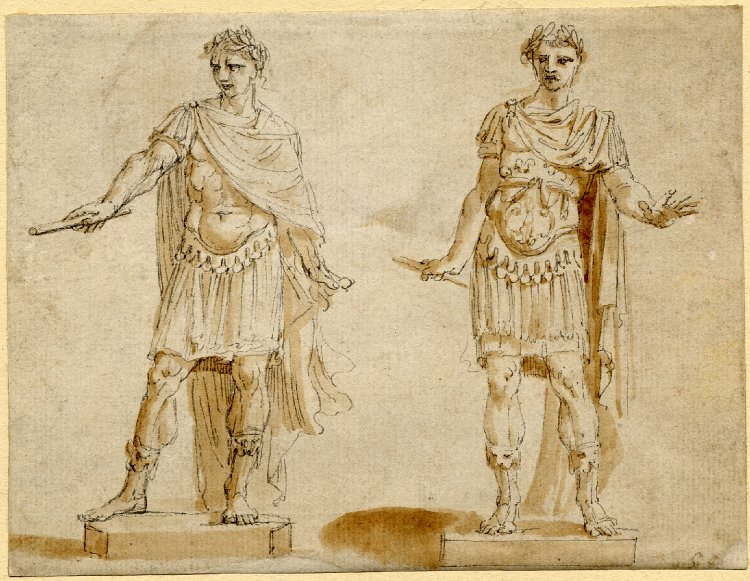
Peter van Dievoet - Các nghiên cứu về một bức tượng của một nhân vật trong trang phục La Mã, rất có thể là tượng James II.

### Bộ phận Anh, Châu Âu và Tiền sử

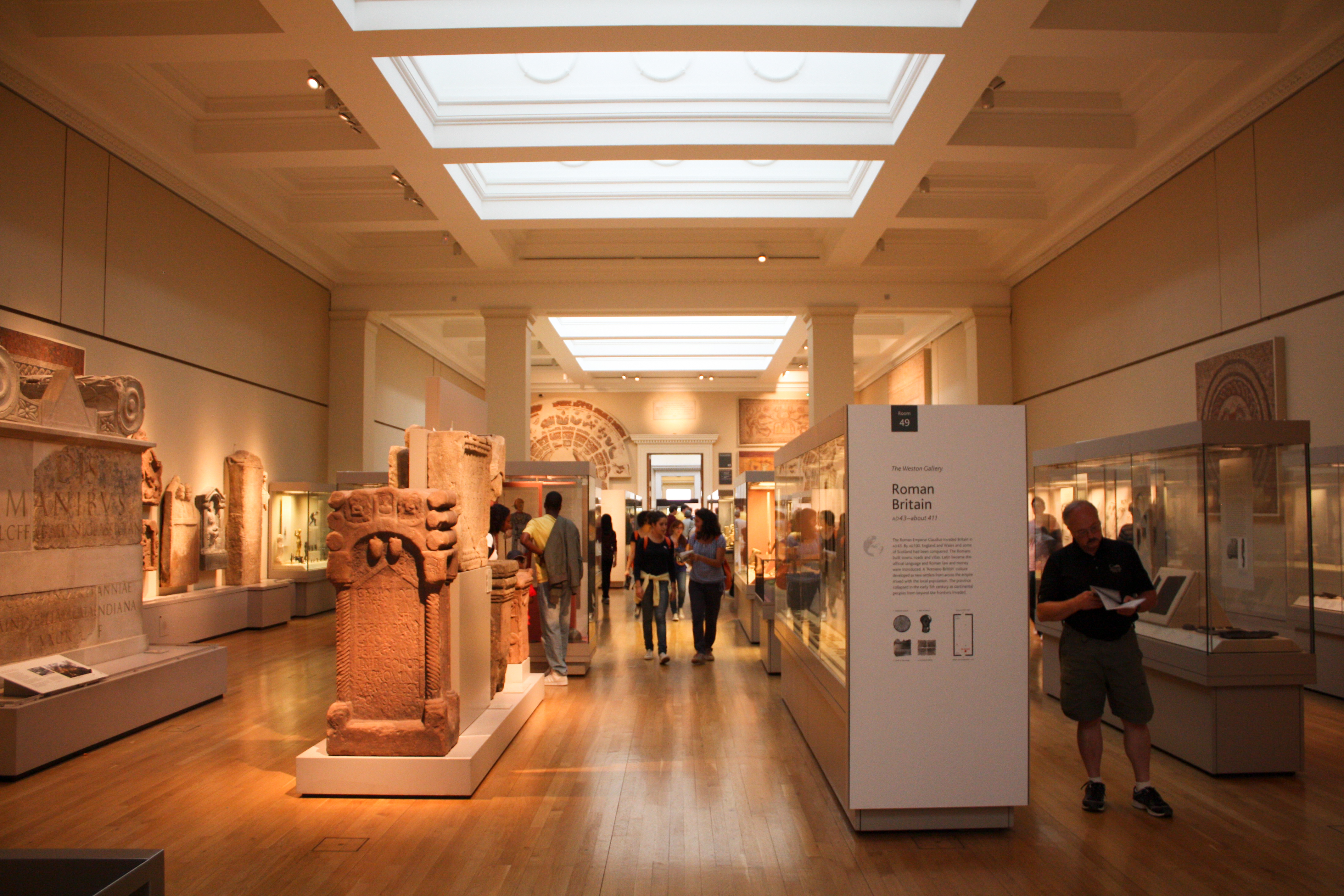
Thư viện ảnh 50 - Xem xuống phòng trưng bày La Mã Anh

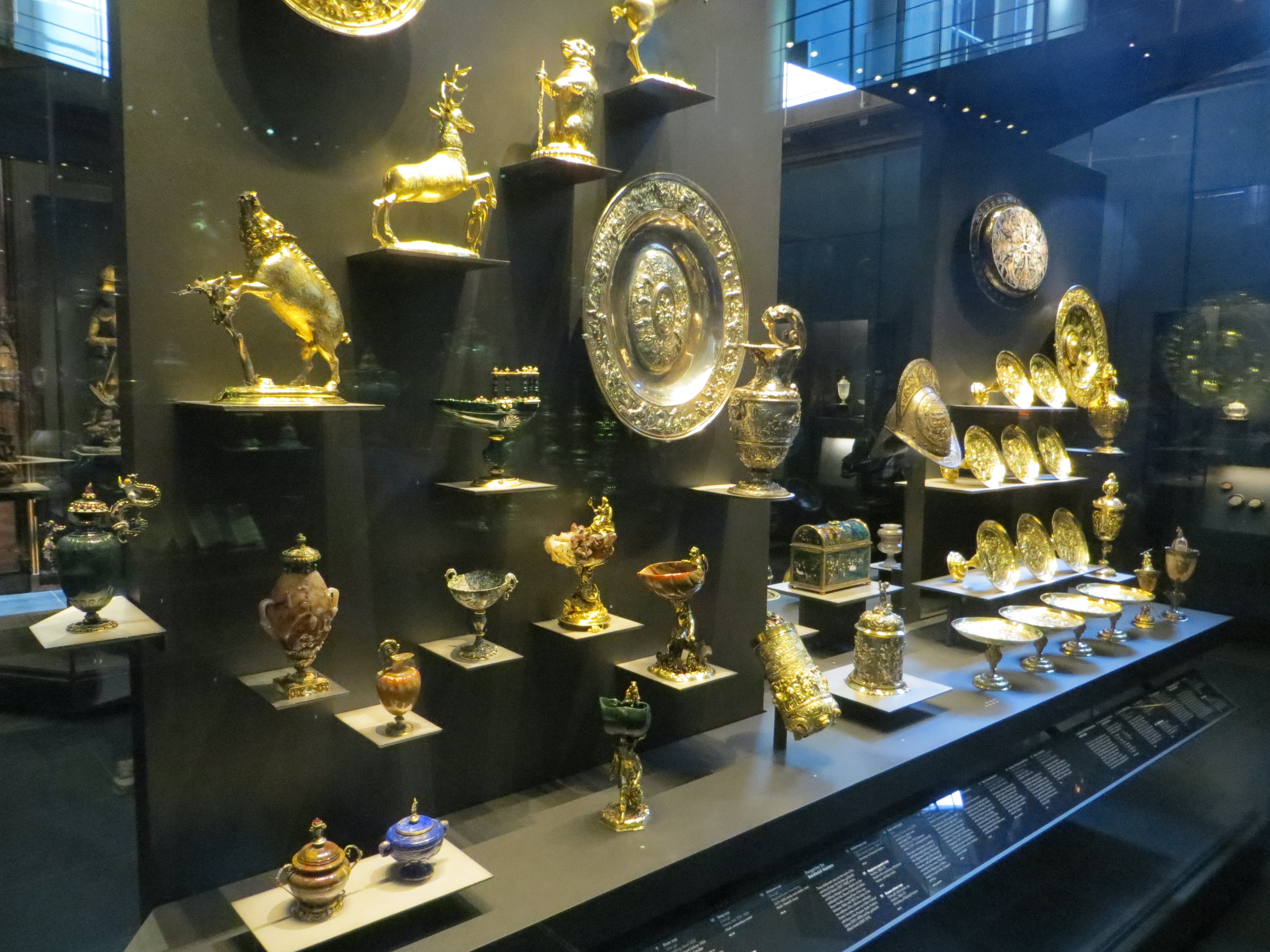
Thư viện ảnh 2a - Hộp trưng bày các đồ kim loại thời Phục hưng từ Waddesdon Bequest

Bộ phận Anh, Châu Âu và Tiền sử chịu trách nhiệm về các bộ sưu tập rộng lớn về thời gian và địa lý. Gồm một số đồ vật sớm nhất do con người từng tạo ra ở đông Phi hơn 2 triệu năm trước, cũng như các đồ vật thời Tiền sử và đồ đá mới từ các nơi khác trên thế giới; nghệ thuật và khảo cổ học của Châu Âu từ thời sơ khai nhất cho đến ngày nay. Việc khai quật khảo cổ học đối với tài liệu thời tiền sử đã diễn ra và mở rộng đáng kể trong thế kỷ XX và khoa hiện có hàng triệu đồ vật từ thời Paleolithic và Mesolithic trên khắp thế giới, cũng như từ Neolithic, Thời đại đồ đồng và Thời đại đồ sắt ở Châu Âu. Tài liệu thời kỳ đồ đá từ Châu Phi đã được các nhà khảo cổ học nổi tiếng như Louis, Mary Leakey, và Gertrude Caton – Thompson quyên góp. Các đồ vật thời kỳ đồ đá cũ từ bộ sưu tập Sturge, Christy và Lartet bao gồm một số tác phẩm nghệ thuật sớm nhất từ châu Âu. Nhiều đồ vật Thời đại đồ đồng từ khắp châu Âu đã được thêm vào trong thế kỷ 19, thường là từ các bộ sưu tập lớn do các nhà khai quật và học giả xây dựng như Greenwell ở Anh, Tobin và Cooke ở Ireland, Lukis và de la Grancière ở Brittany, Worsaae ở Đan Mạch, Siret tại El Argar ở Tây Ban Nha, và Klemm và Edelmann ở Đức. Tuyển chọn đại diện các đồ tạo tác Thời đại đồ sắt từ Hallstatt đã được Evans/Lubbock và từ Giubiasco trong Ticino khai quật, sau đó mua lại thông qua Bảo tàng Quốc gia Thụy Sĩ.
Điểm nổi bật của bộ sưu tập bao gồm:
Thời kỳ đồ đá (khoảng 3,4 triệu năm trước Công nguyên–khoảng 2000 năm trước Công nguyên)
- Tư liệu Palaeolithic từ khắp châu Phi, đặc biệt là Olduvai, Kalambo Falls, Olorgesailie và Cape Flats, (1,8triệu năm trước Công nguyên trở đi)
- Một trong 11mũi nhọn hình chiếc lá được tìm thấy gần Volgu, Saône-et-Loire, Pháp, ước tính là 16.000 năm tuổi [17]
- Tác phẩm thời kỳ Băng hà từ Pháp bao gồm Mặt dây chuyền Wolverine của Les Eyzies, Đá trang trí Montastruc và Mảnh Baton, (c . 12–11.000 trước Công nguyên)
- Nghệ thuật Kỷ băng hà từ Anh bao gồm hàm trang trí của Kendrick và Robin Hood Cave Horse, (11.500–10.000 trước Công nguyên)
- Đồ tạo tác quý hiếm Thời đại đồ đá giữa từ địa điểm Star Carr ở Yorkshire, miền bắc nước Anh, (8770–8460 trước Công nguyên)
- Tượng nhỏ bằng đất nung từ Vinča, Serbia, (5200–4900 trước Công nguyên)
- Callaïs đồ trang sức hạt từ Lannec-er-Ro'h, vòng tay đá phiến nguyên vẹn từ Le Lizo, Carnac và mặt dây chuyền hình tam giác từ Mané-er-Hroëk, Morbihan, Brittany, miền tây nước Pháp, (5000–4300 trước Công nguyên)
- Rìu ngọc đánh bóng được sản xuất ở dãy núi Alps ở Ý và tìm thấy ở Canterbury, Kent, đông nam nước Anh, (4500–4000 trước Công nguyên)
- Một đoạn của Sweet Track, một con đường đắp cao bằng gỗ cổ đại từ Somerset Levels, Anh, (3807/6 trước Công nguyên)
- Bộ sưu tập nhỏ Đồ đá mới, bao gồm một chuỗi hạt xương dẹt từ Skara Brae, Orkneys, miền bắc Scotland, (3180–2500 trước Công nguyên)
- Mẫu đại diện của đồ tạo tác (gốm, bình, v.v.) từ địa điểm cự thạch của Tarxien, Malta, (3150–2500 trước Công nguyên)
- Một số quả cầu đá chạm khắc từ Scotland, Ireland và miền bắc nước Anh, (3200–2500 trước Công nguyên)
- Ba Trống dân gian làm từ phấn và tìm thấy ở Yorkshire, miền bắc nước Anh, (2600–2100 trước Công nguyên)

Thời đại đồ đồng (khoảng năm 3300 trước Công nguyên–khoảng năm 600 trước Công nguyên)
- Vòng cổ hạt cườm từ Melfort ở Argyll, Scotland, (khoảng 3000 năm trước Công nguyên)
- Kiềng vàng từ Blessington, Ireland, một trong mười hai cái từ Ireland, Wales và Cornwall, (2400–2000 trước Công nguyên)
- Nhiều món đồ đầu thời đại đồ đồng từ Barnack, Driffield, Sewell và Snowshill ở Anh, Arraiolos và Vendas Novas ở Iberia và Auvernier, Biecz và Neunheilingen ở trung tâm Châu Âu (2280–1500 trước Công nguyên)
- Nội dung của Rillaton Barrow bao gồm một chiếc cúp vàng và Ringlemere Cup liên quan, Anh, (1700–1500 trước Công nguyên)
- Nhiều món đồ thời kỳ đồ đồng tích trữ từ Forró, Paks - Dunaföldvár, Szőny và Zsujta ở Hungary, (1600–1000 trước Công nguyên)
- Một lượng lớn kiếm hoặc dao găm nghi lễ từ Oxborough và Beaune, tây Âu, (1450–1300 trước Công nguyên)
- Tám chiếc khiên bằng đồng bao gồm những chiếc khiên từ Moel Hebog và Rhyd-y-gors, Wales và Athenry, County Galway, Ireland, (thế kỷ 12-10 trước Công nguyên)
- Tích trữ vàng từ Morvah và Towednack ở Cornwall,Milton Keynes ở Buckinghamshire và Mooghaun ở Ireland, (1150–750 trước Công nguyên)
- Bát vàng với trang trí repoussé tinh xảo từ Leer, Niedersachsen, miền bắc nước Đức, (1100-800 trước Công nguyên)
- Dunaverney Meat-hook được tìm thấy gần Ballymoney, Bắc Ireland và một phần của Dowris Hoard từ County Offaly, Ireland, (1050–900 trước Công nguyên & 900–600 trước Công nguyên)
- Nhiều vàng cuối thời đại đồ đồng từ Abia de la Obispalía và Mérida, Tây Ban Nha và một cổ áo vàng phức tạp từ Sintra, Bồ Đào Nha, (thế kỷ 10-8 trước Công nguyên )
- Shropshire bulla, mặt dây chuyền bằng vàng được trang trí với các thiết kế hình học được chạm khắc tinh xảo, (1000-750 trước Công nguyên)
- Một phần của hợp kim đồng lur từ Årslev trên đảo Funen, Đan Mạch, một trong số khoảng 40 loại còn tồn tại và Dunmanway Horn từ County Cork, Ireland (900 –750 trước Công nguyên)
- Bát vàng có trang trí chạm nổi và dây sáo cầm tay từ Angyalföld, Budapest, Hungary, (800-600 trước Công nguyên)

Thời đại đồ sắt (khoảng 600 năm trước Công nguyên–khoảng thế kỷ 1 sau Công nguyên)
- Basse Yutz Flagons, một cặp bình uống rượu bằng đồng từ Moselle, miền đông nước Pháp, (thế kỷ thứ 5 trước Công nguyên)
- Morel bộ sưu tập tư liệu về La Tène từ miền đông nước Pháp, bao gồm mộ chiến xa Somme-Bionne và Bình Prunay, (450-300BC)
- Các phát hiện quan trọng từ Sông Thames bao gồm Battersea, khiên Chertsey và Wandsworth và Waterloo Helmet, cũng như Witham Shield từ Lincolnshire, miền đông nước Anh, (350–50 trước Công nguyên)
- Cặp vòng cổ bằng vàng được gọi là Orense Torcs từ tây bắc Tây Ban Nha, (300–150 trước Công nguyên)
- Văn hóa Arras các vật phẩm từ chôn cất xe ngựa ở Lady's Barrow gần Market Weighton và Wetwang Slack, Yorkshire, (300 trước Công nguyên - 100 trước Công nguyên)
- Vòng cổ bằng vàng khác bao gồm Ipswich Hoard và Sedgeford Torc, Anh, (200–50 trước Công nguyên)
- Winchester Hoard đồ trang sức bằng vàng từ miền nam nước Anh và Great Torc từ Snettisham ở Norfolk, Đông Anglia, (100 trước Công nguyên)
- Tám trong số khoảng ba mươi chiếc gương đồng Celtic còn nguyên vẹn có trang trí La Tène, bao gồm cả những chiếc từ Aston, Chettle, Desborough, Holcombe và St Keverne ở Anh, (100 trước Công nguyên - 100 sau Công nguyên)
- Kho báu Cordoba và Arcillera, hai nơi tích trữ bạc của người Celtic từ Tây Ban Nha, (100–20 trước Công nguyên)
- Người đàn ông Lindow được tìm thấy một cách tình cờ trong một đầm lầy than bùn ở Cheshire, Anh, (thế kỷ 1 sau Công nguyên)
- Nhiều món đồ Stanwick ngựa, phụ kiện xe ngựa và Meyrick Helmet, miền bắc nước Anh, (thế kỷ 1 sau Công nguyên)
- Trâm cài La Tène bằng bạc từ Székesfehérvár, Hungary, (1–100 sau Công nguyên)
- Lochar Moss Torc và hai cặp vũ khí khổng lồ bằng đồng từ Muthill và Strathdon, Scotland, (50–200 sau Công nguyên)

Romano-Anh (43 sau Công nguyên–410 sau Công nguyên)
- Bia mộ của viên kiểm sát La Mã Gaius Julius Alpinus Classicianus từ Luân Đôn, (thế kỷ 1)
- Bát thủy tinh có gân được tìm thấy trong một ngôi mộ tại Radnage, Buckinghamshire, (thế kỷ 1)
- Mũ bảo vệ Ribchester, Guisborough và Witcham từng được kỵ binh La Mã sử dụng ở Anh, (thế kỷ 1 - 2)
- Vòng tay và nhẫn vàng tinh xảo, tìm thấy gần Rhayader, miền trung xứ Wales, (thế kỷ 1 - 2)
- Đầu bằng đồng của các hoàng đế La Mã Hadrian và Claudius, tìm thấy ở London và Suffolk, (thế kỷ 1 - 2)
- Viên nén Vindolanda, các tài liệu lịch sử quan trọng được tìm thấy gần Bức tường Hadrian ở Northumberland, (thế kỷ 1 - 2)
- Đầu của Mercury từ Đền thờ La Mã-Celtic tại Uley, Gloucestershire và đầu đá vôi từ Towcester, Northamptonshire (thế kỷ 2 - 4)
- Tranh tường và tác phẩm điêu khắc từ Roman Villa tại Lullingstone, Kent, đông nam nước Anh, thế kỷ 1 - 4)
- Kho báu Capheaton và Backworth, tàn tích của hai kho báu chứa nhiều vật quan trọng từ miền bắc nước Anh, (thế kỷ 2 - 3)
- Stony Stratford Hoard những chiếc mũ đội đầu bằng đồng, dải lụa và mạ vàng, miền trung nước Anh, (thế kỷ thứ 3)
- Đĩa bạc hình vuông từ Mileham ở Norfolk, (thế kỷ 4)
- Đồ trang sức bằng vàng được chôn tại địa điểm Newgrange, Ireland, (thế kỷ thứ 4)
- Thetford Hoard, đồ trang sức cuối thời La Mã từ miền đông nước Anh, (thế kỷ 4)

Thời Trung cổ sớm (khoảng thế kỷ thứ 4 sau Công nguyên - khoảng năm 1000 sau Công nguyên)
- Đĩa bạc của hoàng đế Licinius được tìm thấy tại Niš, Serbia và mặt dây chuyền hình đồng xu bằng vàng hình lục giác của Constantine Đại đế, (Đầu thế kỷ 4 sau Công nguyên)
- Đầu chạm khắc của hai con tàu gỗ được nạo vét từ River Scheldt tại Moerzeke và Appels, Bỉ, (thế kỷ 4-6)
- Một phần các kho báu của Asyut, Domagnano, Artres, Sutri, Bergamo và Belluno, (thế kỷ 4-7)
- Lycurgus Cup, một chiếc cốc lồng bằng thủy tinh tượng trưng độc đáo và tấm bảng Archangel Ivngel của Byzantine, (thế kỷ 4 - 6)
- Ba viên đá Ogham lớn từ Roofs More Rath, County Cork, Ireland, (thế kỷ 5-7)
- Kho báu Sutton Hoo, Taplow và Crundale với một số phát hiện vĩ đại nhất từ đầu thời Trung cổ ở Châu Âu, Anh, (thế kỷ 6-7)
- Một trong những bức phù điêu bò mộng Burghead bằng đá, của người Pictish từ phía đông bắc Scotland, (thế kỷ 7-8)
- Ba nhà tích trữ của người Viking từ Na Uy được gọi là Lilleberge Viking Burial, Tromsø Burial và Villa Farm chôn cất trong Vestnes vàArdvouray, Ballaquayle, Cuerdale, Goldsborough và Vale of York từ Anh, ( Thế kỷ 7 - 10)
- Các cổ vật của Ireland như Kells Crozier, Bell Shrine of St. Cuileáin và St Conall Cael's Bell từ Inishkeel, (thế kỷ 7-11)
- Thời kỳ đầu Anglo Saxon của Franks Casket, một vật chứa bằng ngà voi độc đáo từ miền bắc nước Anh, (thế kỷ 8)
- Hộp đựng nhung hươu Carolingian hình chữ T có chạm khắc hình học xen kẽ và trang trí dích dắc, được tìm thấy gần Grüneck Castle, Ilanz, Thụy Sĩ, (thế kỷ 8-9)
- Một số loại trâm cài đầu sang trọng như Londesborough Brooch, Breadalbane Brooch và những loại từ Penrith Hoard, British Isles, (thế kỷ 8-9)
- Pha lê Carolingian intaglios chẳng hạn như Lothair Crystal, Metz đá quý có khắc hình ảnh bị đóng đinh và Saint-Denis Crystal, trung tâm Châu Âu, (thế kỷ thứ 9)
- Trâm cài áo Anglo-SaxonFuller vàStrickland với thiết kế khảm niello phức tạp của họ, Anh, (thế kỷ thứ 9)
- Seax of Beagnoth, thanh kiếm sắt có dòng chữAnglo-Saxon Runic dài, ở London, Anh, (thế kỷ 10)

Thời Trung cổ (khoảng năm 1000 sau Công nguyên–khoảng năm 1500 sau Công nguyên)
- Một số tấm ngà voi thời trung cổ bao gồm Borradaile, Wernher và John Grandisson Triptychs, (thế kỷ 10 - 14)
- Một số nhạc cụ bằngsừng ngà voi bao gồm Borradaile Horn, Clephane Horn và Savernake Horn, (thế kỷ 11-12)
- Lewis chessmen nổi tiếng được tìm thấy ở Outer Hebrides, Scotland, (thế kỷ 12)
- Hòm thách tích của Thánh Eustace từ kho bạc Basel Munster, Thụy Sĩ và các mảnh vỡ của cây thánh giá Romanesque quý hiếm từ South Cerney, Anh, (thế kỷ 12)
- Chữ thập bằng đá Armenia hoặc Khachkar từ nghĩa trang Noratus ở Armenia, (1225 sau Công nguyên)
- Các vật phẩm từ lăng mộ của Henry VI, Hoàng đế La Mã Thần thánh tại Nhà thờ Palermo, Sicily, bao gồm mũ mitra, khăn tang bằng lụa và giày của ông, (muộn thế kỷ 12)
- Citole của Lâu đài Warwick, độc nhất vô nhị, một dạng ghi-ta thời kỳ đầu, miền trung nước Anh, (1280–1330)
- Bộ 10 tấm cửa gỗ khắc các cảnh Cơ đốc giáo từ Nhà thờ Treo ở Old Cairo, Ai Cập, (1300)
- Bình Asante, được tìm thấy một cách bí ẩn tại Sân Asante vào cuối thế kỷ 19, Anh, (1390–1400)
- Holy Thorn Beliequary được Ferdinand de Rothschild kế thừa như một phần của Waddesdon Bequest, Paris, Pháp, (thế kỷ 14)
- Dunstable Swan Jewel, một chiếc trâm bằng vàng và tráng men hình thiên nga, Anh, (thế kỷ 14)
- Mộtdụng cụ đo tinh tú góc tư bằng bạc từ Canterbury, đông nam nước Anh, (thế kỷ 14)
- Kho báu đồ trang sức, phụ kiện trang phục và đĩa bạc Chalcis từ đảo Euboea, Hy Lạp, (thế kỷ 14 - 15)
- Những chiếc cốc lộng lẫy được làm từ kim loại quý như Royal Gold Cup và Lacock Cup, Tây Âu, (thế kỷ 14 - 15)
- Bàn thờ hoàn chỉnh của nhà thờ được đặt từ Medina de Pomar gần Burgos, Tây Ban Nha (1455 sau Công Nguyên)

Từ Phục hưng đến Hiện đại (khoảng 1500 sau Công nguyên–hiện nay)
- Hai chiếc trâm cài bằng bạc sang trọng đính đá quý từ Glen Lyon và Lochbuie, Scotland (đầu thế kỷ 16)
- Ghisi Shield được trang trí tinh xảo của Giorgio Ghisi đến từ Mantua, Ý, (1554 sau Công nguyên) chế tạo
- The Armada Service, 26 món ăn bằng bạc được tìm thấy ở Devon, tây nam nước Anh, (cuối thế kỷ 16 đến đầu thế kỷ 17)
- Lyte Jewel đầu thời Phục hưng, được King James I của Anh tặng cho Thomas Lyte của Lytes Cary, Somerset, (1610)
- Huguenot bạc từ di chúc của Peter Wilding, Anh, (thế kỷ 18)
- Cặp Cleopatra Vases (Bình Cleopatra) từ nhà máy sứ Chelsea, London, Anh, (1763)
- Bình gốm sứ Jaspar được gọi là Pegasus Vase do Josiah Wedgwood, Anh, (1786) chế tạo
- Hai trong số những máy đo thời gian của Charles Darwin được sử dụng trong chuyến đi của HMS Beagle, (1795–1805)
- Đồ trang sức, quà của Hull Grundy, Châu Âu và Bắc Mỹ, (thế kỷ 19)
- Đồng hồ gỗ sồi có chạm khắc xà cừ do Charles Rennie Mackintosh thiết kế, (1919)
- Silver tea-infuser do Marianne Brandt từ trường nghệ thuật Bauhaus, Đức, thiết kế (1924)
- Rosetta Vase, bình gốm bằng đất nung do nghệ sĩ đương đại người Anh Grayson Perry thiết kế, (2011)

Nhiều kho báu bao gồm Esquiline, Carthage, First Cyprus, Hockwold, Hoxne, Lampsacus, Mildenhall, Vale of York và Water Newton, (4 – Thế kỷ thứ 10 sau Công nguyên)

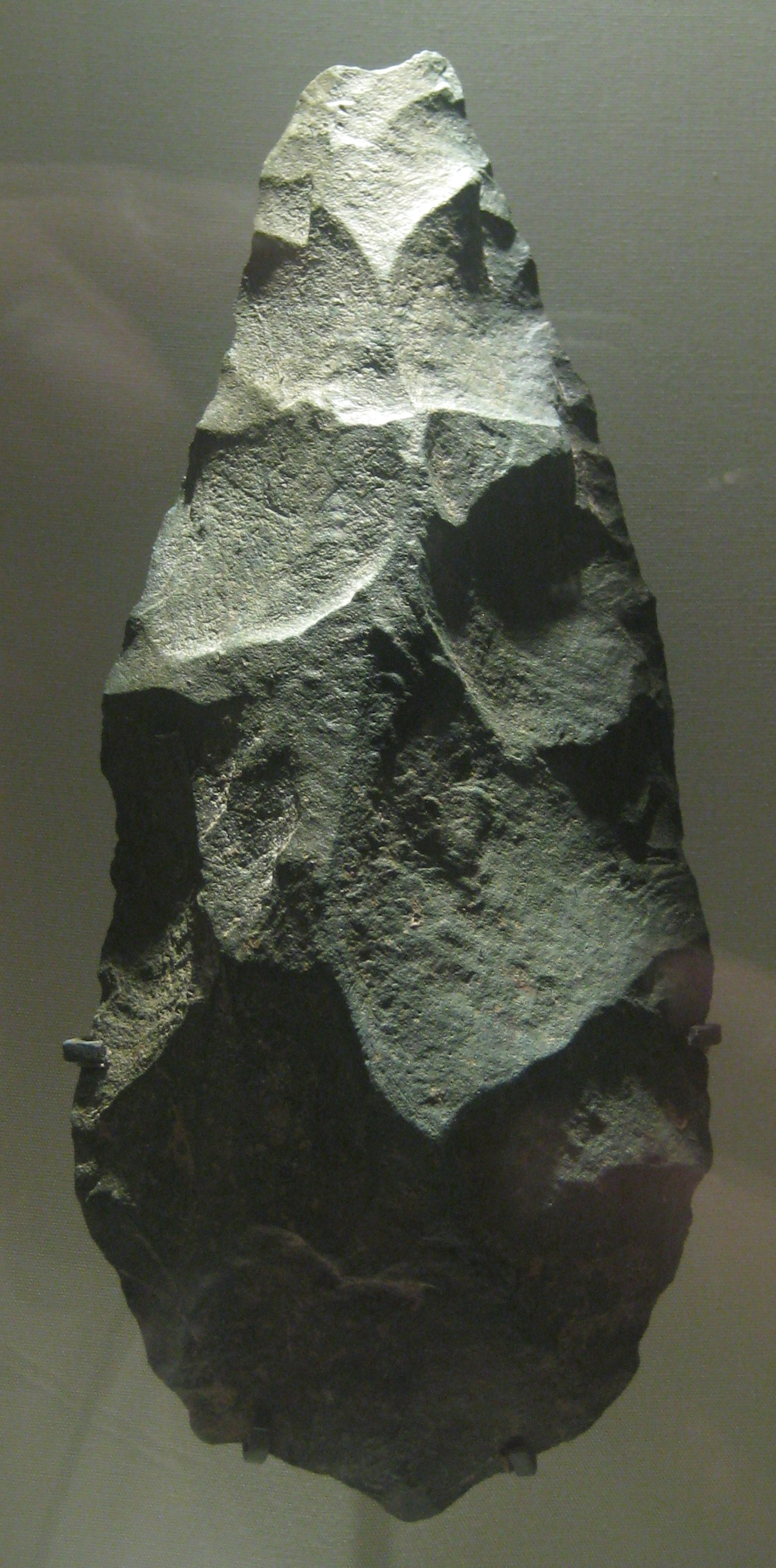
Phòng – Handaxe, Lower Palaeolithic, Olduvai Gorge, Tanzania, c. 1.2 triệu năm trước công nguyên
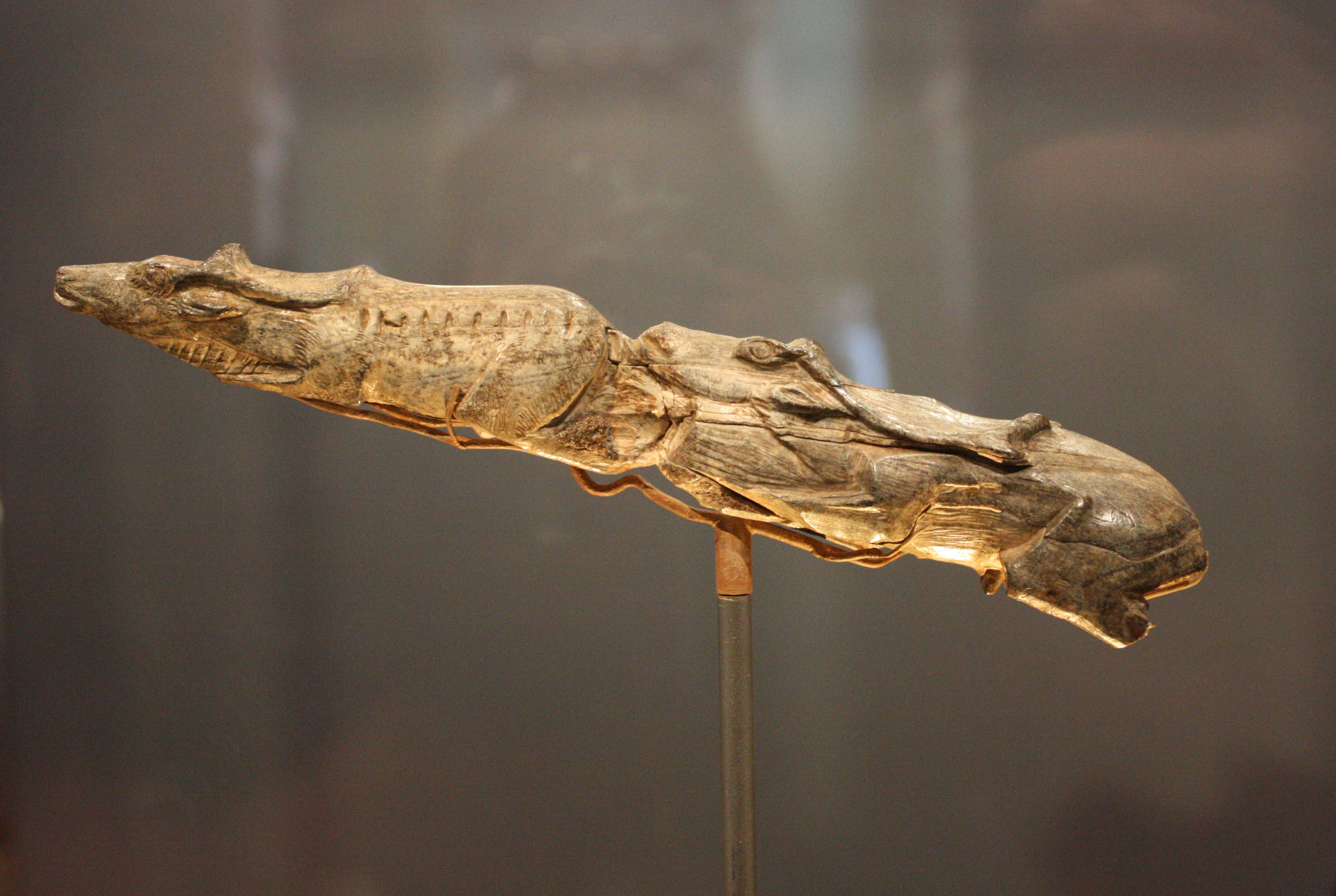
Phòng 3 - Chạm khắc Tuần lộc bơi, Pháp, c. 13.000 năm trước công nguyên
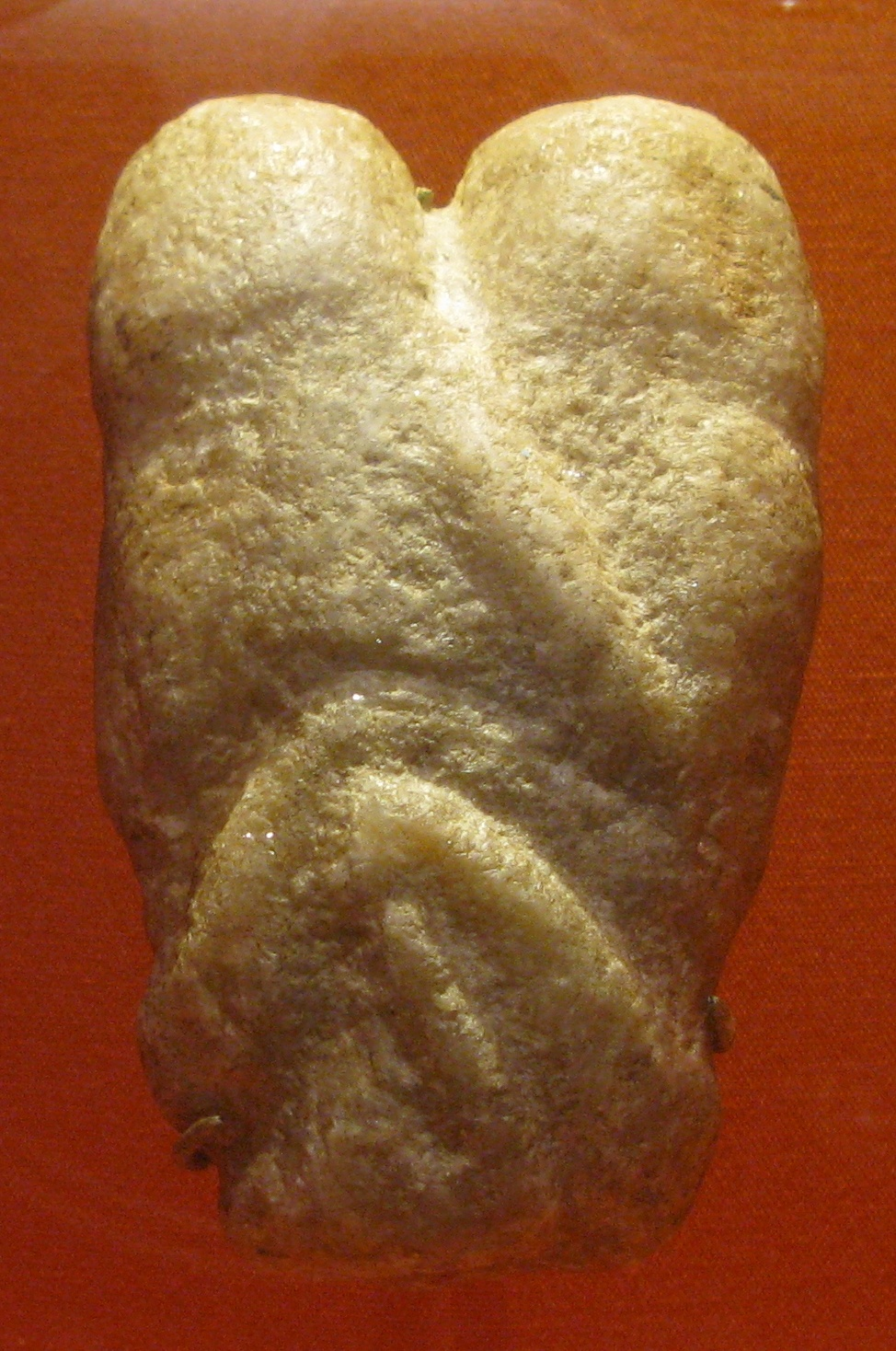
Phòng 2 - Tượng Ain Sakhri, từ hang động Ain Sakhri, gần Bethlehem, c. 9000 trước công nguyên
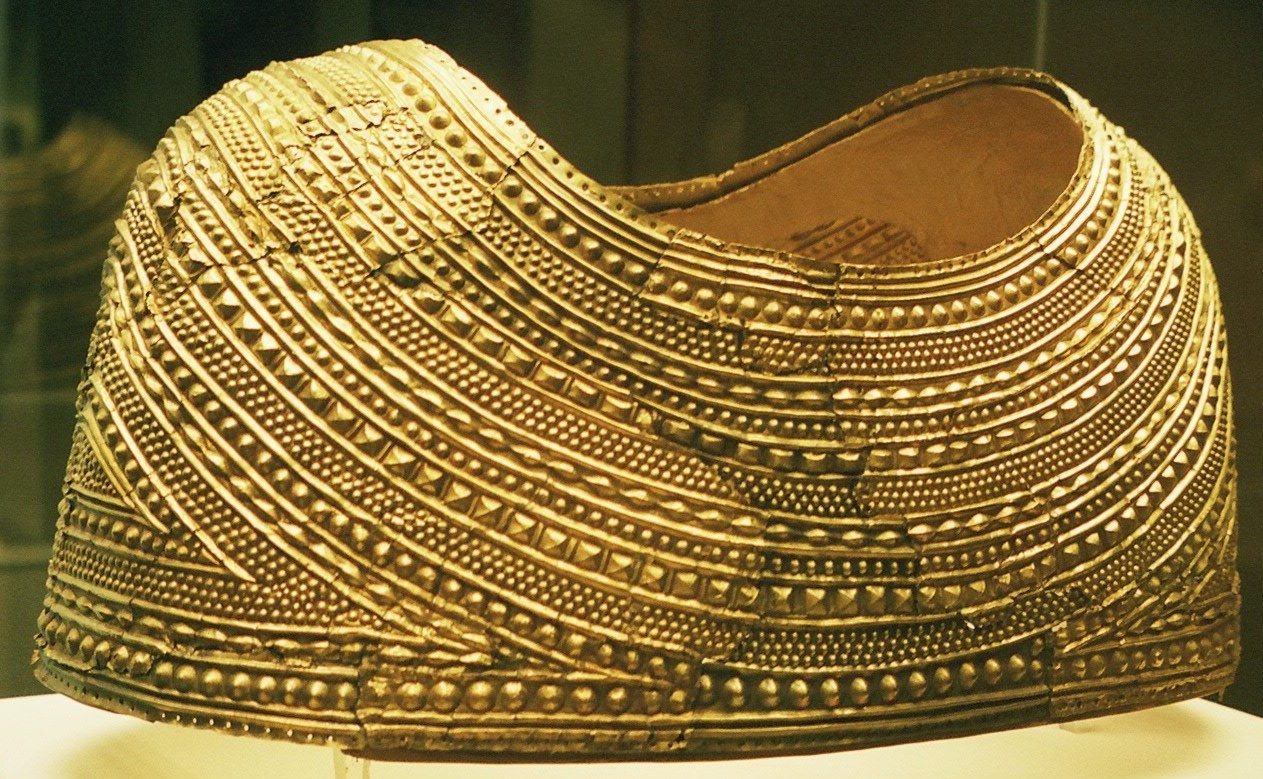
Room 51 - Khuôn áo choàng bằng vàng, North Wales, Thời đại đồ đồng, c. 1900–1600 trước Công nguyên
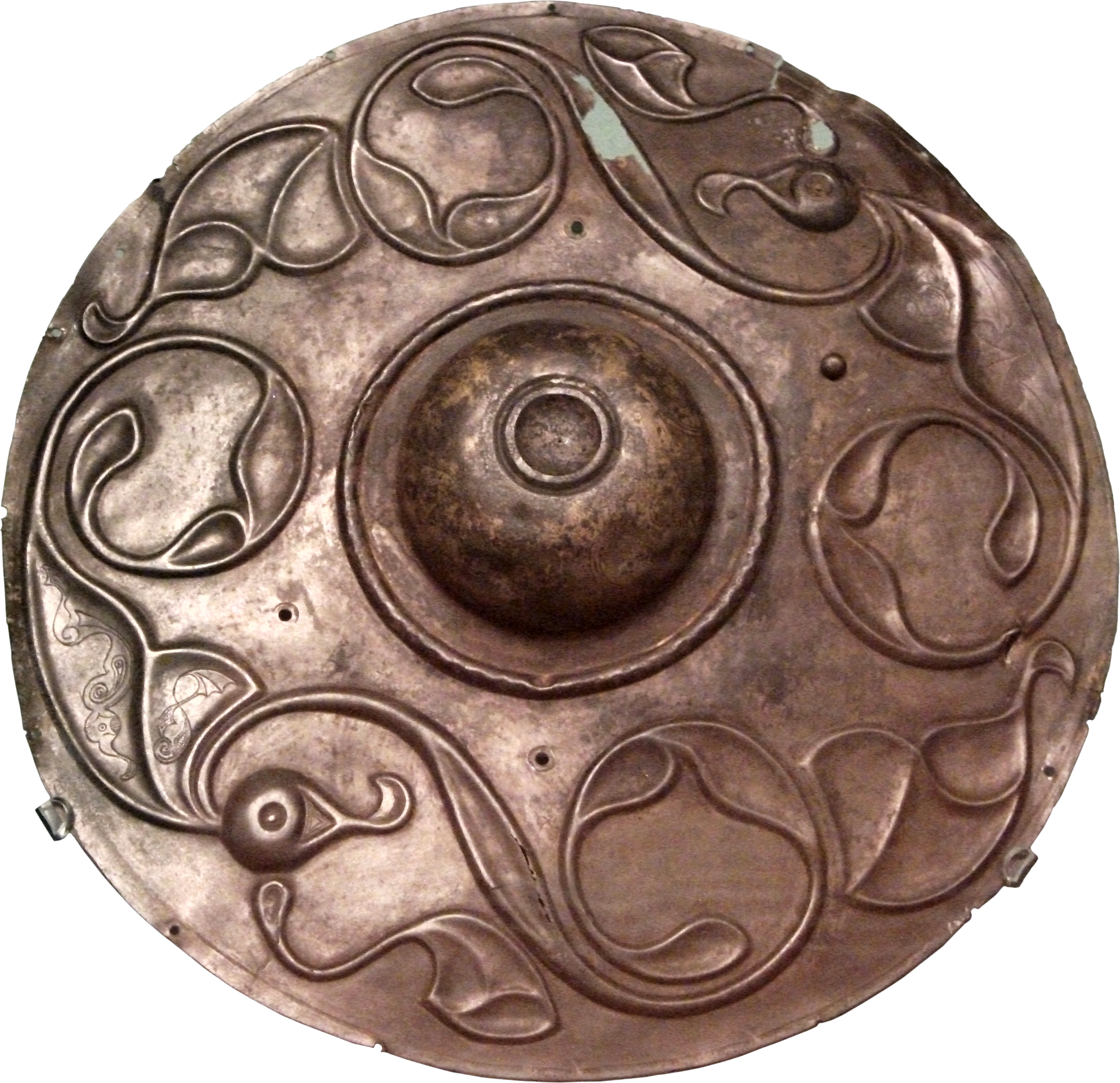
Room 50 - Wandsworth Shield, khiên trùm thời kỳ đồ sắt theo phong cách La Tène, Anh, thế kỷ thứ 2 trước Công nguyên
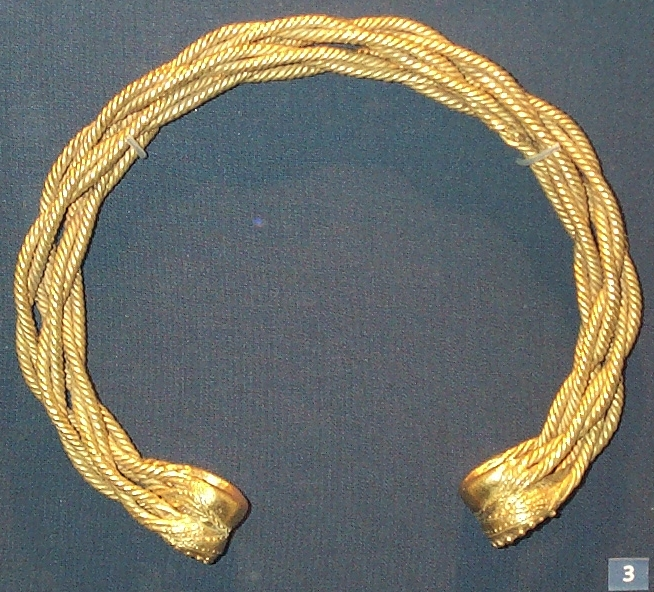
Phòng 50 - Ngọn đuốc vàng tìm thấy ở Rừng Needwood, miền trung nước Anh, 75 trước Công nguyên
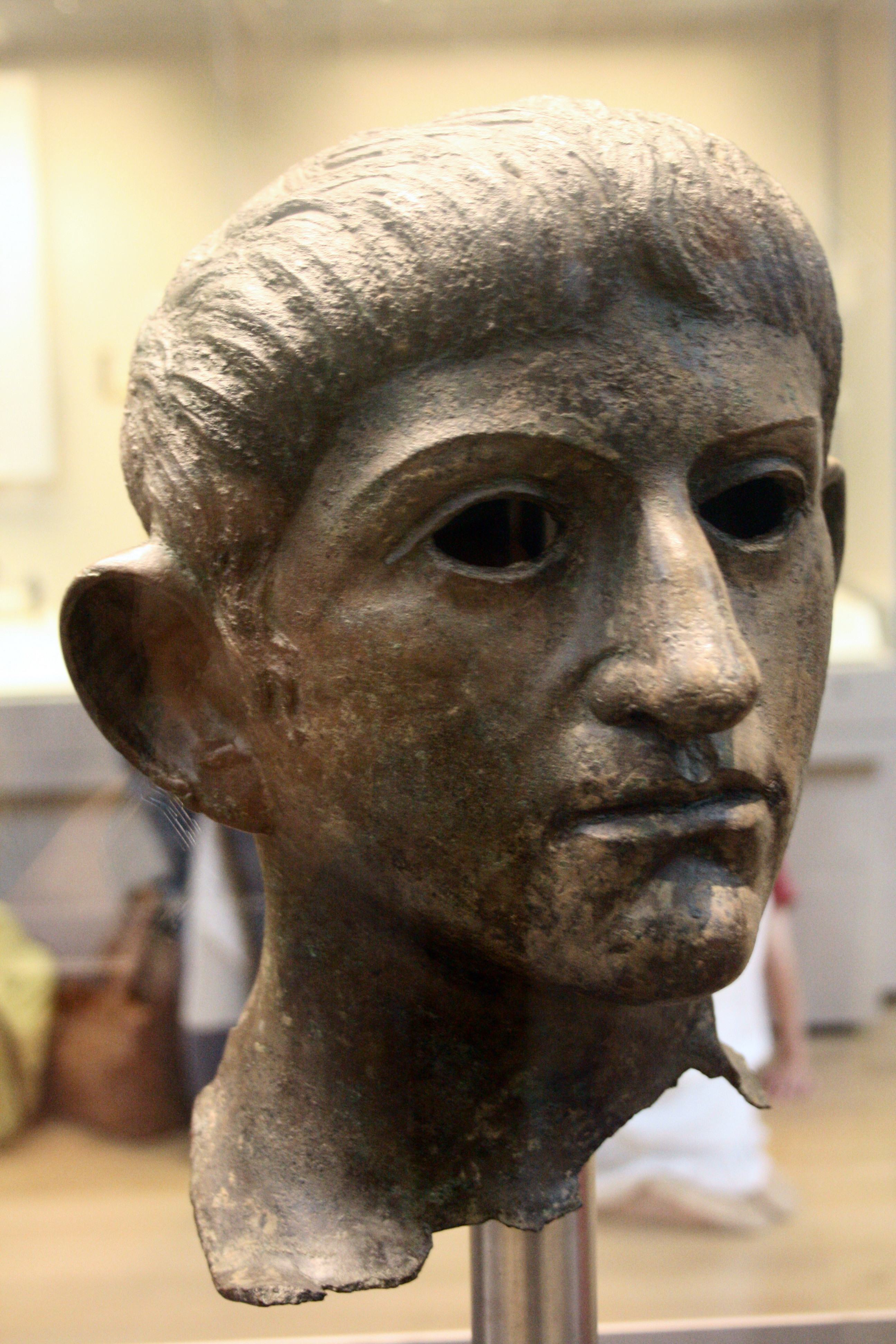
Phòng 49 - Đầu bằng đồng của hoàng đế La Mã Claudius, từ Rendham ở Suffolk, miền đông nước Anh, thế kỷ 1 sau Công nguyên
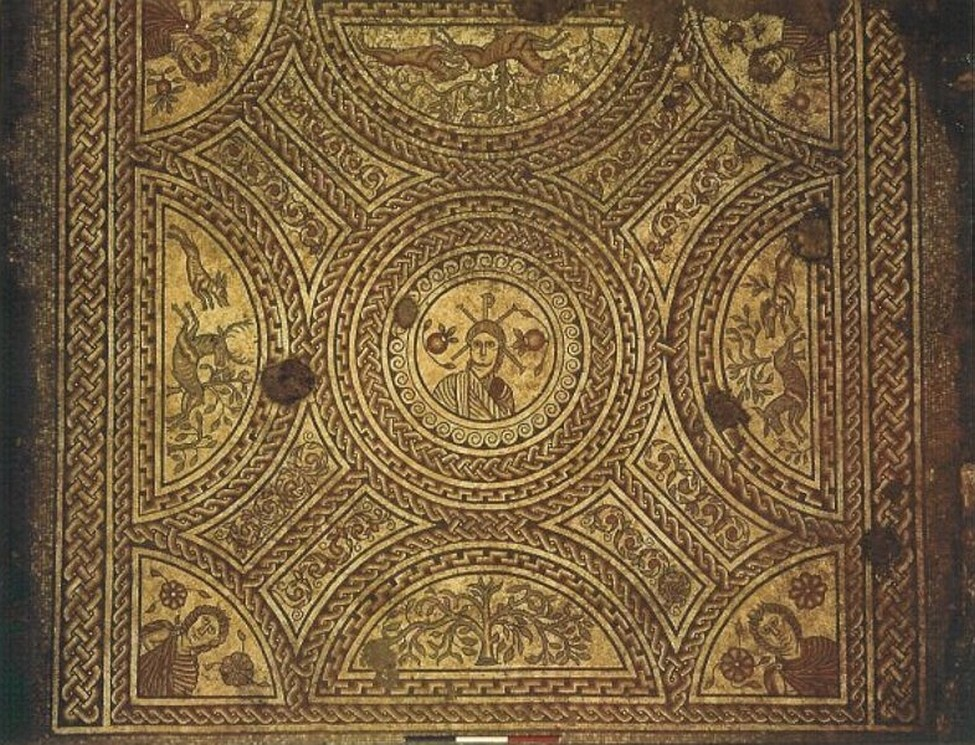
Room 49 - Hinton St Mary Mosaic với khuôn mặt của Chúa Kitô ở chính giữa, từ Dorset, miền nam nước Anh, thế kỷ thứ 4 sau Công nguyên
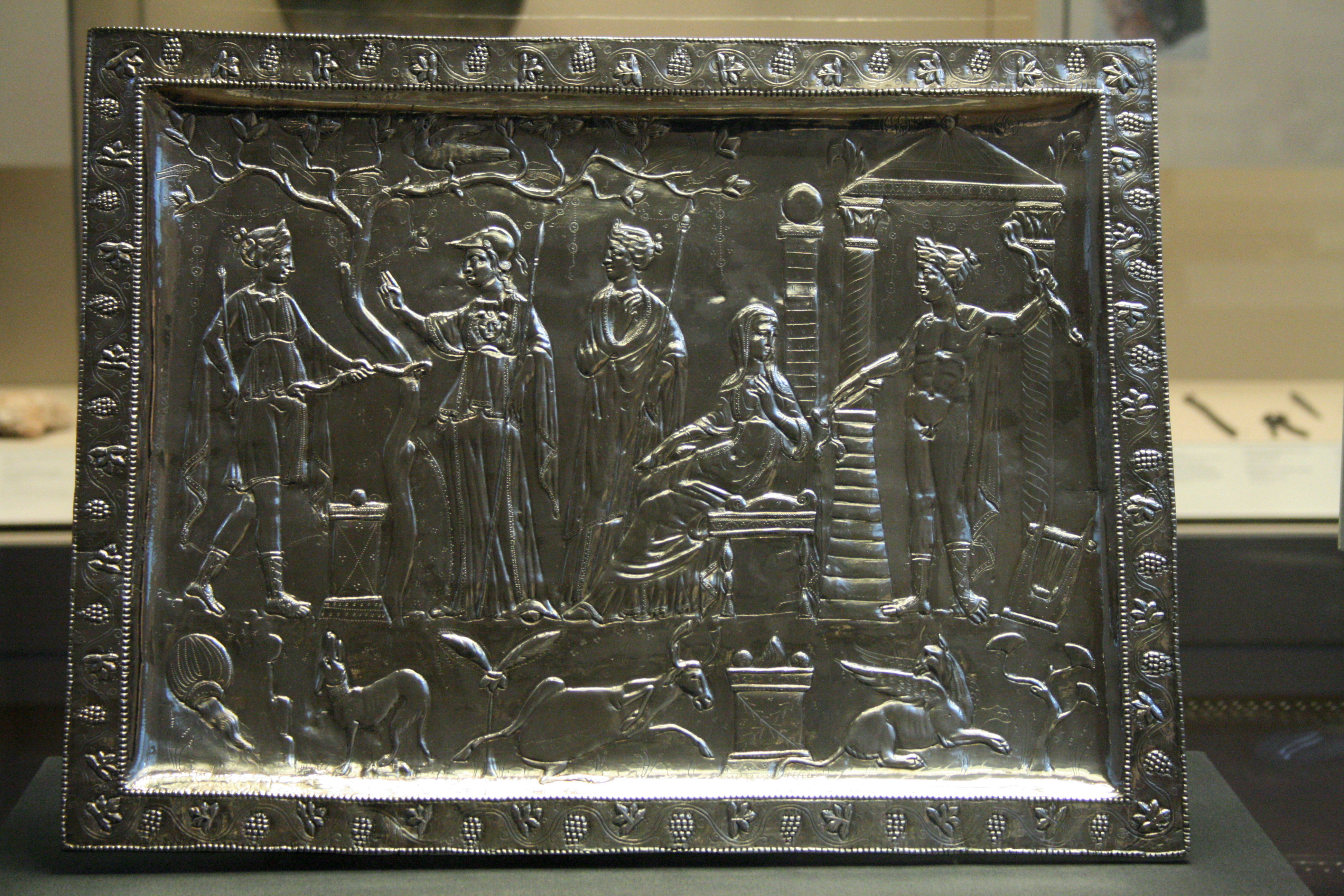
Room 49 - Corbridge Lanx, khay bạc mô tả một ngôi đền thờ thần Apollo, miền bắc nước Anh, thế kỷ thứ 4 sau Công nguyên
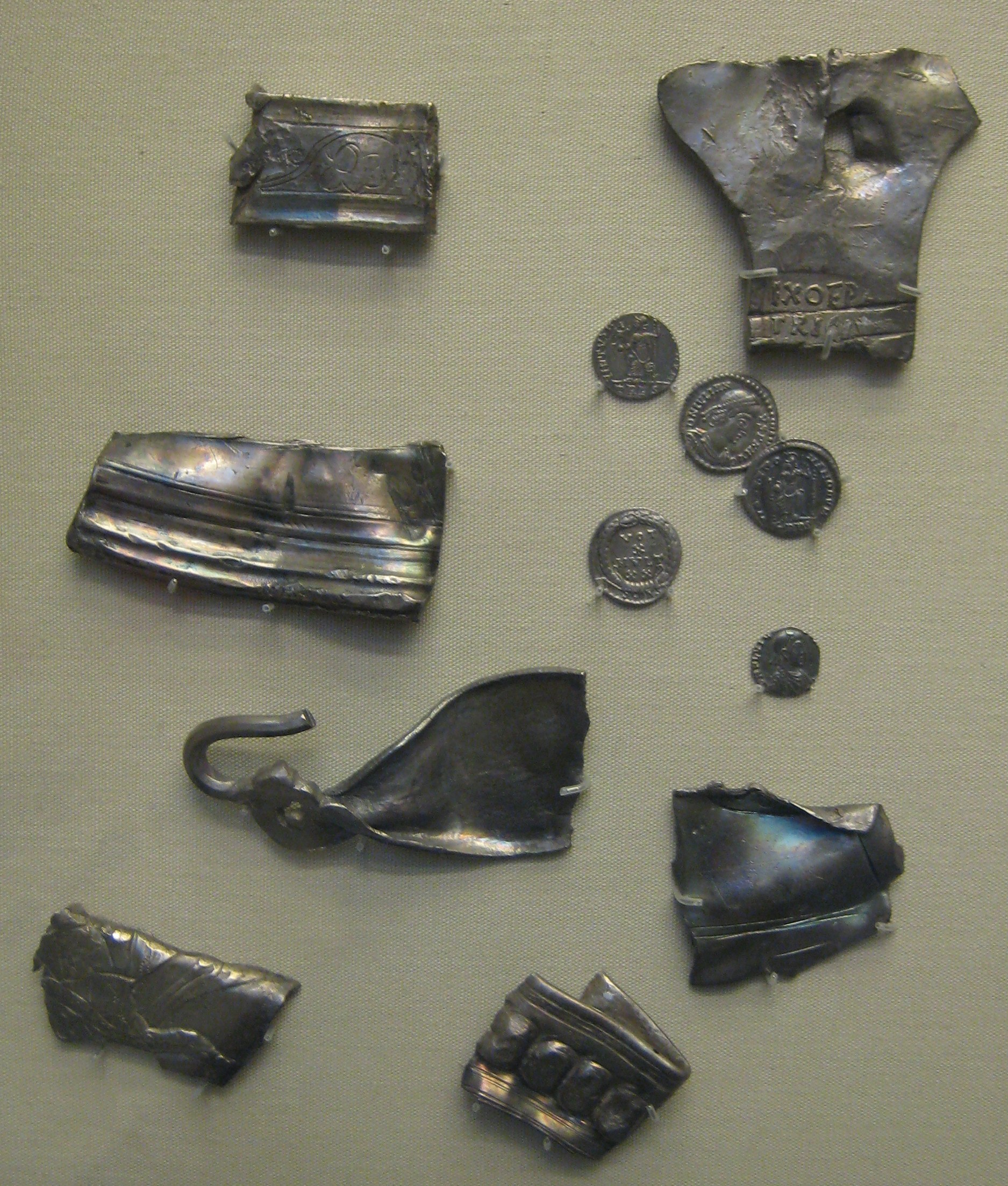
Phòng 41 - Nhiều đồ vật bằng bạc từ Coleraine La Mã, Bắc Ireland, thế kỷ 4 đến thế kỷ 5 sau Công nguyên
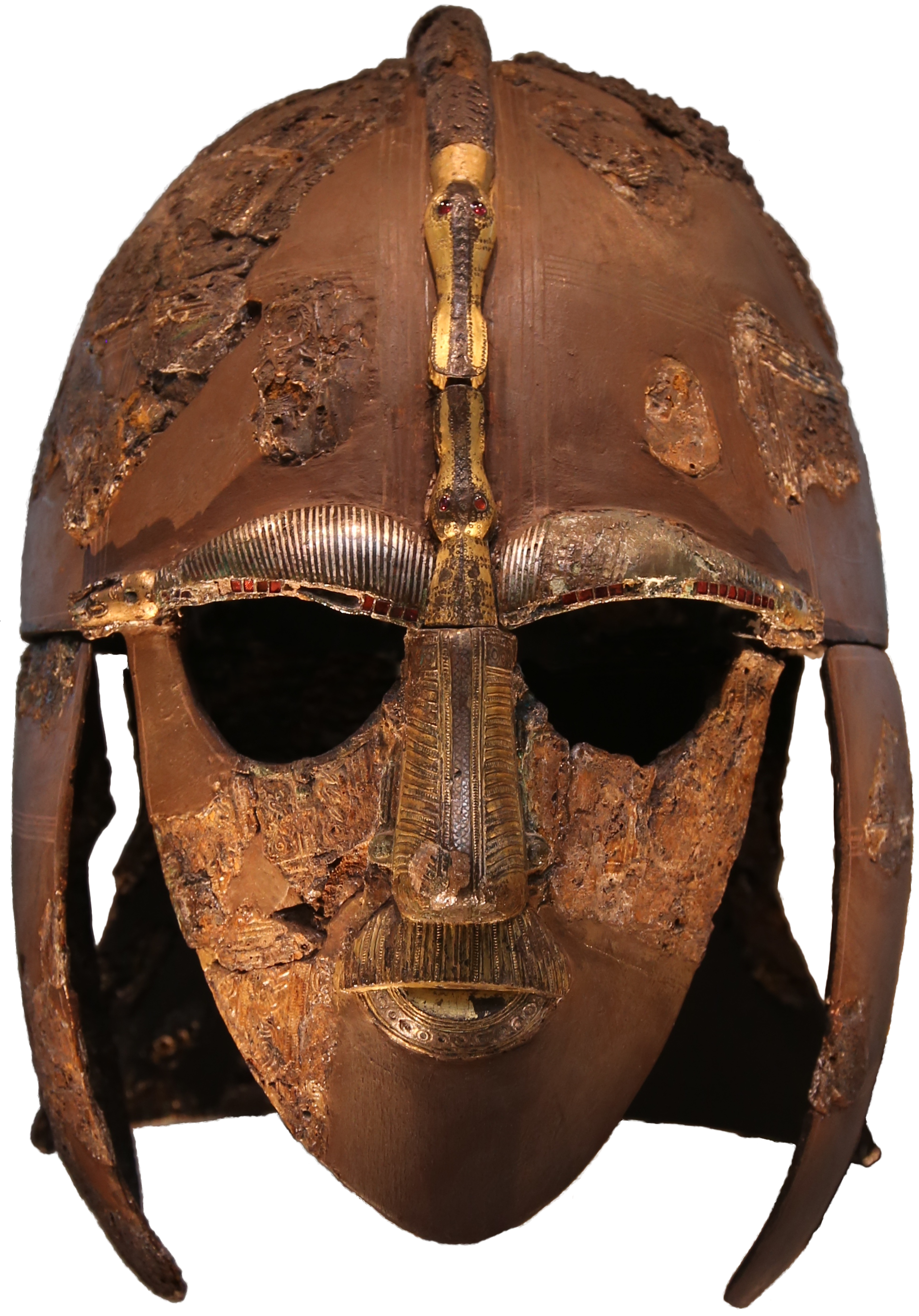
Phòng 41 - Sutton Hoo Helmet, Anglo-Saxon, Anh, đầu thế kỷ 7 sau Công nguyên
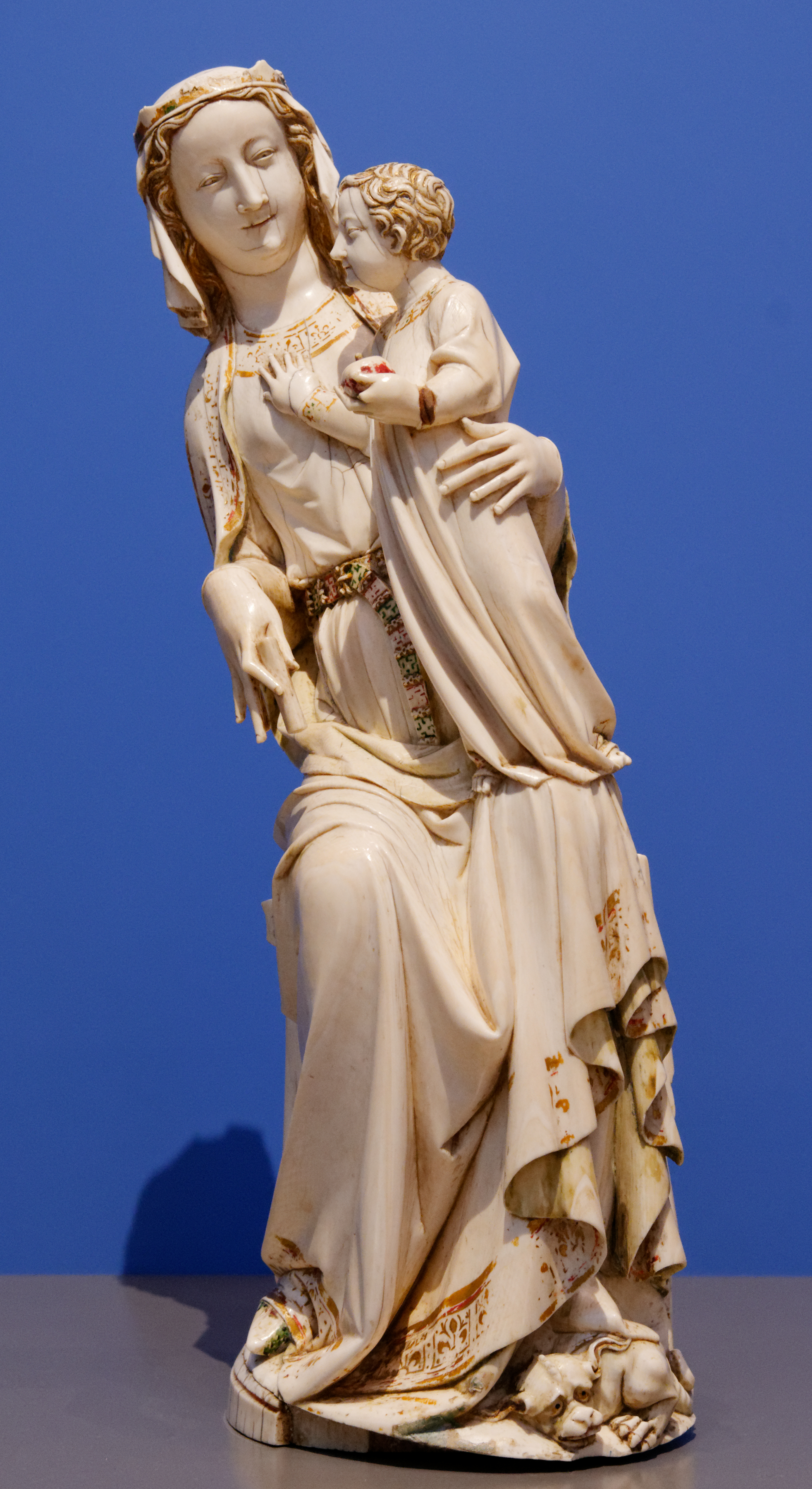
Room 40 - Tượng ngà voi của Virgin and Child, đang đè bẹp một con rồng dưới chân trái của bà, từ Paris, Pháp, 1310-1330 sau Công nguyên
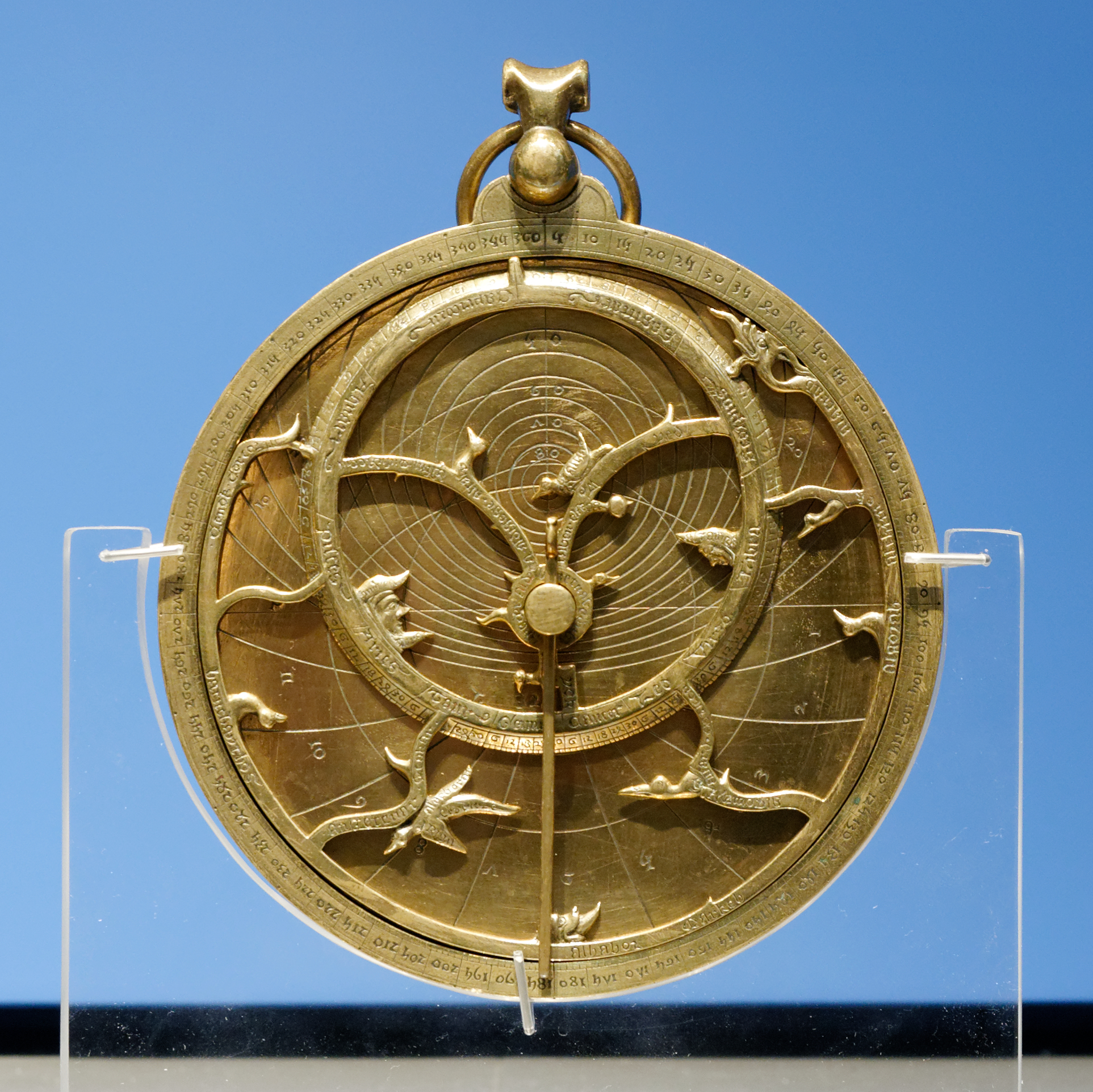
Phòng 40 - Chaucer Astrolabe, có niên đại lâu đời nhất ở Châu Âu, 1326 sau Công nguyên
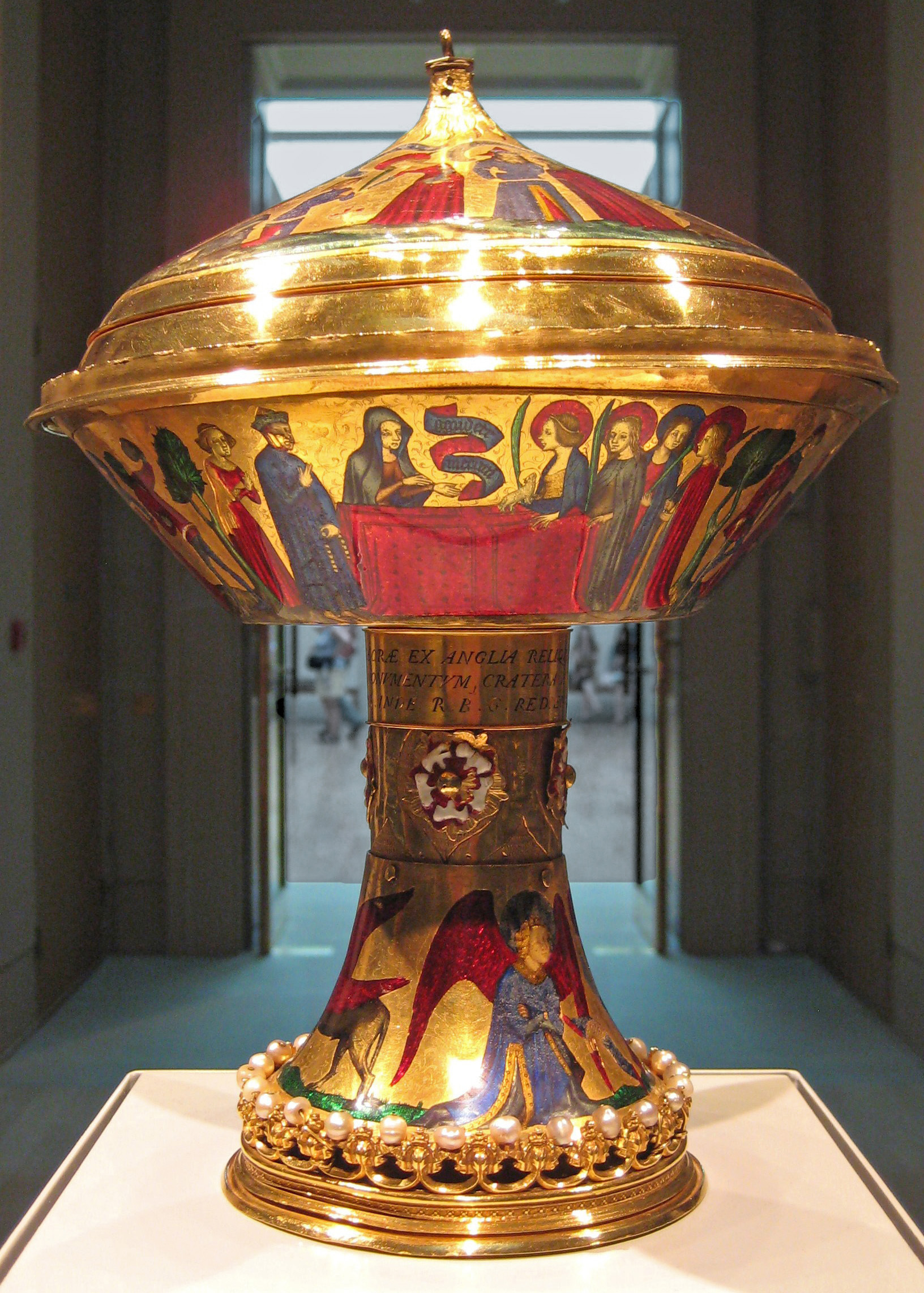
Room 40 - Royal Gold Cup hoặc Saint Agnes Cup, sản xuất tại Paris, Pháp, 1370–80 sau Công nguyên
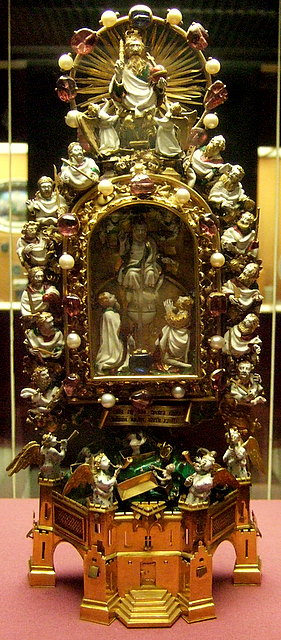
Phòng 2a - Holy Thorn Doesquary, sản xuất tại Paris, c. Thập niên 1390 sau Công nguyên
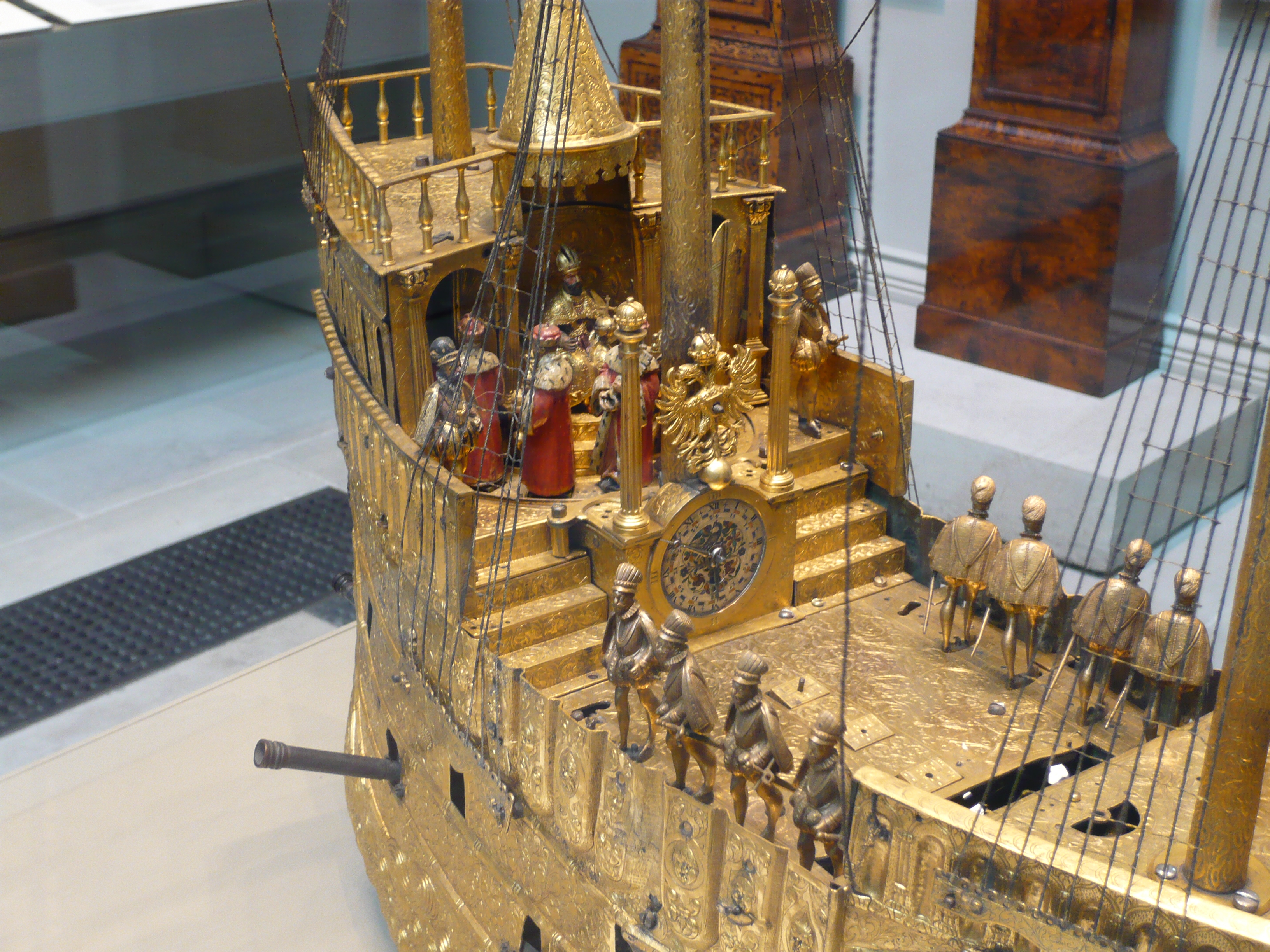
Room 38 - Đồng hồ Mechanical Galleon, Augsburg, Đức, vào khoảng năm 1585 sau Công Nguyên
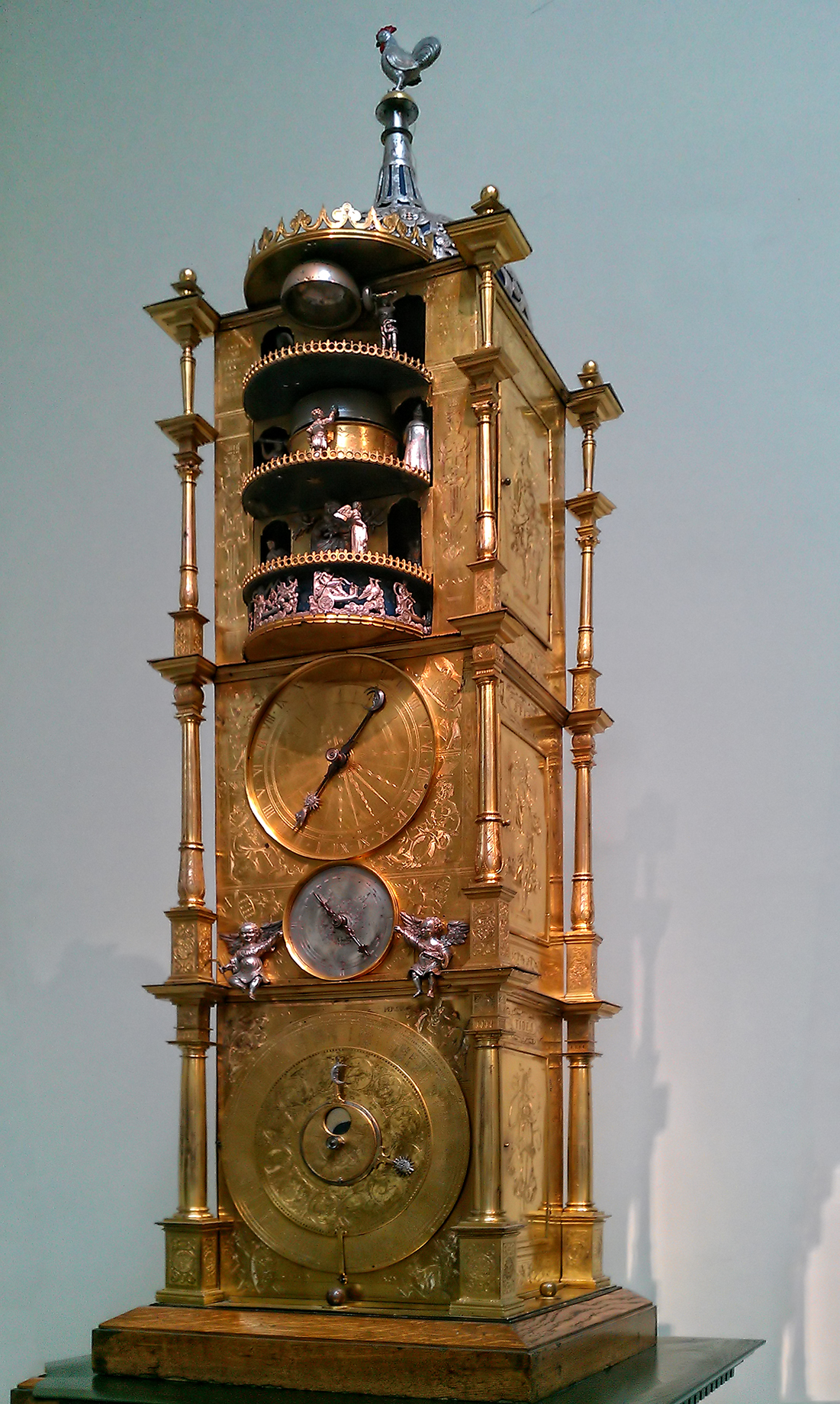
Phòng 38 - Đồng hồ Carillon với Automata củaIsaac Habrecht, Thụy Sĩ, 1589 sau Công nguyên
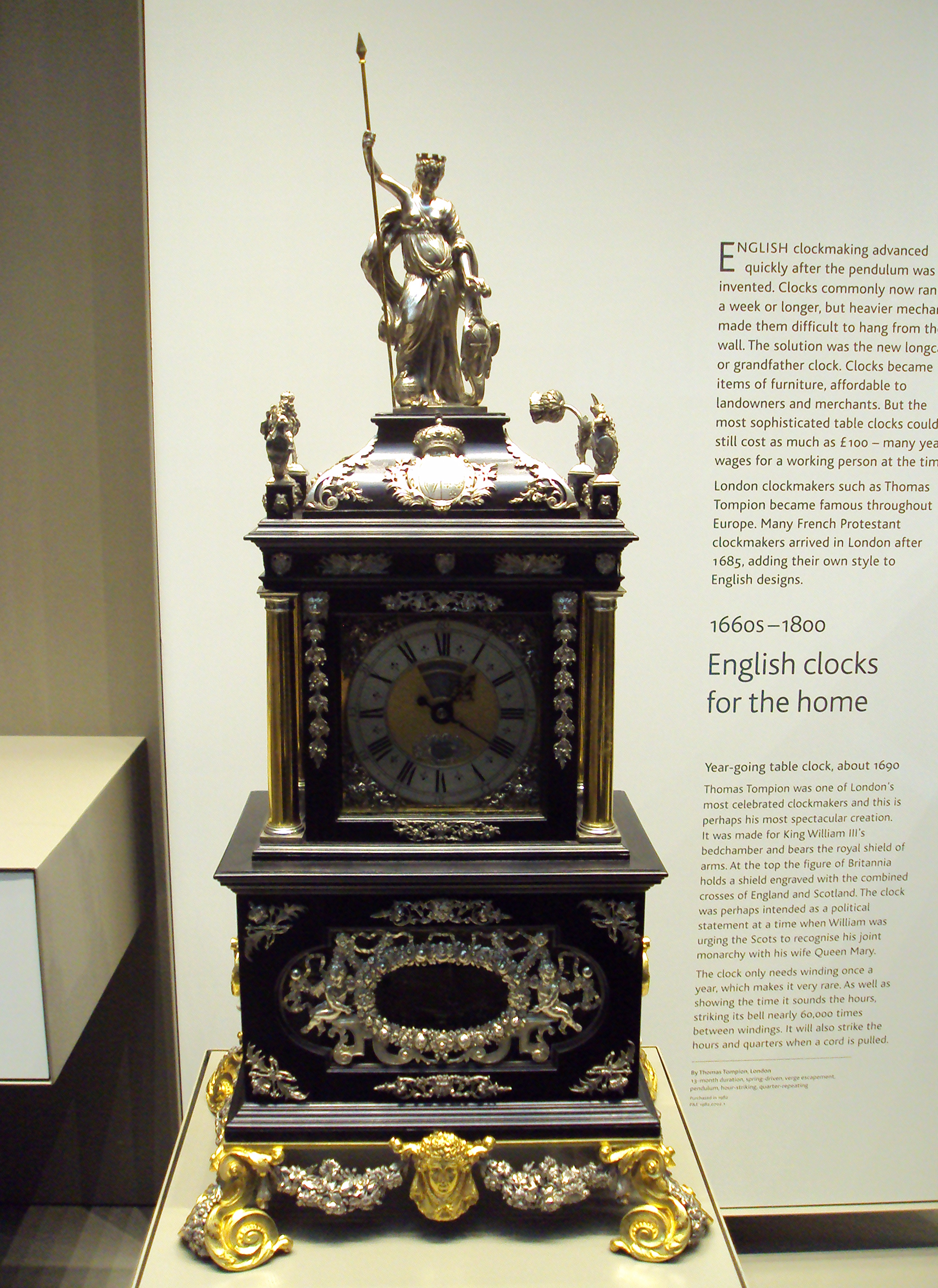
Phòng 39 - Đồng hồ trang trí công phu của Thomas Toosystem, Anh, 1690 sau Công nguyên
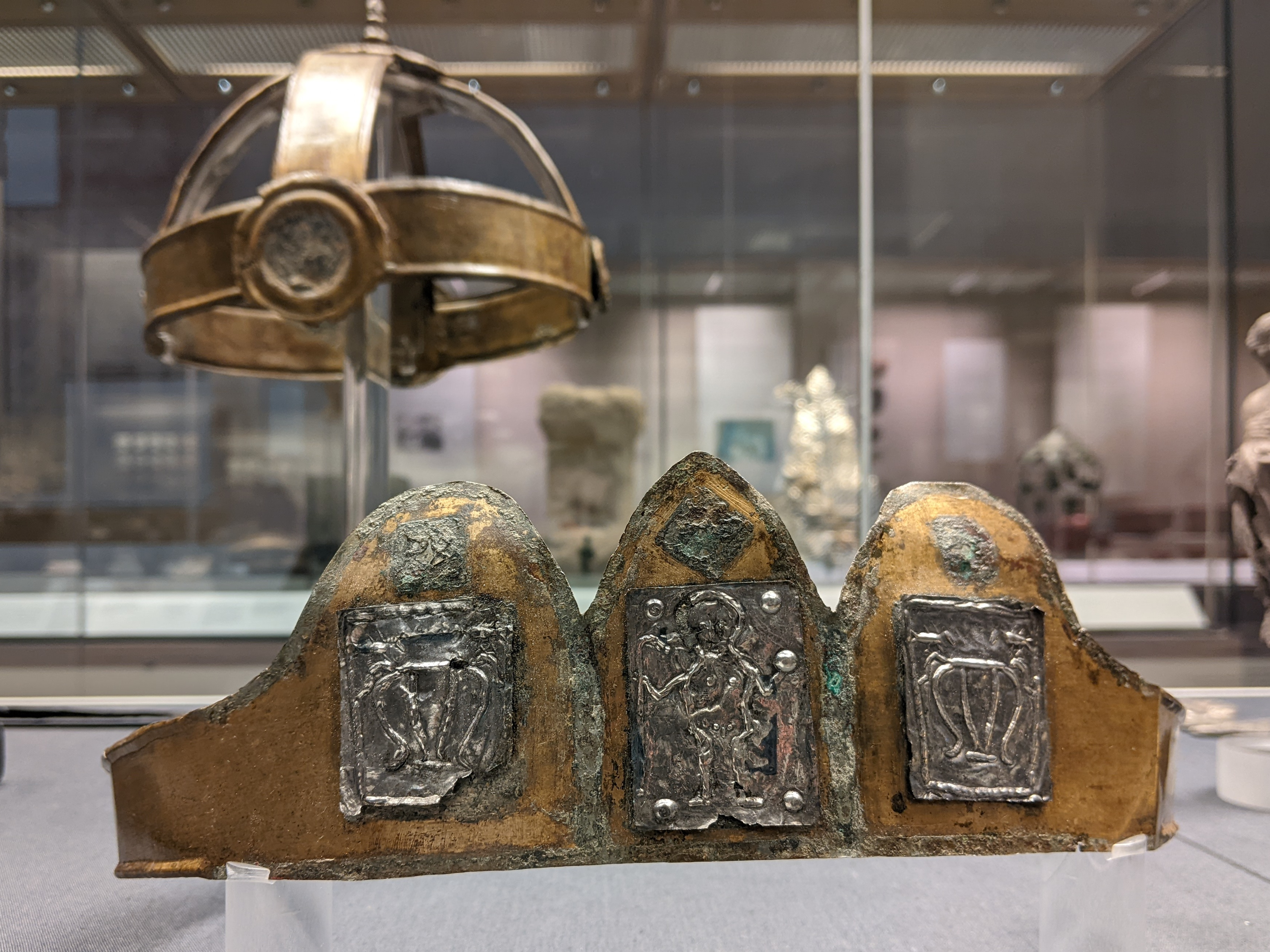
Phòng 49 - Vương miện và vòng đội xung quanh của Roman-Anh được tìm thấy trong Hockwold cum Wilton

### Bộ phận Châu Á

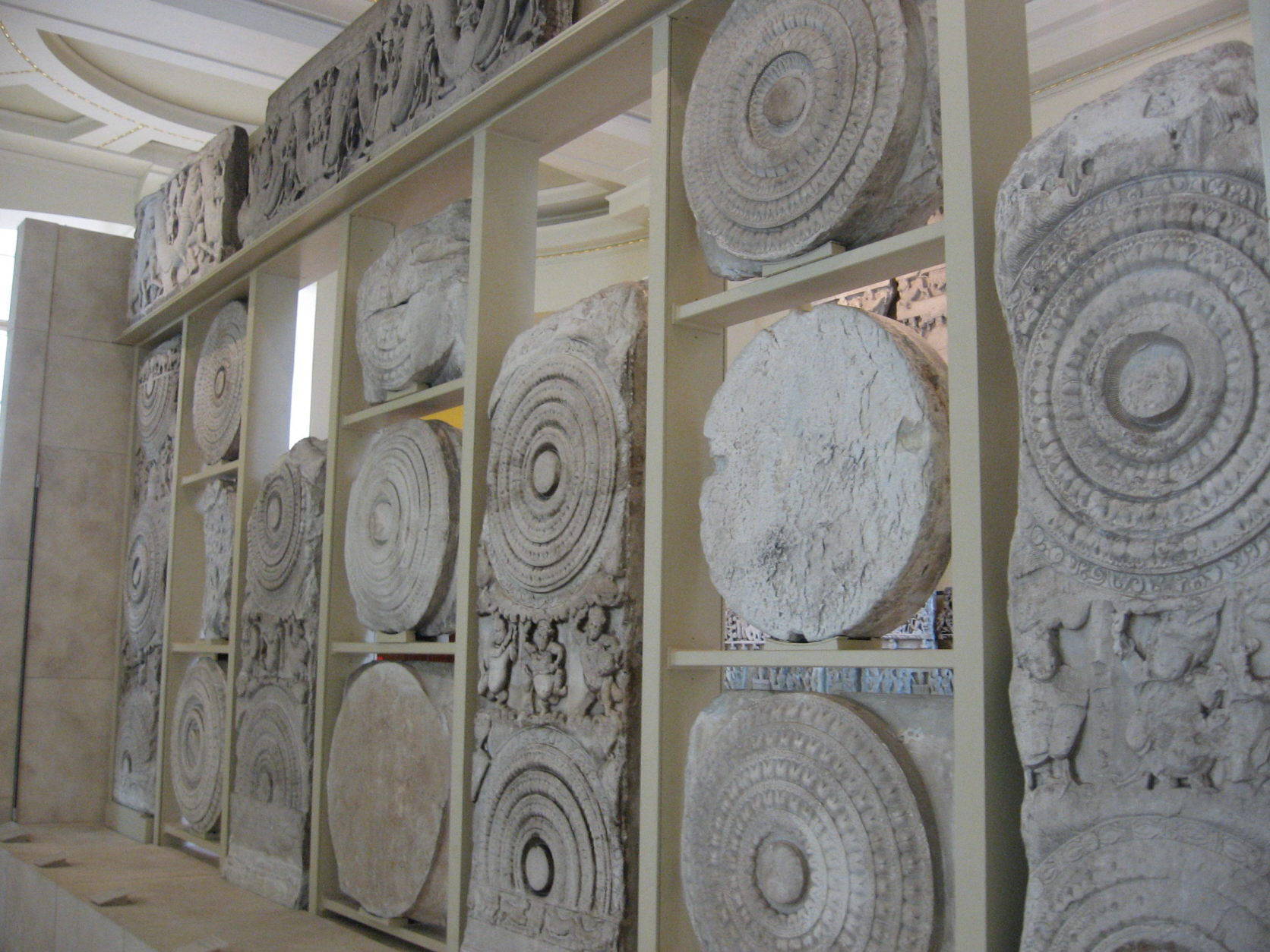
Phòng 33a - Tác phẩm điêu khắc Amaravati, miền nam Ấn Độ, thế kỷ 1 trước Công nguyên và thế kỷ 3 sau Công nguyên

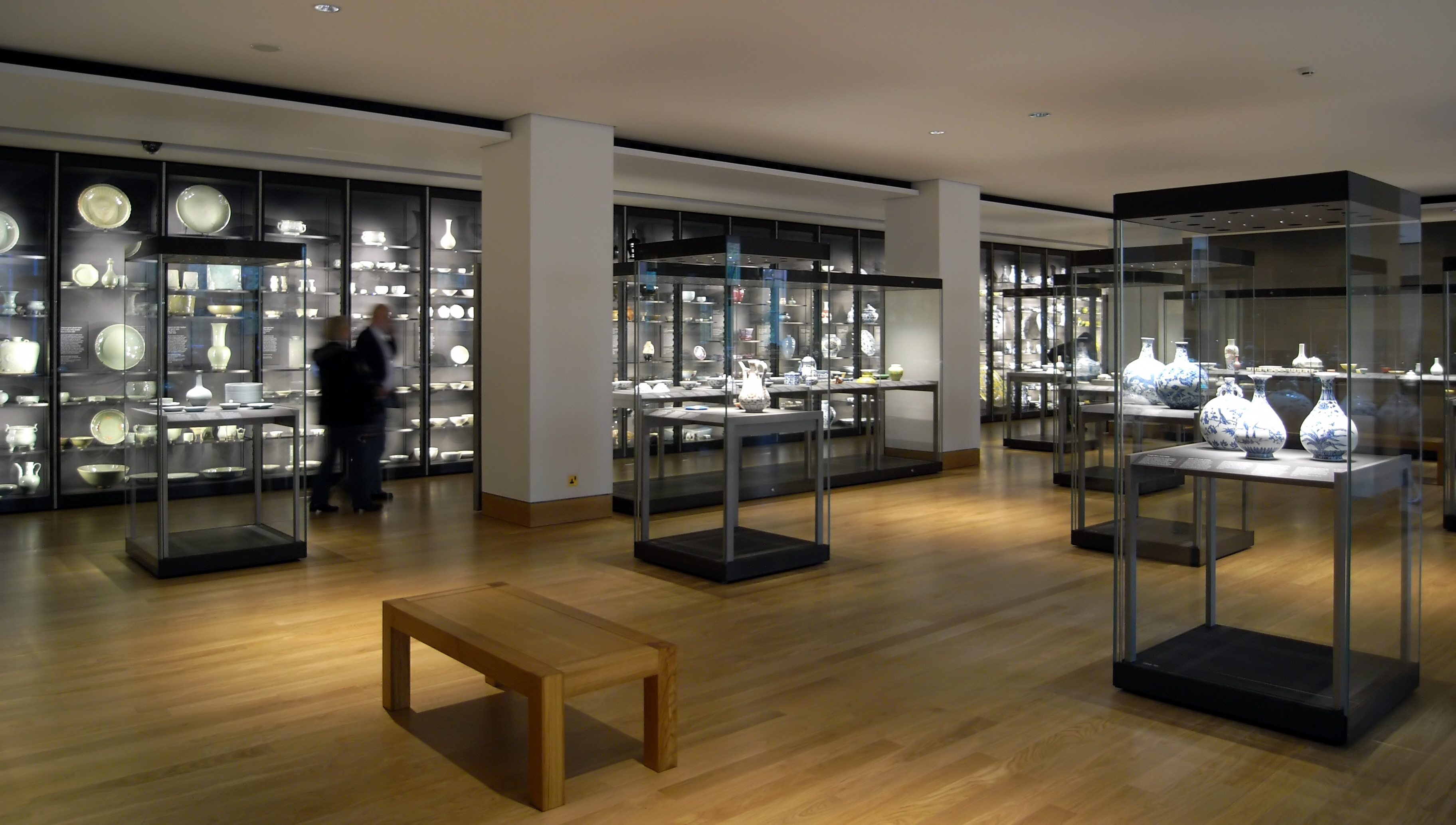
Phòng 95 - Bộ sưu tập Percival David gốm sứ Trung Quốc

Phạm vi của Bộ phận Châu Á là vô cùng rộng lớn; bộ sưu tập của nó với hơn 75.000 đồ vật bao gồm văn hóa vật chất của toàn lục địa châu Á (từ Đông, Nam, Trung và Đông Nam Á) và từ thời kỳ đồ đá mới cho đến ngày nay. Cho đến gần đây, bộ phận này tập trung vào việc thu thập cổ vật phương Đông từ các xã hội thành thị hoặc bán thành thị trên khắp lục địa châu Á. Nhiều đồ vật trong số đó được thu thập bởi các sĩ quan thuộc địa và các nhà thám hiểm ở các vùng trước đây của Đế quốc Anh, đặc biệt là tiểu lục địa Ấn Độ. Ví dụ bao gồm các bộ sưu tập được thực hiện bởi các cá nhân như James Wilkinson Breeks, Ngài Alexander Cunningham, Ngài Harold Deane, Sir Walter Elliot, James Prinsep, Charles Masson, Ngài John Marshall và Charles Stuart. Một số lượng lớn cổ vật Trung Quốc đã được mua lại từ chủ ngân hàng Anh-Hy Lạp George Eumorfopoulos vào những năm 1930. Bộ sưu tập lớn gồm khoảng 1800 bản in và tranh của Nhật Bản thuộc sở hữu của Arthur Morrison đã được mua lại vào đầu thế kỷ XX. Trong nửa sau của thế kỷ 20, bảo tàng đã được hưởng lợi rất nhiều từ lời kêu gọi của nhà từ thiện PT Brooke Sewell, cho phép bộ mua nhiều đồ vật và lấp đầy những khoảng trống trong bộ sưu tập.
Điểm nổi bật của bộ sưu tập bao gồm:
- Bộ sưu tập toàn diện nhất về tác phẩm điêu khắc từ tiểu lục địa Ấn Độ trên thế giới, bao gồm phù điêu đá vôi Phật giáo nổi tiếng từ Amaravati được Ngài Walter Elliot khai quật.[24]
- Một bộ sưu tập nổi bật về cổ vật, tranh vẽ và đồ sứ, sơn mài, đồng, ngọc bích của Trung Quốc và các nghệ thuật ứng dụng khác
- Frau Olga-Julia Wegener, Bộ sưu tập 147 bức tranh Trung Quốc từ triều đại nhà Đường đến nhà Thanh.
- Bộ sưu tập toàn diện nhất về nghệ thuật Nhật Bản trước thế kỷ 20 ở phương Tây, nhiều bộ sưu tập ban đầu thuộc về bác sĩ phẫu thuật William Anderson và nhà ngoại giao Ernest Mason Satow

Đông Á
- Một bộ sưu tập lớn đồ đồng nghi lễ của Trung Quốc, bao gồm một bình đựng rượu có hình dạng hai con giáp đỡ một cái bình, (1500–200 trước Công nguyên)
- Ngọc bi hoặc đĩa có khắc chữ của Hoàng đế Càn Long, (1500–1050 trước Công nguyên)
- Nhóm xương Oracle được sử dụng để bói toán từ triều đại nhà Thương, Trung Quốc, (1200–1050 trước Công nguyên)
- Cán dao găm bằng vàng được thiết kế tinh xảo từ thời kỳ Đông Chu, Trung Quốc, (thế kỷ thứ 6 - 5 trước Công nguyên)
- Huixian Bronze Hu, một cặp bình đồng giống hệt nhau từ thời kỳ Đông Chu, Trung Quốc, (thế kỷ thứ 5 trước Công nguyên)
- Cổ vật Nhật Bản từ thời kỳ Kofun do nhà khảo cổ học tiên phong William Gowland khai quật, (thế kỷ thứ 3 đến thế kỷ thứ 6 sau Công Nguyên)
- Ba chiếc chuông đồng Dōtaku được trang trí công phu hoặc từ thời kỳ Yayoi, Nhật Bản, (200 trước Công nguyên - 200 sau Công nguyên)
- Chén rượu mạ vàng và khắc chữ Hán triều làm từ sơn mài và tìm thấy ở Bình Nhưỡng, Triều Tiên (4 sau Công nguyên)
- Kiến trúc chạm khắc gỗ, đồ nội thất và phụ kiện trang phục Gandharan từ Loulan, Tân Cương, (thế kỷ 4 sau Công Nguyên)
- Admonitions Scroll nổi tiếng của nghệ sĩ Trung Quốc Gu Kaizhi, (344–406 sau Công nguyên)
- Đại Phật Phật A Di Đà từ Hancui, Trung Quốc, (585 sau Công nguyên)
- Một bộ gốm Hình tượng lăng mộ triều đại nhà Đường của Liu Tingxun, (khoảng năm 728 sau Công Nguyên)
- Bức tranh Công chúa lụa từ thánh địa Phật giáo Dandan-oilik ở Khotan, Tân Cương, Trung Quốc, (thế kỷ 7 - 8 sau Công nguyên)
- Seated Luohan from Yixian, một từ bộ tám bức tượng còn sót lại, Trung Quốc, (907–1125 sau Công nguyên)
- Nhiều đồ bạc triều đại nhà Đường từ Beihuangshan, tỉnh Thiểm Tây, Trung Quốc, (thế kỷ 9 - 10 sau Công nguyên)
- Mười bảy ví dụ về đồ gốm Nhữ cực kỳ hiếm, bộ sưu tập lớn nhất ở phương Tây, (năm 1100 sau Công Nguyên)
- Một tập hợp tinh xảo của các bức tranh cuộn Phật giáo từ Đôn Hoàng, miền tây Trung Quốc, được thu thập bởi nhà thám hiểm người Anh-Hungary Aurel Stein, (thế kỷ 5-11 sau Công nguyên)
- Bộ sưu tập gốm sứ Trung Quốc của Pericival David, (thế kỷ 10-18 sau Công nguyên)
- Giá đỡ bằng ngà voi hình sư tử ngồi, tu viện Chos-'khor-yan-rtse ở Tây Tạng, (thế kỷ 13 sau Công Nguyên)
- Bản sao bức tranh cuộn treo của Minamoto no Yoritomo, Shogun đầu tiên của Nhật Bản, (thế kỷ 14 sau Công Nguyên)
- Bức tranh cuộn bằng lụa có tên 'Sự say mê của thiên nhiên' của Xie Chufang mô tả côn trùng và thực vật, Trung Quốc, (1321 sau Công nguyên)
- Hình tượng Phật Thích Ca Mâu Ni được trang trí công phu bằng đồng mạ vàng, Trung Quốc, (1403–1424 sau Công nguyên)
- Bình Cloisonné lớn có hình rồng được làm cho Hoàng triều Nhà Minh, ghép với một chiếc khác ở Bảo tàng Rietberg, Zürich, Bắc Kinh, Trung Quốc, (1426–35 sau Công nguyên)
- Cặp gốm voi Kakiemon từ Nhật Bản, (thế kỷ 17 sau Công nguyên)
- Moon jar từ Triều đại Joseon được sưu tầm bởi thợ gốm Bernard Leach, Hàn Quốc, (thế kỷ 18 sau Công nguyên)
- Bản in tiếng Nhật bao gồm The Great Wave off Kanagawa, (1829–32 sau Công nguyên)

Nam Á
- Các đồ vật được khai quật từ các địa điểm Thung lũng Indus của Mohenjo-daro, và Harappa, Ấn Độ cổ đại (nay thuộc Pakistan), (2500 – 2000 trước Công nguyên)
- Nhiều Copper Hoard Culture đàn cello, mảng và đĩa từ Gungeria, Madhya Pradesh, Ấn Độ, (2000–1000 trước Công nguyên)
- Tập hợp các hiện vật tiền sử từ Nilgiri Hills ở miền nam Ấn Độ, (thế kỷ 10 trước Công nguyên - thế kỷ 2 sau Công nguyên)
- Mảnh sa thạch của Pillar of Ashoka với dòng chữ Brahmi từ Meerut, Uttar Pradesh, Ấn Độ, (238 trước Công nguyên)
- Bình Kulu được tìm thấy gần một tu viện ở Himachal Pradesh, một trong những ví dụ sớm nhất về nghệ thuật tượng hình từ tiểu lục địa, miền bắc Ấn Độ, (thế kỷ 1 trước Công nguyên)
- Đĩa đồng từ Taxila, với dòng chữ Kharoshthi quan trọng, Ấn Độ cổ đại (nay thuộc Pakistan), (thế kỷ 1 trước Công nguyên - thế kỷ 1 sau Công nguyên)
- Đá sa thạch Ấn-Scythia Mathura Lion Capital và Sanchi Yakshi Figure từ một trong những cổng vào Đại Bảo tháp tại Sanchi, miền trung Ấn Độ, (thế kỷ 1 sau Công nguyên )
- Bimaran Casket và Wardak Vase, những di tích từ các bảo tháp cổ ở Afghanistan, (thế kỷ 1 - 2 sau Công nguyên)
- Nhiều đồ trang sức bằng vàng với đá quý được tìm thấy dưới Ngai vàng Khai sáng tại Đền Mahabodhi, Bodh Gaya, miền đông Ấn Độ, (thế kỷ thứ 2 sau Công nguyên)
- Tiền gửi di vật từ phù đồ tại Ahin Posh, Ali Masjid, Gudivada, Manikyala, Sonala Pind, Sanchi và Taxila, (1 – Thế kỷ thứ 3 sau Công nguyên)
- Hārītī,tượng Phật ngồi và các tác phẩm điêu khắc Gandhara khác từ Kafir Kot, Jamal Garhi, Takht-i-Bahi và Yusufzai, Pakistan, (thế kỷ 1 - 3 sau Công Nguyên)
- Bát bạc Hephthalite với cảnh săn bắn từ Swat, Pakistan, (460–479 sau Công Nguyên)
- Ba tác phẩm điêu khắc bằng đá sa thạch của Đức Phật theo phong cách Gupta từ Sarnath, miền đông Ấn Độ, (thế kỷ 5-6 sau Công nguyên)
- Buddhapad Hoard các hình tượng bằng đồng từ miền nam Ấn Độ, (thế kỷ 6 - 8 sau Công Nguyên)
- Tượng nhỏ bằng đồng Đức Phật Thích Ca, Bihar, miền đông Ấn Độ, (thế kỷ thứ 7 sau Công Nguyên)
- Tượng Phật bằng đá từ tích trữ Sultanganj, Bihar, miền đông Ấn Độ, (thế kỷ 7 - 8 sau Công Nguyên)
- Nhân vật nổi tiếng nhất về vị thần bốn tay đang nhảy múa Shiva Nataraja, triều đại Pallava, miền nam Ấn Độ (800 sau Công nguyên)
- Tượng Tara từ Sri Lanka và Thanjavur Shiva từ Tamil Nadu, miền nam Ấn Độ, (thế kỷ 8 & 10 sau Công nguyên)
- Tượng Phật đứng Pala từ Kurkihar, Bihar, Ấn Độ, (thế kỷ thứ 9 sau Công Nguyên)
- Một số tấm kiến trúc bằng gỗ từ các hang động Kashmir Smast, miền bắc Pakistan, (thế kỷ 9 - 10 sau Công nguyên)
- Tích trữ các niêm phong bằng đất nung của Phật giáo từ thời kỳ Pala được tìm thấy tại Tu viện Nālandā, Bihar, miền đông Ấn Độ, (thế kỷ 10 sau Công nguyên)
- Tượng củanữ thần Ambika được tìm thấy tại Dhar ở miền trung Ấn Độ, (1034 sau Công nguyên)
- Chữ khắc nền của Đền Ananta Vasudeva ở Bhubaneswar, Odisha, miền đông Ấn Độ, (1278 sau Công Nguyên)
- Chiếc cúp rồng Jade từng thuộc về Sultan Ulugh Beg từ Samarkand, Uzbekistan, (1420–1449 sau Công Nguyên)
- Chữ khắc của quỹ với dòng chữ Ả Rập trong Naskh script nhân danh Sultan Yusufshah từ Gauda, Bengal, miền đông Ấn Độ, (1477 sau Công Nguyên)
- Tượng lớn bằng đồng mạ vàng của Bồ tát Avalokiteśvara, Nepal, (thế kỷ 15 - 16 sau Công nguyên)

Đông Nam Á
- Đồ đất nung tazza từ văn hóa Phùng Nguyên, miền Bắc Việt Nam, (2000–1500 trước Công nguyên)
- Bình gốm và bình gốm từ di chỉ cổ Ban Chiang, Thái Lan, (thế kỷ 10 - 1 trước Công nguyên)
- Đồng bell từ Klang và rìu có đầu bằng sắt (tulang mawas) từ Perak, miền tây Malaysia, (200 trước Công nguyên – 200 sau Công nguyên)
- Nhóm sáu mảng vàng mã Phật giáo được tìm thấy trong một hang động ở Patania, Penang, Malaysia, (thế kỷ 6 - 11 sau Công nguyên)
- Sambas Treasure nổi tiếng về các hình tượng phật bằng vàng và bạc từ phía tây Borneo, Indonesia, (thế kỷ 8-9 sau Công Nguyên)
- Ba đầu tượng Phật bằng đá từ ngôi chùa tại Borobodur ở Java, Indonesia, (thế kỷ thứ 9 sau Công Nguyên)
- Granite Kinnari hình con chim từ Candi Prambanan ở Java, Indonesia, (thế kỷ thứ 9 sau Công nguyên)
- Sa thạch Champa hình sư tử hung hãn, Việt Nam, (thế kỷ 11 sau Công Nguyên)
- Hình Śiva cầm tràng hạt bằng đồng mạ vàng, Campuchia, (thế kỷ 11 sau Công Nguyên)
- Hình đá đại diện cho phần trên của Avalokiteśvara mười một đầu, Campuchia, (thế kỷ 12 sau Công Nguyên)
- Tượng Phật ngồi bằng đồng từ Bagan, Miến Điện, (thế kỷ 12 - 13 sau Công Nguyên)
- Tích trữ các bình gốm triều đại Nam Tống được khai quật tại Pinagbayanan, Taysan Thành phố, Philippines, (thế kỷ 12 - 13 sau Công Nguyên)
- Tượng Nữ thần Mamaki từ Candi Jago, miền đông Java, Indonesia, (thế kỷ 13 - 14 sau Công nguyên)
- Ngói đất nung tráng men từ Đền Shwegugyi do vua Dhammazedi dựng lên ở Bago, Myanmar, (1476 sau Công nguyên)
- Tượng Phật được khắc bằng đồng ở Fang District, một phần của bộ sưu tập lớn của Đông Nam Á do nhà thám hiểm người Na Uy Carl Bock tích lũy, Thái Lan, (1540 sau Công nguyên)
- Ấn tượng lớn về bàn chân của Đức Phật làm bằng đá mạ vàng (được gọi là Dấu chân Shwesettaw) do Thuyền trưởng Frederick Marryat, từ Ponoodang gần Yangon, Myanmar, tặng

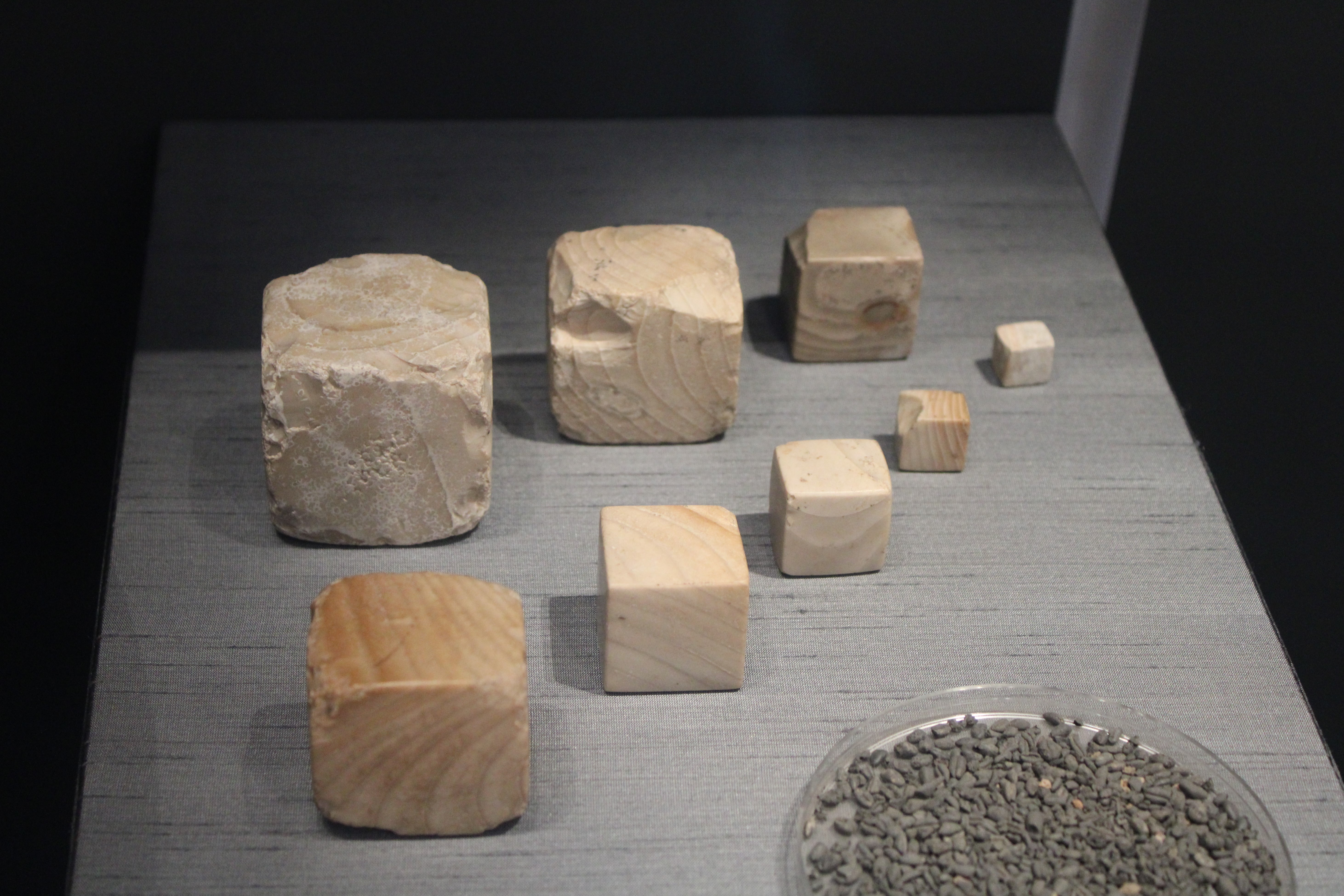
Room 33 - Quả cân khối làm bằng chert từ Mohenjo-daro, Pakistan, 2600-1900 trước Công nguyên
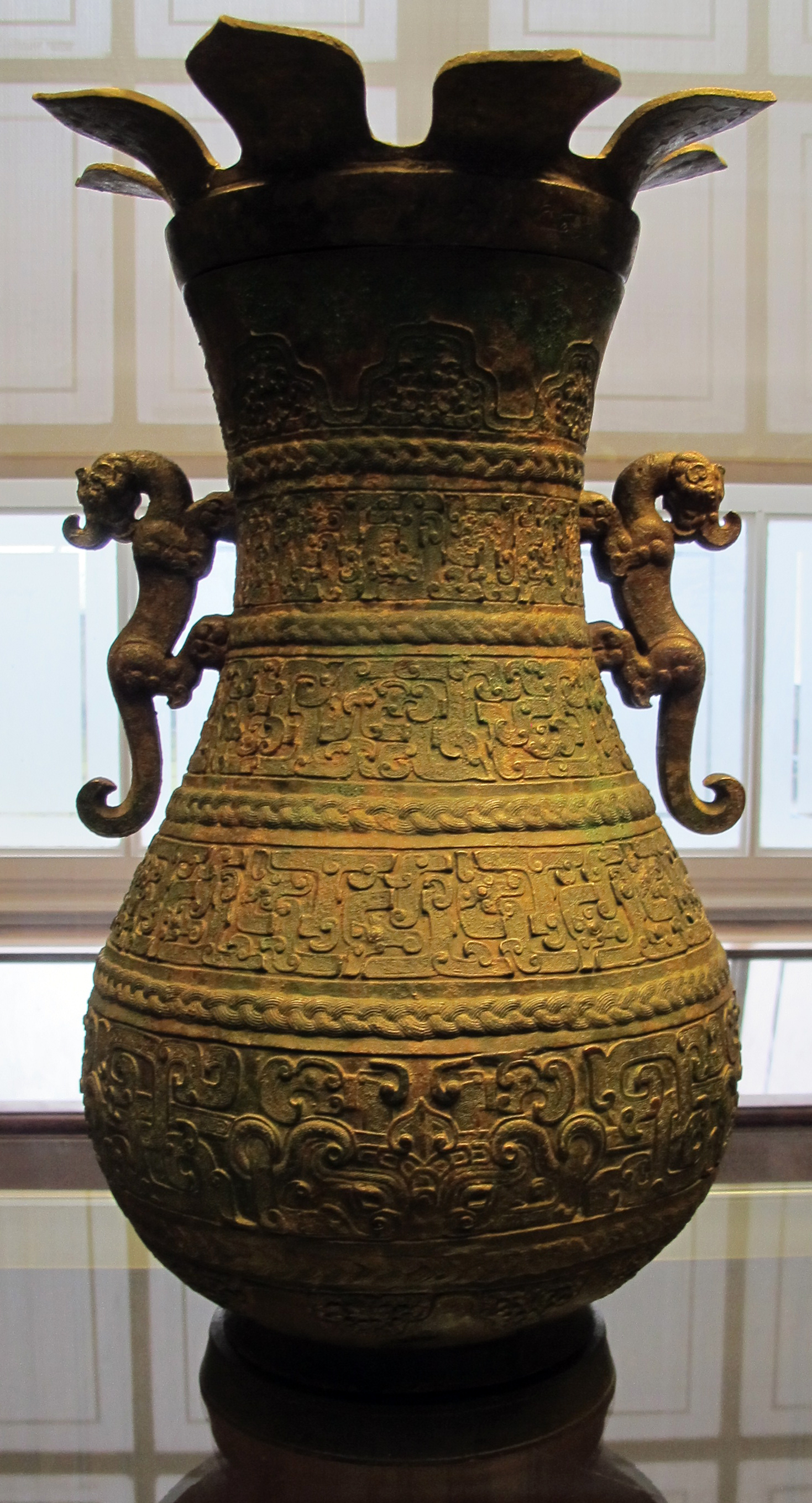
Phòng 33 - Mộthu từ Huixian, Trung Quốc, thế kỷ thứ 5 trước Công nguyên
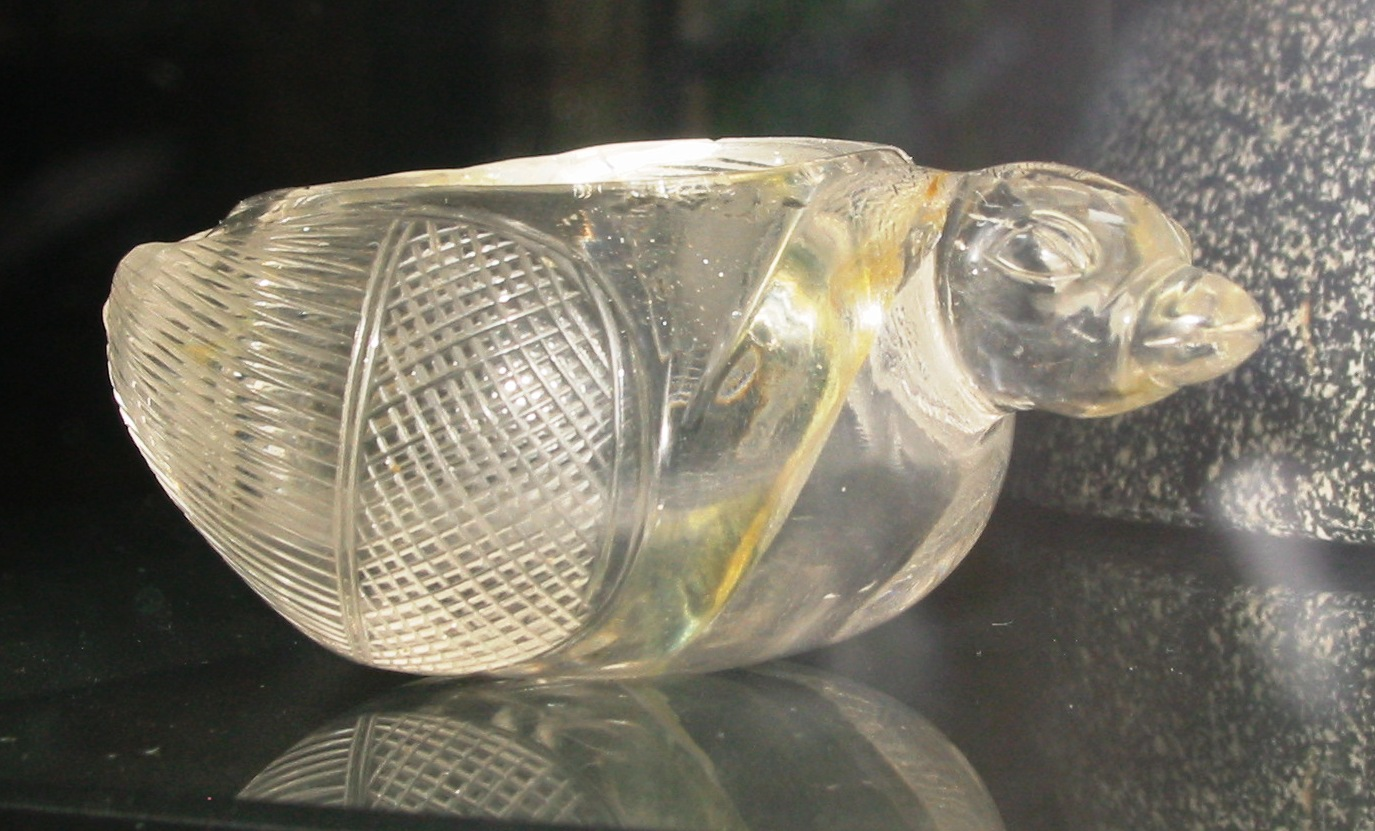
Room 33 - Một bình đựng ngỗng hamsa thiêng làm bằng pha lê từ Bảo tháp 32, Taxila, Pakistan, thế kỷ 1 sau Công nguyên
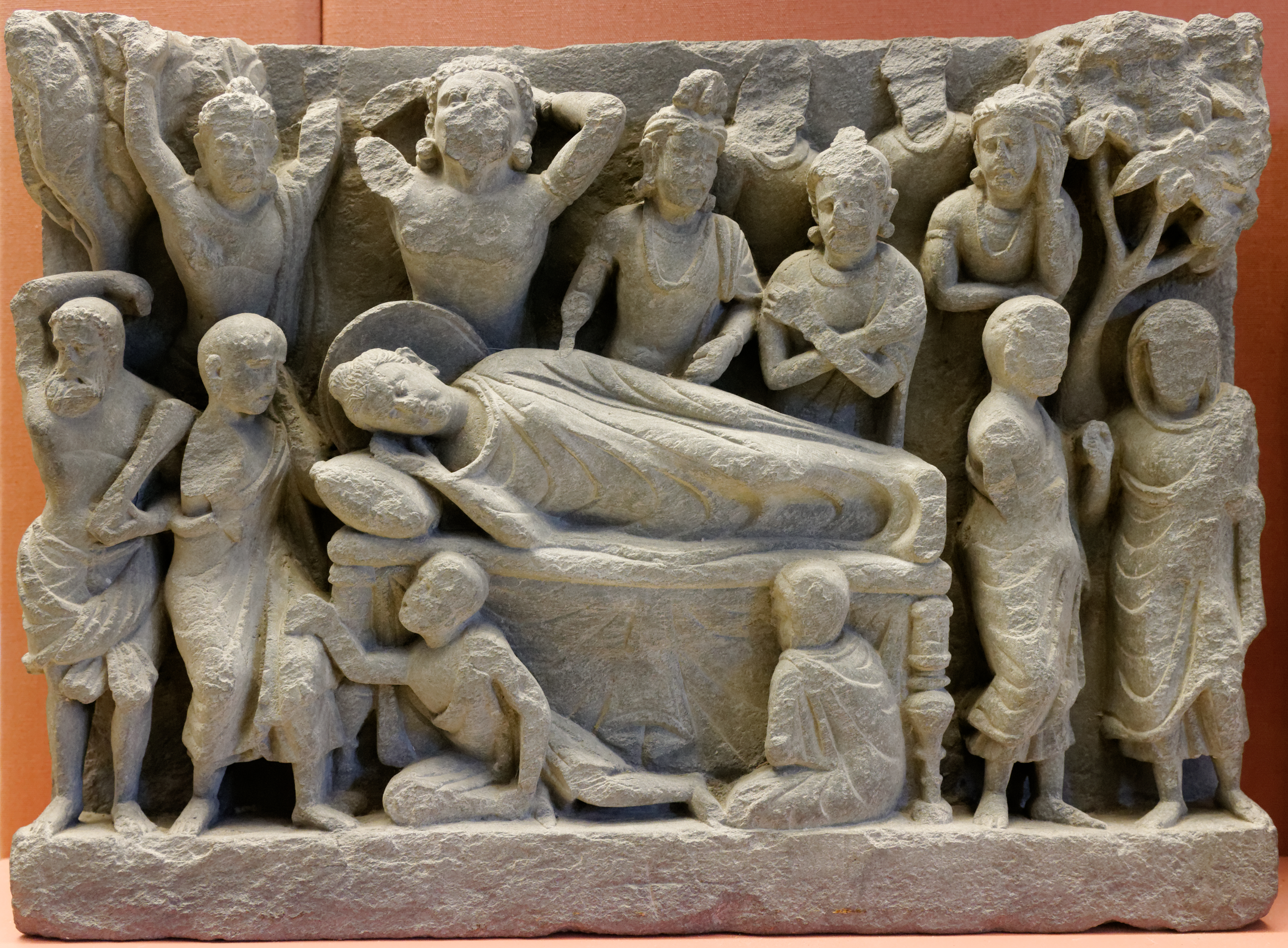
Phòng 33 - Tác phẩm điêu khắc bằng đá về cái chết của Đức Phật, Gandhara, Pakistan, thế kỷ 1 - 3 sau Công nguyên
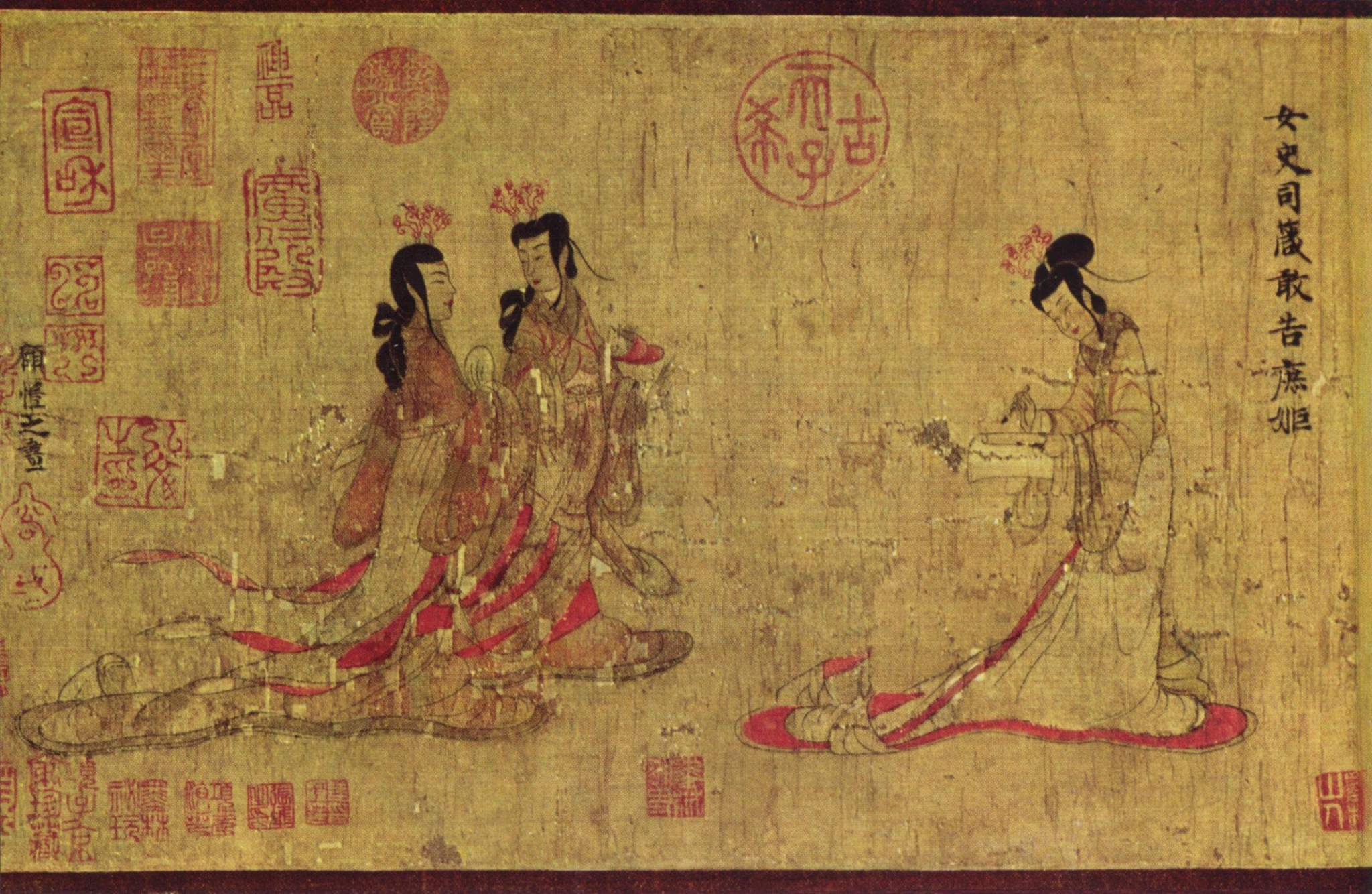
Phòng 91a - Cuộn lời khuyên của nghệ sĩ Trung Quốc Gu Kaizhi, Trung Quốc, c. 380 sau công nguyên
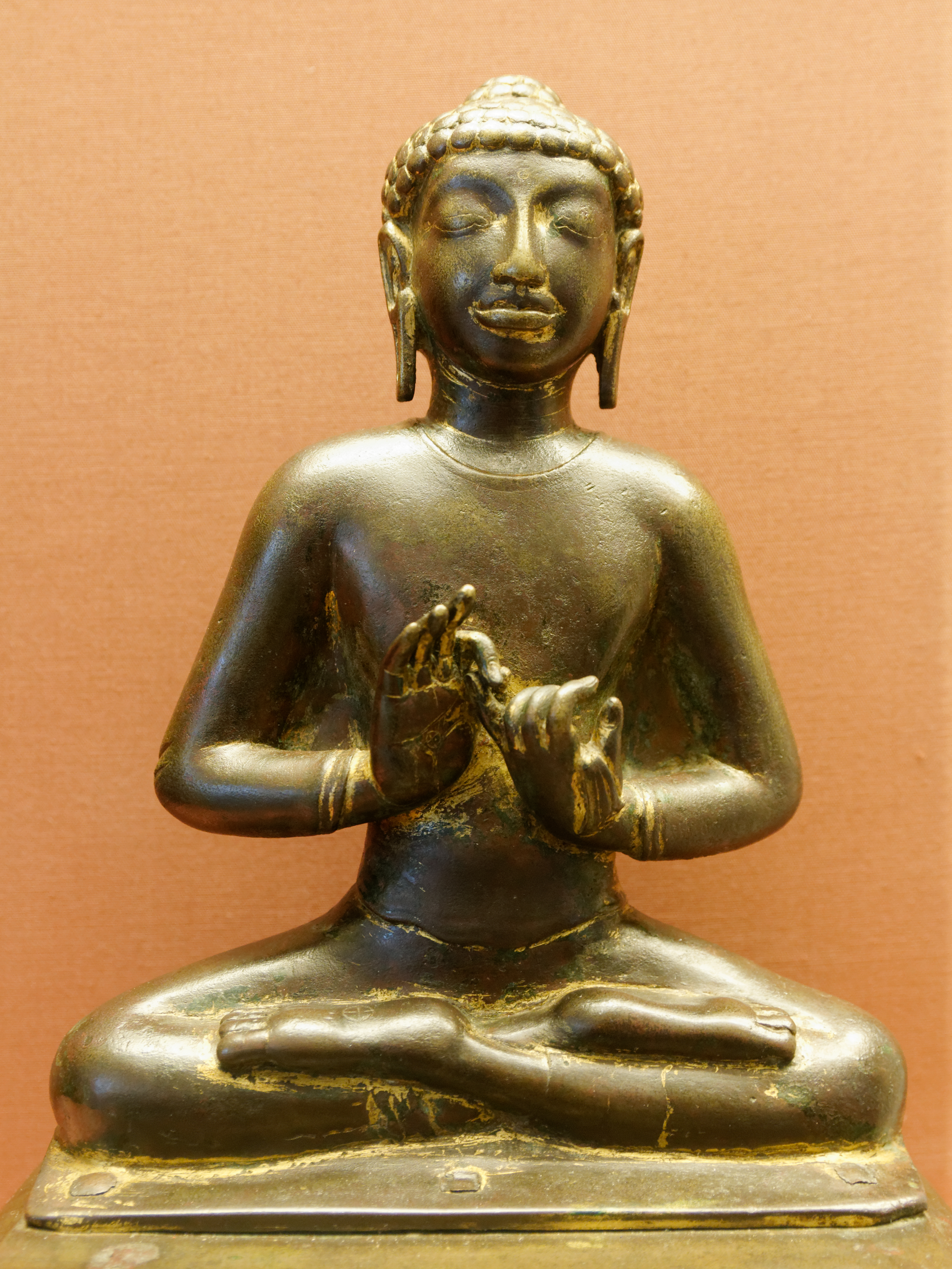
Phòng 33 - Tượng Phật bằng đồng mạ vàng, Dhaneswar Khera, Ấn Độ, thế kỷ thứ 5 sau Công Nguyên
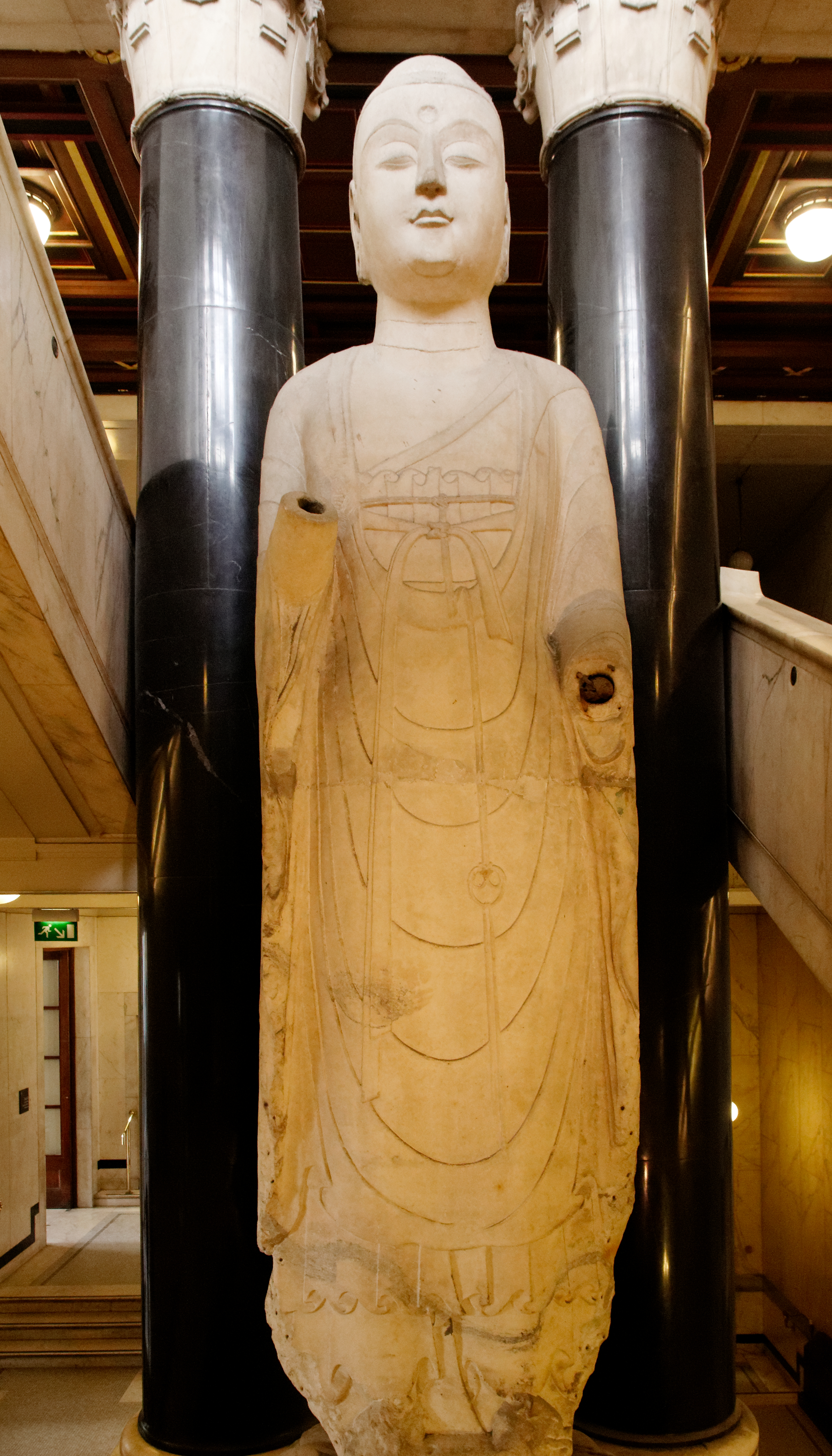
Amitābha Phật từ Hancui được trưng bày trong cầu thang của bảo tàng, Trung Quốc, thế kỷ thứ 6 sau Công Nguyên
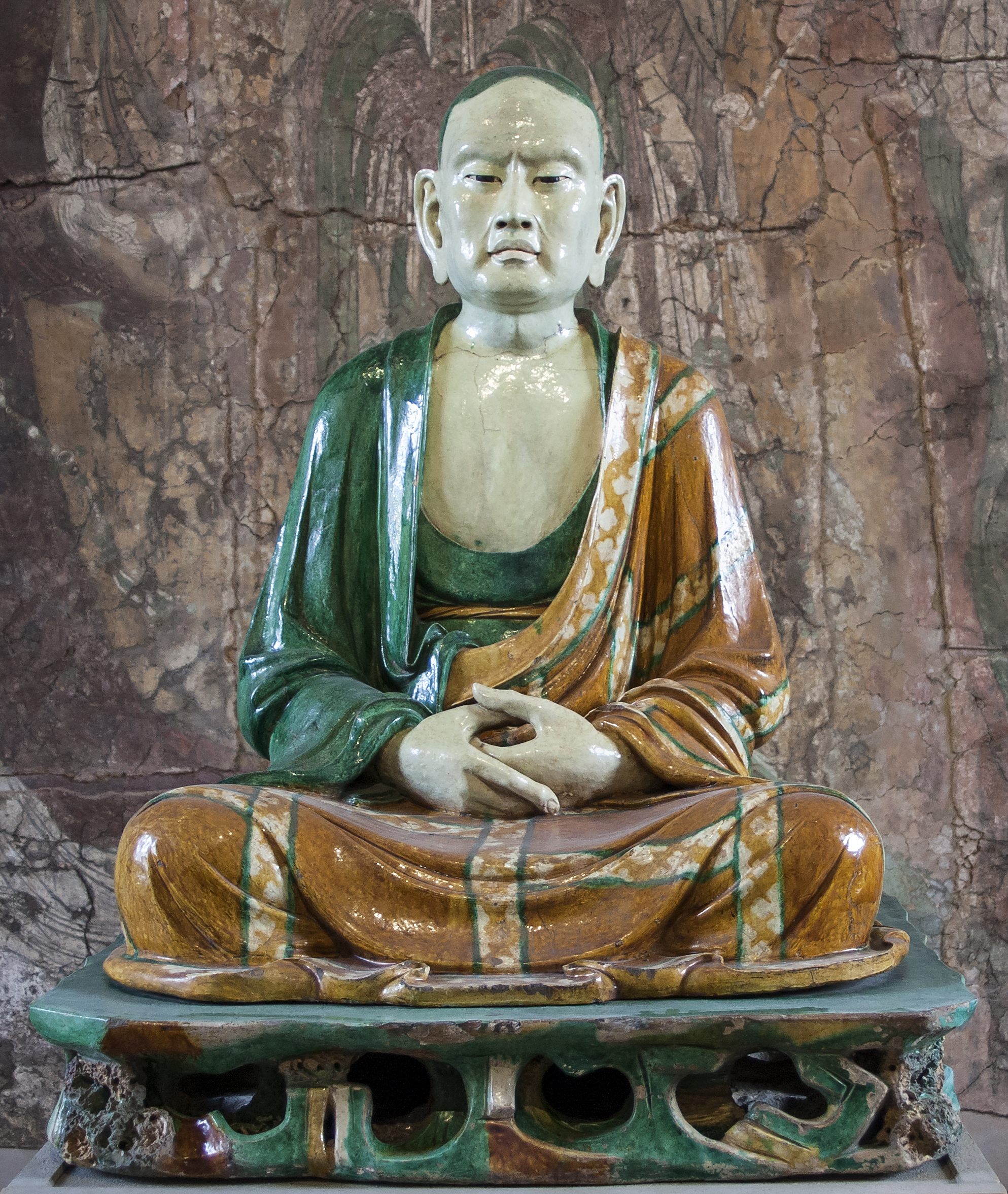
Phòng 33 - uohan từ Yixian làm bằng đồ đá tráng men, Trung Quốc, 907-1125 SCN
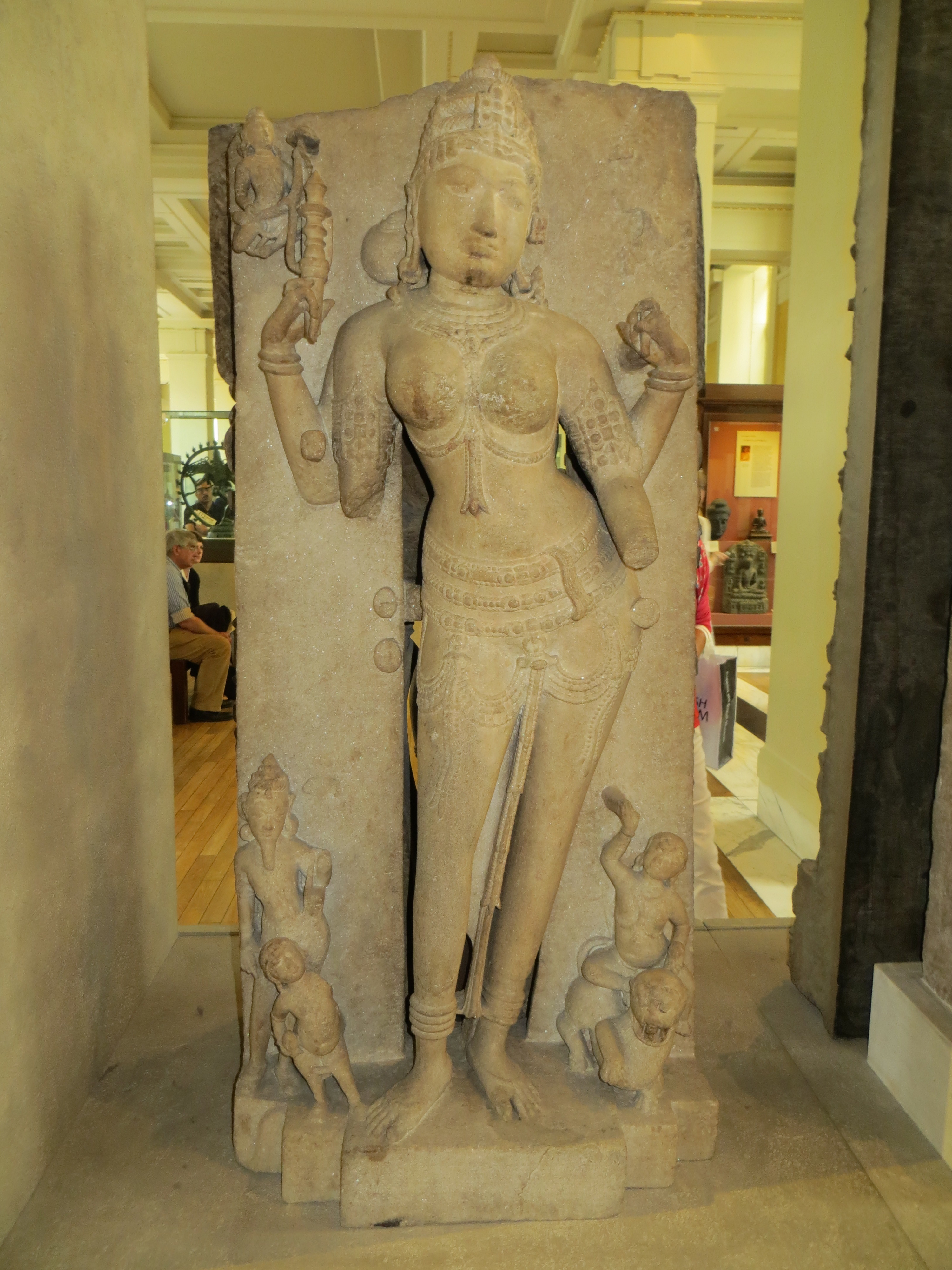
Tác phẩm điêu khắc của Nữ thần Ambika được tìm thấy tại Dhar, Ấn Độ, 1034 SCN
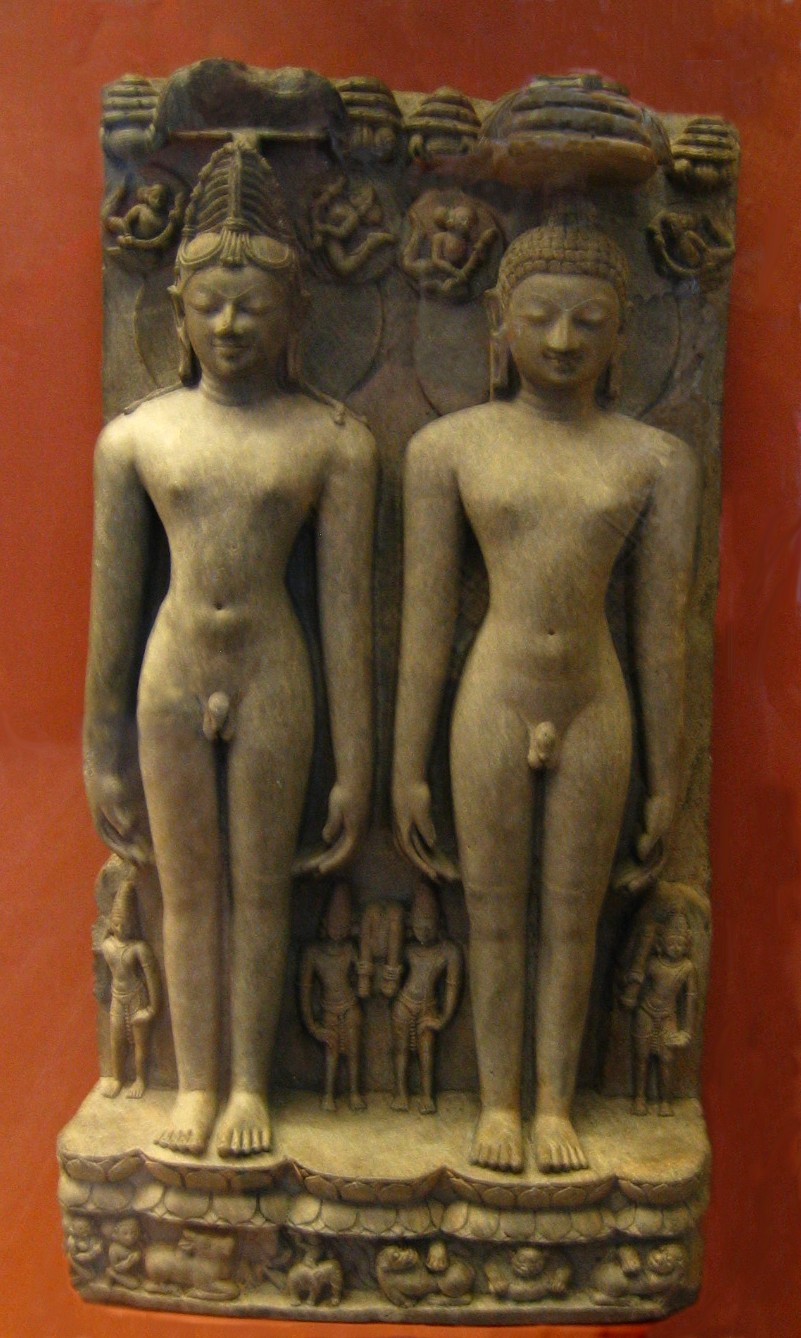
Tác phẩm điêu khắc của hai vị thần Jain tirthankara Rishabhanatha và Mahavira, Orissa, Ấn Độ, thế kỷ 11-12 sau Công nguyên
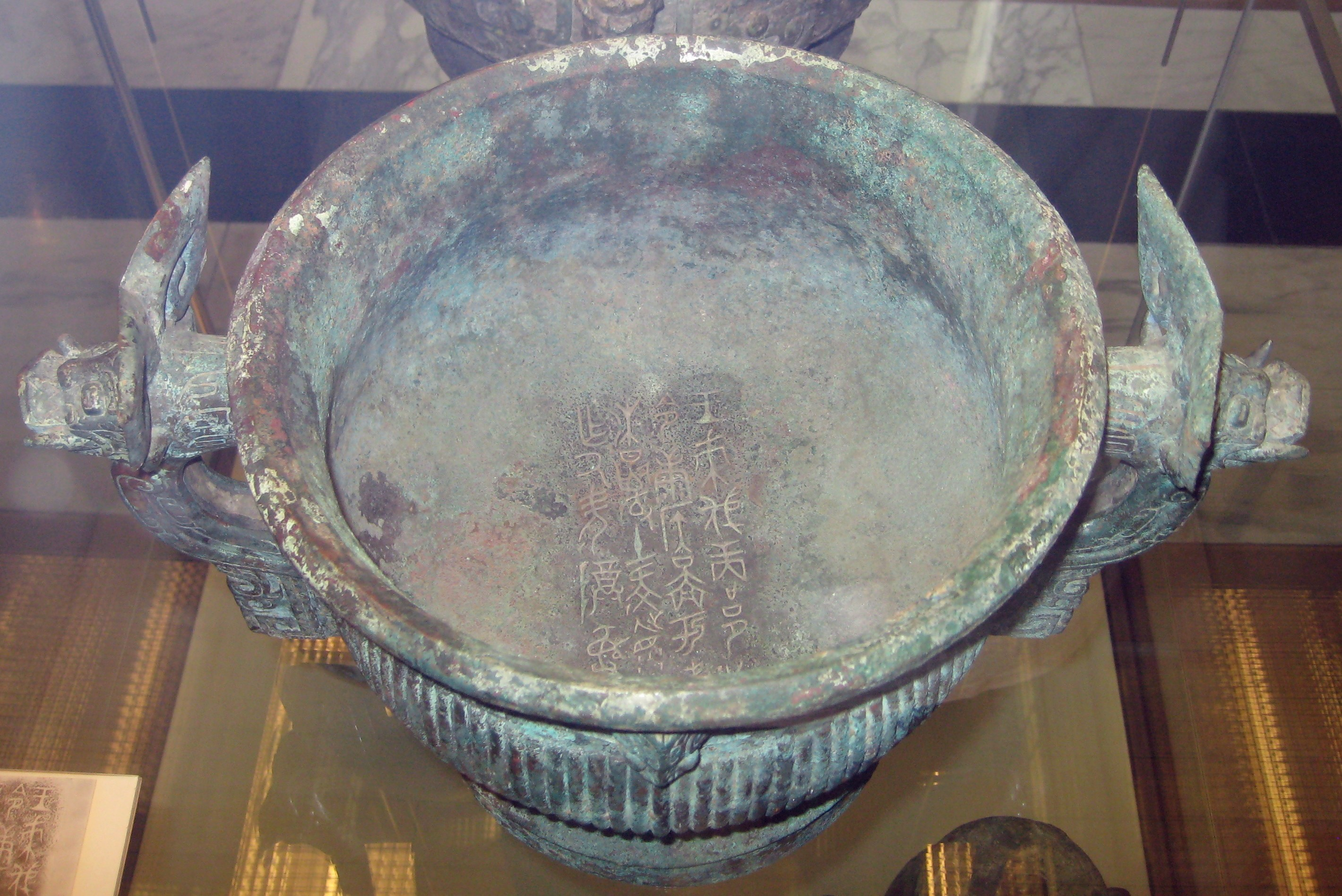
Phòng 33 - Tàu nghi lễ bằng đồng Tây Chu được gọi là "Kang Hou Gui", Trung Quốc, thế kỷ 11 trước Công nguyên
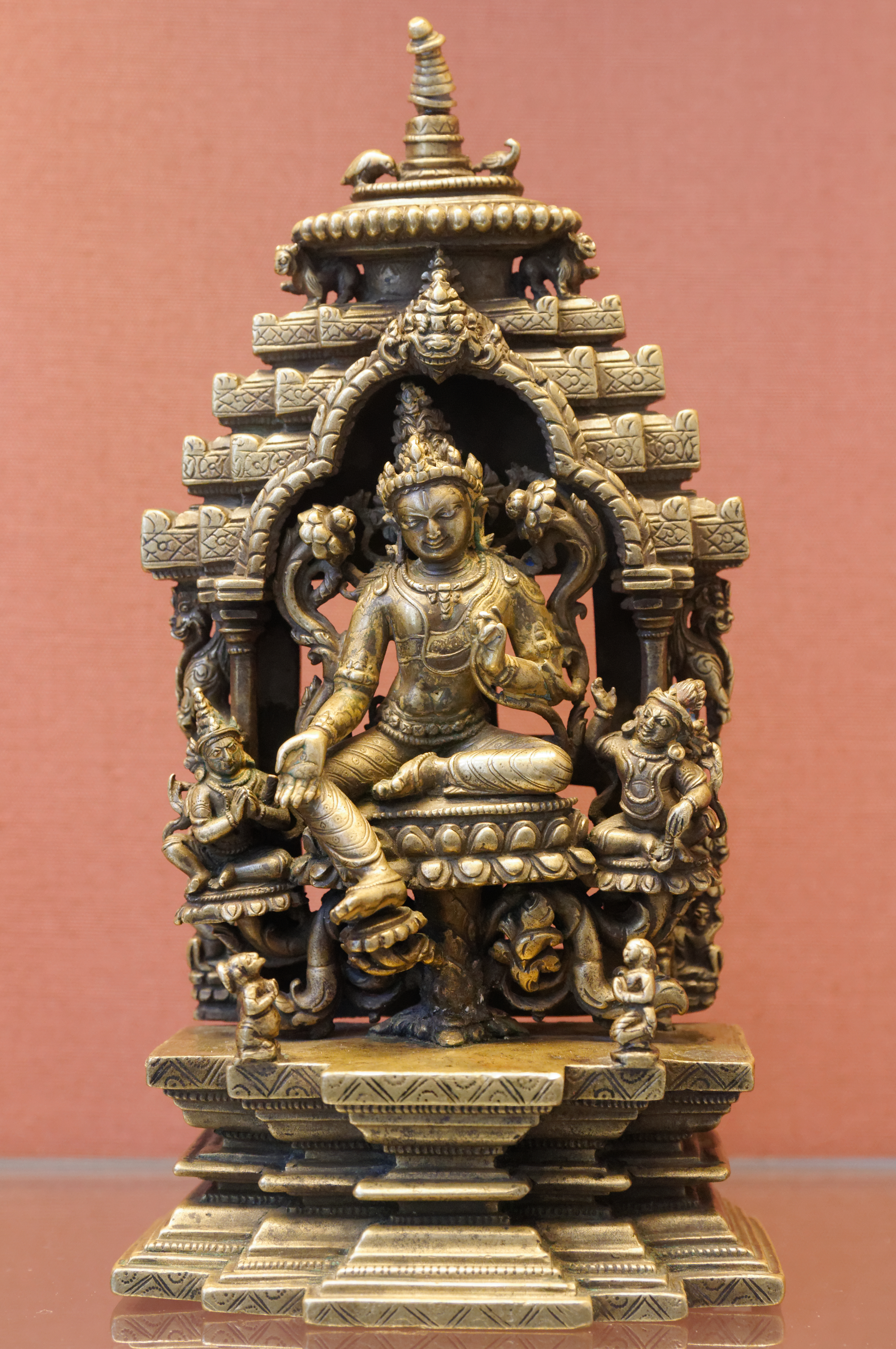
Room 33 - Một hình tượng của Bồ tát trên đỉnh Khasarpana Avalokiteśvara, Ấn Độ, thế kỷ 12 sau Công Nguyên
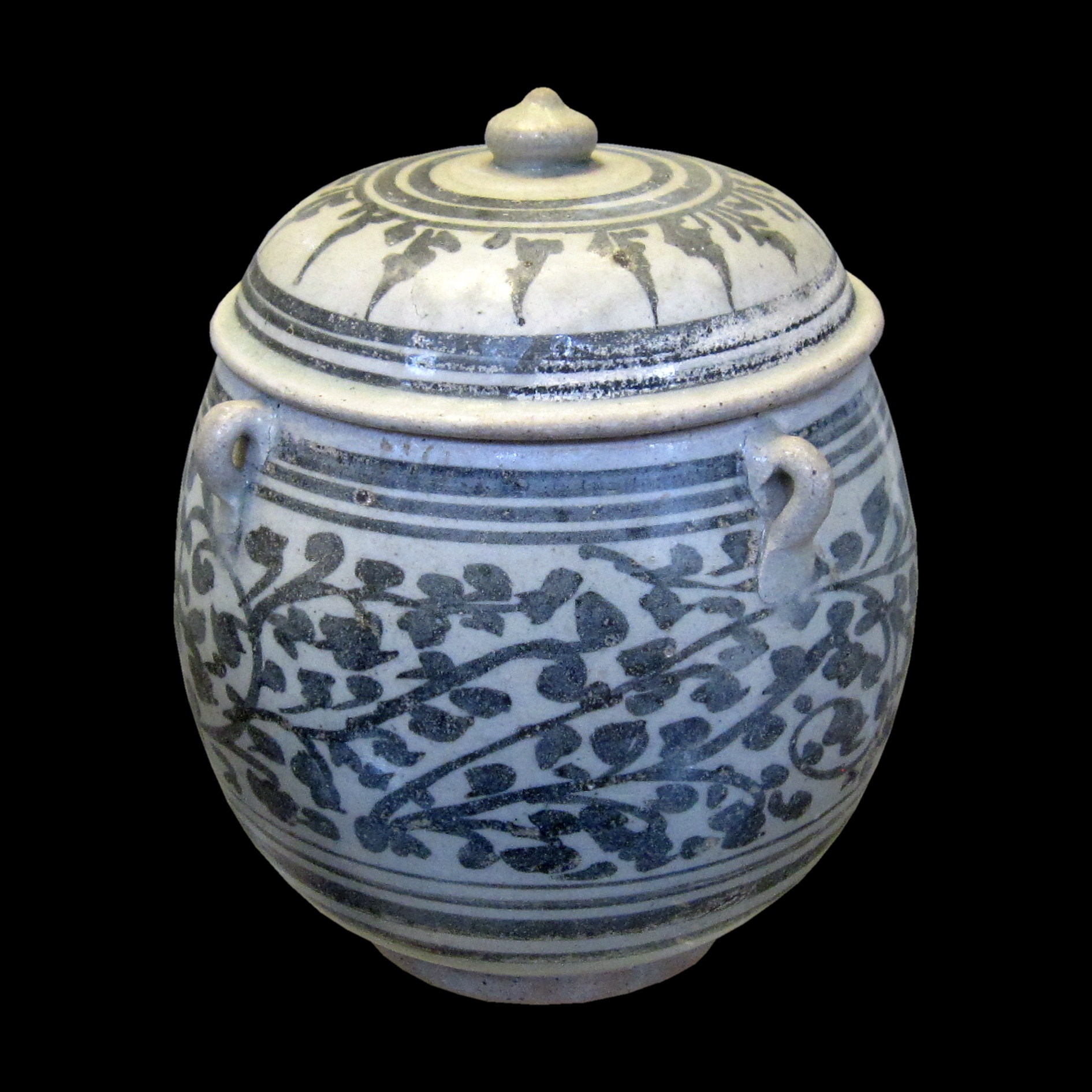
Phòng 33 - Lọ treo có nắp đậy với trang trí tráng men, Si Satchanalai (Sawankalok), miền bắc trung tâm Thái Lan, thế kỷ 14-16 sau Công nguyên
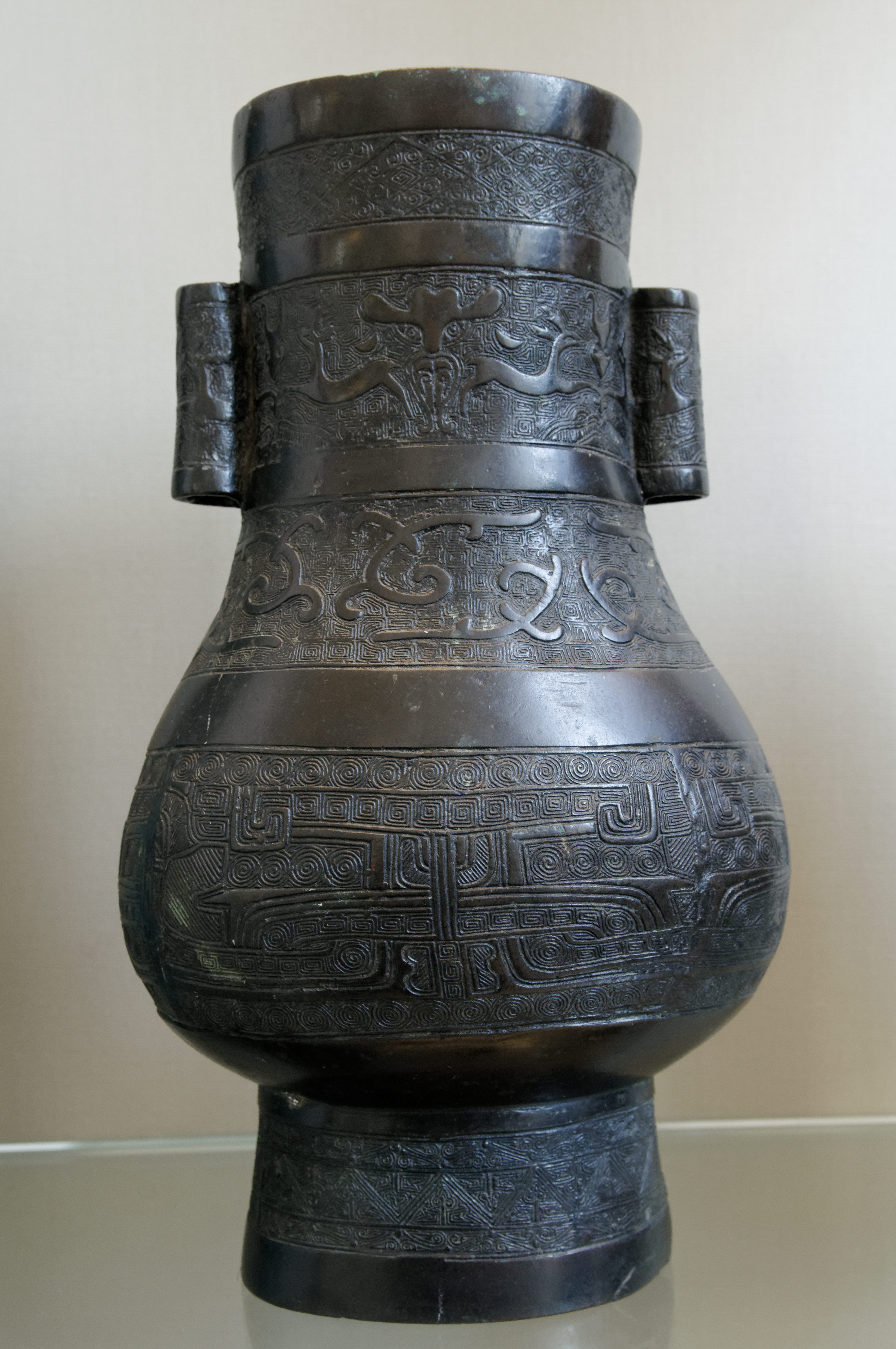
Phòng 33 - Hu - Bàn thờ hình bình hoa, triều đại nhà Minh, Trung Quốc, thế kỷ 15-16 sau Công nguyên
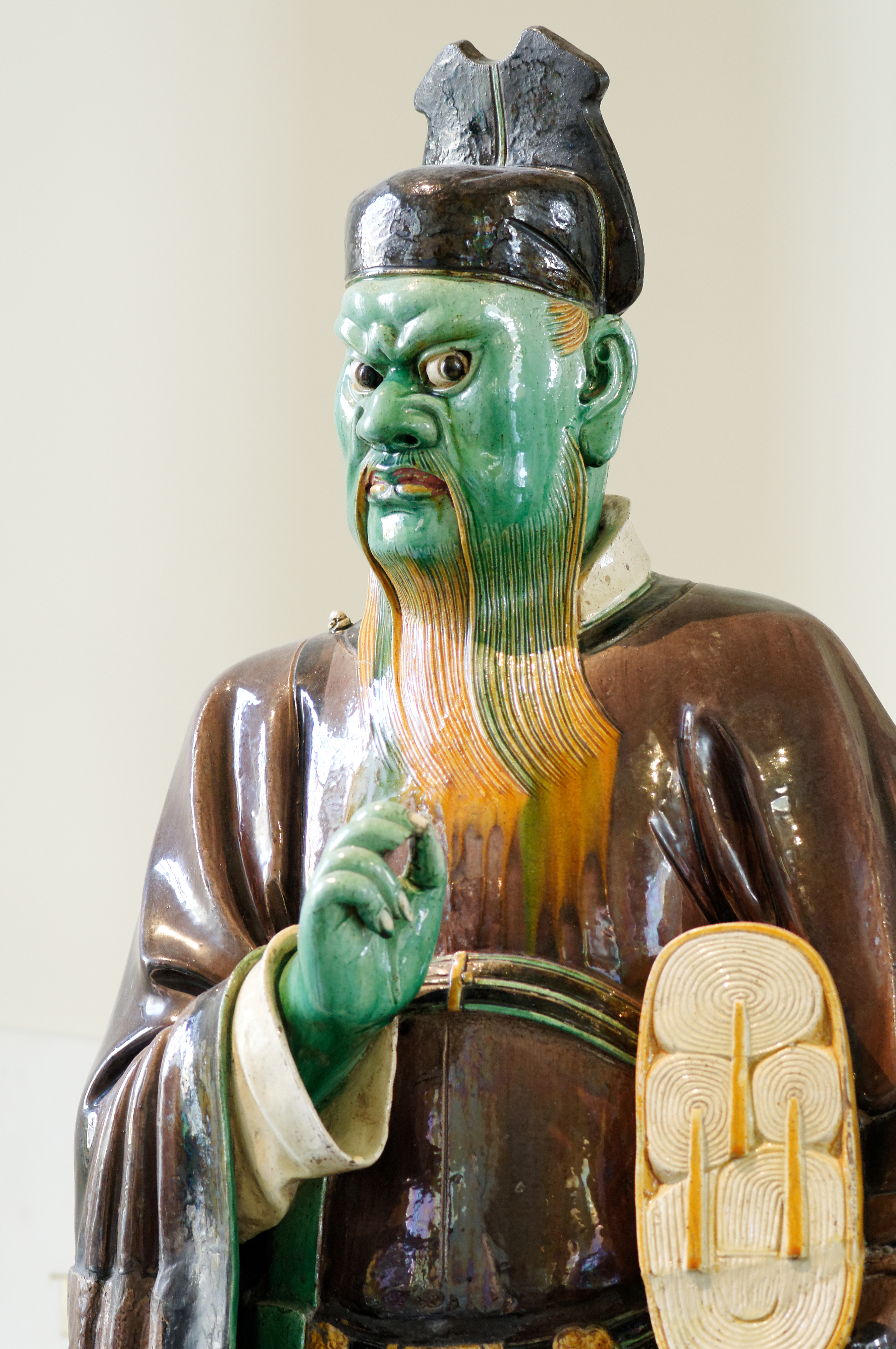
Phòng 33 - Phụ tá cho phán quan địa ngục, nhân vật trong một nhóm phá án, triều đại nhà Minh, Trung Quốc, thế kỷ 16 sau Công nguyên
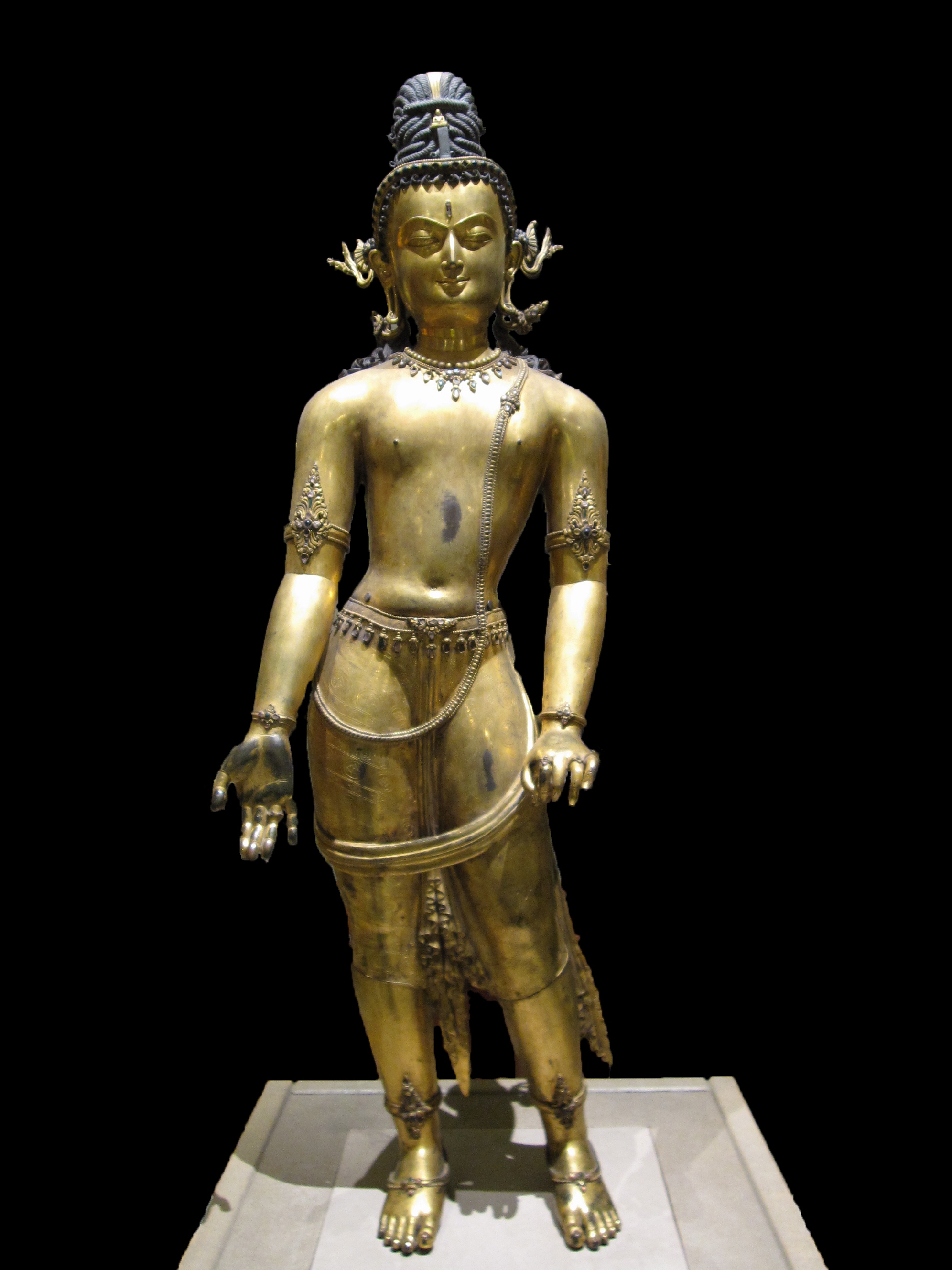
Room 33 - Tượng Quán Thế Âm Bồ tát, bằng đồng mạ vàng. Nepal, thế kỷ 16 sau Công nguyên
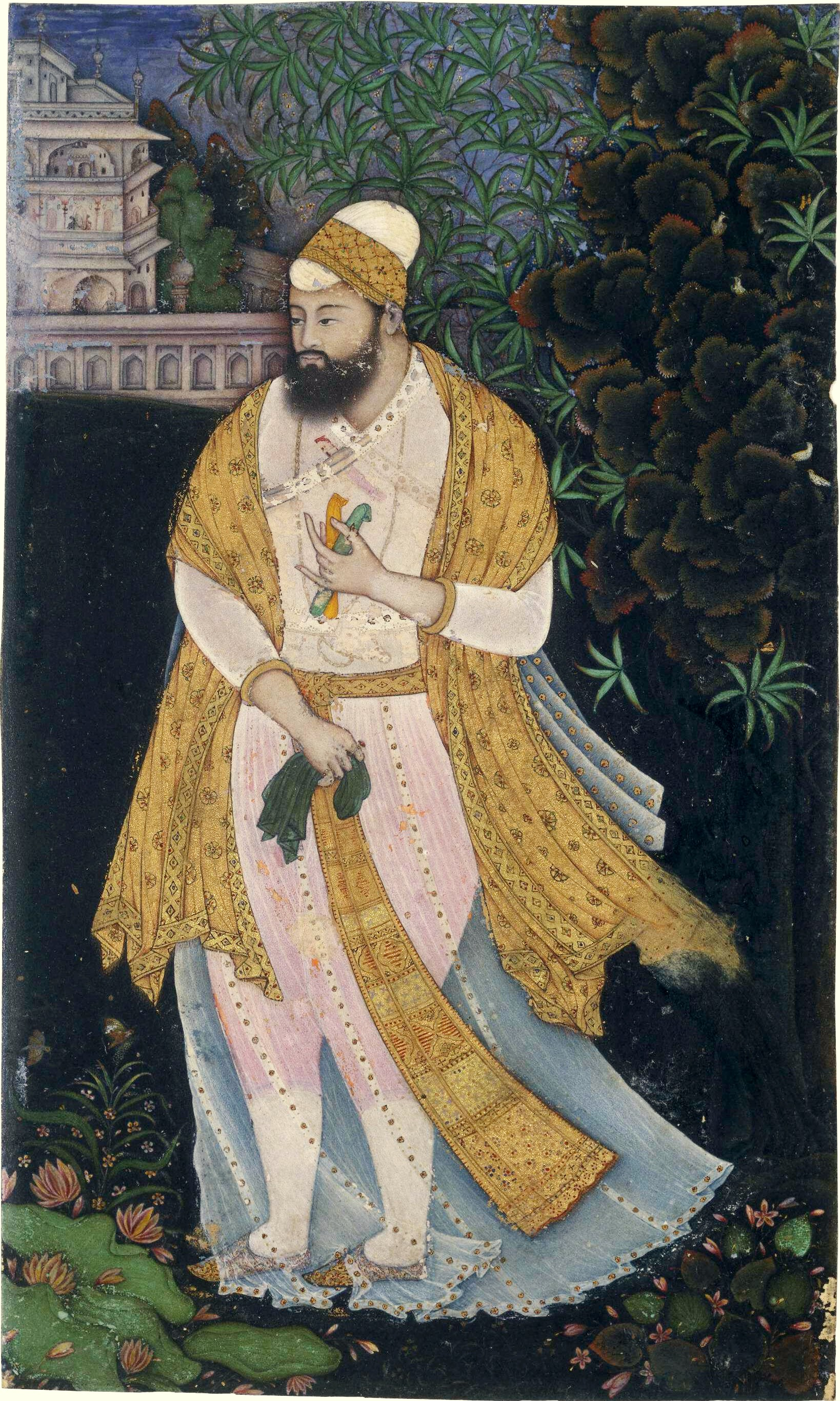
Chân dung Ibrâhîm 'Âdil Shâh II (1580–1626), Đế chế Mughal của Ấn Độ, 1615 SCN
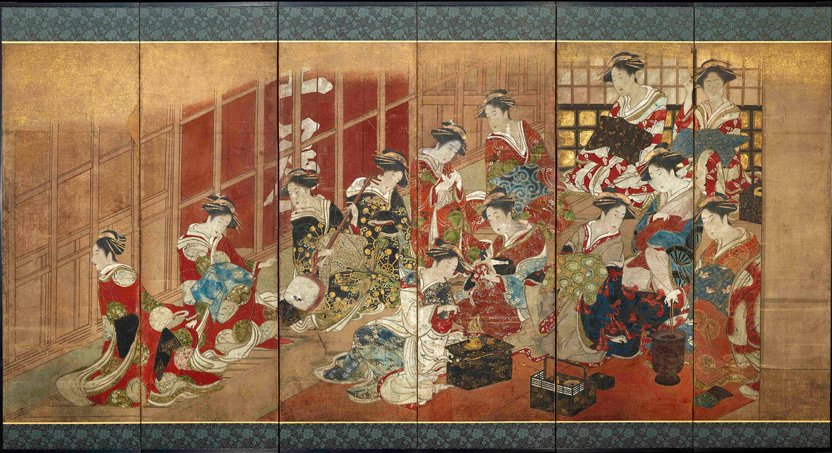
Phòng 90 - Sân của Nhà Tamaya, do Utagawa Toyoharu, bức tranh vẽ trên màn; Nhật Bản, thời kỳ Edo, cuối những năm 1770 hoặc đầu những năm 1780 sau Công nguyên
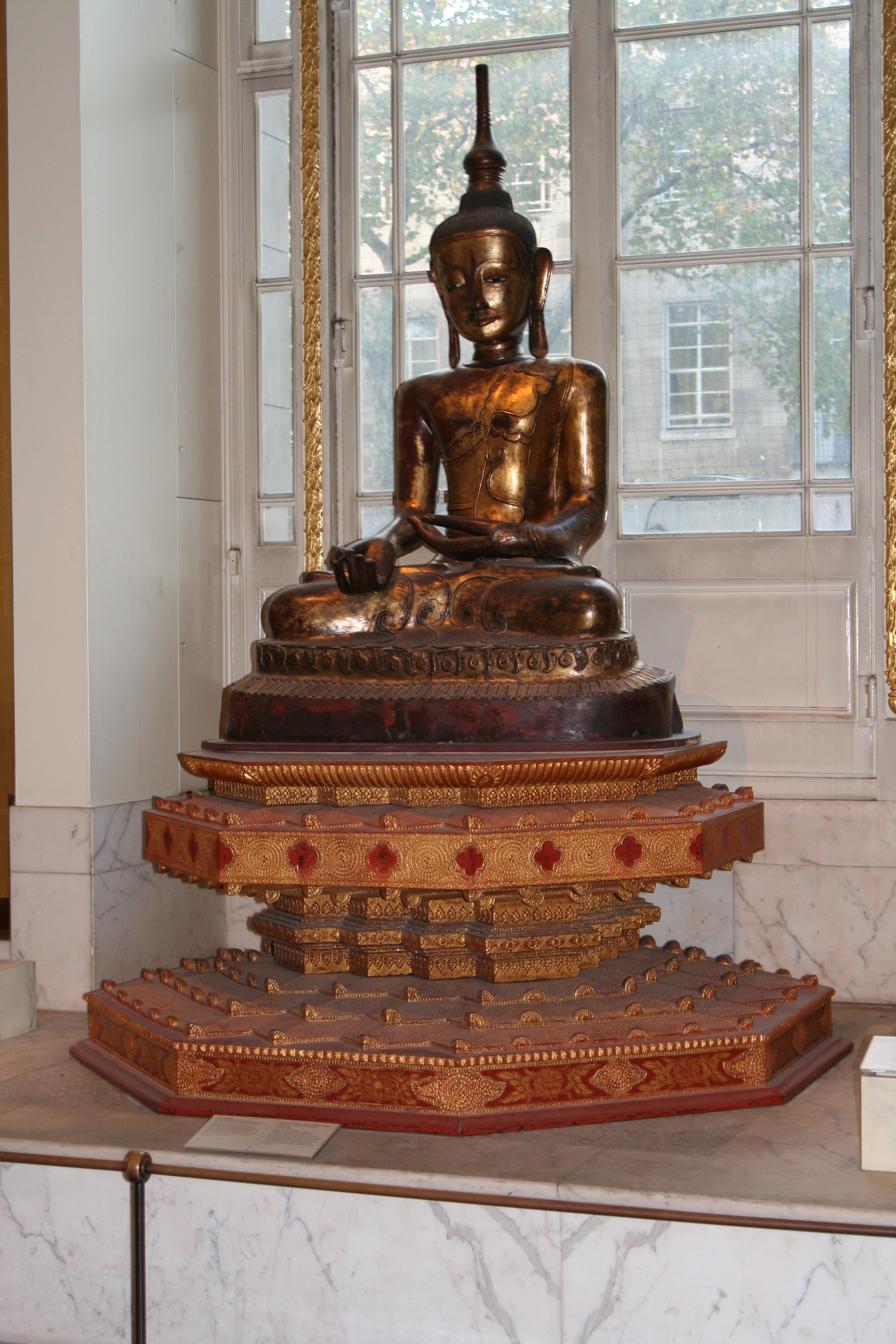
Room 33 - Tượng Phật lớn làm bằng sơn mài từ Miến Điện, thế kỷ 18-19 sau Công Nguyên
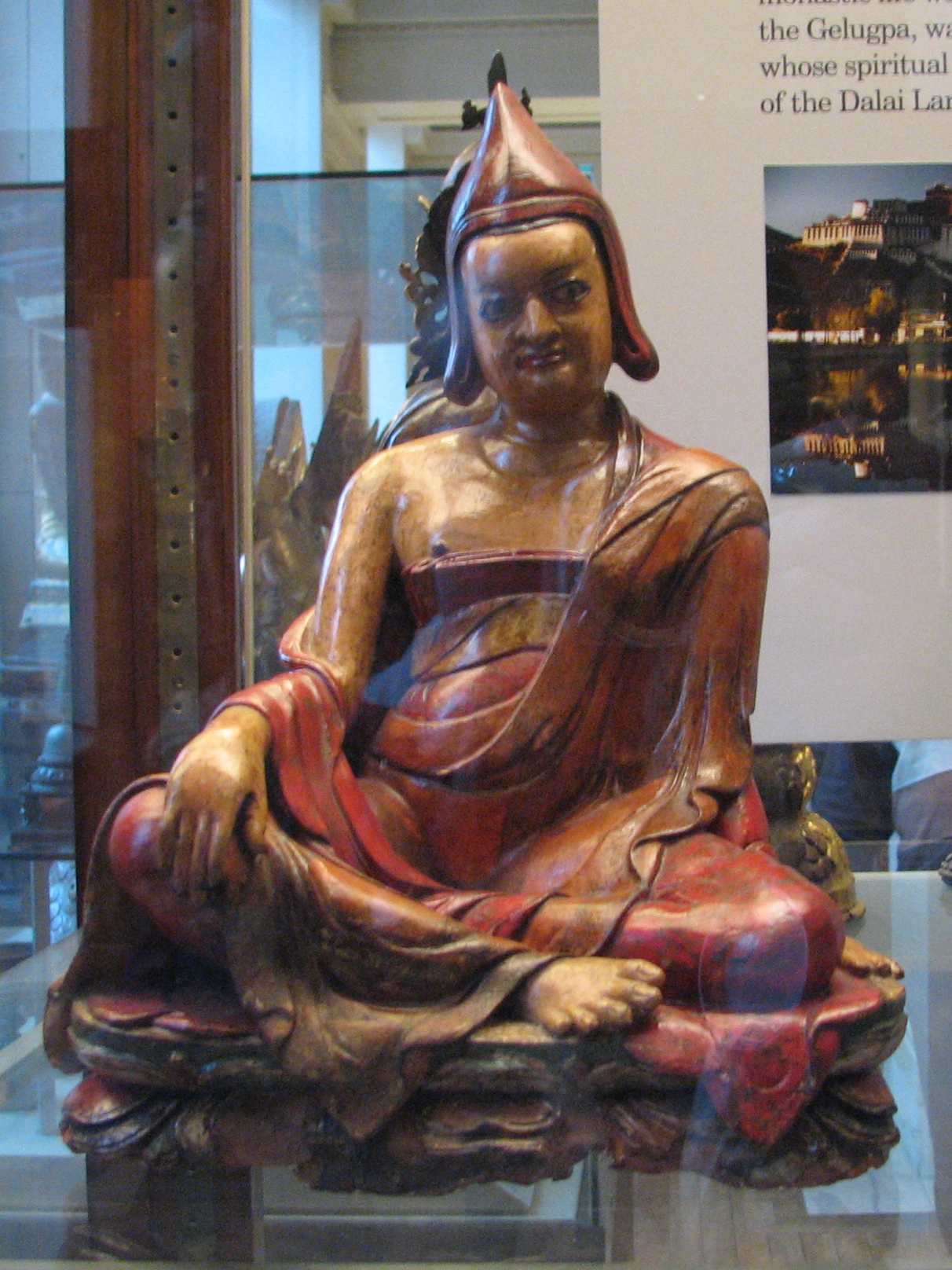
Phòng 33 - Hình Lạt ma ngồi; giấy papier-mâché được sơn và đánh bóng, Ladakh, Tây Tạng, thế kỷ 19 sau Công Nguyên

### Bộ phận Châu Phi, Châu Đại Dương và Châu Mỹ

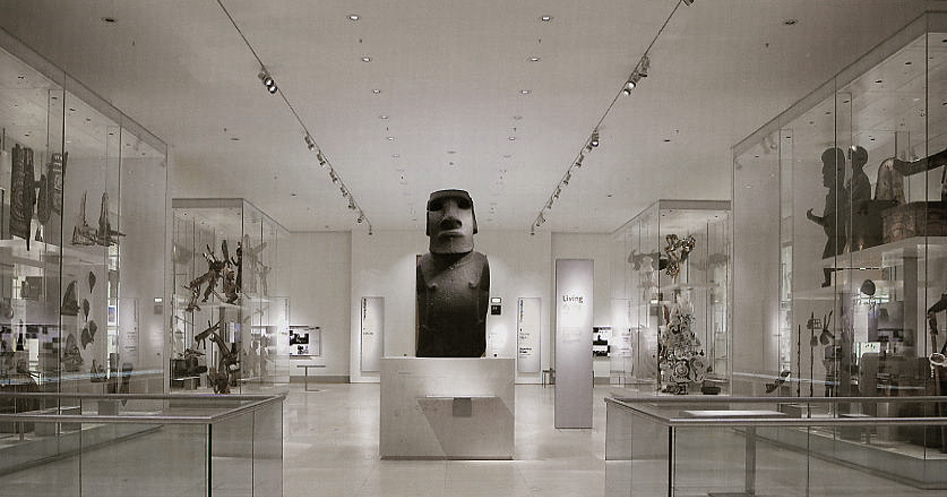
Phòng 24 - Phòng trưng bày Wellcome Trust lấy chủ đề Sống và Chết, với Hoa Hakananai'a, một moai, ở trung tâm

Bảo tàng Anh là nơi lưu giữ một trong những bộ sưu tập tài liệu Dân tộc học toàn diện nhất từ Châu Phi, Châu Đại Dương và Châu Mỹ, đại diện cho các nền văn hóa của dân tộc bản địa trên toàn thế giới. Hơn 350.000 đối tượng trải dài hàng nghìn năm kể về lịch sử loài người đến từ ba châu lục lớn và nhiều nền văn hóa phong phú, đa dạng; việc thu thập các đồ tạo tác hiện đại đang được tiếp tục. Nhiều cá nhân đã bổ sung thêm vào bộ sưu tập trong nhiều năm qua như Henry Christy, Harry Beasley và William Oldman. Các đồ vật từ bộ phận này chủ yếu được trưng bày trong một số phòng trưng bày ở tầng trệt và tầng dưới. Phòng trưng bày 24 trưng bày dân tộc học từ mọi lục địa trong khi các phòng trưng bày liền kề tập trung vào Bắc Mỹ và Mexico. Một dãy phòng dài (Phòng trưng bày 25) ở tầng dưới trưng bày nghệ thuật Châu Phi. Có nhiều kế hoạch nhằm phát triển các phòng trưng bày cố định để trưng bày nghệ thuật từ Châu Đại Dương và Nam Mỹ.

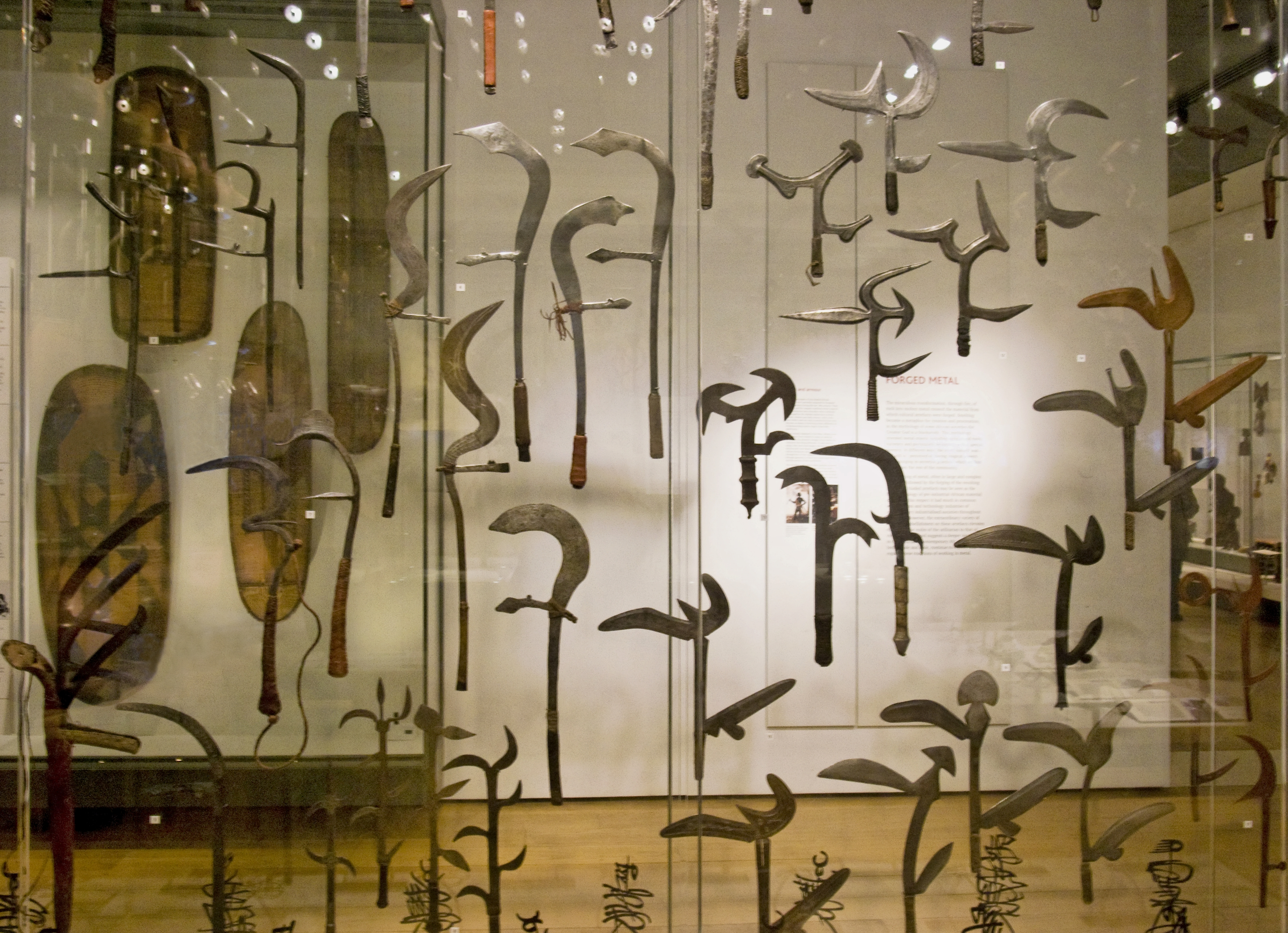
Phòng 25 - Bộ sưu tập dao phóng ở Châu Phi

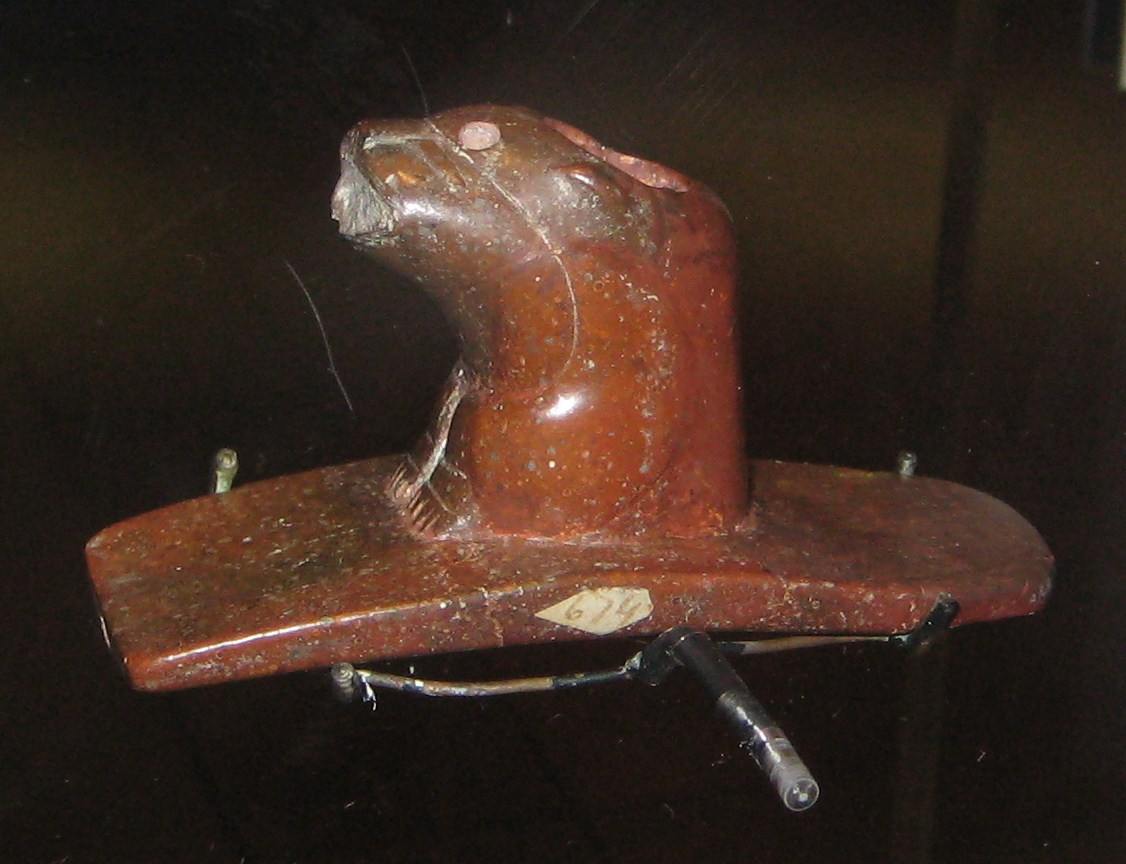
Phòng 26 - Ống đá tượng trưng cho một con rái cá từ Thành phố Mound, Ohio, Hoa Kỳ, 200 trước Công nguyên - 400 sau Công nguyên
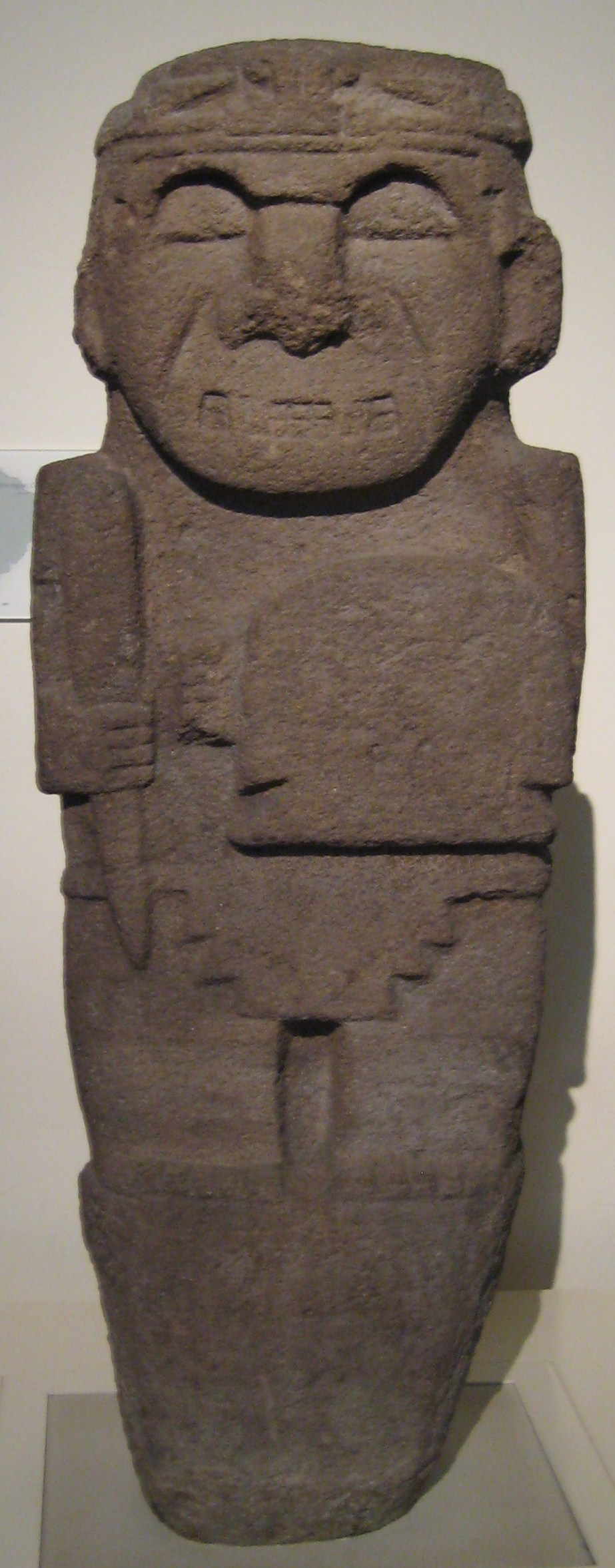
Phòng 2 - Người giám hộ lăng mộ đá, nửa người nửa báo đốm, từ San Agustín, Colombia, c. 300-600 sau Công nguyên
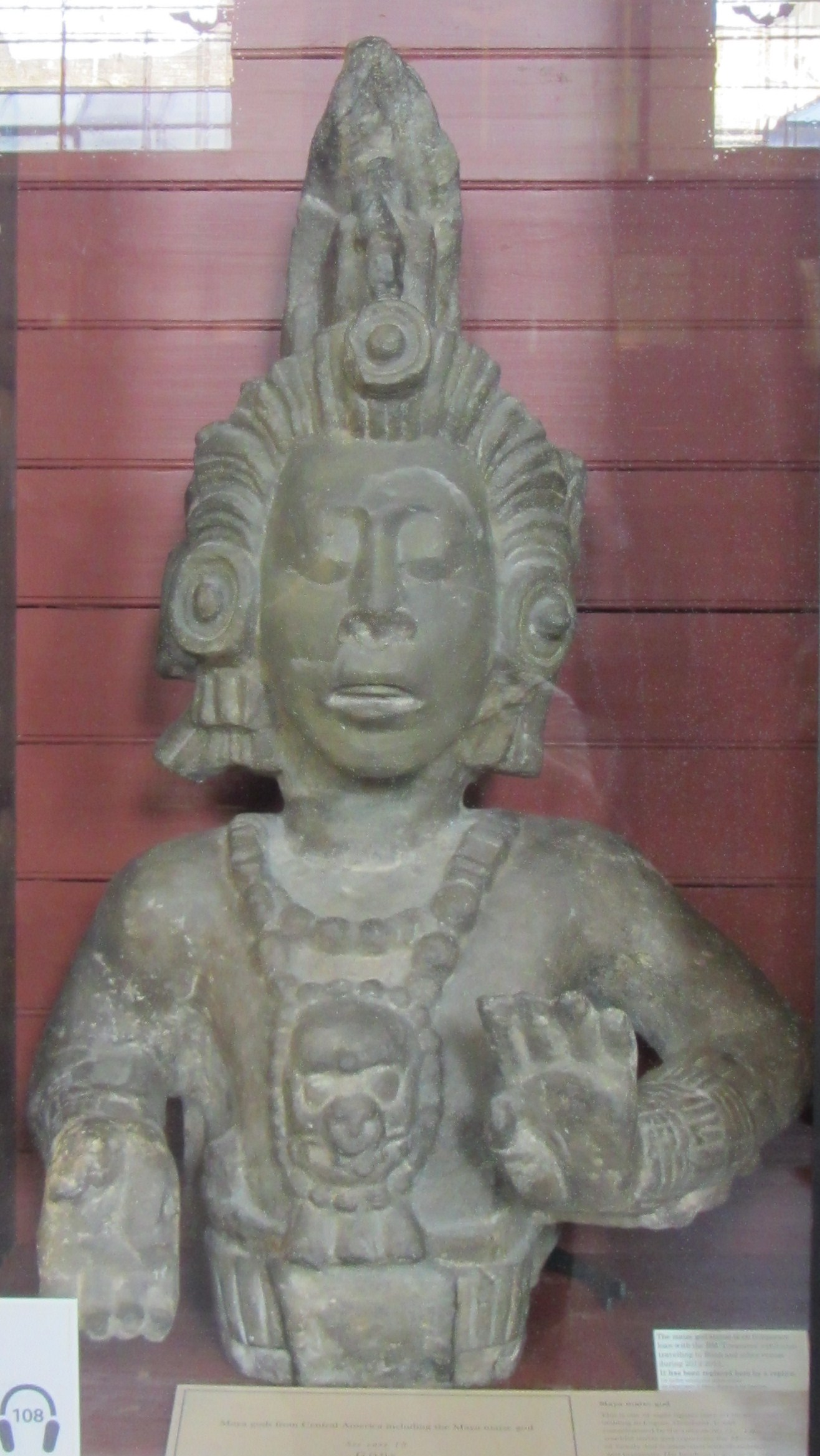
Phòng 1 - Tượng thần ngô Maya từ Copán, Honduras, 600-800 sau Công nguyên
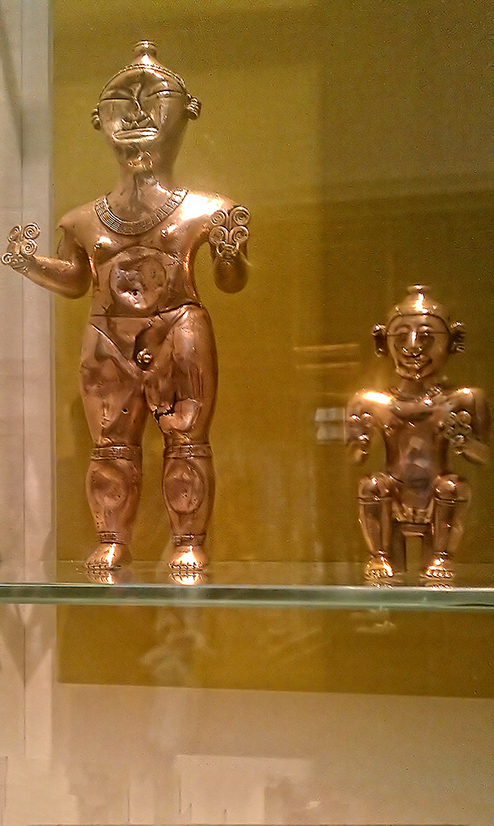
Phòng 24 - Bình vôi vàng (poporos), Văn hóa Quimbaya, Colombia, 600-1100 sau Công nguyên
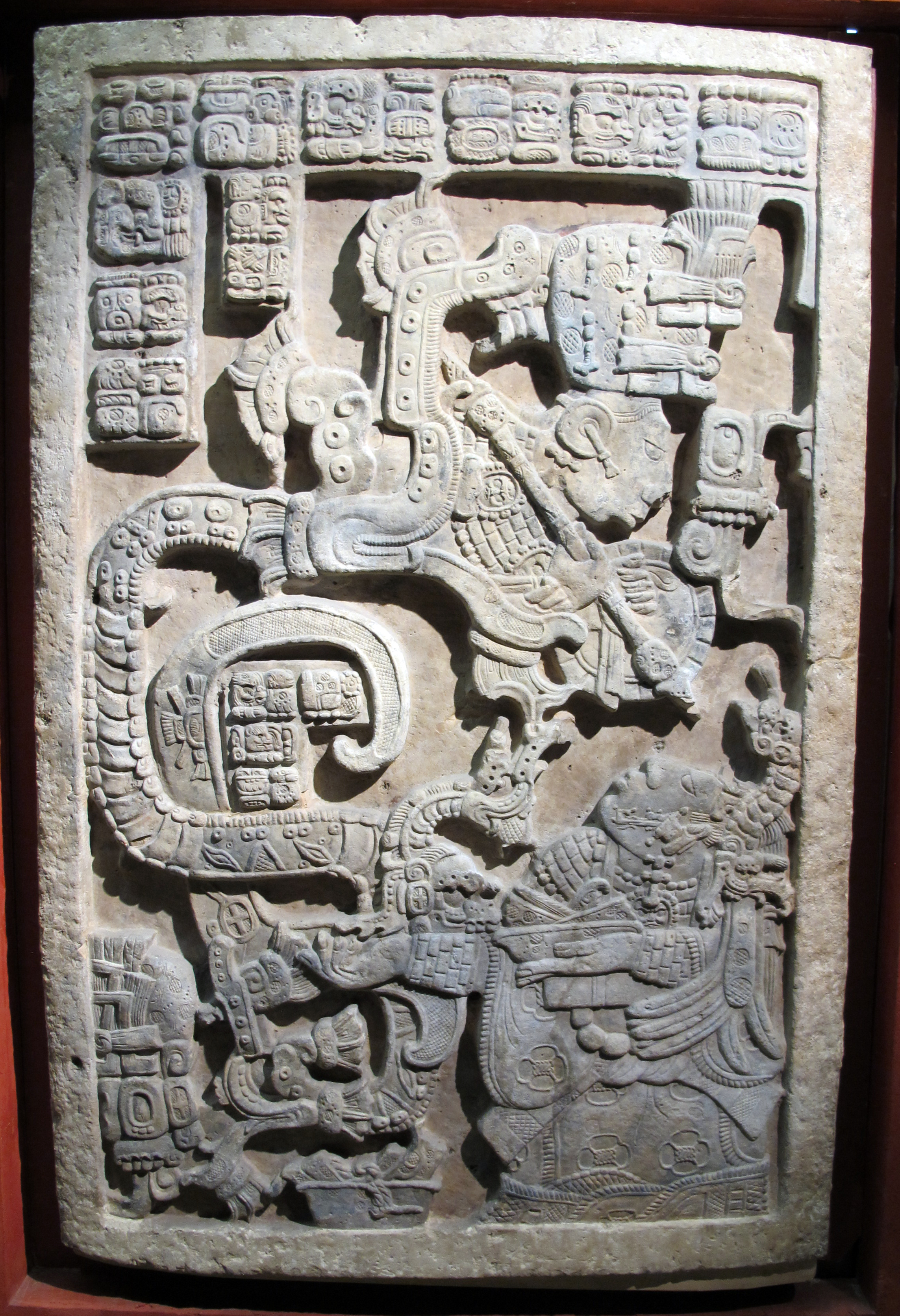
Phòng 27 - Lintel 25 từ Yaxchilan, Late Classic, Mexico, 600-900 AD
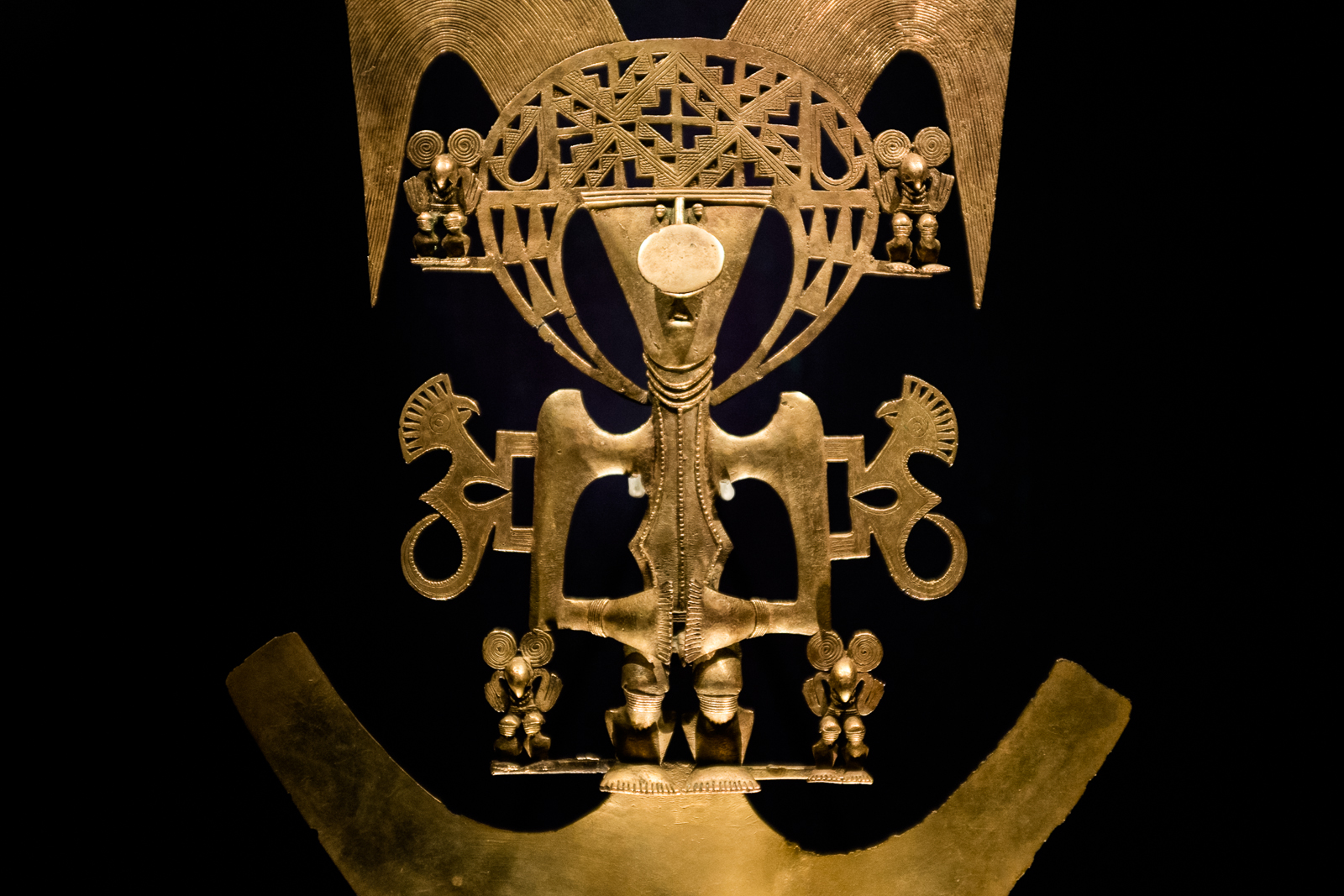
Phòng 24 - Tấm che ngực hình chim làm từ hợp kim vàng, Popayán, Colombia, 900-1600 sau Công nguyên
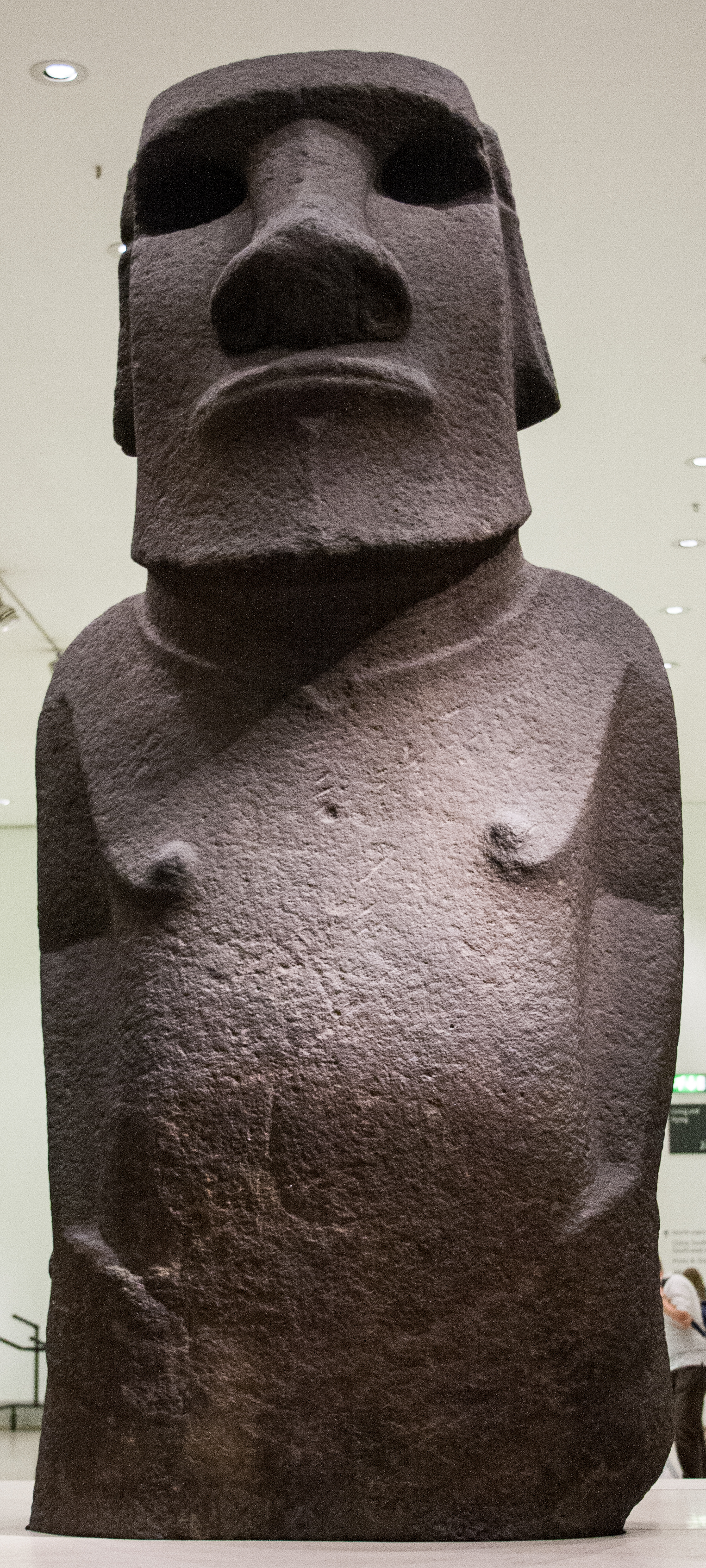
Phòng 24 - Tượng Rapa Nui Hoa Hakananai'a, 1000 sau công nguyên, Phòng trưng bàyWellcome Trust
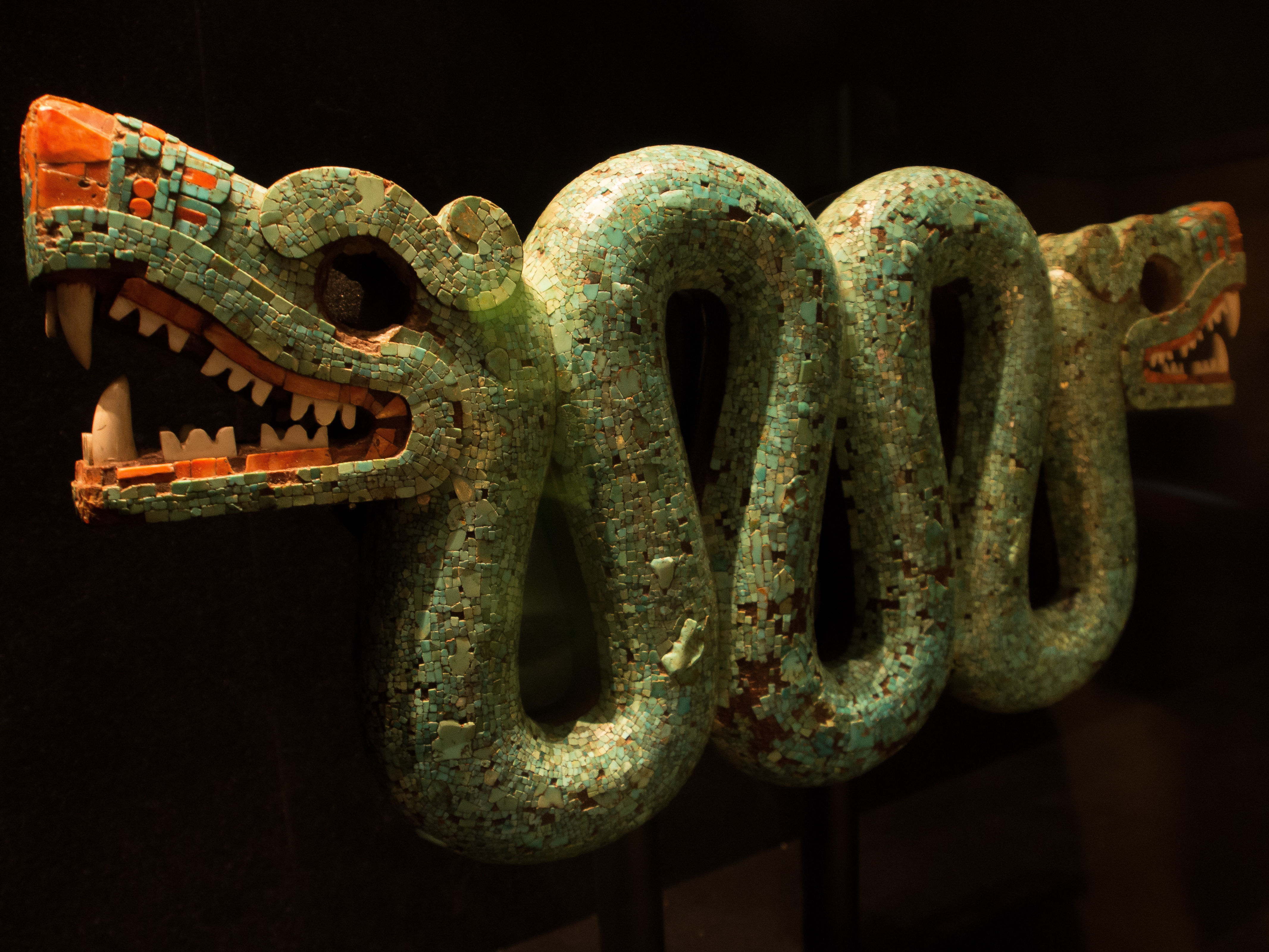
Phòng 27 - Rắn hai đầu khảm ngọc lam, Aztec, Mexico, 1400-1500 SCN
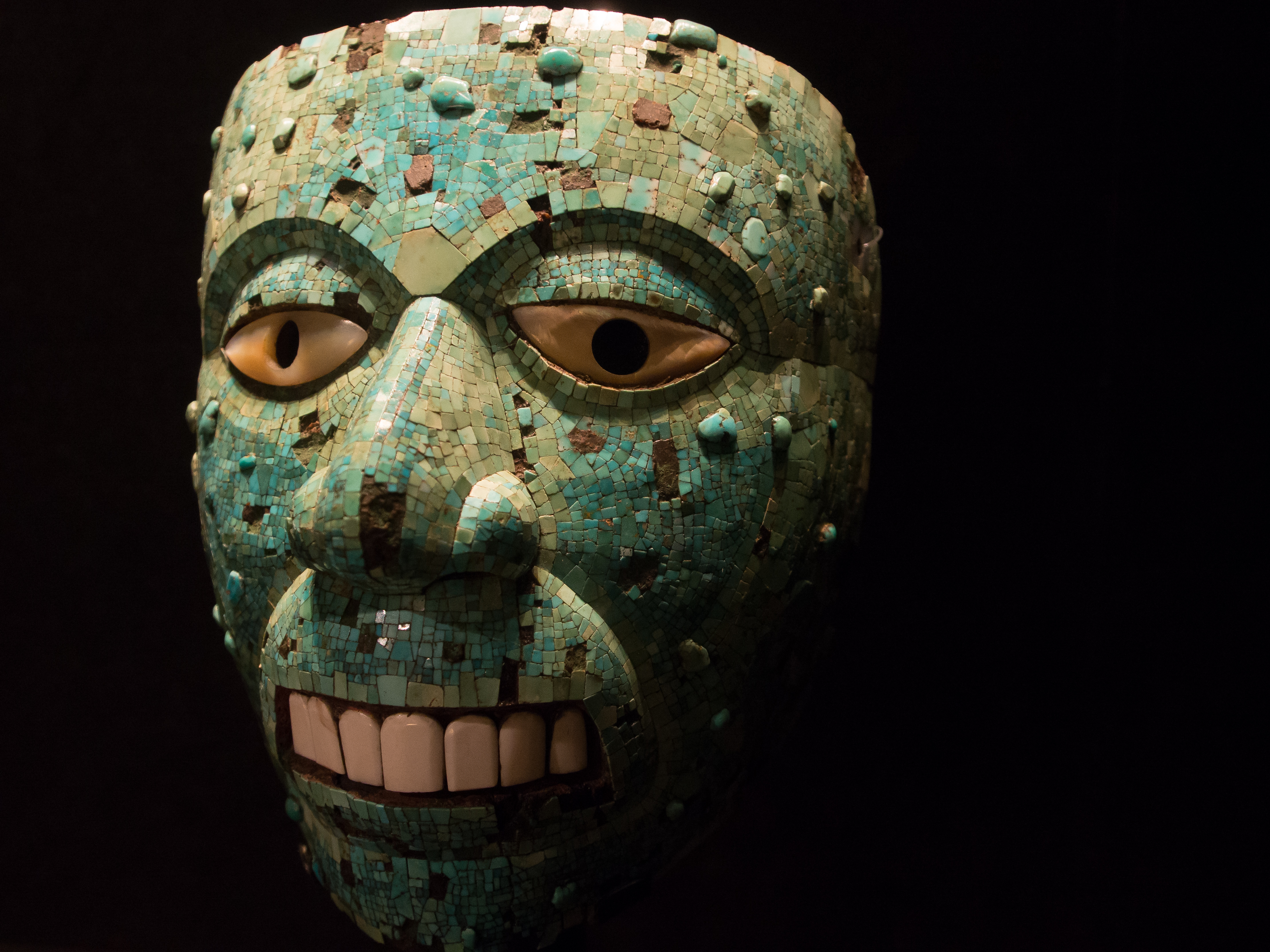
Phòng 27 - Mặt nạ khảm ngọc lam, Mixtec - Aztec, Mexico, 1400-1500 sau Công nguyên
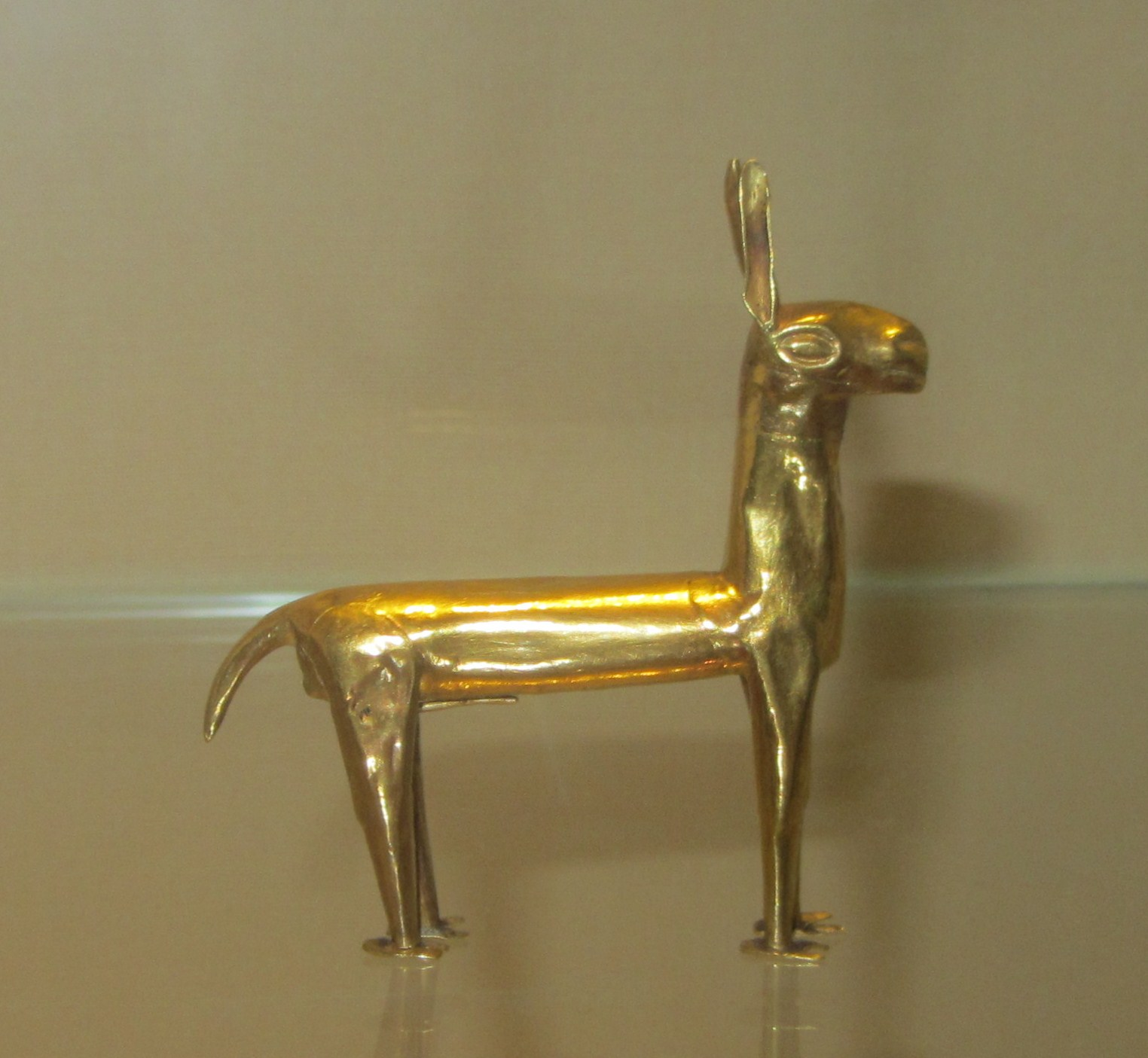
Phòng 2 - Tượng nhỏ llama bằng vàng, Inca, Peru, khoảng 1500 sau Công nguyên
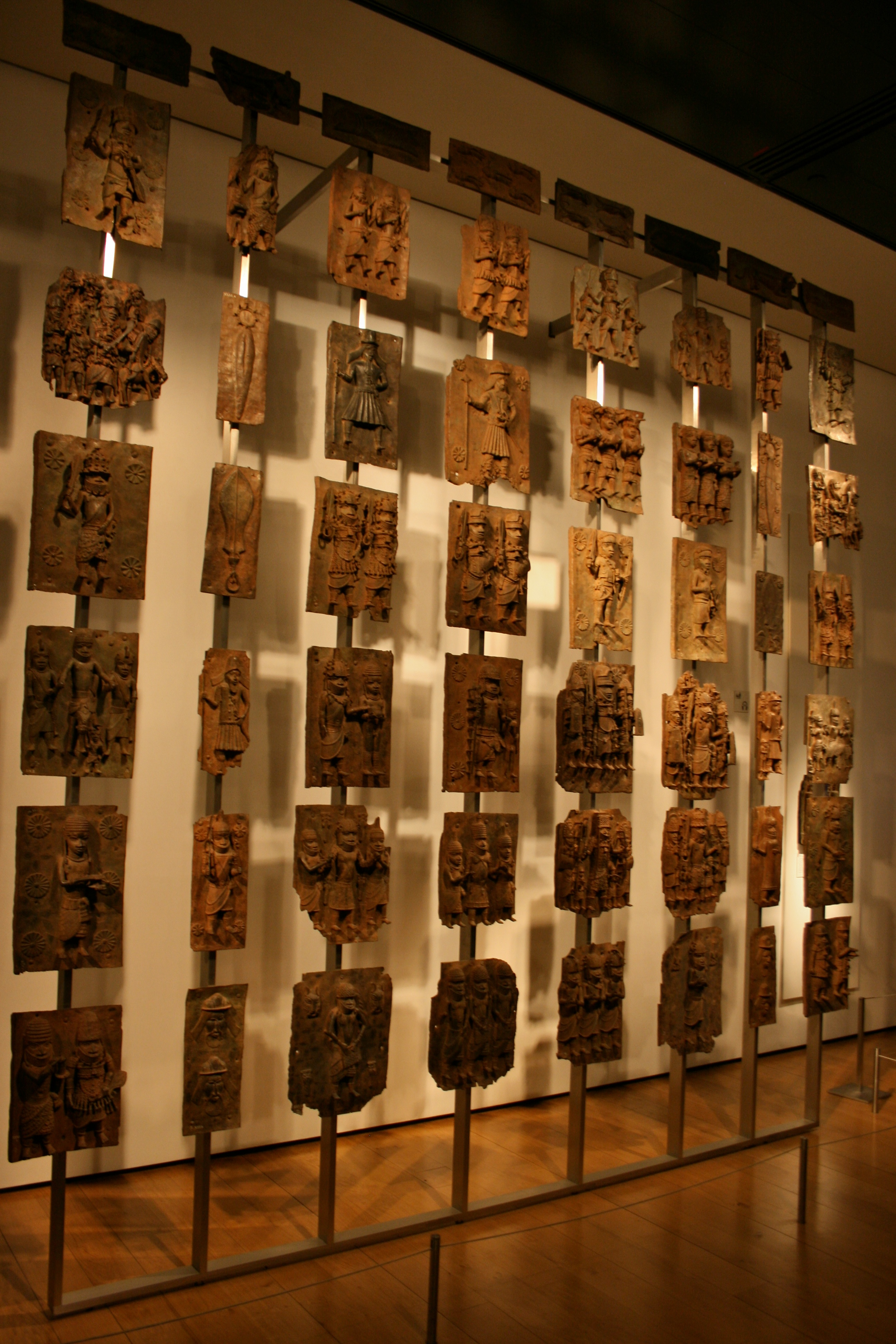
Phòng 25 - Một phần của bộ sưu tập nổi tiếng về các mảng đồng thau Benin, Nigeria, 1500-1600 sau Công nguyên
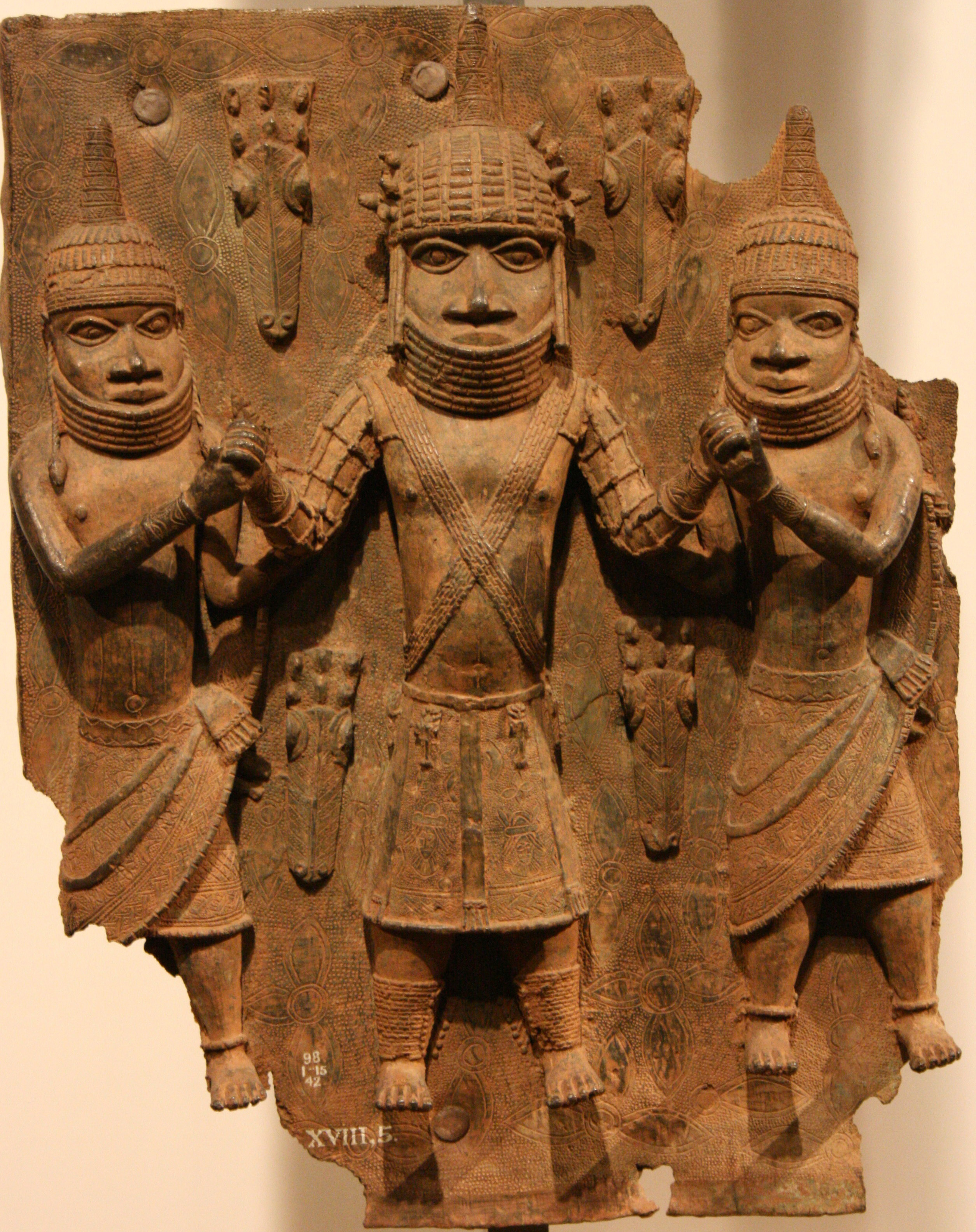
Phòng 25 - Chi tiết một trong những tấm bảng bằng đồng của Benin trong bảo tàng, Nigeria, 1500-1600 sau Công nguyên
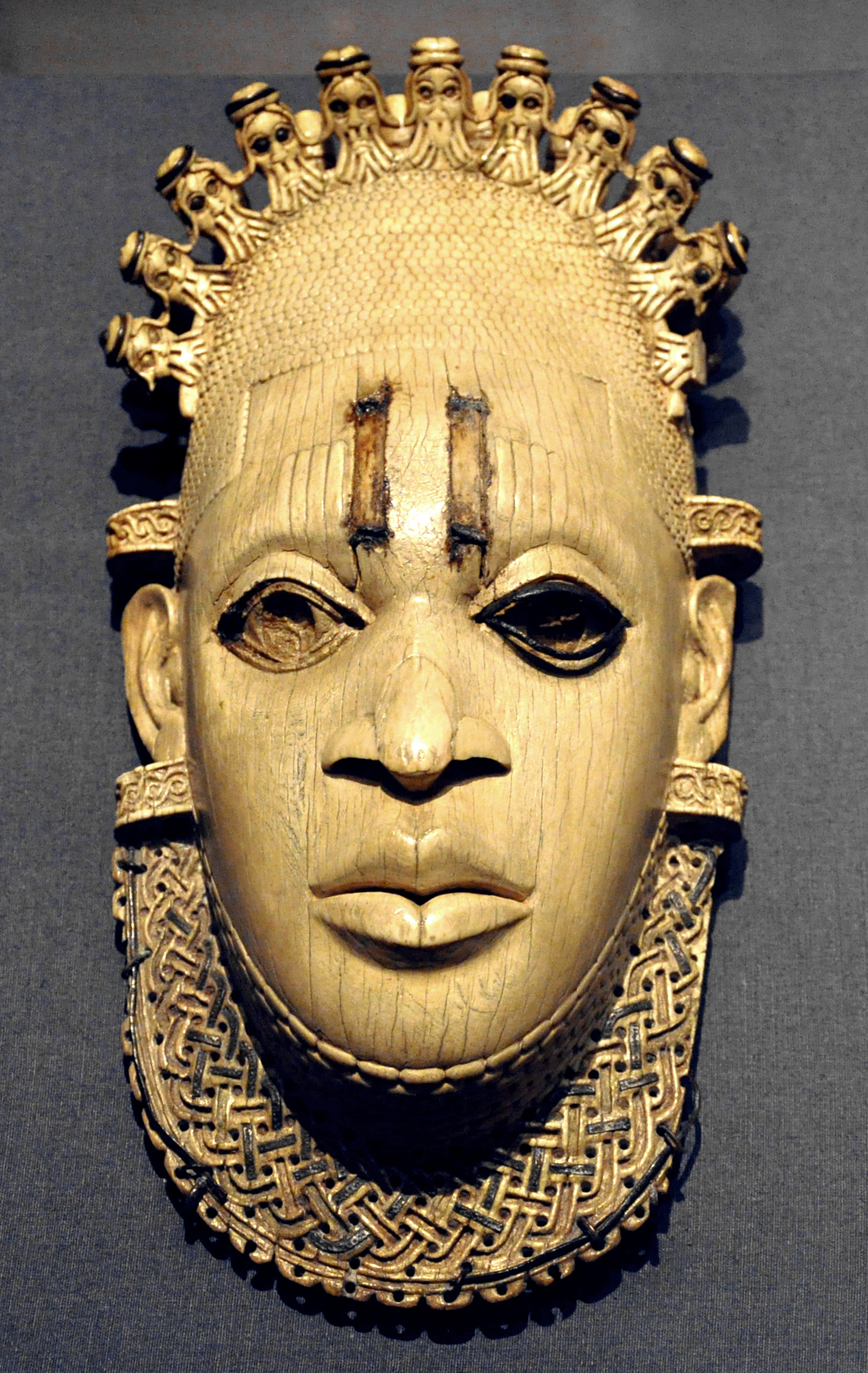
Phòng 25 - Mặt nạ ngà voi của Nữ hoàng Idia, Nigeria, thế kỷ 16 sau Công nguyên
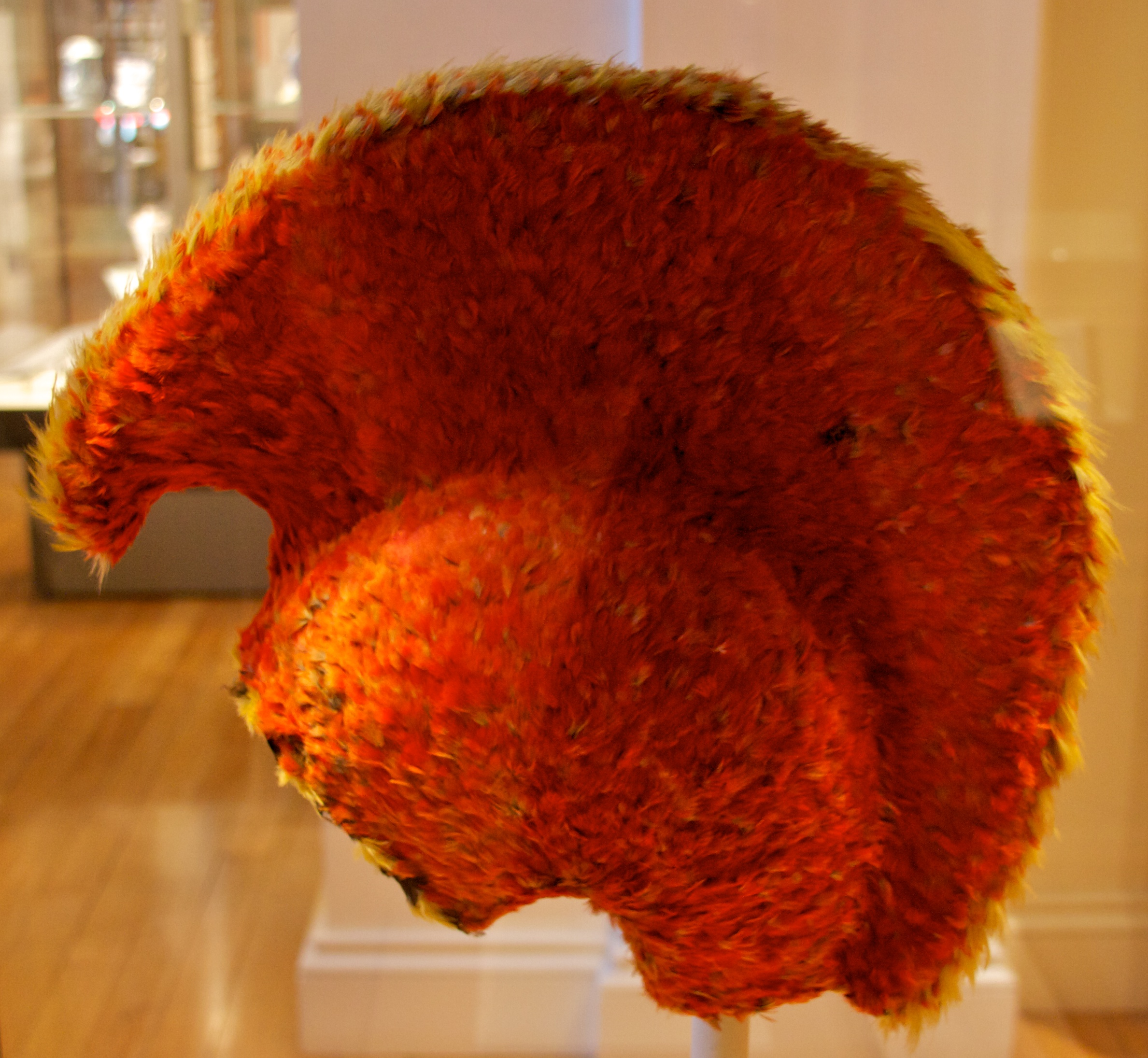
Phòng 24 - Mũ lông vũ Hawaii hay mahiole, cuối những năm 1700 sau Công nguyên
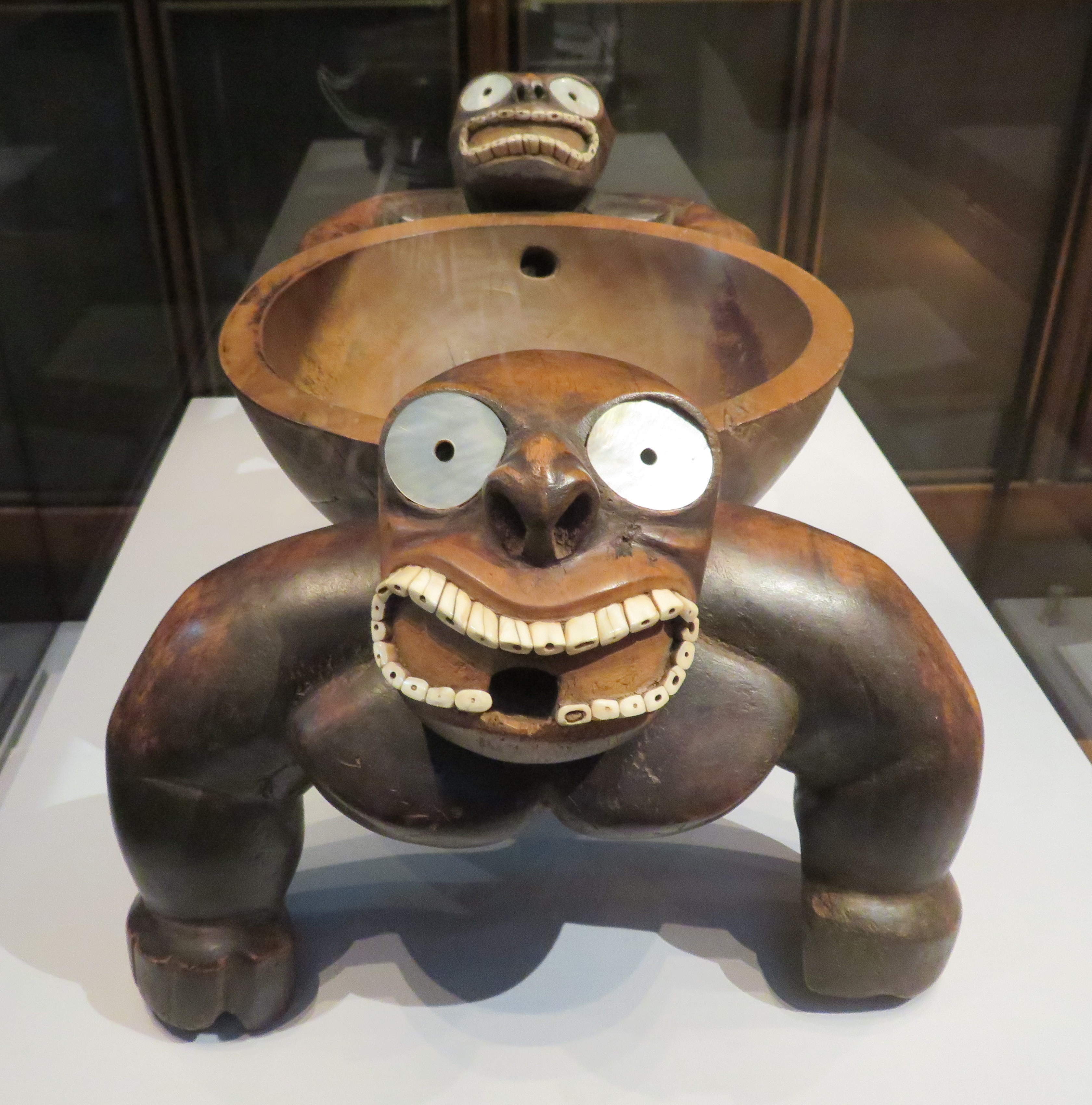
Bát được trang trí bằng vỏ ngọc trai và ngà của lợn rừng, được sử dụng để phục vụ đồ uống say kava, Hawaii, cuối những năm 1700 sau Công nguyên
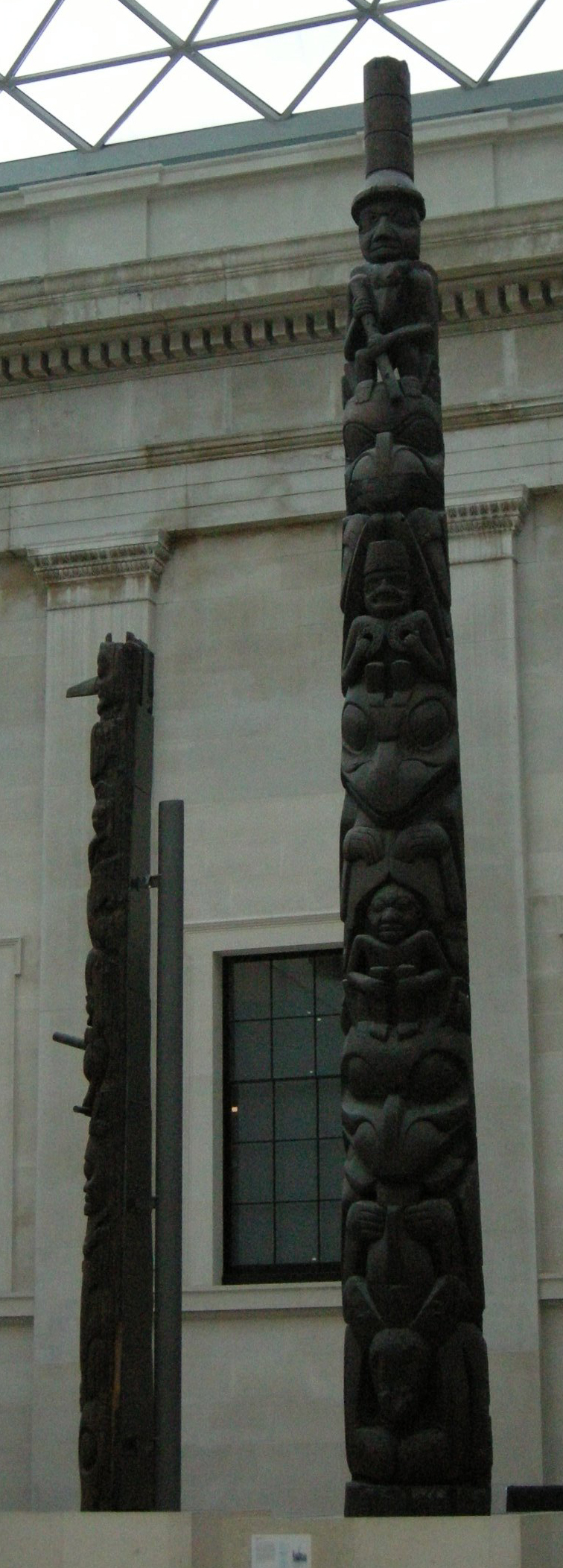
Sảnh lớn - Hai cột vật tổ trước nhà, Haida, British Columbia, Canada, khoảng năm 1850 sau Công nguyên
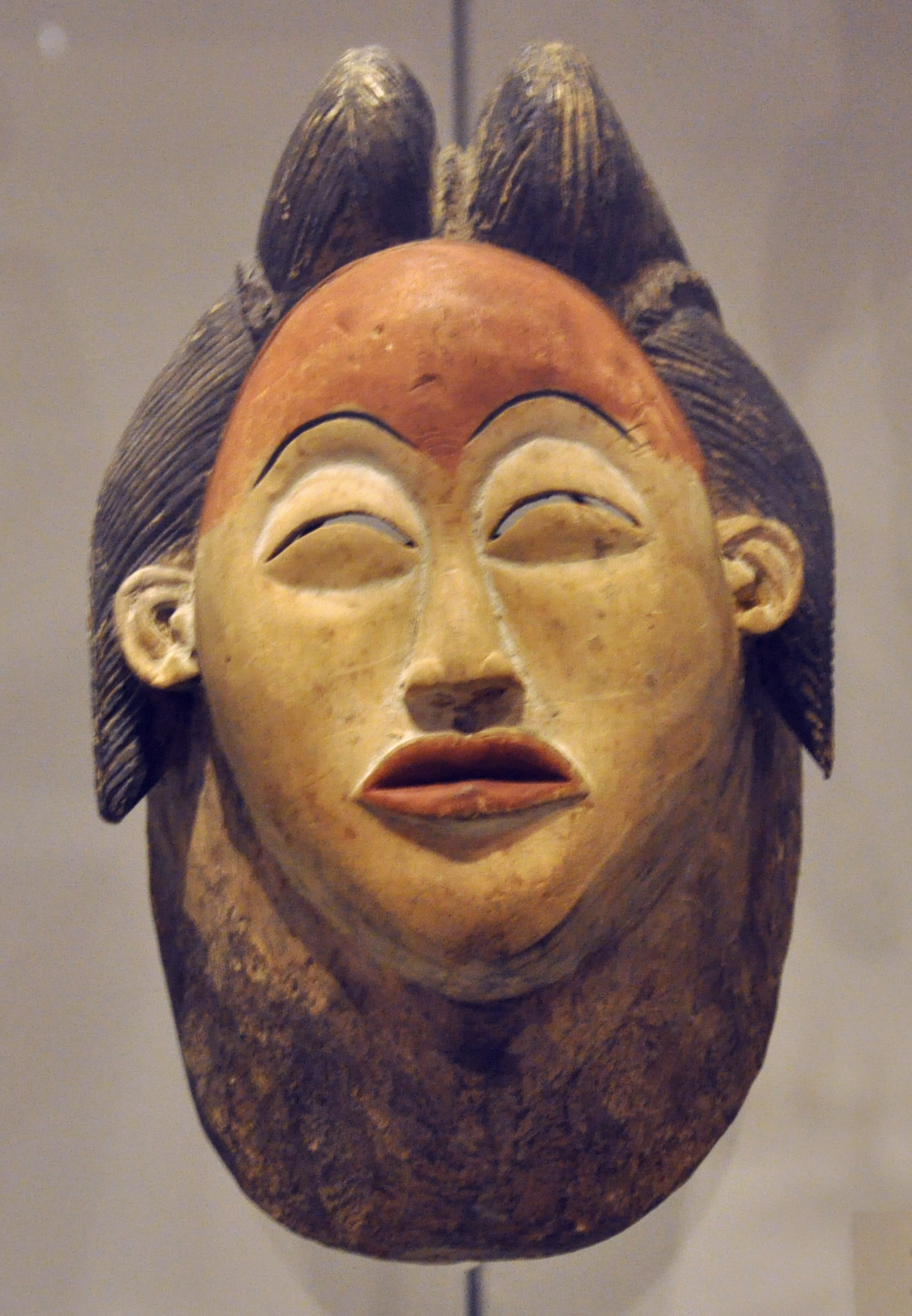
Phòng 25 - Mặt nạ (gỗ và bột màu); Người Punu, Gabon, thế kỷ 19 sau Công nguyên
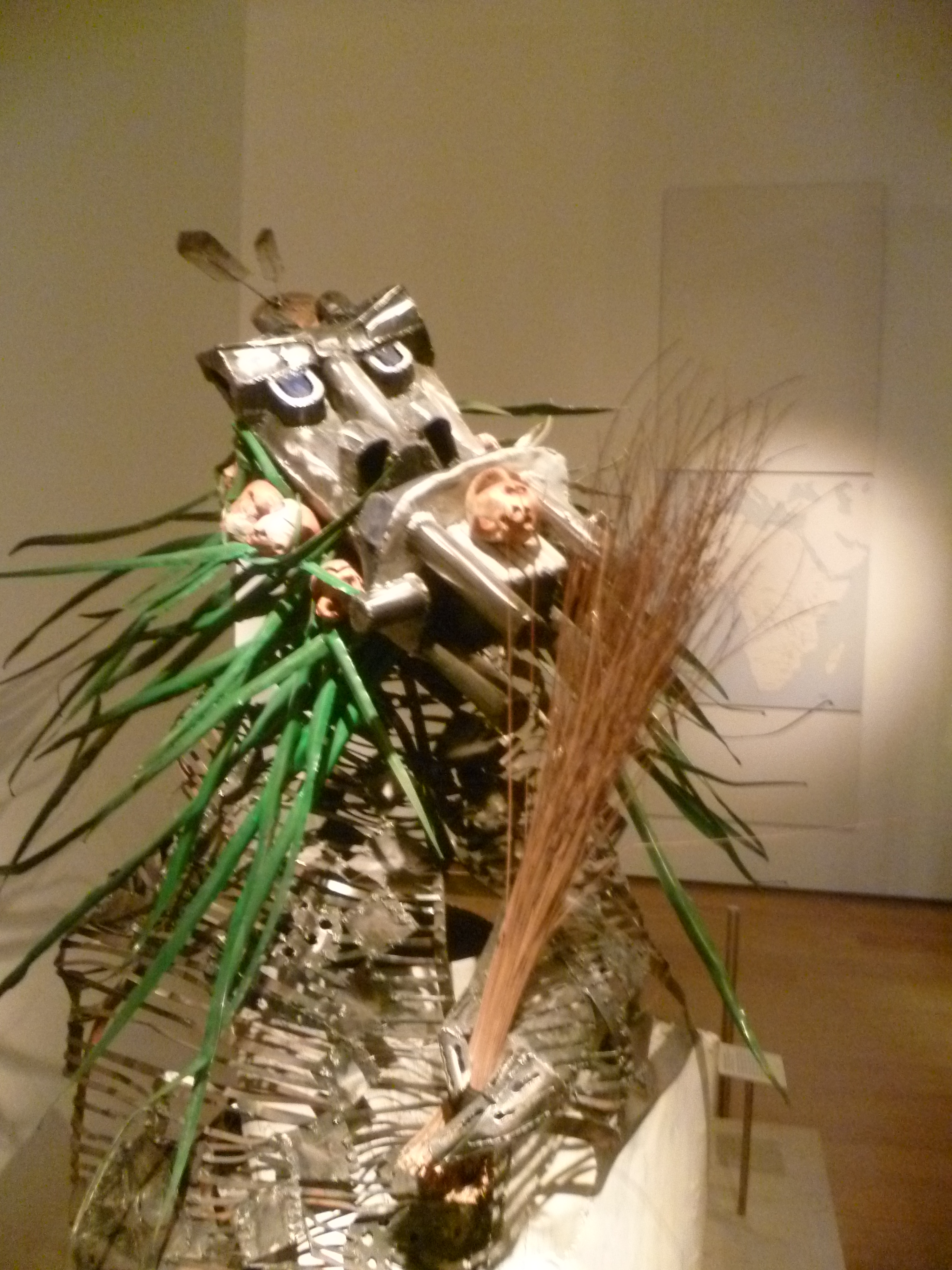
Phòng 25 - Lễ hội hóa trang Otobo trong Phòng trưng bày Châu Phi, Nigeria, thế kỷ 20 sau Công nguyên
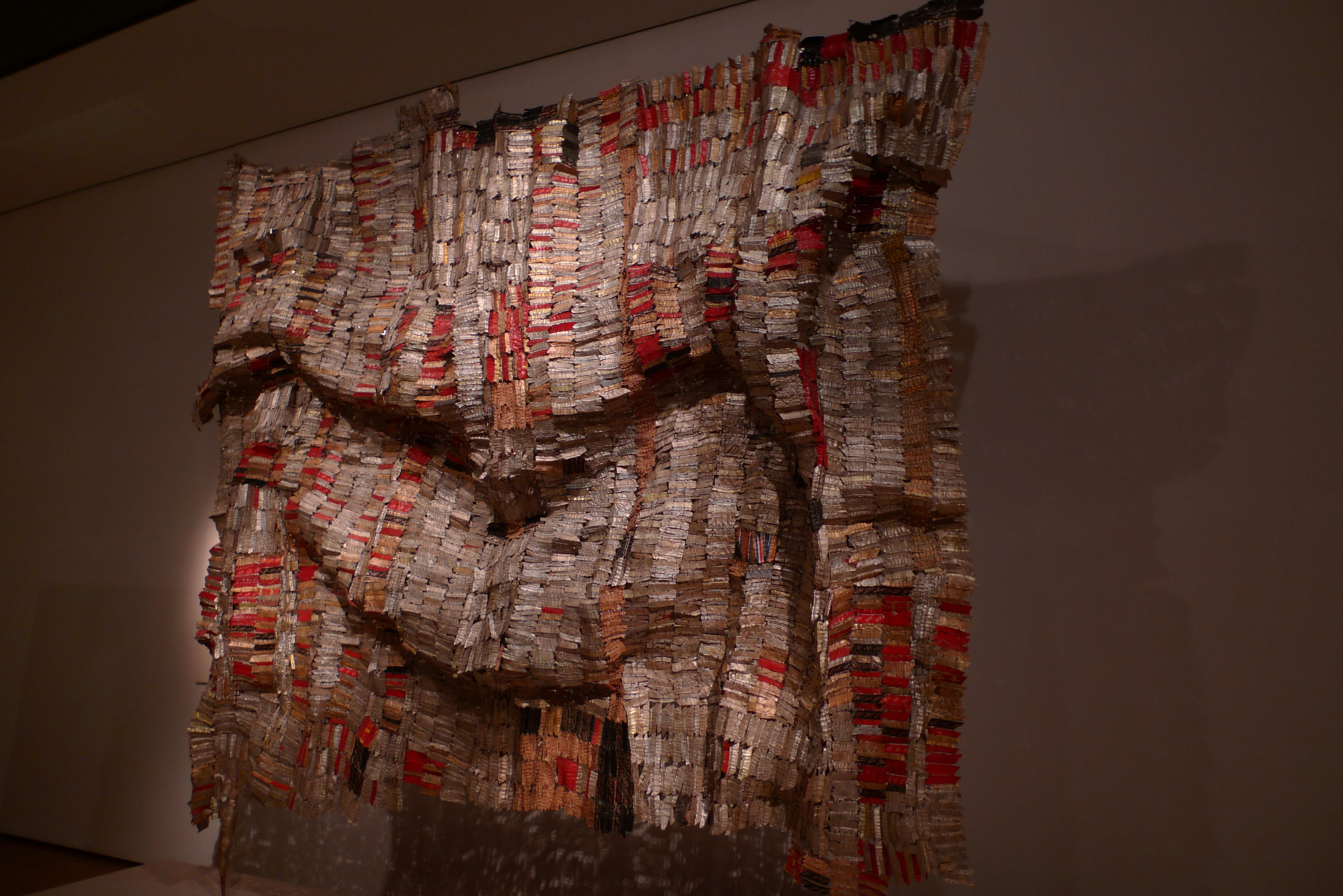
Phòng 25 - Giải thích hiện đại về vải kente từ Ghana, cuối thế kỷ 20 sau Công nguyên

## Thư viện ảnh
Tòa nhà

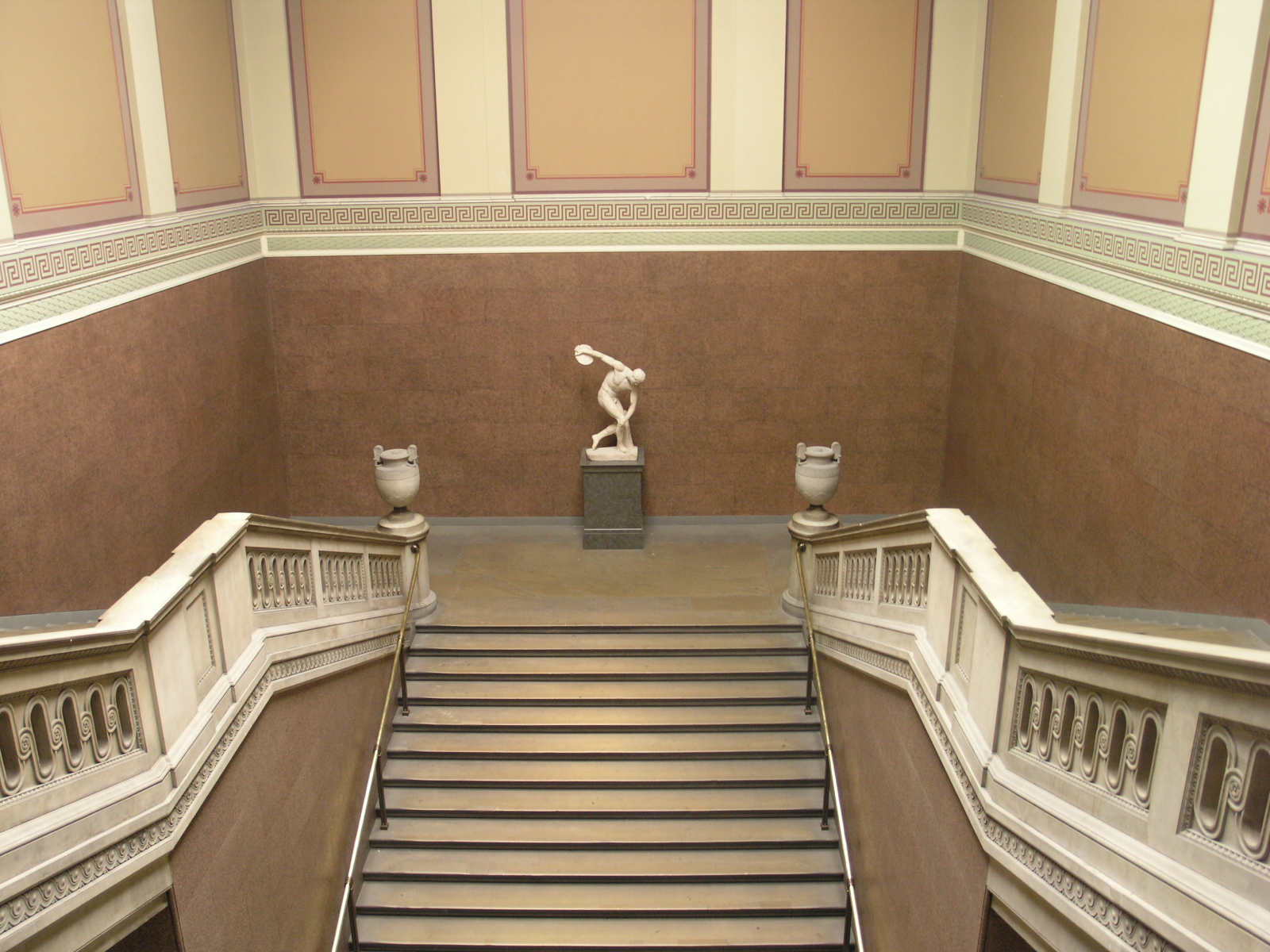
Cầu thang chính, Discobolus của Myron (the Discus-Thrower)
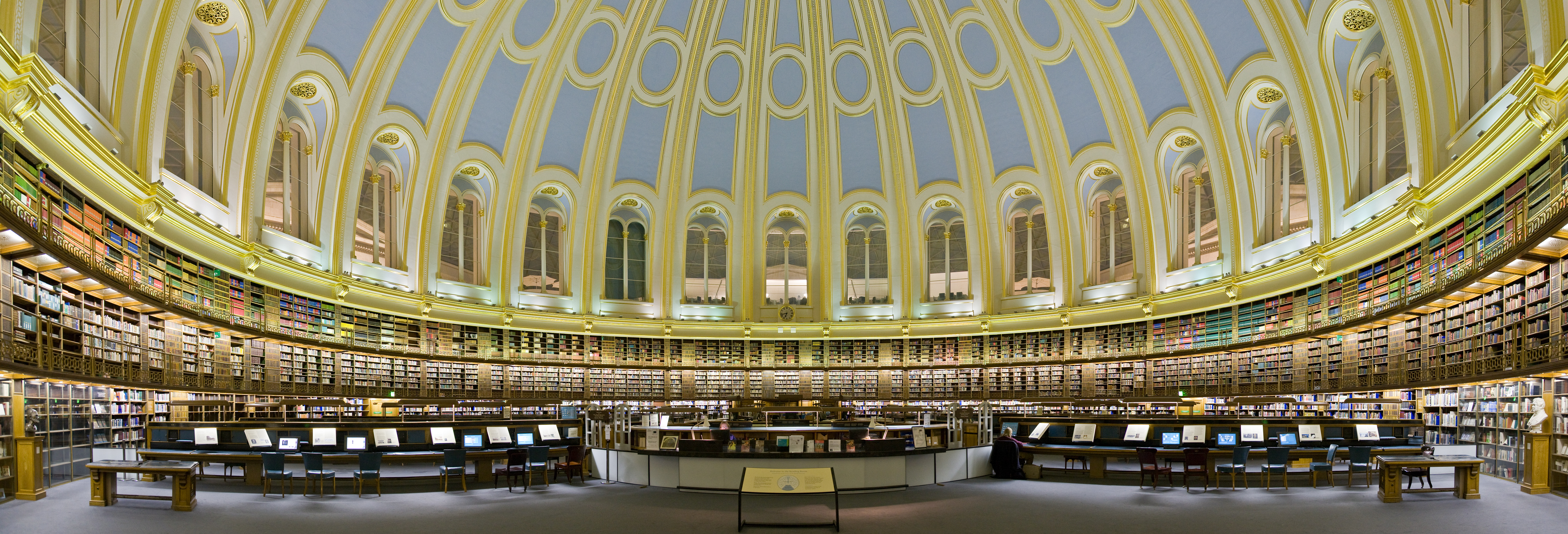
Phòng đọc Bảo tàng Anh
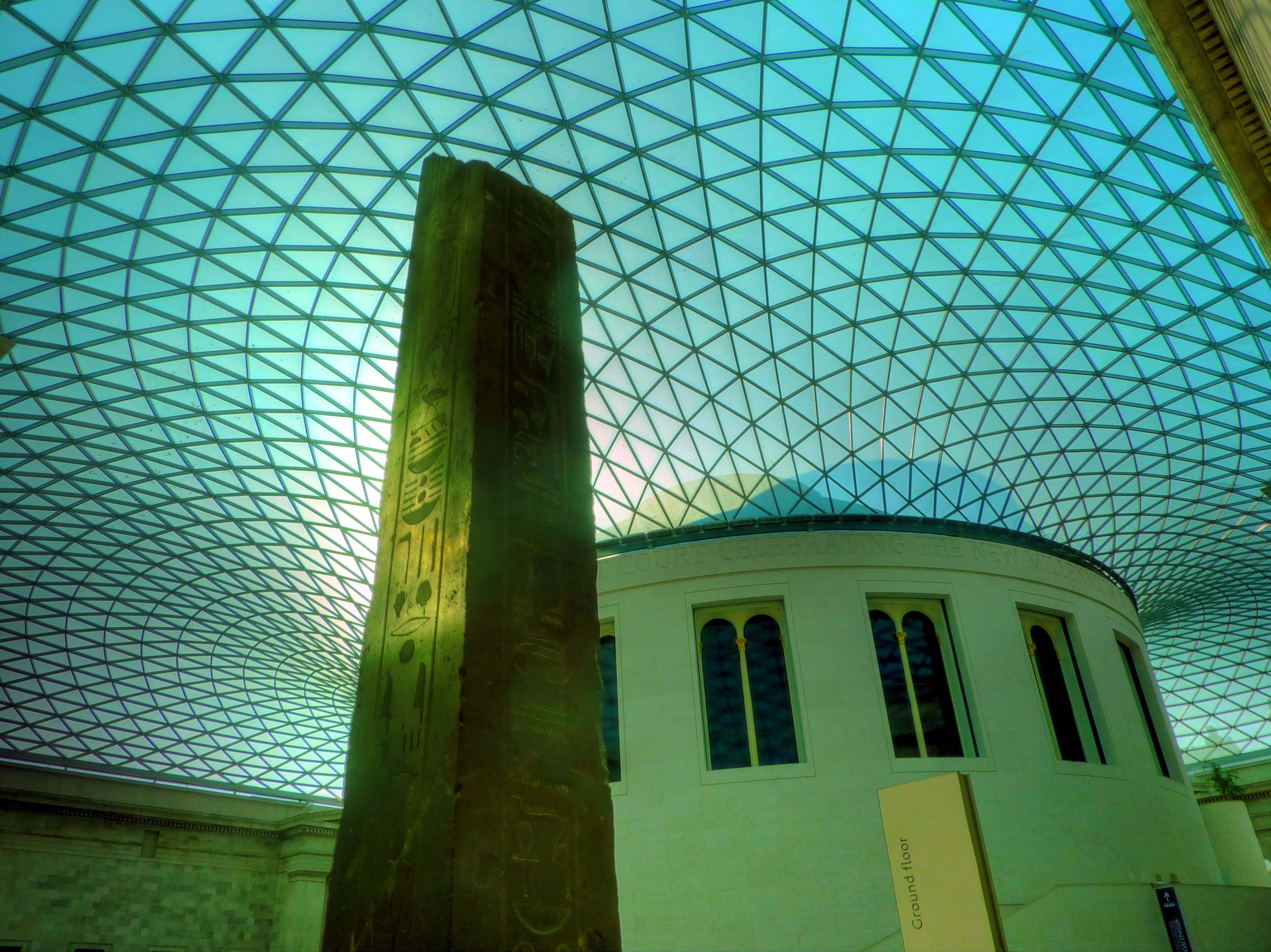
Trần của Great Court và các tháp bằng đá sa thạch đen của Nectanebo II, c. 350 BC
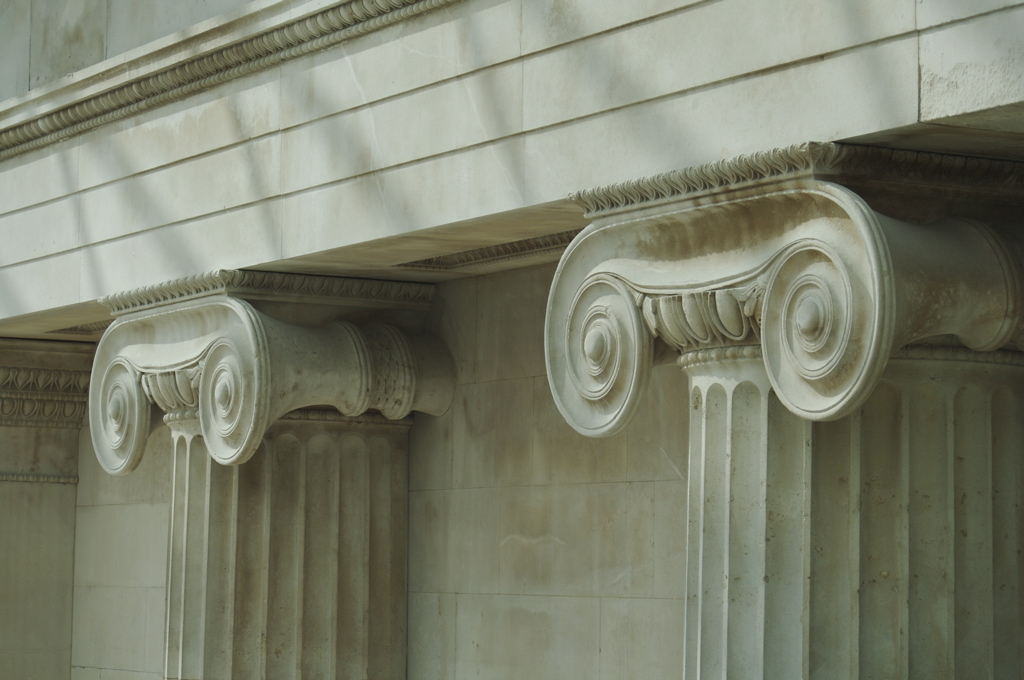
Chi tiết của cột Ionic trên một trụ ở Great Court
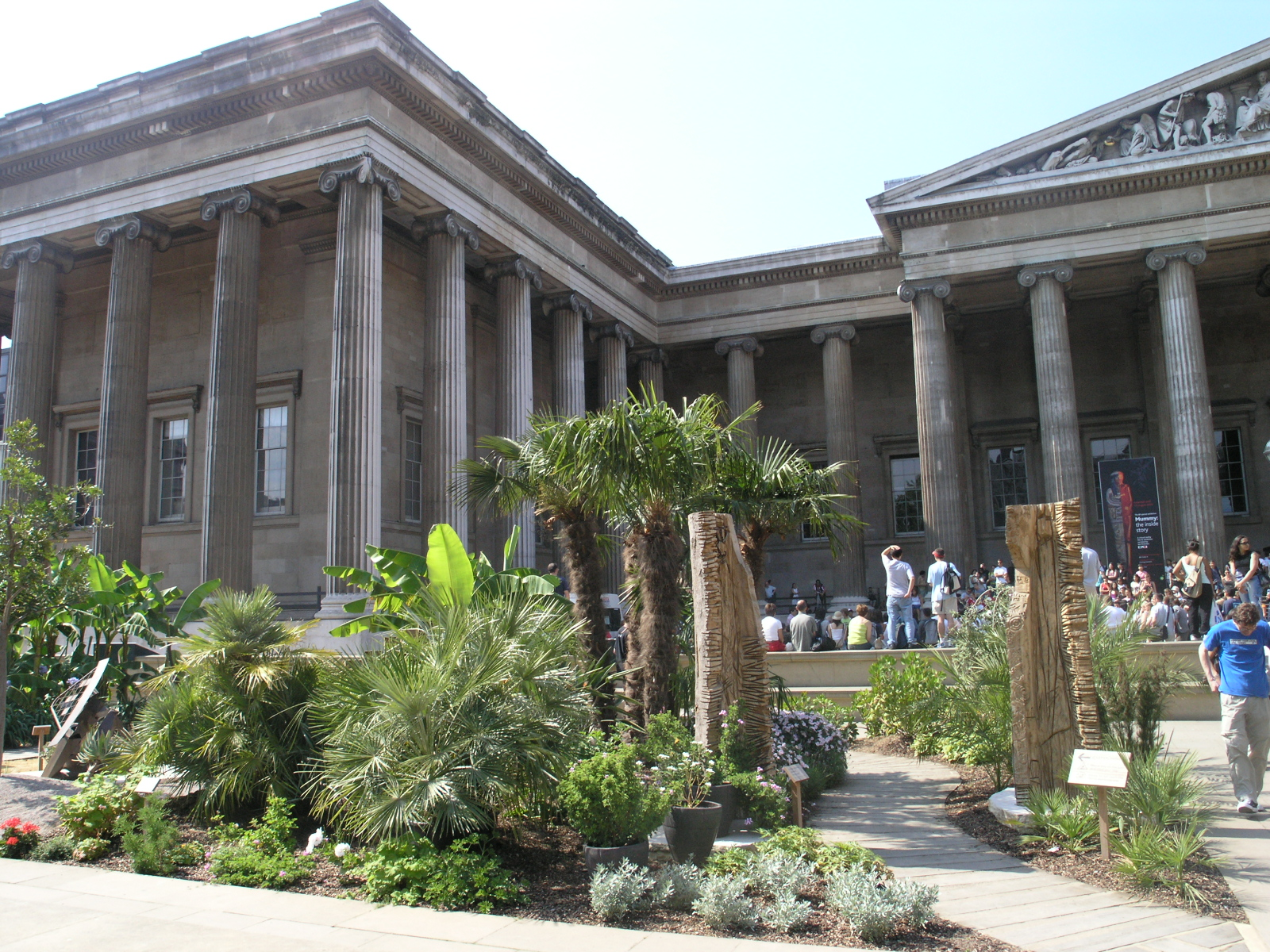
Khu vườn châu Phi - do BBC TV chương trình Lực lượng mặt đất tạo ra

Phòng trưng bày Bảo tàng
Bộ Ai Cập cổ đại và Sudan

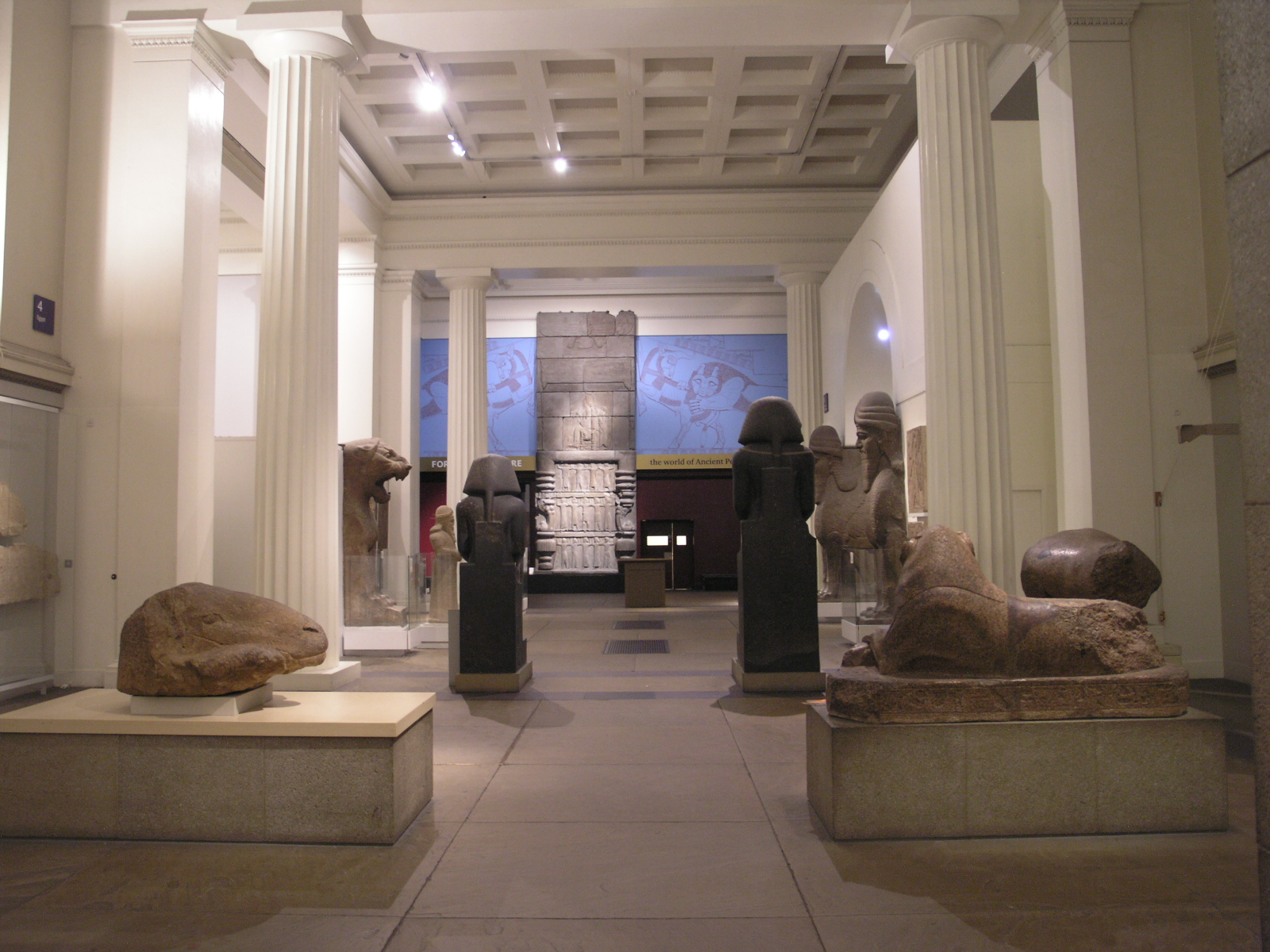
Phòng 4 - Tác phẩm điêu khắc Ai Cập, hướng nhìn về phía Transept Assyrian
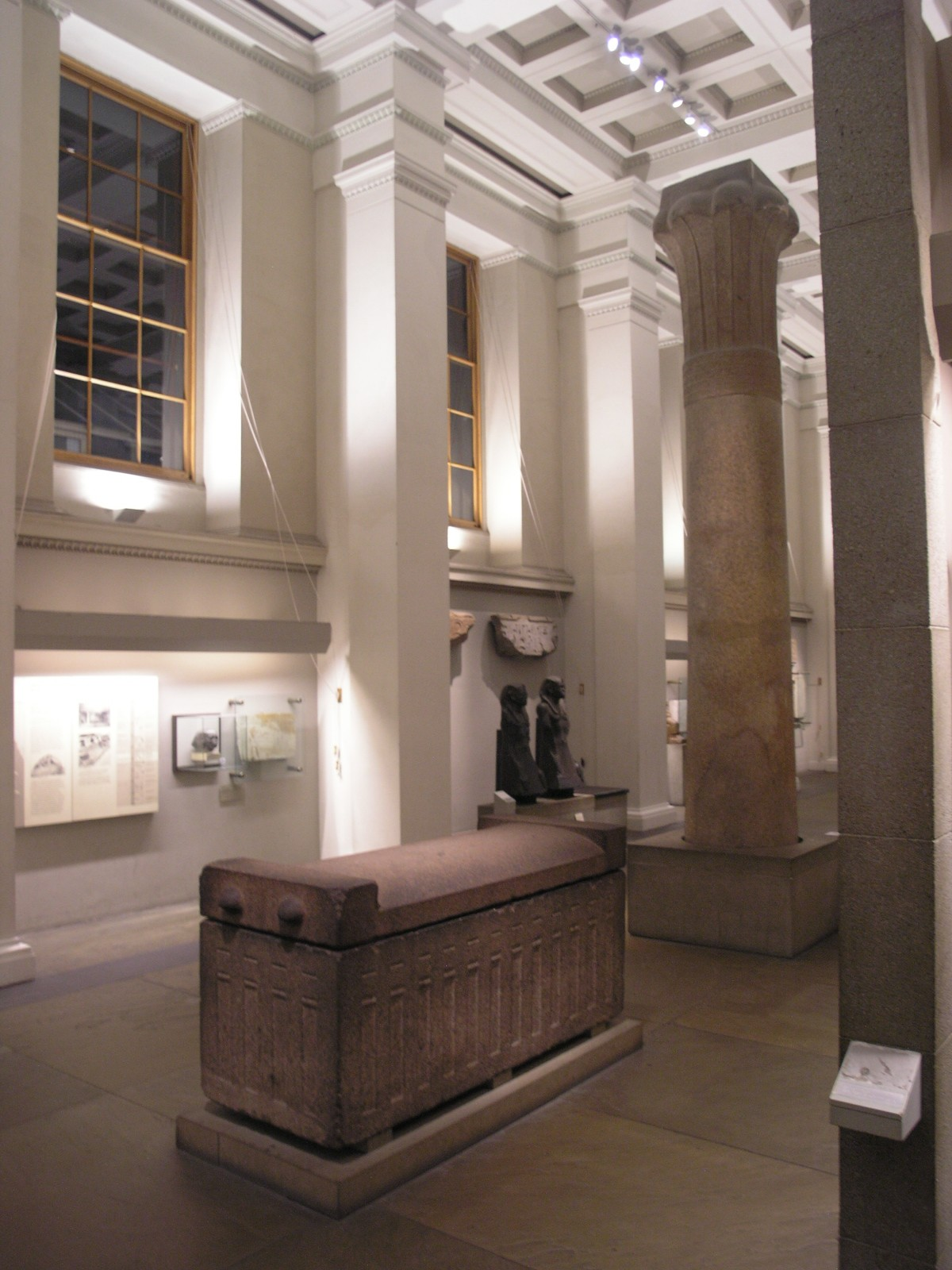
Phòng 4
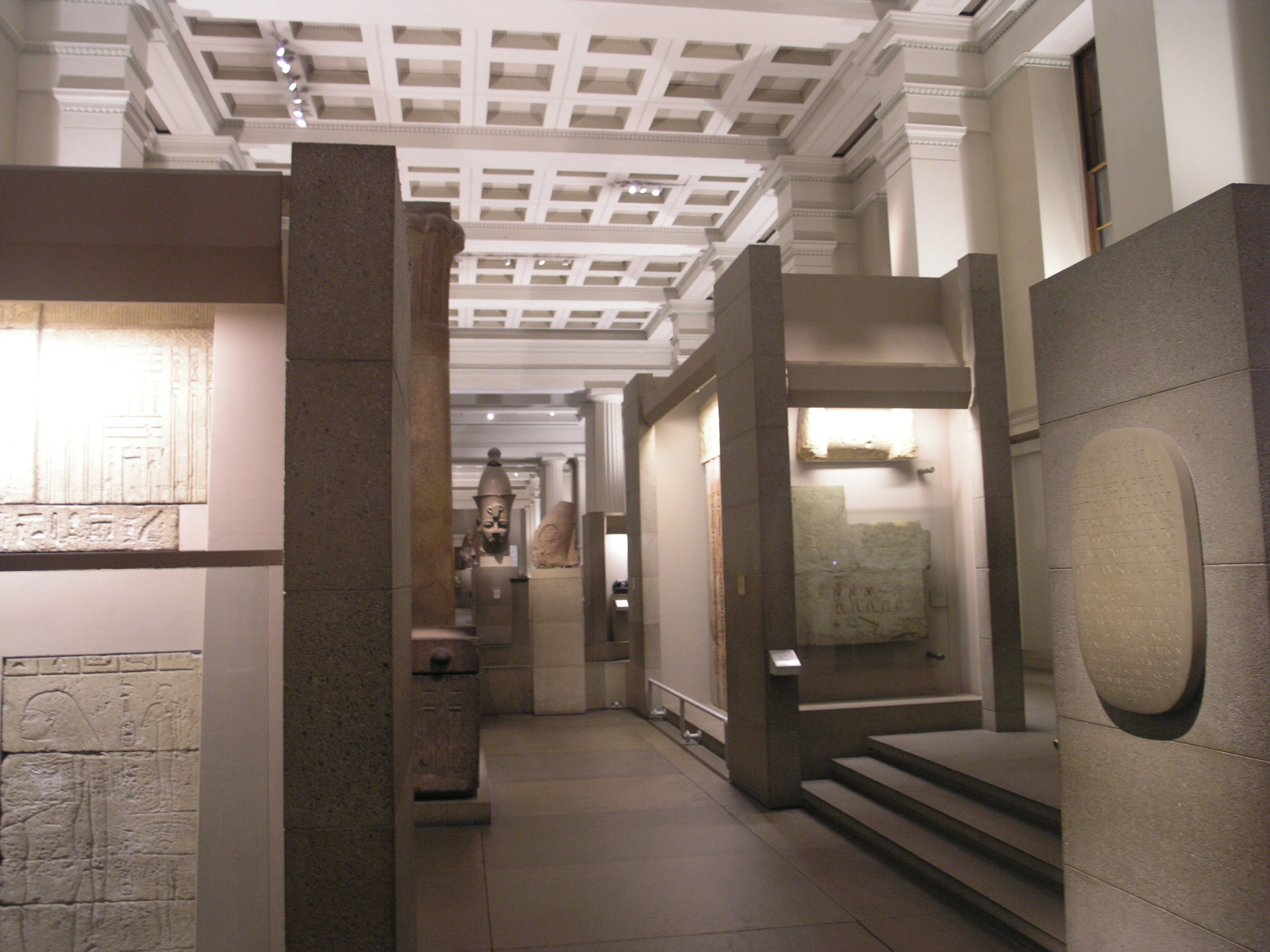
Phòng 4

Bộ Trung Đông

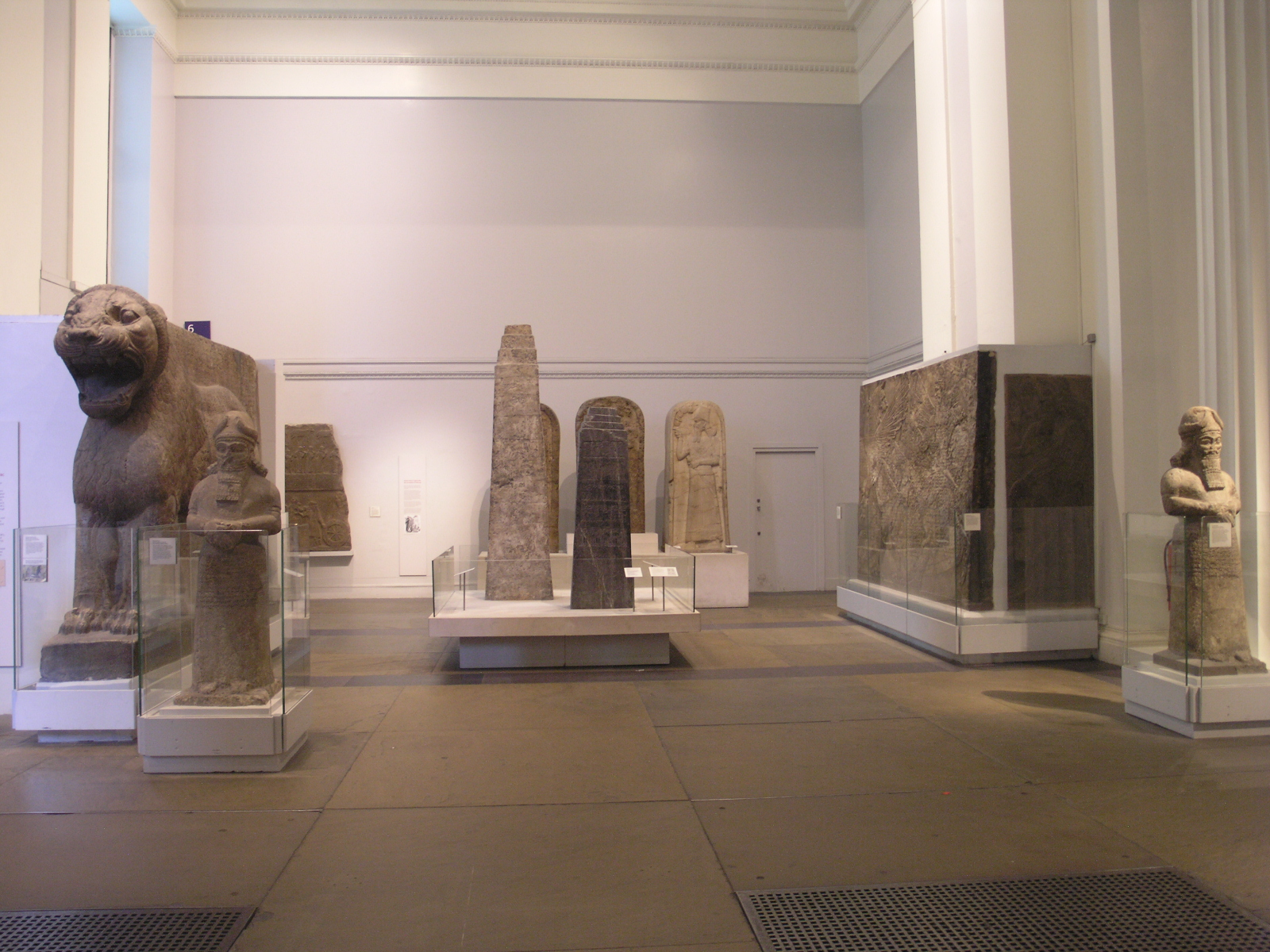
Bảo tàng Anh, Phòng 6 - Tác phẩm điêu khắc Assyria
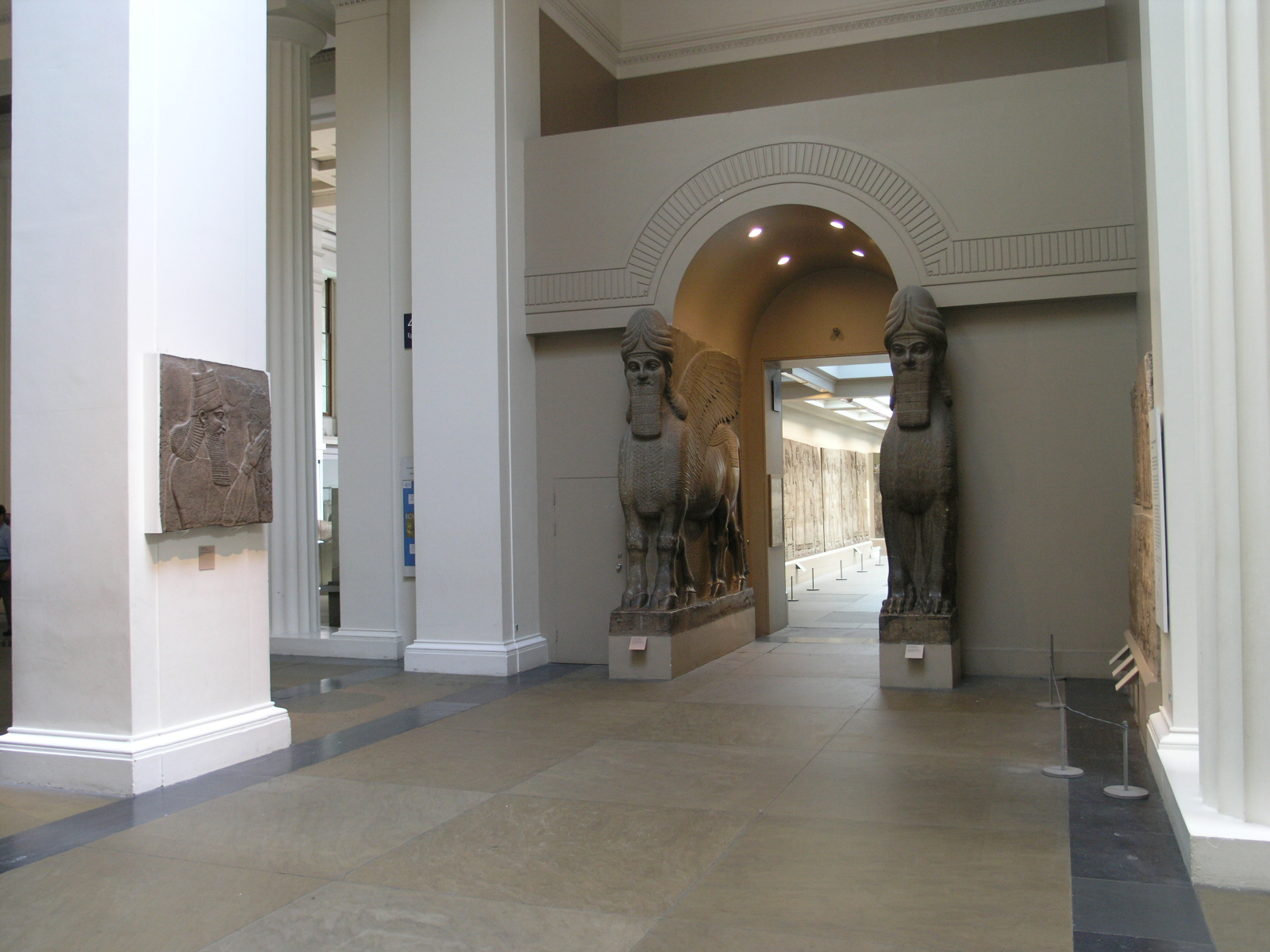
Phòng 8 – Cặp Lamassu từ Nimrud và phù điêu từ cung điện của Tiglath-Pileser III
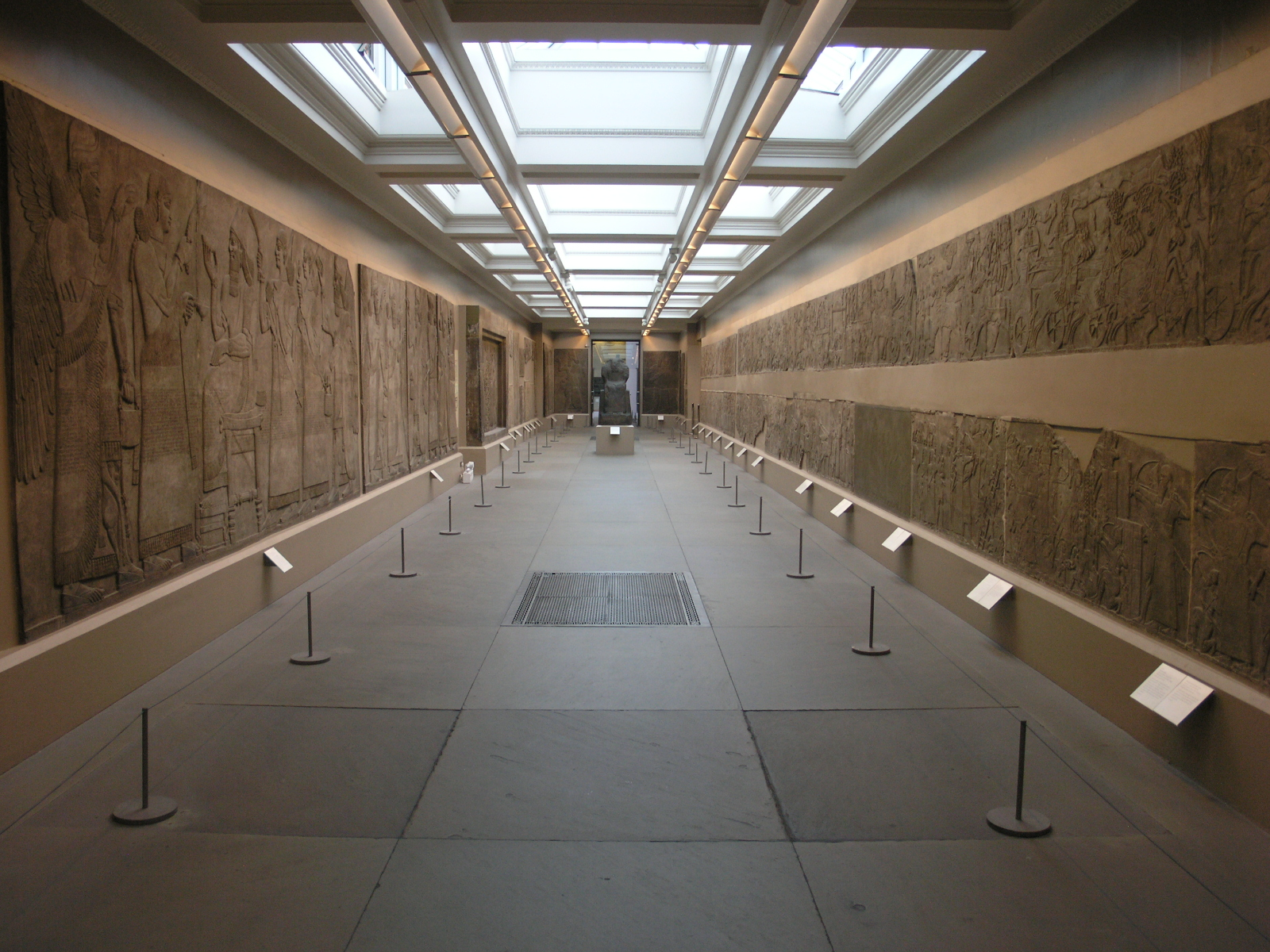
Phòng 7 – Phù điêu từ cung điện Tây Bắc của Ashurnasirpal II, Nimrud
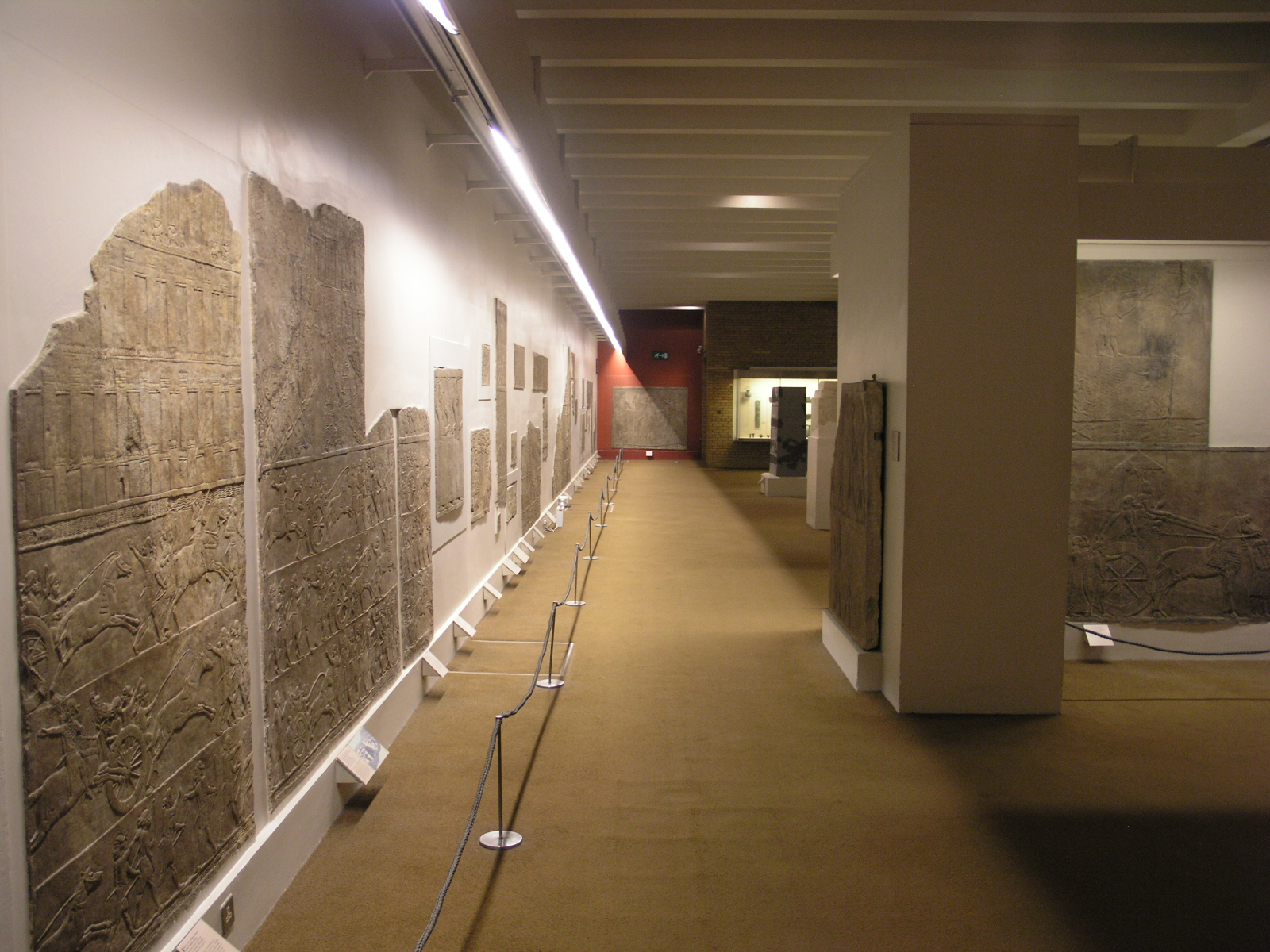
Phòng 89 – Nimrud & Nineveh Palace Reliefs
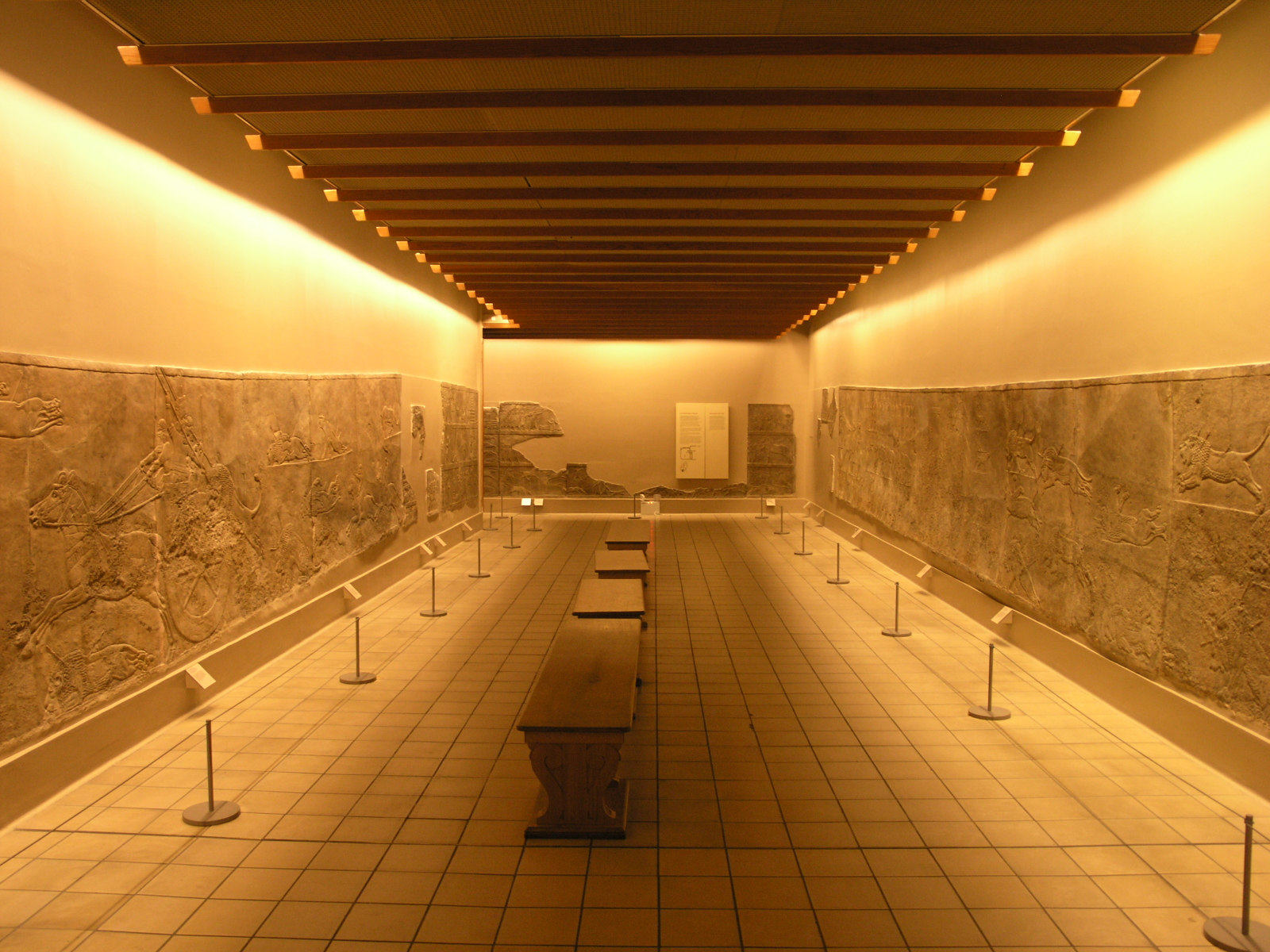
Phòng 10 – Nineveh, The Royal Lion Hunt

Bộ Hy Lạp và La Mã

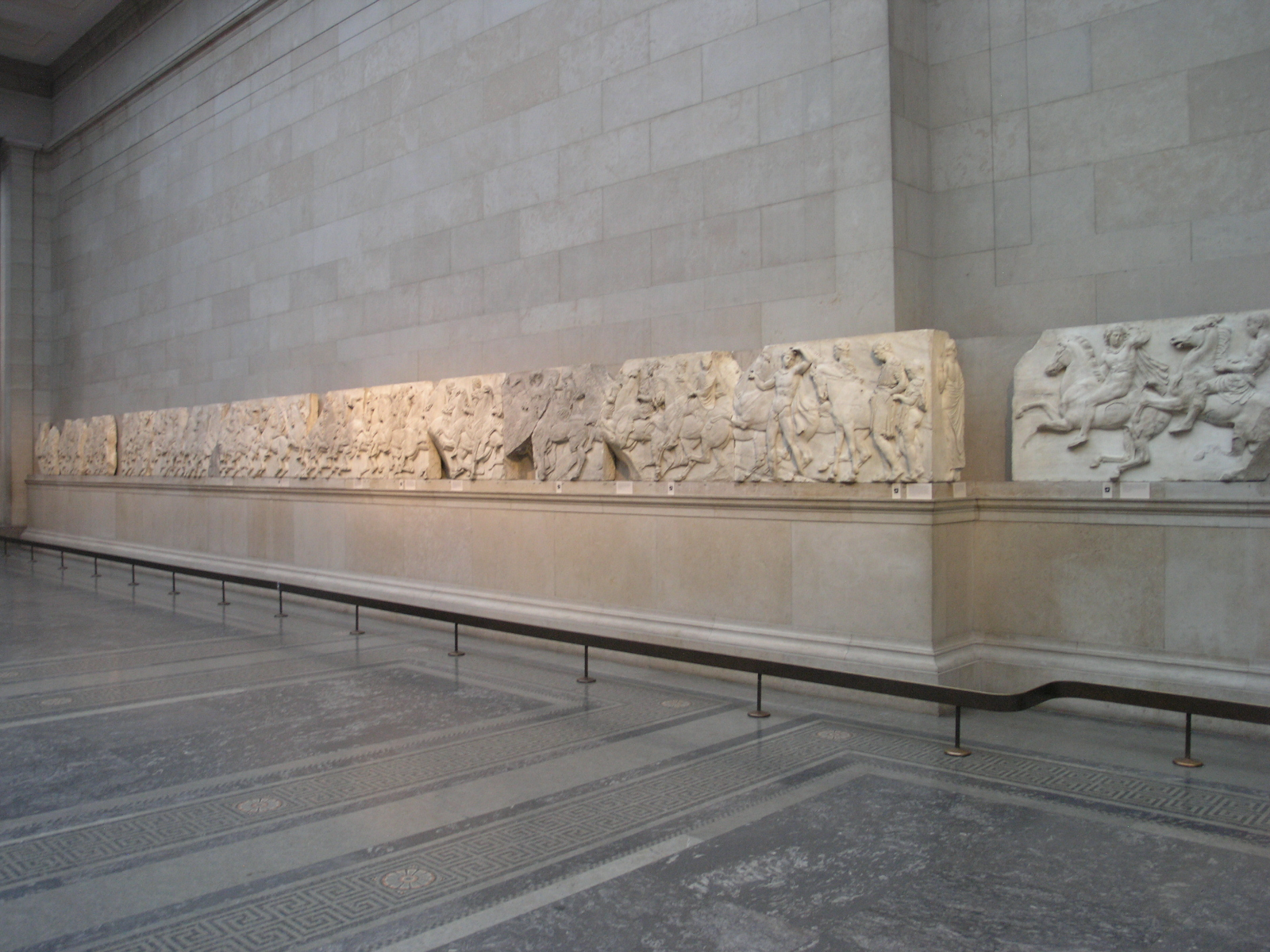
Phòng 18 – Hy Lạp cổ đại
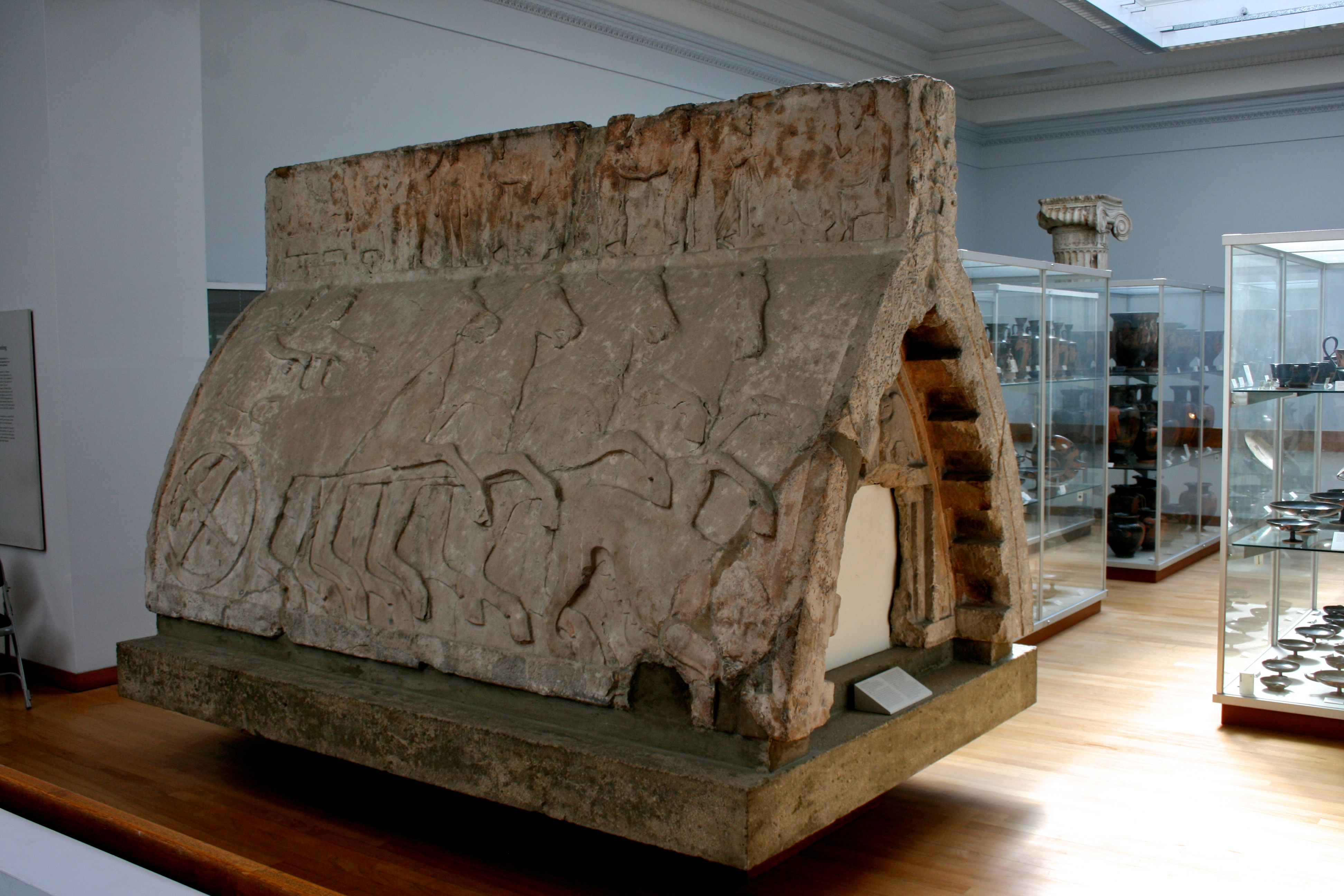
Phòng 20a – Lăng mộ Merehi & Bình hoa Hy Lạp, Lycia, 360 TCN
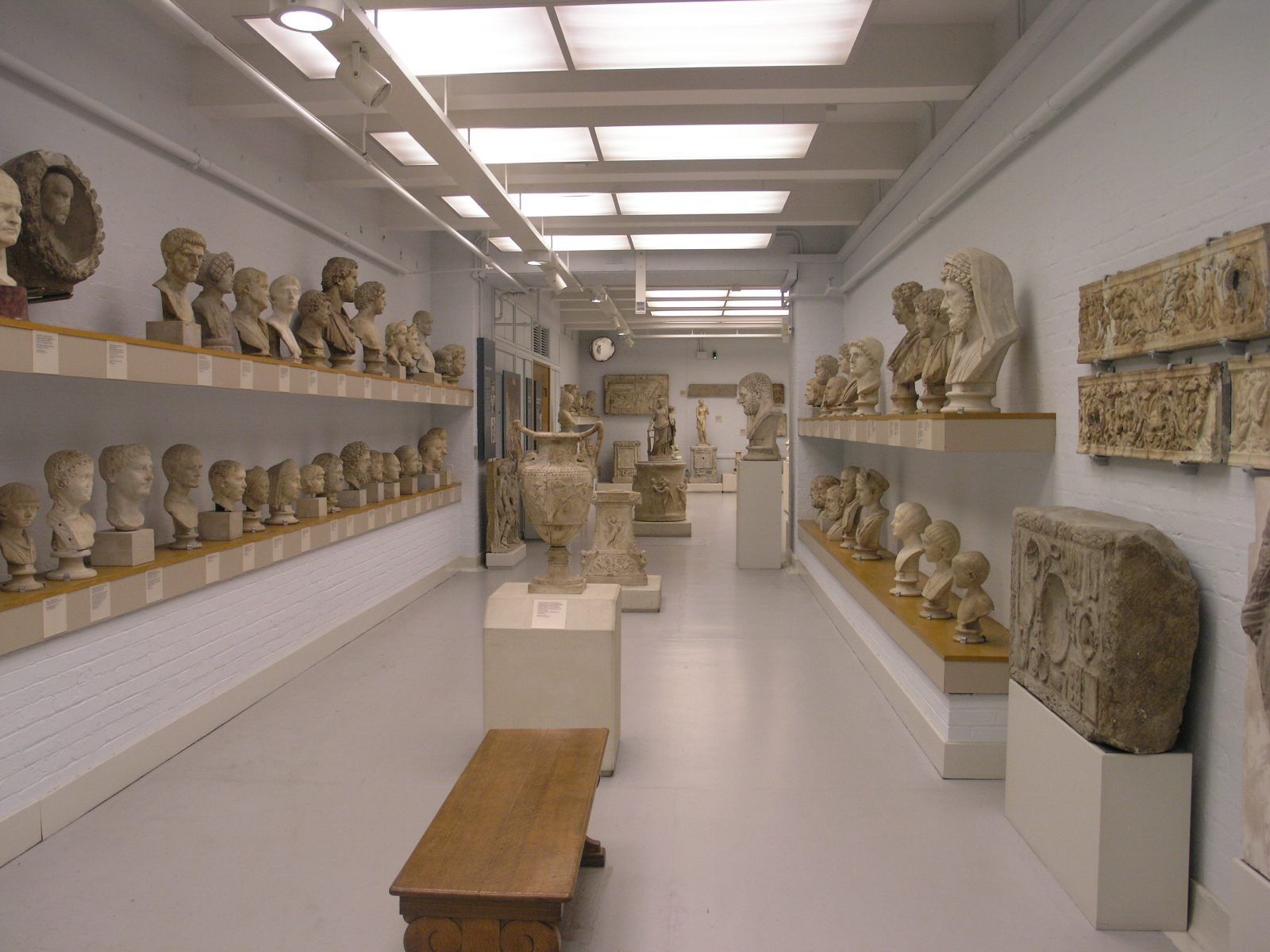
Phòng 85 – Điêu khắc chân dung, La mã
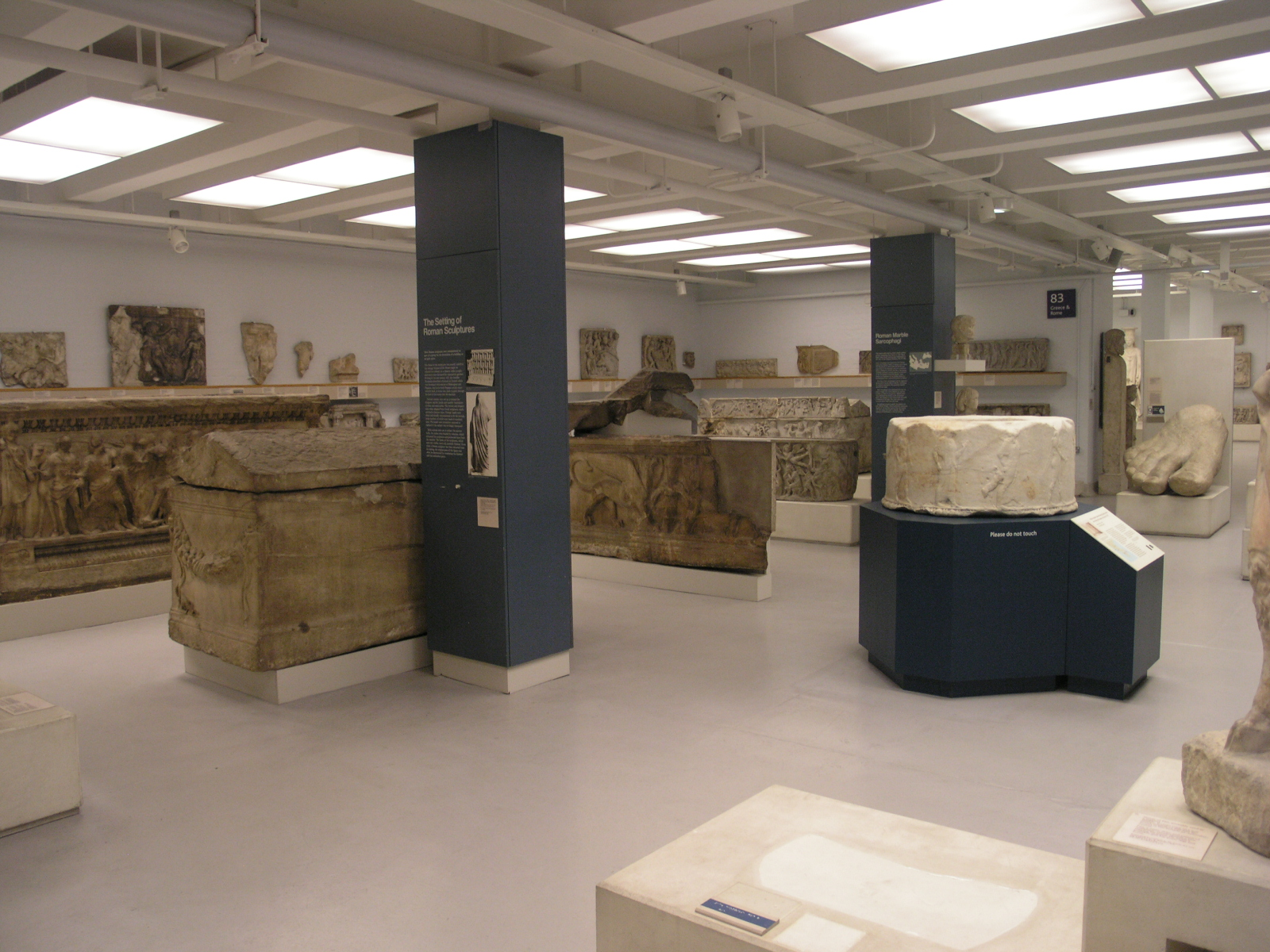
Phòng 83 – Điêu khắc La mã
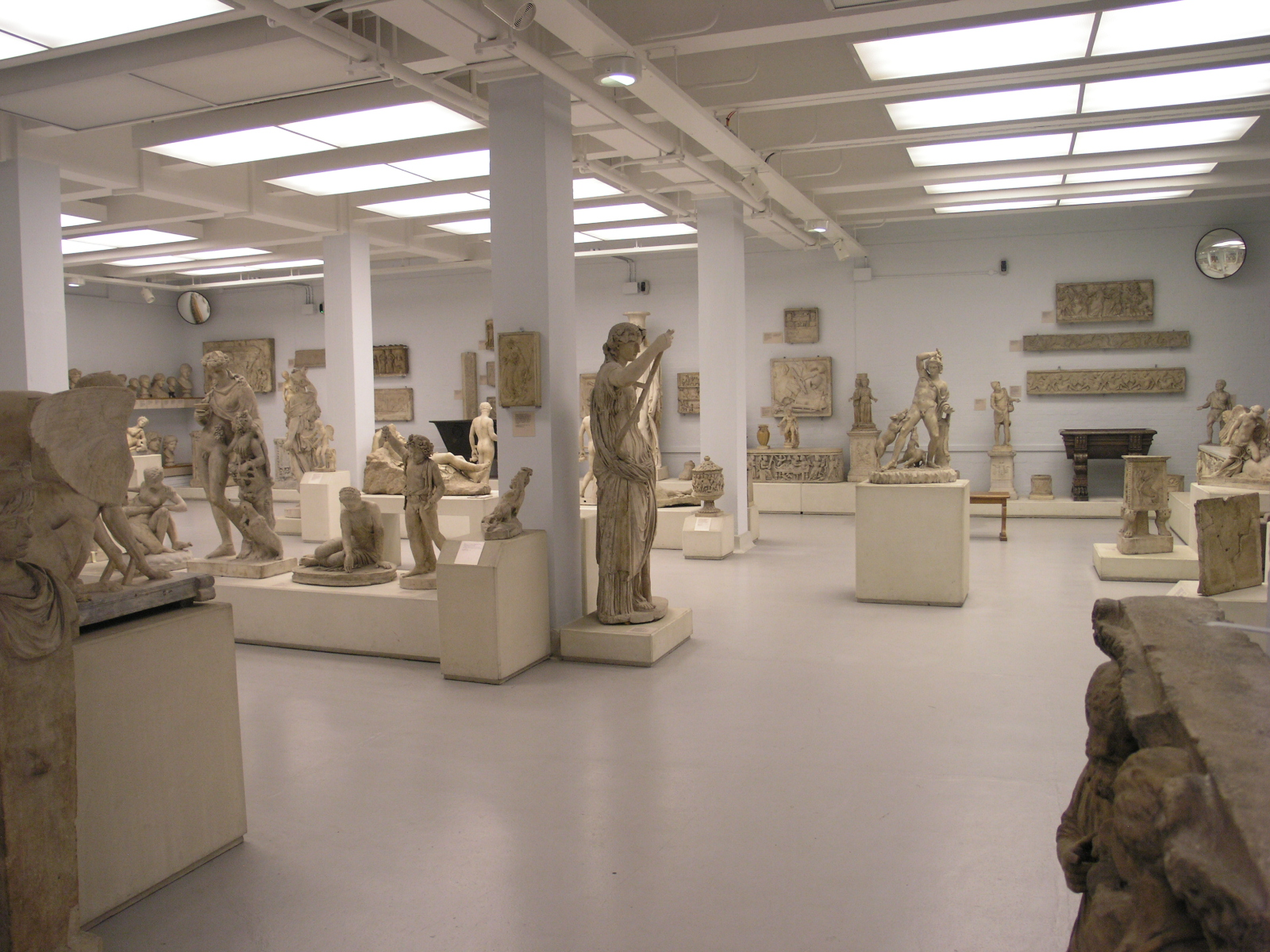
Phòng 84 – Towneley Tác phẩm điêu khắc La Mã
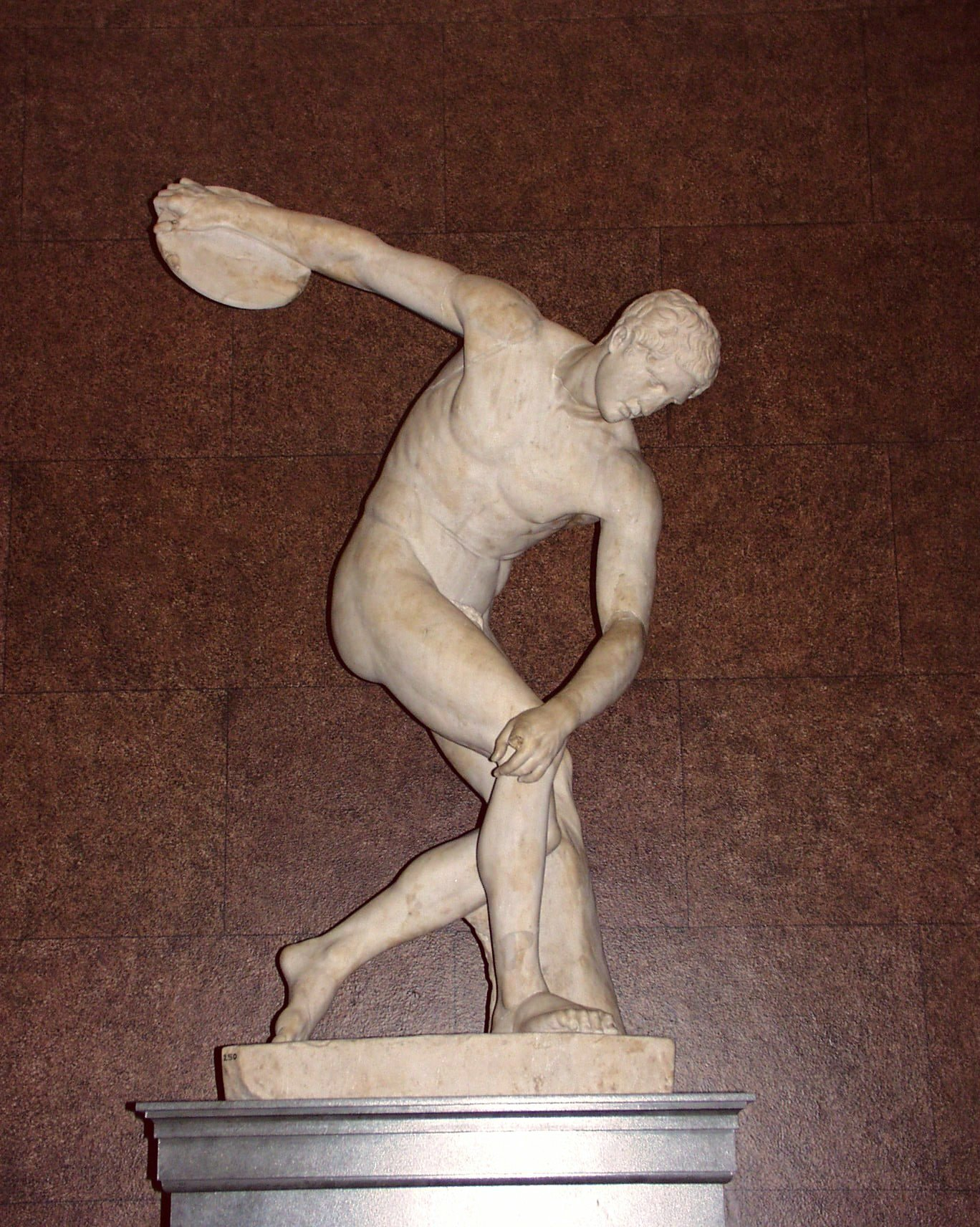
Cầu thang chính - Discobolus, La mã
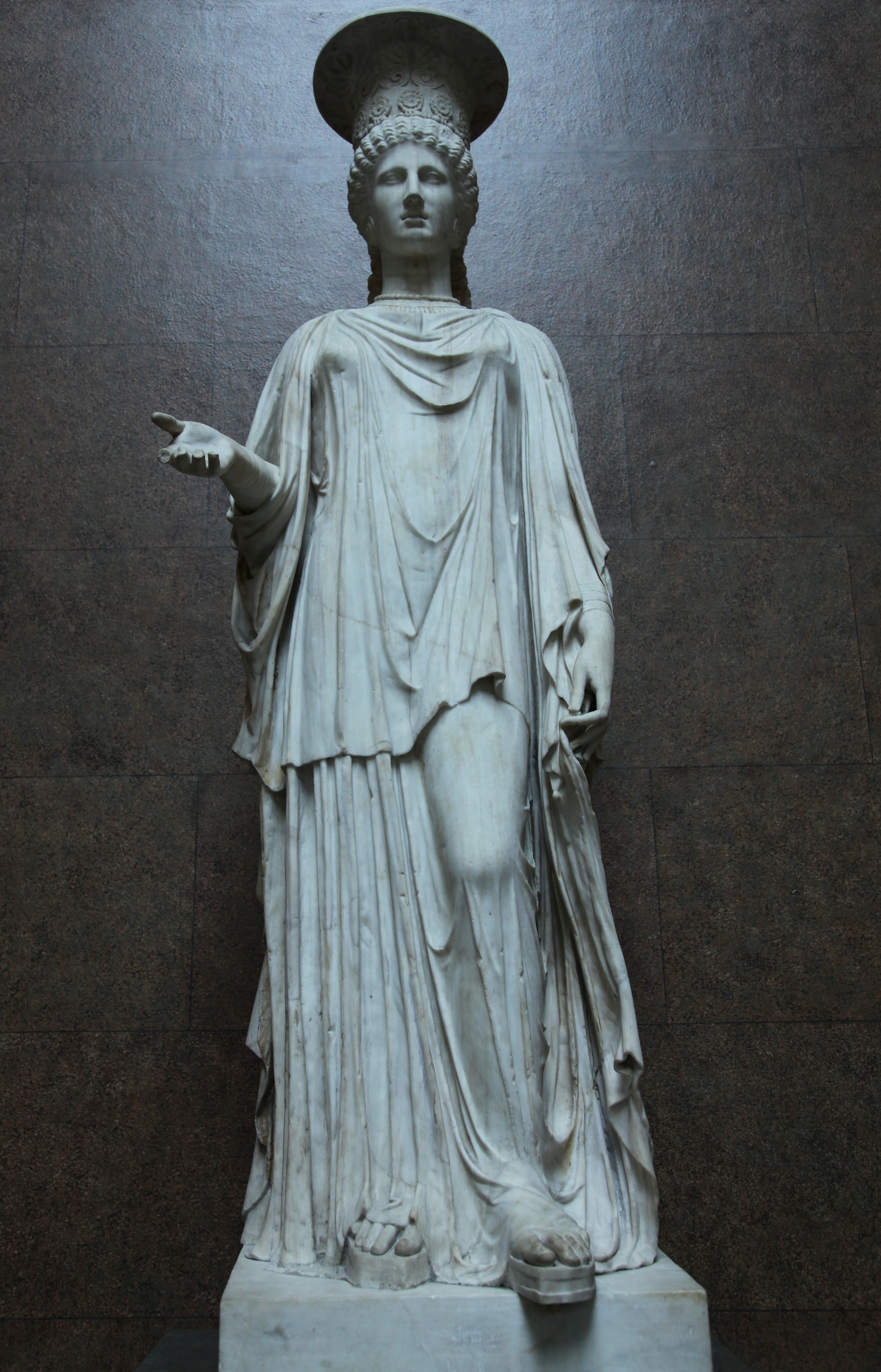
Cầu thang chính - Townley Caryatid, La Mã, 140–160 SCN

### Kỹ thuật số và trực tuyến
Bảo tàng đã hợp tác với Viện Văn hóa Google để đưa bộ sưu tập lên mạng.